# Česko
Česko, plným názvem Česká republika, je vnitrozemský stát ve střední Evropě. Na jihu sousedí s Rakouskem, na západě s Německem, na severovýchodě s Polskem a na jihovýchodě se Slovenskem. Povrch má převažující ráz pahorkatin a vrchovin, podnebí je mírné, přechodné mezi kontinentálním a oceánickým typem. Skládá se ze tří historických zemí – Čech, Moravy a českého Slezska. Česko se dělí na 14 samosprávných krajů, má rozlohu 78 870 km² a žije v něm 10,9 milionu obyvatel. Hlavním a největším městem je Praha; mezi další velká města patří Brno, Ostrava, Plzeň, Liberec a Olomouc. Většina obyvatel jsou Češi a Moravané, nejvýznamnějšími menšinami jsou Slováci a Ukrajinci. Úředním a nejrozšířenějším jazykem je čeština, částečně úředními jsou také slovenština a polština.
Přemyslovské knížectví vzniklo v Čechách koncem 9. století v rámci Velkomoravské říše. V roce 1002 bylo České knížectví formálně uznáno jako říšské léno Svaté říše římské a v roce 1198 se stalo královstvím. Po bitvě u Moháče v roce 1526 byly všechny země Koruny české postupně začleněny do habsburské monarchie. Téměř o sto let později vedlo české stavovské povstání k třicetileté válce. Po bitvě na Bílé hoře Habsburkové upevnili svou vládu. V době zániku Svaté říše římské v roce 1806 byly země Koruny české součástí Rakouského císařství a v roce 1867 se staly částí jeho nástupnického soustátí Rakouska-Uherska.
V průběhu 19. století se české země více industrializovaly a v roce 1918 se po rozpadu Rakouska-Uherska s koncem první světové války staly součástí první Československé republiky. Československo bylo jedinou zemí ve střední a východní Evropě, která zůstala parlamentní demokracií po celé meziválečné období. Po Mnichovské dohodě v roce 1938 nacistické Německo systematicky ovládlo české země, ale po druhé světové válce bylo v roce 1945 Československo obnoveno. O tři roky později převzal při státním převratu v roce 1948 moc komunistický režim a Československo se stalo totalitním státem východního bloku. Pokusy o liberalizaci vlády a ekonomiky byly potlačeny invazí do země vedenou Sovětským svazem během pražského jara v roce 1968. Roku 1969 vznikly v rámci nové československé federace dva národní státy, český a slovenský. Vládu komunistické státostrany ukončila v listopadu 1989 sametová revoluce, po které došlo k obnově demokracie. Dne 31. prosince 1992 bylo Československo pokojně rozpuštěno, čímž se osamostatnila Česká republika i Slovenská republika.
Česká republika je unitární parlamentní republikou, s prezidentem jako ceremoniální hlavou státu, zákonodárnou moc má dvoukomorový parlament. Je vyspělou zemí s rozvinutým sociálně tržním hospodářstvím s vysokými příjmy; sociálním státem s evropským sociálním modelem, všeobecnou zdravotní péčí a bezplatným vysokoškolským vzděláním. V indexu lidského rozvoje jí patří 32. místo. Česko je členem Organizace spojených národů, Evropské unie, schengenského prostoru, Severoatlantické aliance, Organizace pro hospodářskou spolupráci a rozvoj, Světové obchodní organizace, Mezinárodního měnového fondu, Světové banky, Rady Evropy, Organizace pro bezpečnost a spolupráci v Evropě a Visegrádské skupiny.

## Historické státní útvary na území Česka
Česko navazuje na tradice státnosti Velké Moravy,[ujasnit] sahající do 9. století, Českého knížectví, Českého království, Slezských knížectví a Slezského vévodství, Moravského markrabství, a Československa.

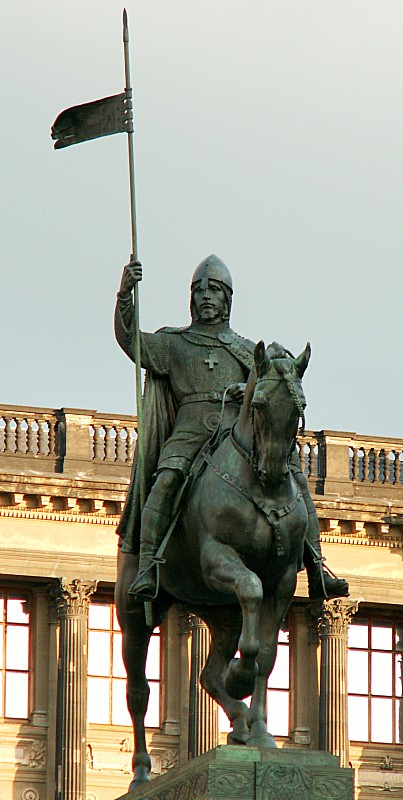
Socha svatého Václava na Václavském náměstí

Prvním doloženým státním útvarem na území dnešní České republiky byl nadkmenový svaz Sámovy říše, ve druhé polovině 9. století pak vznikla Velkomoravská říše. Když kolem roku 907 zanikla pod náporem kočovných maďarských kmenů, těžiště státního vývoje se přesunulo do Čech. Tamní panovníci z rodu Přemyslovců vybudovali středověký přemyslovský stát, též nazývaný český stát (České knížectví, později České království), od přelomu 10. a 11. století tvořící součást Svaté říše římské. Od doby Karla IV. (1348) se pro země podléhající českému králi užívalo rovněž pojmu země Koruny české, kterýžto pojem zahrnoval i Moravské markrabství a Vévodství Horní a Dolní Slezsko.
Od roku 1526 byly České země postupně začleňovány do habsburské monarchie, jejíž vládci využili svého vítězství v bitvě na Bílé hoře nad českými stavy (1620) k výraznému omezení dřívější samostatnosti Českého království. Země Koruny české, po roce 1749 navzájem státoprávně nespojité, zůstaly korunními zeměmi Habsburků až do konce první světové války v roce 1918. Od roku 1804 měla habsburská monarchie oficiální název Rakouské císařství a od roku 1867 se mocnářství nazývalo Rakousko-Uhersko.
Po zániku Rakouska-Uherska v roce 1918 vzniklo Československo jako unitární stát s republikánským zřízením. Roku 1938 byly na základě konference v Mnichově pohraniční, převážně německojazyčné oblasti současné České republiky přičleněny k nacistické Německé říši a v roce 1939 byla zahájena okupace zbytku území německou armádou, na základě čehož vznikl protektorát Čechy a Morava. Československo bylo obnoveno v roce 1945, od roku 1960 mělo oficiální název Československá socialistická republika. Ta byla roku 1969 federalizována, přičemž v rámci tohoto procesu vznikla Česká socialistická republika, formálně svrchovaný národní stát, z hlediska mezinárodního práva přímý předchůdce současné České republiky. Tento oficiální název nese český stát od 6. března 1990, kdy bylo po pádu komunistického režimu vypuštěno z názvu slovo „socialistická“. Československo získalo v roce 1990 nový oficiální název: Česká a Slovenská Federativní Republika. Krátce nato, ke konci roku 1992, však zaniklo a místo něj vznikly dva nové státy, Česko a Slovensko. Dne 1. ledna 1993 vstoupila v platnost Ústava České republiky, podle jejíž preambule navazuje nový stát na tradice státnosti Československa a bývalých zemí Koruny české.
Existenci České republiky jako subjektu mezinárodního práva uznávají všechny státy světa. Do 8. září 2009, kdy byly navázány diplomatické vztahy, nebyla uznávána jako samostatný stát ze strany Lichtenštejnska.
Lichtenštejnsko kladlo jako předběžnou podmínku uznání a navázání diplomatických styků český souhlas dvoustranně jednat o tématech majetkového charakteru (majetkové spory existovaly již mezi Lichtenštejnskem a Československem od vzniku Československa, nově šlo i o vyvlastnění majetku rodu Lichtenštejnů podle Benešových dekretů). Lichtenštejnská snaha zabránit přijetí Česka do mezinárodních organizací nebyla úspěšná.

## Název a státní symboly

Český lev v červeném poli, dnešní malý státní znak, se poprvé objevil ve 13. století

Oficiálním názvem státu podle ústavy je Česká republika; jednoslovný název Česko se v ústavě nevyskytuje (stejně jako se v ní nevyskytovalo Československo – zeměpisný název nemusí být nutně součástí ústavy), je však součástí oficiální databáze OSN coby jednoslovný název státu. V květnu 2016 vláda oficiálně schválila též překlady zeměpisného názvu Česko do angličtiny (Czechia) a dalších světových jazyků (fr. Tchéquie, šp. Chequia atd.).

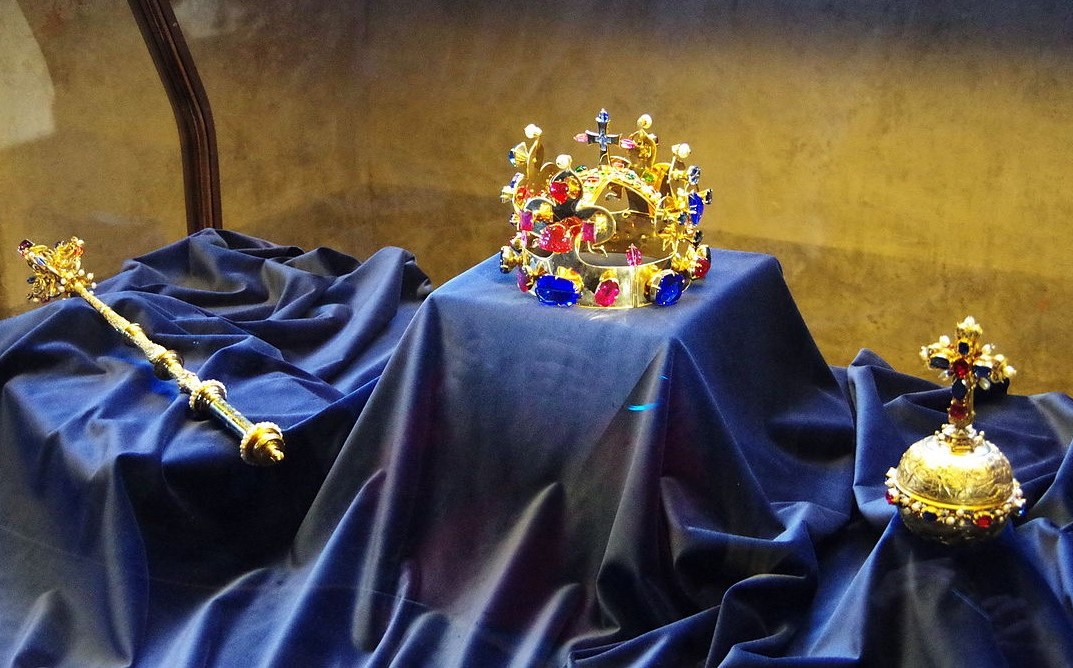
Svatováclavská koruna z českých korunovačních klenotů je čtvrtá nejstarší v Evropě

Státní symboly České republiky jsou velký a malý státní znak, státní vlajka (republika po rozpadu federace převzala i původní vlajku Československa, jelikož Slovensko nemělo zájem tuto vlajku použít), standarta prezidenta, státní pečeť, státní barvy a státní hymna Kde domov můj. Státní symboly poukazují na tradice historických zemí (znak), husitského hnutí (heslo na prezidentské standartě), národního obrození (hymna) a Československa (vlajka).

### Vývoj chápání výrazu Česko
Část veřejnosti slovo Česko odmítá zejména pro nezvyk. Jiní považují tento výraz za nevhodný pro obyvatele Moravy a Slezska. Užití a význam tohoto slova v historii kolísaly.

Kraje a historické země – zeleně Čechy, modře Morava, okrově Slezsko

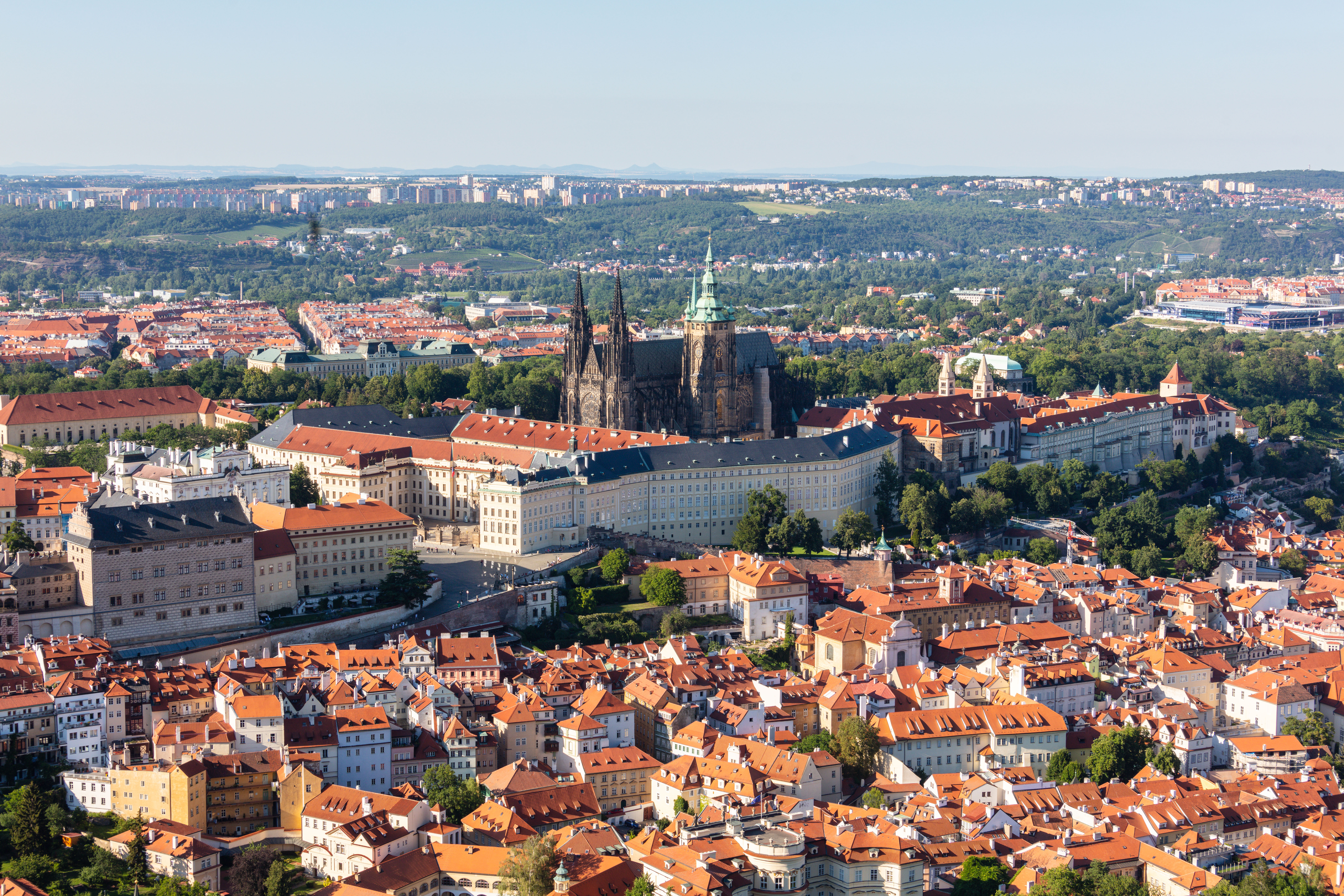
Pražský hrad

První užití výrazu Česko je doloženo v roce 1704 jako zeměpisné označení zahrnující všechny České země. Naopak v roce 1777 bylo užito jako synonymum ke slovu Čechy: „tak widjme při zemjch německých Cžesko, Morawu, rakauské Slezsko…“.
V době národního obrození se používaly i tvary češský a Češsko odvozené ze základu „Čechy“. Nesprávně se v té době užíval i tvar čechský. Vliv na vypadnutí jednoho „s“ z termínu měla také jazyková úspornost.
Od 19. století se výraz Česko opět objevuje též jako označení pro všechny České země. V tomto významu jej od roku 1938 začal prosazovat moravský jazykovědec František Trávníček. Slovník spisovného jazyka českého v roce 1960 jej uvádí v obou významech a jako zastaralý, Slovník spisovné češtiny z roku 1978 již archaičnost konstatuje jen u prvního významu, zatímco ve významu označení české části federace stylovou příznačnost neuvádí.
Na jaře 1993 Český úřad zeměměřický a katastrální určil, na základě pověření vlády, název Česko jako jednoslovné označení čerstvě osamostatněné České republiky. Po vášnivých sporech, po podpoře Českou geografickou společností a navzdory odporu prezidenta Havla a dalších osobností se termín výrazně rozšířil, zachoval si však jistou míru kontroverznosti a někteří jej pociťují jako novotvar.

## Historie

Velkomoravská říše za vlády Svatopluka I.

### Původní osídlení
Území dnešní České republiky bylo člověkem osídleno již před asi 750 000 lety. O osídlení území Česka z doby od 28 000 let př. n. l. svědčí řada archeologických nálezů (kultura s nálevkovitými poháry, únětická kultura, lengyelská kultura ad.). Od 3. století př. n. l. obývali tuto oblast Keltové (Bójové) a v 1. století n. l. přicházely kmeny Germánů (Markomani a Kvádové). Prvním historicky doloženým panovníkem na českém území byl markomanský král Marobud.
Od konce 5. století se na území dnešního Česka objevovali první Slované. V 7. století vytvořily slovanské kmeny pod vedením franského kupce Sáma tzv. Sámovu říši (asi 623–659), jednalo se však spíše o nadkmenový svaz. V letech 830–833 na Moravě, na Slovensku, v severním Maďarsku a na západním Zakarpatsku vznikla pod vládou dynastie Mojmírovců Velkomoravská říše, která postupně zahrnula i Čechy (890–894), Slezsko, Lužici, Malopolsko a zbytek Maďarska. Velkomoravská říše byla již plnohodnotným státním útvarem. Byla christianizována, mj. za pomoci byzantské misie Cyrila a Metoděje, již pozval panovník Rostislav. Za jeho následníka Svatopluka I. říše dosáhla maxima své moci. Po jeho smrti však přišel rychlý pád. Čechy se od Velké Moravy odtrhly v roce 894 a ta byla v roce 906 nebo 907 rozvrácena tehdy ještě kočovnými Maďary.

### Středověk

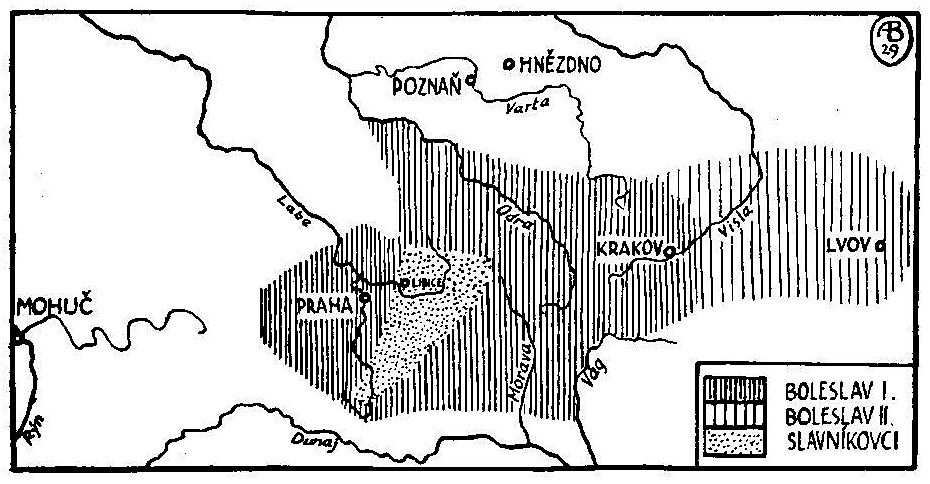
České knížectví za Boleslava I. a Boleslava II.

Počátky českého státu s centrem v Praze spadají do druhé poloviny 9. století, kdy byl mimo jiné pokřtěn ve Velehradě, velkomoravském sídle, první doložený český kníže z dynastie Přemyslovců Bořivoj I. V průběhu 10. a 11. století se stát konsolidoval a bylo k němu připojeno území Moravy především zásluhou knížete Oldřicha. České knížectví postupně získalo znaky víceméně autonomního středověkého státu, který byl součástí Svaté říše římské (pražské biskupství založeno roku 973, hlavním národním světcem se stal svatý Václav).
České království nicméně vzniklo až roku 1198 (pokud nepočítáme nezděděné tituly Vratislava II. a Vladislava II. v 11. a 12. století), kdy německý král uznal český královský titul jako dědičný, což potvrdil císař Fridrich II. Štaufský roku 1212 Zlatou bulou sicilskou vystavenou přemyslovskému králi Přemyslu Otakarovi I. včetně dalších privilegií Českého království. Český panovník byl napříště osvobozen od všech povinností vůči Svaté říši římské až na účast na říšských sněmech. Václav I., ale zejména jeho syn Přemysl Otakar II., pak vybudovali rozsáhlou državu, která sahala až za Alpy a k Jaderskému moři. Václav II. obrátil svou pozornost také na sever a východ, kde se mu podařilo nabýt území přes Polsko až k Baltskému moři a pro svého desetiletého syna Václava III. získal dočasně uherskou královskou korunu. Po zavraždění Václava III. v Olomouci se České království ocitlo v chaosu, ale volba Jana Lucemburského českým králem umožnila nový vzestup, který vyvrcholil zejména za panování Janova syna Karla IV. (1316–1378). V letech 1319–1329 byla k Českému království připojena Horní Lužice a v roce 1335 také město Vratislav, k němuž přiléhala značná část Slezska. Po roce 1348 bylo načas připojeno Braniborsko.

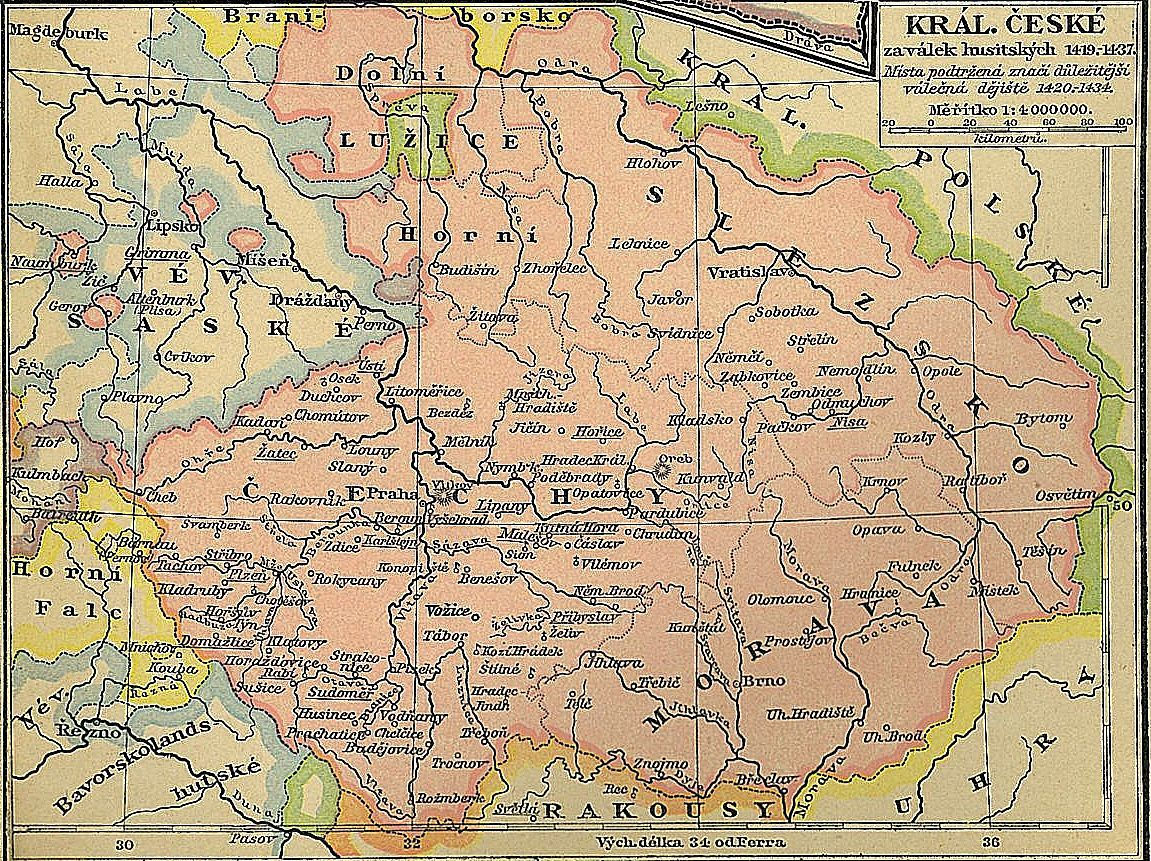
Země Koruny české v 15. až 17. století

Už v době vlády Karla IV. lze spatřovat počátky českého reformního hnutí, které usilovalo o prohloubení osobní zbožnosti a o nápravu zesvětštělé církve, a tím i o obrodu celé společnosti. Náboženské spory vygradovaly za vlády Karlova syna Václava IV. Po upálení Mistra Jana Husa v roce 1415 v německé Kostnici napětí mezi Husovými příznivci a jeho odpůrci přešlo v otevřené nepřátelství a události vyústily v husitské války. Radikální husité založili město Tábor, které se stalo centrem husitské revoluce. 
Jan Žižka z Trocnova a Prokop Holý poté porazili všechny čtyři křížové výpravy do Čech. Války byly ukončeny dohodou mezi Basilejským koncilem a umírněnými husity tzv. Basilejskými kompaktáty v roce 1436. V osobě Jiřího z Poděbrad si země dokonce zvolila umírněného husitu jako krále. Avšak vnější tlak krále Jiřího přiměl přepustit z taktických důvodů český trůn rodu Jagellonců. Když však v bitvě u Moháče (1526) padl druhý Jagellonec na českém trůnu, Ludvík, získali ho Habsburkové, kteří, společně s následující dynastií habsbursko-lotrinskou, vládli zemi dalších téměř 400 let.

### Novověk

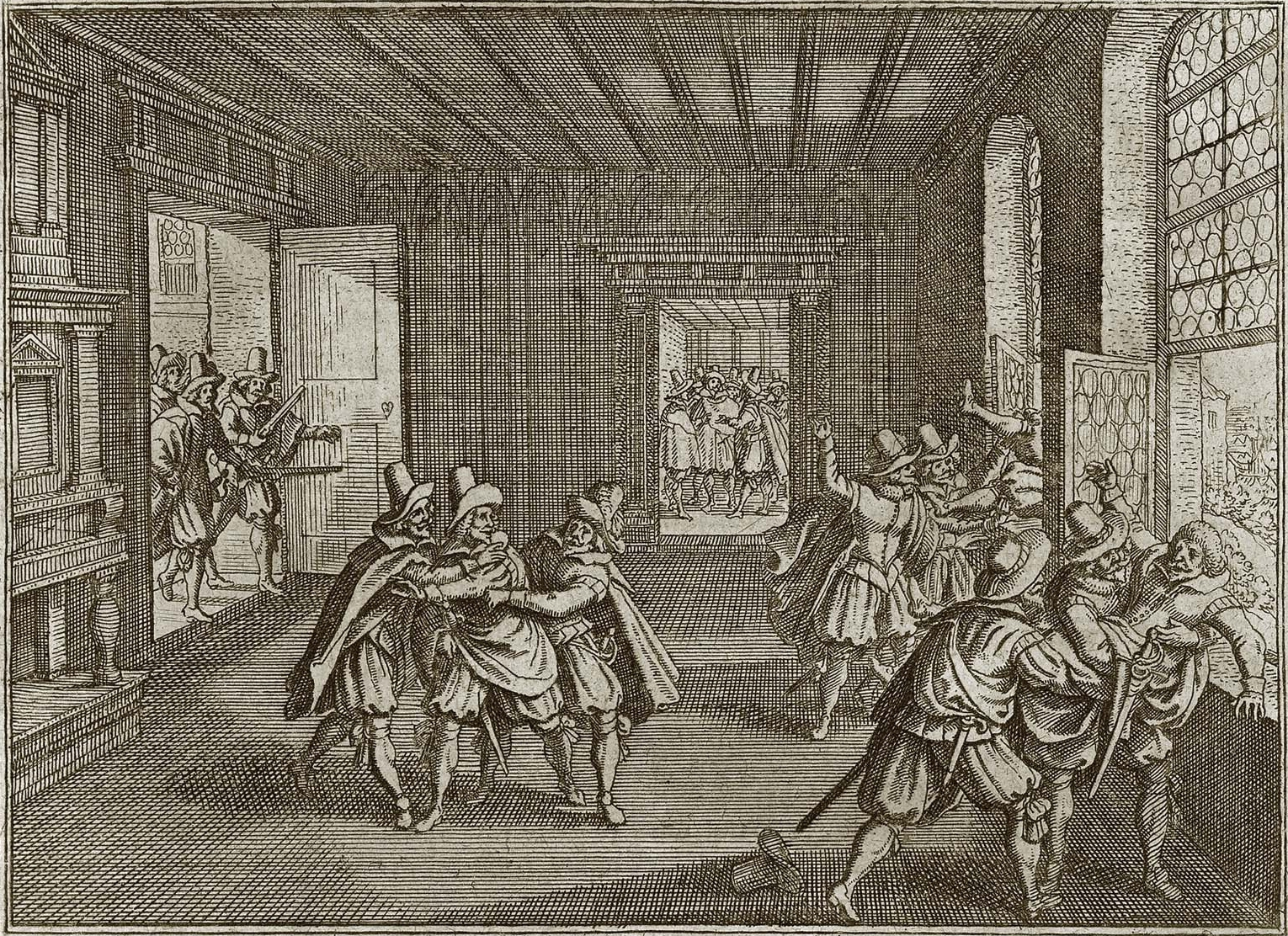
Pražská defenestrace (1618)

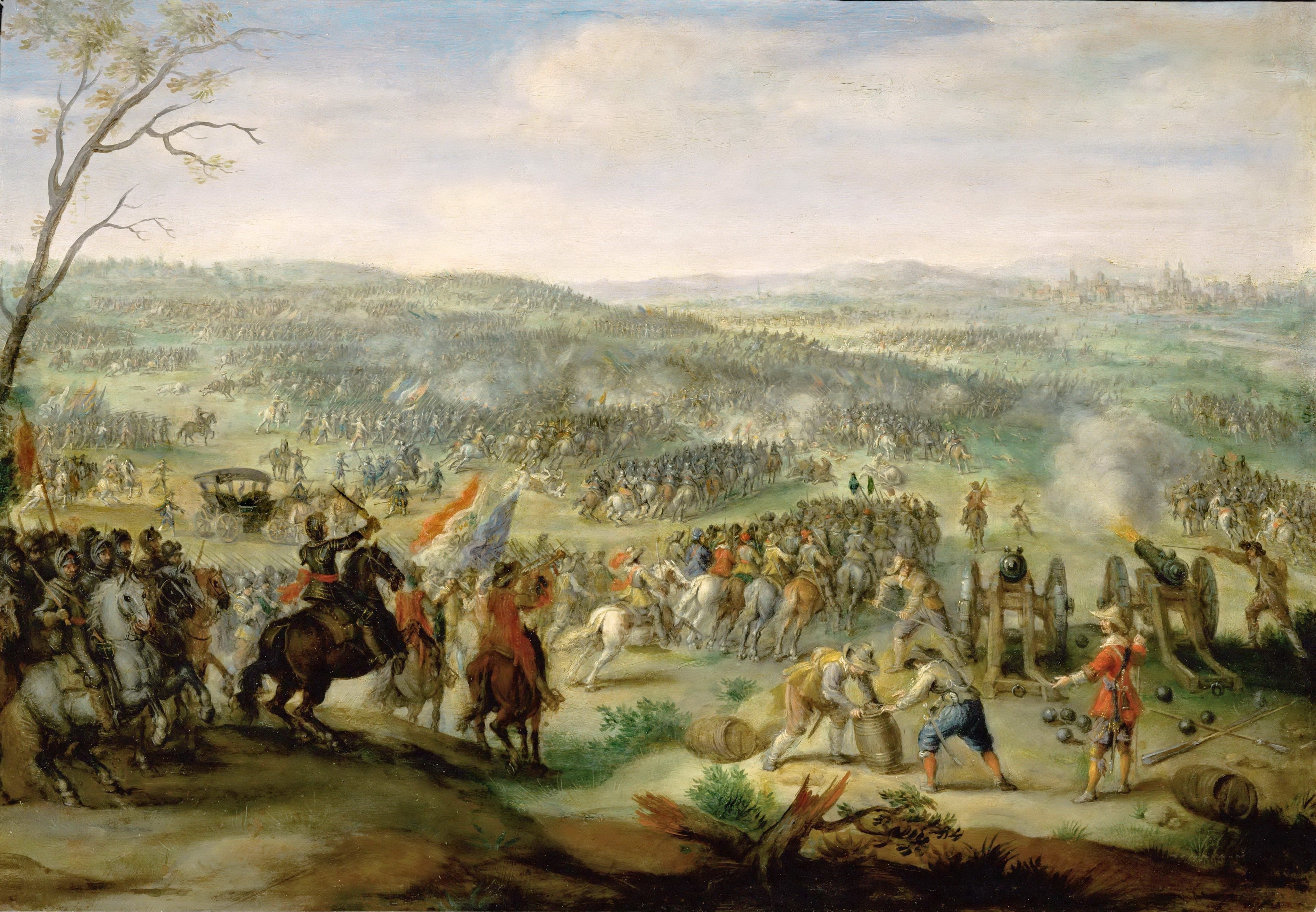
Bitva na Bílé hoře roku 1620

V roce 1526 byl na český trůn zvolen Ferdinand I. Habsburský a s ním dynastie Habsburků, která zemi postupně včlenila do habsburské monarchie. Ferdinandův vnuk Rudolf II. si ještě (jako poslední Habsburk) zvolil Prahu za sídelní město a, ač katolík, byl částečně tolerantní vůči českému protestantismu (Rudolfův majestát). Po jeho smrti však éra tolerance skončila a náboženské napětí znovu vzrostlo. V roce 1618 vypuklo proti katolickému panovníkovi ozbrojené povstání českých protestantských stavů. Defenestrace císařských místodržících v roce 1618 se stala i počátkem třicetileté války. Vojsko českých stavů bylo roku 1620 v bitvě na Bílé hoře poraženo a stavovští vůdcové byli veřejně popraveni v Praze.
Začala násilná rekatolizace českých protestantů. Rozsáhlý majetek české exilové šlechty a inteligence připadl věrným stoupencům Habsburků. Do poloviny 17. století klesla populace v Čechách a na Moravě o necelých 30 % na zhruba 1,75 milionu obyvatel. Roku 1627 bylo pro Čechy vydáno Obnovené zřízení zemské, kterým Habsburkové získali český královský titul dědičně, za jediné povolené náboženství bylo prohlášeno katolické a jazyk německý byl formálně zrovnoprávněn s českým, fakticky byl ale upřednostněn.
Správními reformami Marie Terezie v roce 1749 byly země Koruny české de facto spojeny s Rakouskem do unitárního státu, ale i nadále se korunovali čeští králové v rámci Českého království. Během hladomoru v letech 1770–1772 zemřelo nejméně 250 000 lidí, což vedlo k rozsáhlým nevolnickým nepokojům. Náboženskou toleranci a zrušení nevolnictví přinesly až reformy Josefa II. v roce 1781. Josef rovněž zvýšil důraz na centralizaci monarchie. Této centralizaci napomáhalo preferování německého jazyka ve státní i církevní správě. V odpověď na poněmčování národa a jeho kultury se koncem 18. století začalo v českých zemích vzmáhat české národní obrození, tedy snaha o obnovu české kultury a jazyka a později i o získání politické moci stranami zastupujícími zájmy českého etnika.

### Rakousko-Uhersko

Korunní země Rakouska-Uherska roku 1914

V druhé polovině 19. století za dlouhého panování císaře Františka Josefa I. nastal v Česku významný hospodářský rozvoj. Většina (asi 70 %) průmyslu Rakouska-Uherska se soustředila v českých zemích včetně oblastí osídlených Němci. České politické elity, zejména František Palacký a František Ladislav Rieger, dospěly k názoru, že federalizované a vcelku demokraticky uspořádané Rakousko (resp. Předlitavsko) by mohlo být nejvýhodnějším životním prostorem pro český národ i jiné slovanské národy střední a jižní Evropy (tzv. austroslavismus). Mocnářství mělo být ochranou proti mocným státům na západě i na východě, jmenovitě proti Německu a Ruskému impériu.
Jazyková nařízení z dubna 1897, která zrovnoprávnila češtinu s němčinou, vedla k pádu vlády a k národnostním nepokojům mezi Čechy a Němci. Volební zákon z roku 1907 zavedl všeobecné hlasovací právo pro muže. Období všestranného rozmachu českého národa v oblastech politiky, hospodářství, kultury a vzdělání v rámci Rakouska-Uherska skončilo vypuknutím první světové války v červenci 1914. Tento posléze celosvětový ničivý konflikt započali vídeňští politici po Sarajevském atentátu na rakousko-uherského následníka trůnu Františka Ferdinanda d'Este, a to v domnění, že válka proti malému Srbskému království bude pro zdánlivě mocné Rakousko-Uhersko snadnou záležitostí. Do války se však rychle zapojily další mocnosti a Rakousko-Uhersko se postupně stalo pouhým přívěskem Německé říše, tzv. vilémovského Německa, což zasadilo austroslavismu smrtelnou ránu. Pro Rakousko-Uhersko nakonec skončila válka naprostou katastrofou a jeho rozpadem.

### První Československá republika

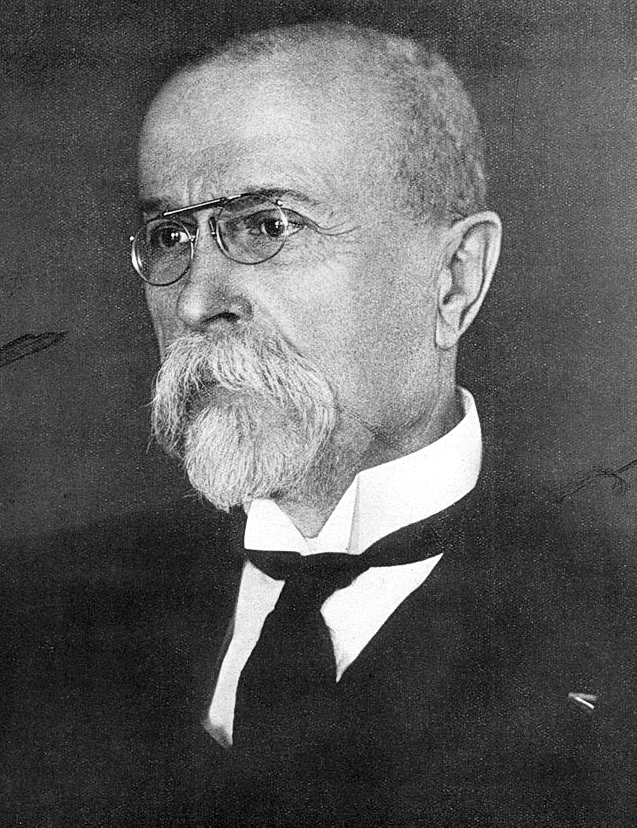
Prezident Osvoboditel Tomáš Garrigue Masaryk

V první světové válce bojovalo 1,5 milionu mužů odvedených z českých okresů, z nichž padlo 138 000 na straně monarchie a asi pět a půl tisíce (jen do konce války) v Československých legiích na druhé straně válečného soupeření. Více než 90 000 dobrovolníků zformovalo Československé legie ve Francii, Itálii a Rusku, kde bojovali proti centrálním mocnostem (tedy i rodnému Rakousko-Uhersku) a posléze i proti ruským bolševikům. Po porážce Rakouska-Uherska byly po 28. říjnu 1918 země Koruny české, části Uherského království včetně Podkarpatské Rusi spojeny do nového státního útvaru, Československa.
Jeho prvním prezidentem byl zvolen Tomáš Garrigue Masaryk, který od roku 1914 pracoval pro českou resp. československou samostatnost v zemích Dohody a v Rusku s podporou zejména Edvarda Beneše a Milana Rastislava Štefánika. V období od vzniku státu až do zániku tzv. první republiky (oficiálně Republiky československé) bylo Československo unitárním státem a zůstalo i po roce 1933 jediným skutečně demokratickým státem ve střední Evropě.
Přes svůj deklarovaný národní charakter, založený na čechoslovakismu, bylo Československo multietnickým státem, ve kterém žilo 6 747 000 Čechů, 3 124 000 Němců, 2 014 000 Slováků, 745 000 Maďarů, 462 000 Rusínů, 181 000 občanů židovské národnosti a 76 000 Poláků.

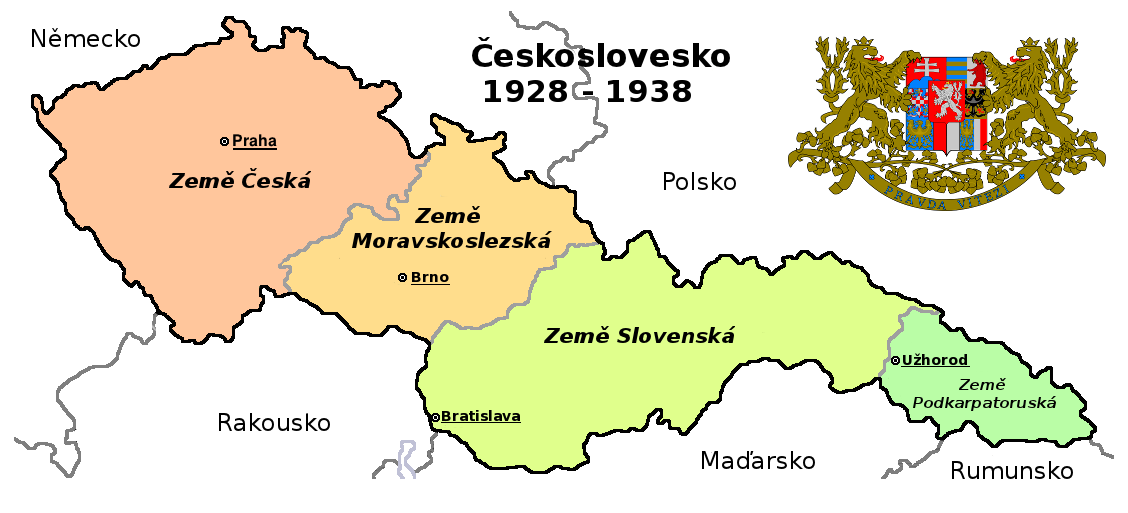
První republika po sloučení Moravy a Slezska do země Moravskoslezské v roce 1928

Po vyhlášení nezávislosti došlo k pohraničním konfliktům s Polskem a Maďarskem, stejně jako k nepokojům v německých oblastech země. Problém nepřátelských sousedů se Československo, zvláště jeho dlouholetý ministr zahraničí Edvard Beneš, pokusilo vyřešit spojenectvím zvaným Malá dohoda, systémem spojeneckých smluv s Francií a od roku 1935 i smlouvou se Sovětským svazem. 
Sudetští Němci, žijící převážně v pohraničních oblastech přilehlých k Německu a Rakousku, se v důsledku Velké hospodářské krize, masivní nezaměstnanosti (která však postihla všechny národnosti) a od roku 1933 také intenzivní nacistické propagandy radikalizovali a začali požadovat odtržení od Československa. Tyto snahy reprezentovala Sudetoněmecká strana (Sudetendeutsche Partei, SdP) vedená Konradem Henleinem. Na nátlak Německé říše (posílené tzv. anšlusem Rakouska v březnu 1938) a evropských mocností Francie, Spojeného království a Itálie bylo v září roku 1938 Československo Mnichovskou dohodou donuceno postoupit Německu rozsáhlé pohraniční oblasti (tzv. Sudety). Mnichovská dohoda bývá také označována jako Mnichovská zrada či Mnichovský diktát, jelikož zástupci československé strany nebyli přizváni k jednání a Německá říše zároveň hrozila vojenským přepadením Československa. Přitom se platná vojenská aliance Československa s Francií ukázala jako zcela neúčinná. Kromě postupného záboru sudetských oblastí Německem (mnohdy s početným českým obyvatelstvem) připadly jižní oblasti Slovenska a Podkarpatské Rusi s maďarsky mluvícím obyvatelstvem Maďarsku. Malou část československého území, zejména oblast Těšínska, zabralo Polsko. Název takto okleštěného státního útvaru se začal psát se spojovníkem (Česko-Slovensko). Pro zbývající krátké období od Mnichovské dohody až do úplného rozbití Československa v březnu 1939 se vžilo označení druhá republika.

### Protektorát Čechy a Morava

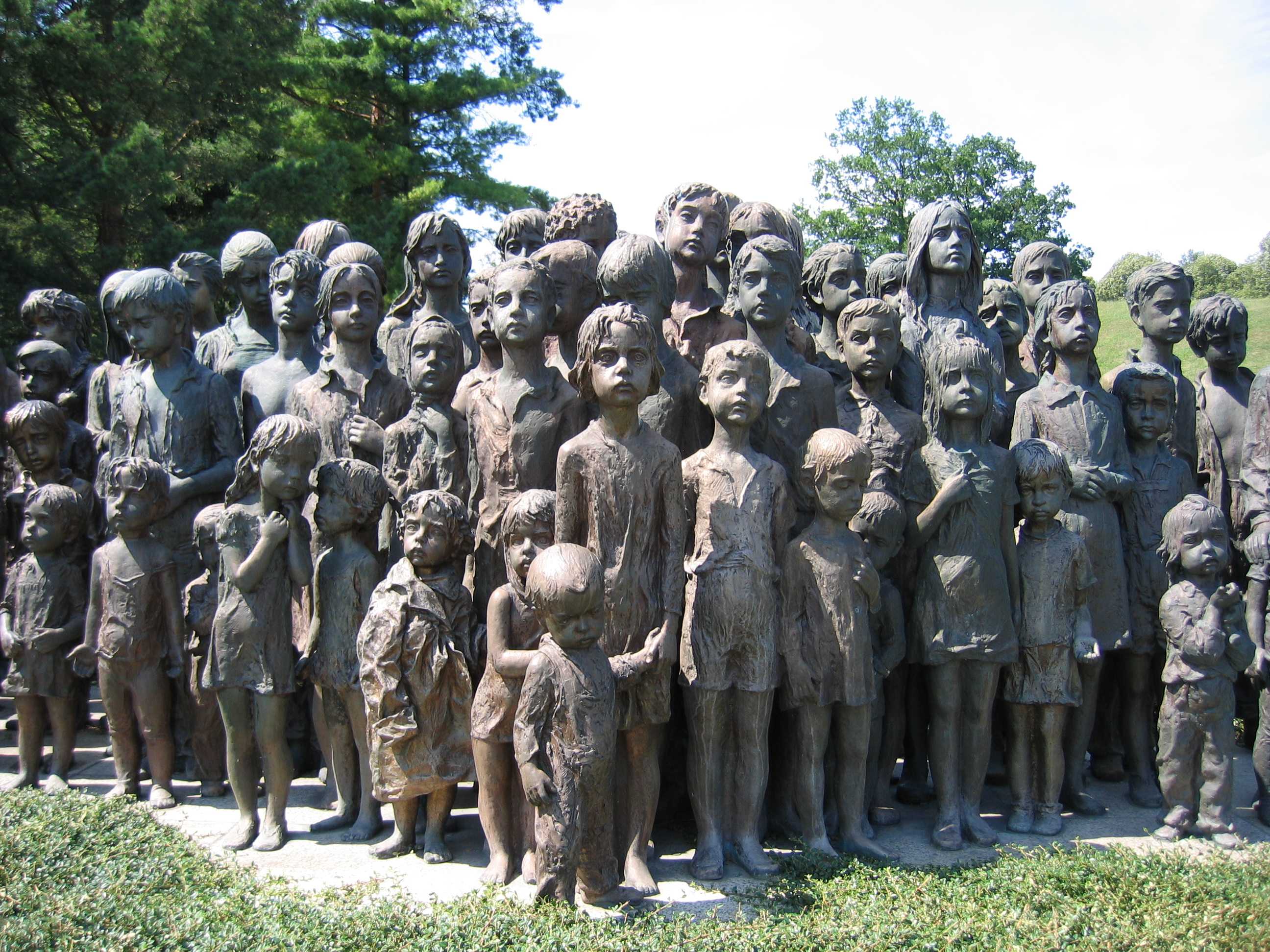
Pomník dětských obětí války je věnovaný lidickým dětem, které byly zavražděny v táboře Chełmno

Dne 14. března 1939 Slovensko vyhlásilo samostatnost a po okupaci německými vojsky 15. března 1939 byl na zbytku československého území (tedy v Česku bez Sudet, připojených v roce 1938 k Německu, a východní části československého Těšínska, připojeném ve stejném roce k Polsku) vyhlášen Protektorát Čechy a Morava. Prezident Edvard Beneš v Londýně zorganizoval exilovou vládu (tzv. prozatímní státní zřízení). Německá okupace Československa se setkala s masivním odbojem obyvatel země a skupin podporovaných ze zahraničí (zejm. operace Anthropoid), na který nacisté reagovali terorem (např. vyhlazení Lidic). V průběhu druhé světové války nacisté realizovali politiku totálního nasazení českých pracovních sil na území Německa, stejně jako likvidaci židovské diaspory na území Protektorátu. Nejznámější údaj o počtu obětí nacistické okupace pochází z výzkumu zveřejněného Gustavem Hajčíkem a Jaroslavem Voleníkem roku 1956, podle něhož během války zemřelo 360 000 Čechoslováků. Konečné řešení české otázky zapadalo do Generalplanu Ost, nacistického plánu na likvidaci, poněmčení a vysídlení příslušníků pěti slovanských národů, který měl vytvořit životní prostor pro německé obyvatelstvo.

### Československo v letech 1945–1992

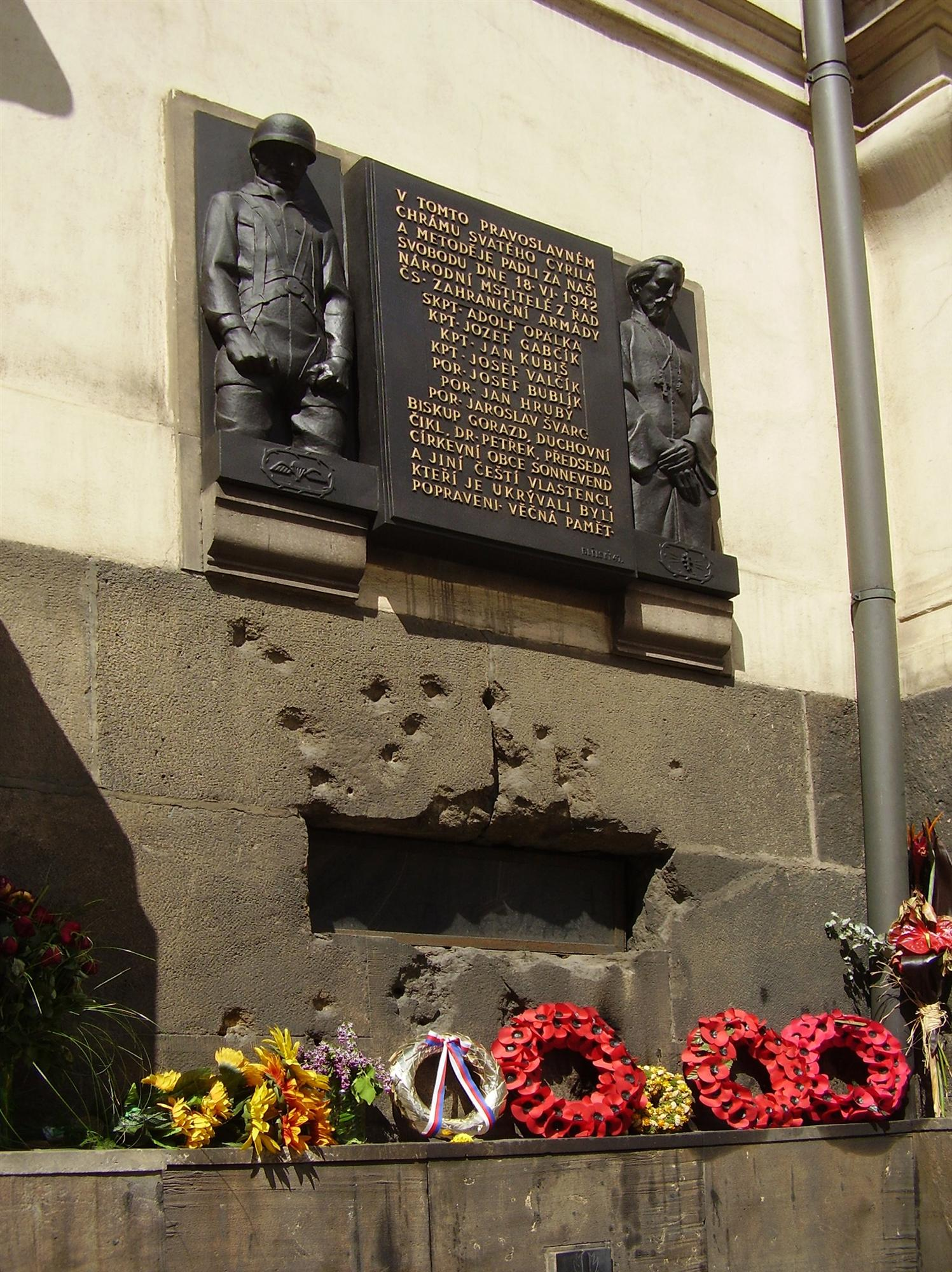
Památník v chrámu sv. Cyrila a Metoděje v Praze věnovaný parašutistům, kteří provedli atentát na R. Heydricha

#### Osvobození Československa a období do února 1948
V květnu 1945 bylo dokončeno osvobozování Československa spojenci a byl obnoven formálně demokratický stát. Období 1945–1948 je někdy nazýváno třetí republika.
Při osvobozování Československa zahynulo okolo 140 000 sovětských vojáků. Po jejich boku zemřelo okolo 11 700 Čechoslováků, příslušníků 1. čs. armádního sboru, kterému velel Ludvík Svoboda. Tento armádní sbor se vyznamenal v bojích u Sokolova a o Kyjev a krutě krvácel v karpatsko-dukelské operaci, jejímž cílem bylo pomoci Slovenskému národnímu povstání. Při osvobozování Československa dále zemřelo 66 495 Rumunů, 1 302 Poláků a 351 Američanů. K osvobození Československa také pomohlo české květnové povstání, jehož ve světě nejznámější součástí bylo Pražské povstání.
Po osvobození Slovenska postupovala Rudá armáda od března 1945 na české území z Ostravska a od Bratislavy (zde společně s rumunskou armádou).) Později byla zahájena i Pražská ofenzíva Rudé armády ze severu k Praze, které se zúčastnily také jednotky rumunské a polské armády.) Sovětská vojska postupovala až k dohodnuté demarkační linii s americkou armádou a osvobodila přitom zhruba dvě třetiny Čech. Zbytek českého prostoru západně od linie Karlovy Vary – Plzeň – České Budějovice osvobodila americká armáda.
V období 1945 až do února 1948 již nedošlo k obnově plně demokratického státu. Došlo k vysídlení Němců z Československa do Německa a Rakouska, během kterého docházelo k častým a většinou nikdy nepotrestaným zločinům a křivdám. Odsun Němců v roce 1945 odsouhlasily tři vítězné mocnosti na Postupimské konferenci.  Problémem bylo rovněž značné omezení stranické soutěže, kdy byly v českých zemích povoleny pouze čtyři levicové a středové vládní politické strany a žádné opoziční. Docházelo k rozsáhlému znárodňování těžkého průmyslu, energetiky, filmového průmyslu, bank, pojišťoven, větších stavebních podniků atd. (tzv. Benešovy dekrety).

#### Československo pod vládou Komunistické strany

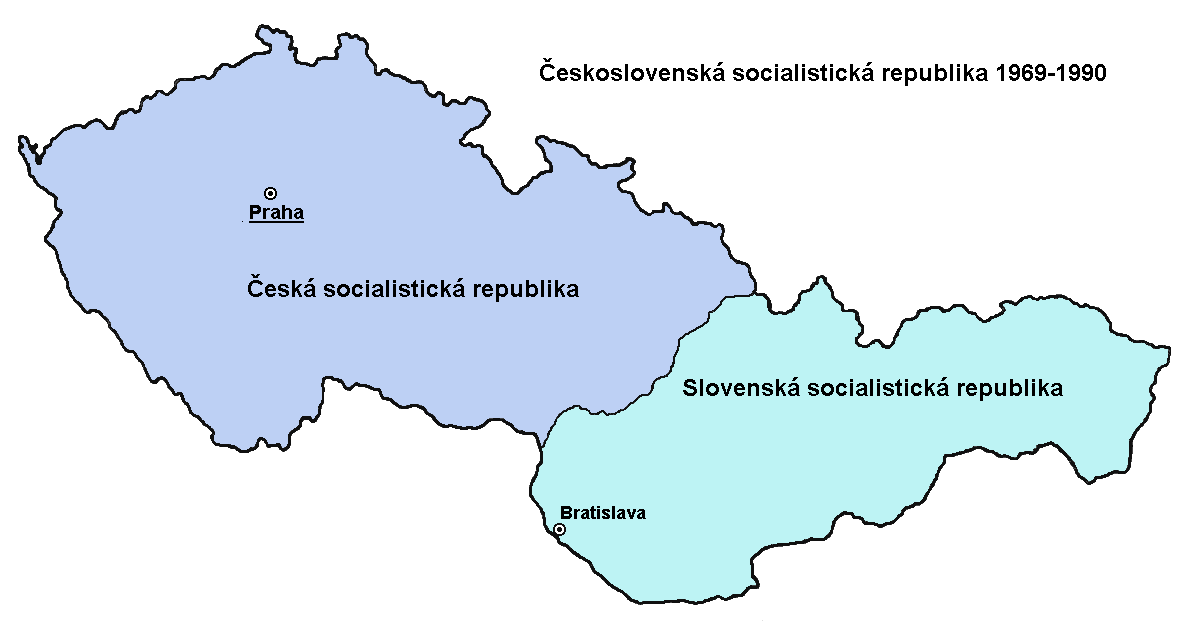
Československo po federalizaci v roce 1969

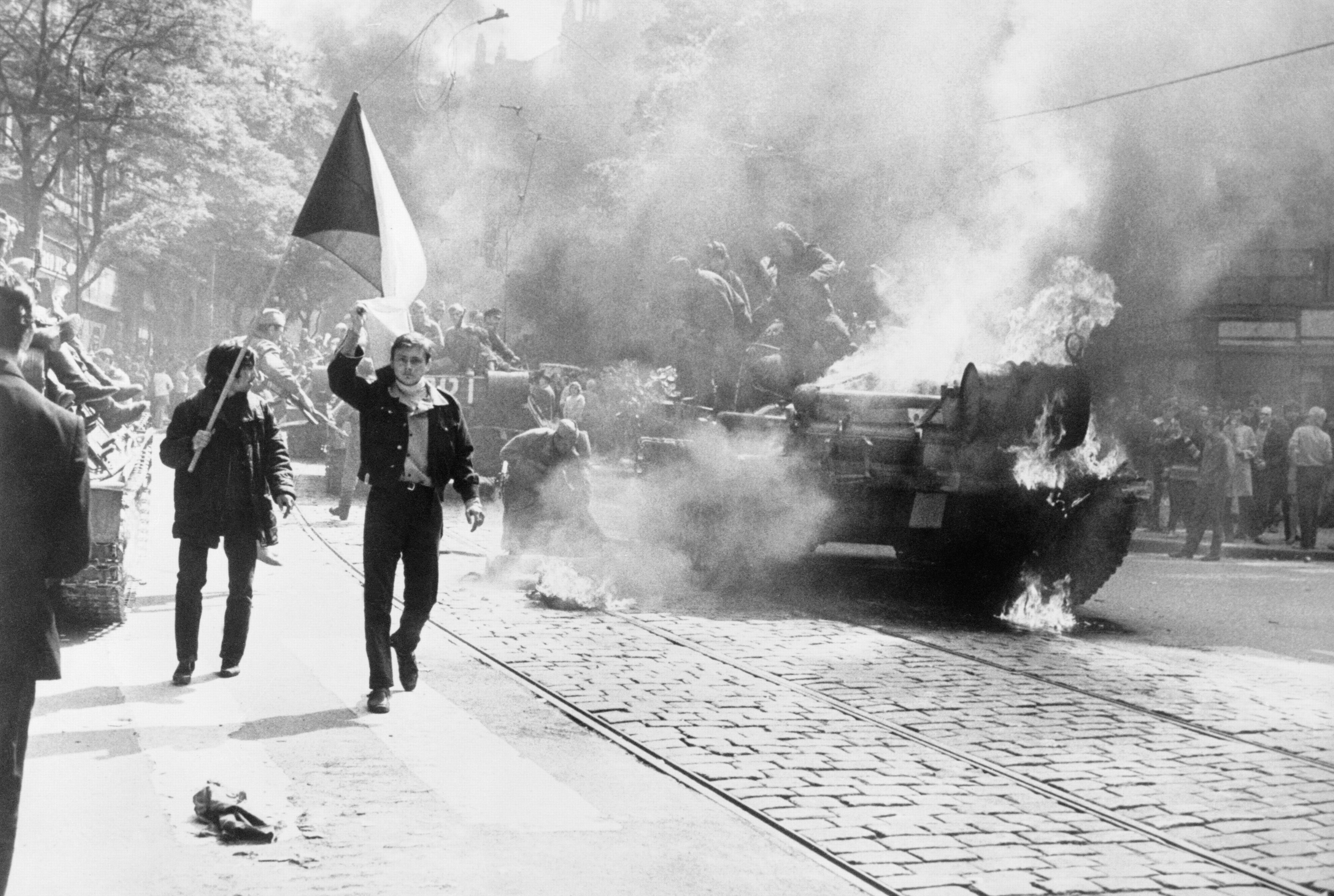
Hořící sovětský tank během invaze vojsk Varšavské smlouvy v Praze roku 1968

V parlamentních volbách 1946 zvítězila Komunistická strana Československa a tyto volby bývají označované jako poslední svobodné demokratické volby na dobu více než čtyřiceti let. V únoru 1948 se komunisté chopili moci pučem a zlikvidovali zbytky demokratického systému. Těžce nemocný prezident Edvard Beneš abdikoval a ještě v roce 1948 zemřel. Na jeho místo nastoupil vůdce komunistů Klement Gottwald. Země se stala totalitním státem a součástí východního bloku pod dominancí Sovětského svazu. Byly potlačeny svobody a struktury občanské společnosti počínaje zrušením samosprávných zemí (1949) až po potlačení svobodného spolkového a ekonomického života. Došlo k vlně emigrace lidí do zemí neovládaných komunismem. Kolektivizace zemědělství a měnová reforma (1953) připravily miliony občanů o majetek. Tisíce občanů se staly obětí politický procesů, mnohdy i justičních vražd – k nejznámějším obětem perzekucí patří Milada Horáková, Rudolf Slánský či Heliodor Píka.
Po Gottwaldově smrti v roce 1953 se stal prezidentem Antonín Zápotocký, po jeho smrti pak Antonín Novotný. Koncem 50. let a v 60. letech docházelo k postupné liberalizaci, která vyvrcholila v roce 1968. Počátkem roku 1968 abdikoval prezident ČSSR Novotný a jeho nástupcem se stal armádní generál ve výslužbě Ludvík Svoboda. Novým generálním tajemníkem KSČ byl zvolen Slovák Alexandr Dubček. Liberalizační hnutí známé jako pražské jaro bylo však potlačeno invazí vojsk Sovětského svazu a dalších zemí Varšavské smlouvy 21. srpna 1968. Trvalejším státoprávním důsledkem pražského jara zůstala federalizace, nastolená k 1. lednu 1969, jež unitární stát formálně změnila na federaci dvou suverénních národních států. Po obsazení Československa emigrovalo kolem 100 000 především vzdělaných lidí do demokratických zemí. Tato další ztráta kvalifikovaných odborníků ještě umocnila postupný hospodářský úpadek Československa, kterému byla země vystavena již od připojení k sovětskému bloku. Území Československa bylo fakticky okupováno Sovětskou armádou, která definitivně odešla až roku 1991. Režim takzvané normalizace na dvacet let potlačil občanské svobody, čemuž se snažilo vzdorovat zejména hnutí Charta 77. Prezidentem ČSSR v letech 1975 až 1989 byl Slovák Gustáv Husák.

#### Sametová revoluce a léta 1990–1992

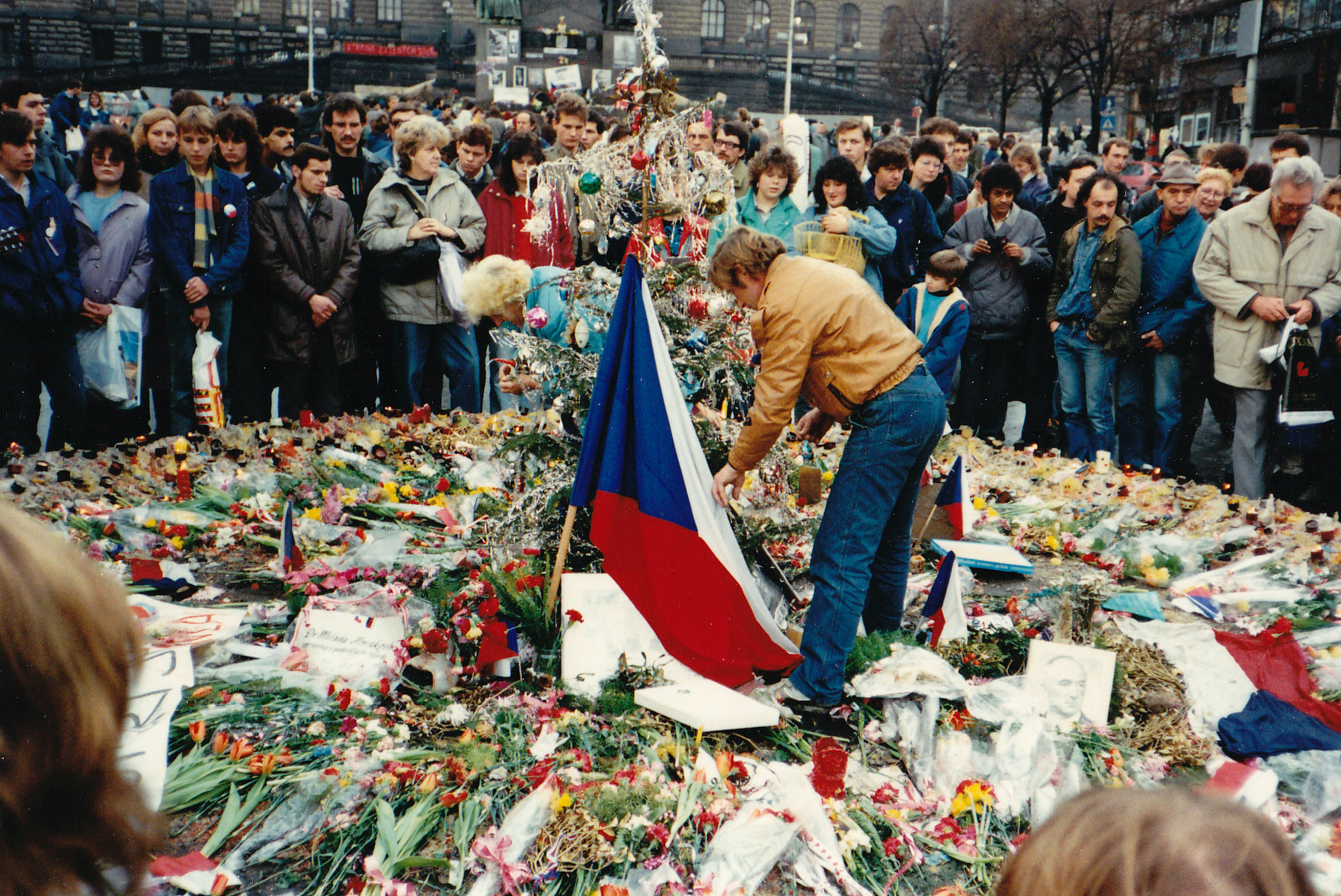
Václav Havel, pozdější první prezident samostatné České republiky, během událostí v listopadu 1989

Česká republika je součástí společného trhu EU i schengenského prostoru

Sametová revoluce, zahájená 17. listopadu 1989, svrhla komunistický režim a umožnila obnovu demokracie a svobodného podnikání. Již 29. prosince 1989 byl prezidentem republiky zvolen dosavadní disident a dramatik Václav Havel. Společenská transformace zároveň způsobila dramatický nárůst kriminality, značné zadlužení státu a prohlubování federalizace až k rozpadu společného státu Čechů a Slováků.
Od roku 1990 totiž začala být opožděně uváděna do praxe federalizace, která sice formálně platila již od roku 1969, ale prakticky byla do značné míry zmrazena. Mezi oběma složkami federace, Českou republikou a Slovenskou republikou, rychle narůstaly rozpory (viz pomlčková válka), které nakonec vedly k rozpadu společného státu. Československo zaniklo mírovou cestou ke 31. prosinci 1992. Dosavadní národní republiky převzaly právní řád zanikající federace a rozdělily si její majetek a závazky.

### Samostatnost Česka
Subjektem mezinárodního práva se Česká republika stala 1. ledna 1993, se zánikem federace. Zapojila se do západoevropských politických struktur. 12. března 1999 byla přijata do NATO a 1. května 2004 vstoupila do Evropské unie. V roce 2004 se připojila k Schengenským dohodám, na jejichž základě se 21. prosince 2007 stala součástí schengenského prostoru.
Nejvýraznější postavy prvního desetiletí samostatné republiky byly prezident Václav Havel, přední představitel hodnotově orientované tzv. havlovské politiky, a dva premiéři a pozdější prezidenti, předseda pravicové ODS Václav Klaus, jeden z tvůrců ekonomické transformace, a předseda levicové ČSSD Miloš Zeman, který vládl s podporou ODS díky tzv. opoziční smlouvě. Po ruské invazi na Ukrajinu v roce 2022 Česko přijalo největší uprchlickou vlnu ve své historii (přes 600 000 lidí).

## Geografie

Geografická mapa Česka

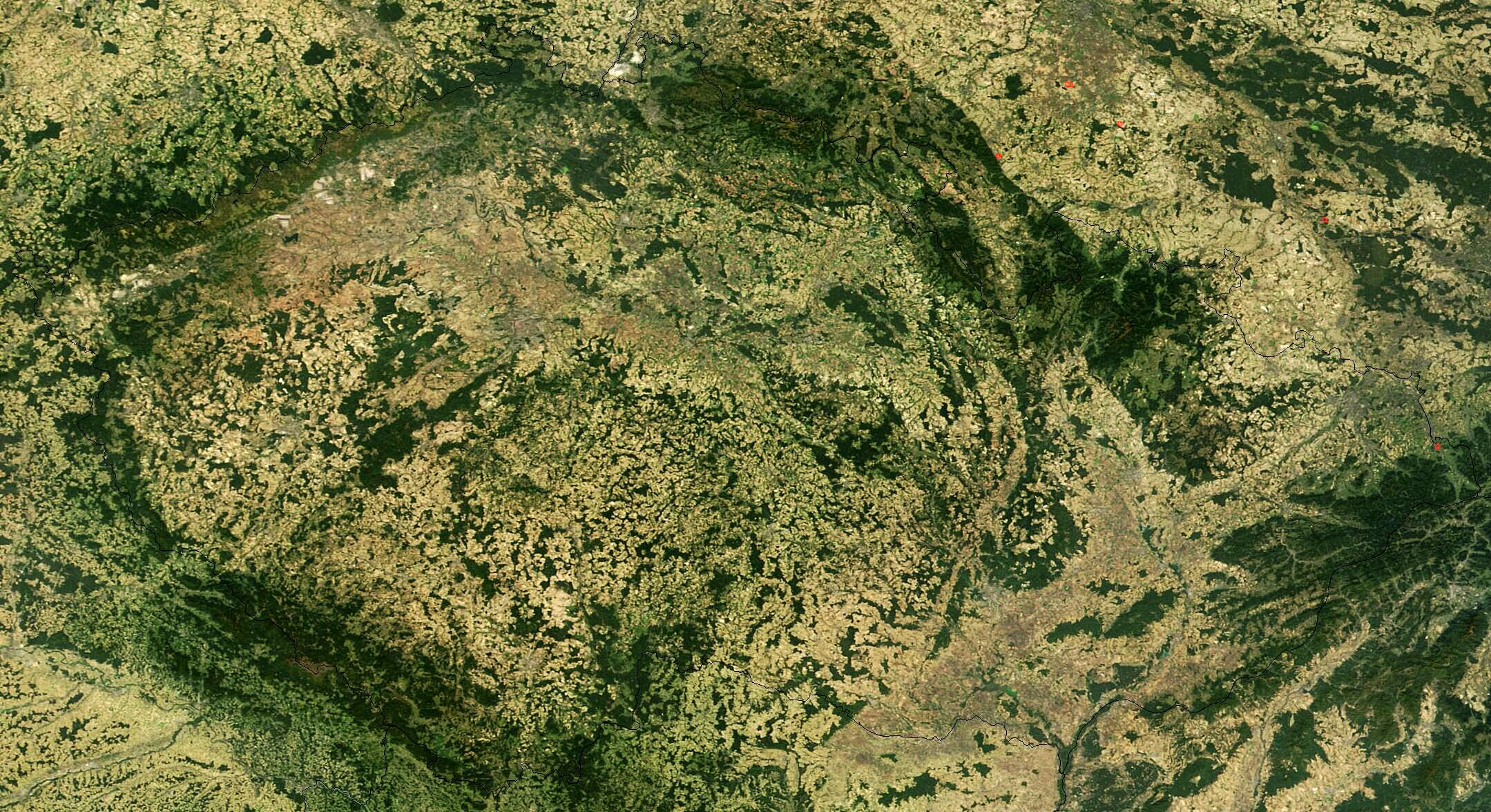
Satelitní pohled na Česko v srpnu 2003

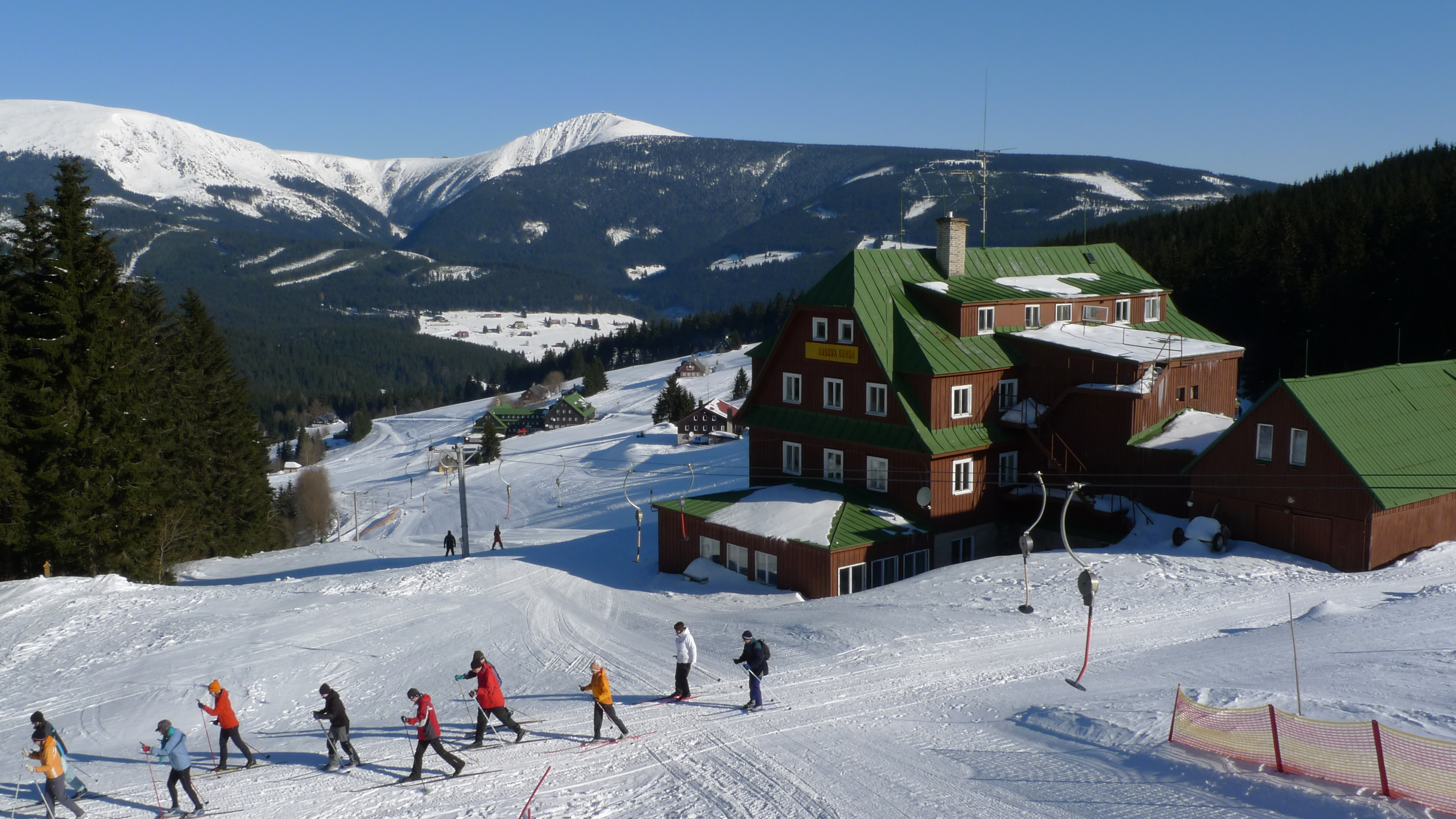
Lyžařský resort v Krkonoších

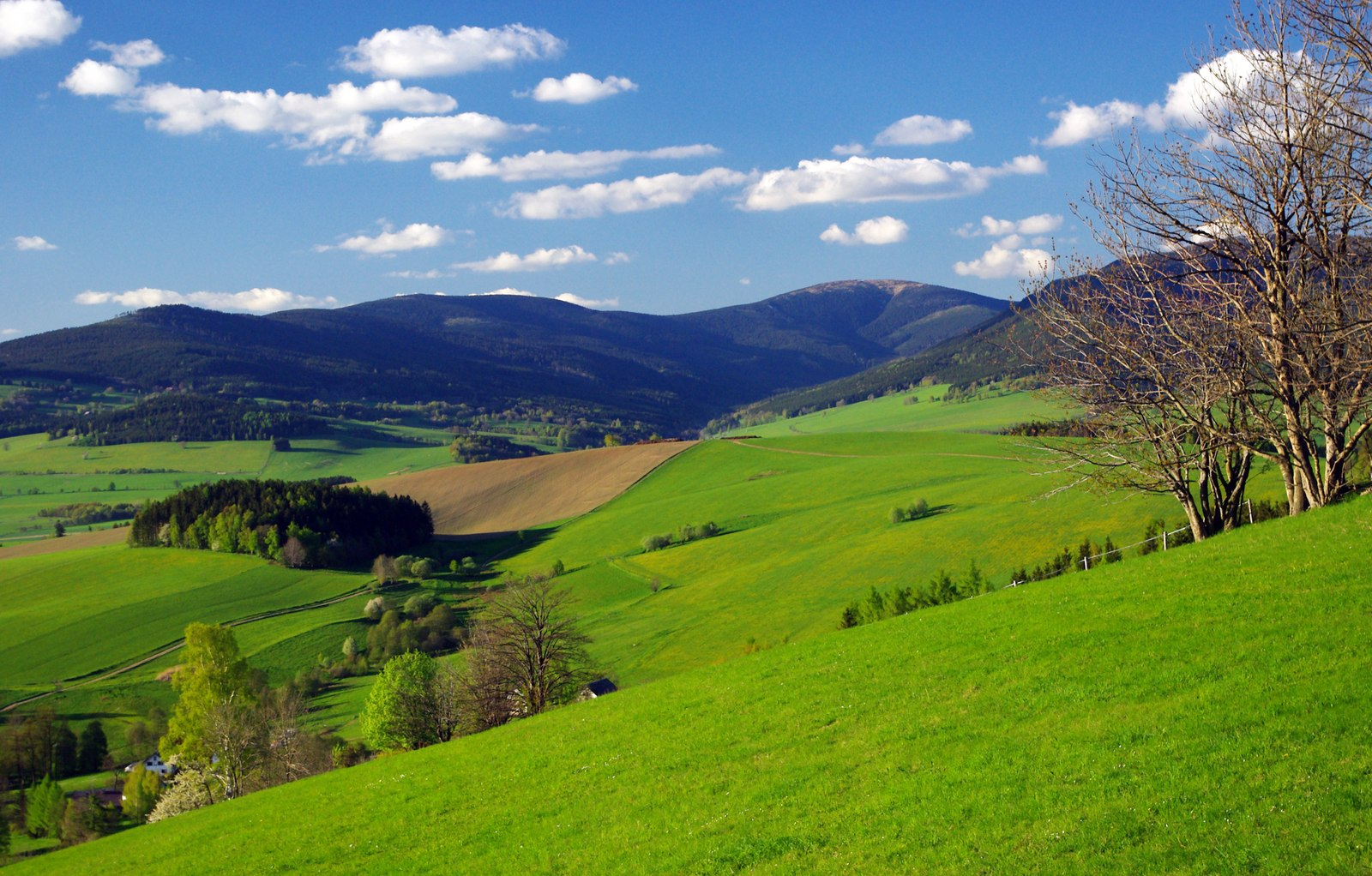
Králický Sněžník

Česko se nachází ve střední Evropě a sousedí se čtyřmi státy. Na západě jde o Německo, na severovýchodě o Polsko, na jihovýchodě o Slovensko a jižní hranici sdílí s Rakouskem. Délka západní společné hranice s Německem činí 810,7 km, s Rakouskem je dlouhá 466,1 km, se Slovenskem 251,8 km a s Polskem na severu 761,8 km. Celková rozloha činí 78 870 km², z toho 2 % tvoří vodní plochy.

### Geologie, geomorfologie a půdy
Převážná část území náleží ke geologicky stabilnímu Českému masivu, vyzdviženému hercynským vrásněním v období devonu a karbonu (v prvohorách). Oblast Západních Karpat na východě území je mladší a byla vyzdvižena alpínským vrásněním v období třetihor.
Z geomorfologického hlediska leží Česko na rozhraní dvou horských soustav. Západní a střední část vyplňuje Česká vysočina, mající převážně ráz pahorkatin až vrchovin (Šumava, Český les, Krušné hory, Děčínská vrchovina, Jizerské hory, Krkonoše, Orlické hory, Králický Sněžník, Jeseníky, Českomoravská vrchovina). Do východní části státu zasahují Západní Karpaty (Moravskoslezské Beskydy, Bílé Karpaty, Javorníky). Z celkové plochy Česka leží 52 817 km2 (67 %) v nadmořské výšce do 500 m, 25 222 km2 (32 %) ve výšce 500 až 1 000 m a pouze 827 km2 (1,05 %) ve výšce nad 1 000 m; střední nadmořská výška činí 430 m. Nejvyšším českým vrcholem je hora Sněžka s 1603 m n. m., nejnižším pak Labe na odtoku ze země u Hřenska se 115 m n. m. Hranická propast je nejhlubší zatopenou jeskyní na světě. Nejrozsáhlejším krasovým územím je Moravský kras.
Z vyvřelých hornin v ČR převládají žula, čedič a znělec. Z usazených pískovec, vápenec a břidlice. Z přeměněných rula, svor a fylit.
Půdní pokryv se vyznačuje značnou variabilitou. Nejrozšířenějším typem půd v Česku jsou hnědé půdy. V nížinách se nachází úrodné černozemě.
Z hlediska členění krajiny jsou na území ČR zastoupeny čtyři biogeografické podprovincie: Celé území Čech zaujímá hercynská podprovincie, na Moravě a ve Slezsku pak lze identifikovat polonskou podprovincii, západokarpatskou podprovincii a severopanonskou podprovincii. V podobné typologii ekoregionů, již užívá Světový fond na ochranu přírody, tvoří území Čech převážně středoevropský smíšený les a na Moravě a ve Slezsku se nacházejí malé enklávy panonského smíšeného lesa, západoevropského listnatého lesa a karpatského jehličnatého lesa.

### Hydrologie a podnebí
Českým územím prochází hlavní evropské rozvodí oddělující úmoří Severního, Baltského a Černého moře. Hlavní říční osy jsou v Čechách Labe (370 km) s Vltavou (433 km), na Moravě řeka Morava (246 km) s Dyjí (306 km) a ve Slezsku Odra (135 km) s Opavou (131 km). Dlouhý tok mají na území ČR též Ohře (246 km), Sázava (225 km), Jihlava (180 km), Svratka (168 km), Jizera (167 km), Lužnice (157 km), Berounka (139 km) a Otava (111 km). Největším přírodním jezerem Česka je Černé jezero na Šumavě.

Typy klimatu Česka

Podnebí je v Česku mírné, přechodné mezi kontinentálním a oceánickým typem. Typické je střídání čtyř ročních období. Je charakterizováno převládajícím západním prouděním a intenzivní cyklonální činností. Přímořský vliv se projevuje hlavně v Čechách, na Moravě a ve Slezsku již přibývá kontinentálních podnebných vlivů. Největší vliv na podnebí v Česku však má nadmořská výška a reliéf.
Dlouhodobý průměr slunečního svitu se v Česku pohybuje kolem 1500 hodin za rok. Je zde značná sezónní proměnlivost s minimem v prosinci (40 hodin) a maximem v červenci (200 hodin).
Typické jsou hojné srážky a přechody frontálních systémů – ročně jich v průměru přes území Česka projde 140. Nejvíce srážek spadne v červnu nebo červenci, nejméně v lednu nebo únoru. Nejsrážkovějším místem v ČR jsou Jizerské hory (zejm. oblast Bílého Potoka). Nejsušším pak Libědice v okrese Chomutov, ležící ve srážkovém stínu Krušných hor. Největší část vod z území Česka odvádí Labe (63 %), následuje Morava (27 %) a Odra (9,4 %).
Průměrná roční teplota se pohybuje mezi 5,5 °C až 9 °C. Nejchladnějším měsícem roku je leden, nejteplejším červenec. V dlouhodobém průměru je dělí 20 °C. Tropických dnů je zaznamenáváno průměrně 12 ročně, tropické noci jsou velmi vzácné. Arktické dny bývají 1–2 ročně. Nejteplejšími místy jsou oblasti Dyjsko-svrateckého a Dolnomoravského úvalu a pak velká města, zejména Praha, kde teplotu zvyšuje hustá zástavba. Nejstudenějším místem je vrchol Sněžky. Největrnějším místem České republiky je vrchol Milešovky. Zároveň jde o místo s největším počtem bouří v roce.

### Fauna a flóra
Flóra a fauna v Česku svědčí o vzájemném prolínání hlavních směrů, kterými se v Evropě šířilo rostlinstvo a živočišstvo. Lesy zaujímají 33 % celkové rozlohy země. Pro Českou republiku jsou typické smíšené dubové, jedlové a smrkové lesy. V druhové skladbě ovšem převládají jehličnany (asi ze dvou třetin) oproti listnáčům, byť přirozený původní poměr byl obrácený. Za tuto změnu může masivní výsadba zejména smrčin, jež začala na našem území v 18. století. V českých lesích se vyskytuje živočišstvo typické pro biom smíšených lesů mírného podnebného pásu. Na území ČR roste zhruba 3,5 tisíce druhů rostlin, z toho přes 2,5 tisíce je původních. Pěstováno je 500 běžnějších druhů dřevin a přibližně 2 000 taxonů dřevin. Nejběžnějšími druhy divoce žijících zvířat jsou zajíci, vydry a kuny. V lesích a na polích převládají bažanti, koroptve, divoká prasata, vysoká zvěř, kachny a husy. Vzácnější jsou orli a volavky. Na severovýchodě Moravy se vyskytují i vlci a medvěd hnědý, byť vzácně. Celkový počet druhů živočichů v Česku je odhadován na 40 000, z toho nejméně 28 124 druhů je bezobratlých.

### Ochrana životního prostředí

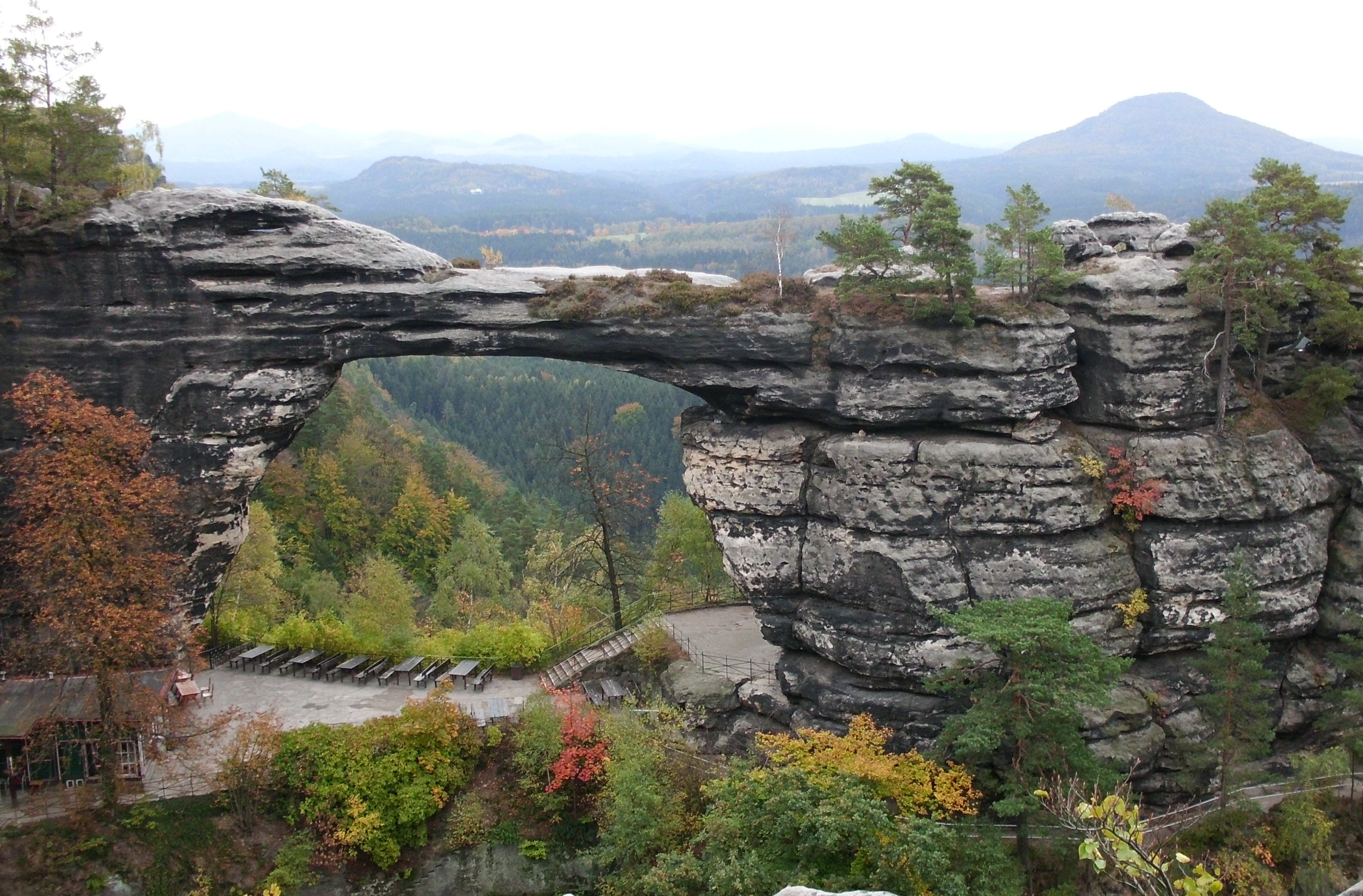
Pravčická brána na území NP České Švýcarsko

Podle Environmental Performance Index (Index výkonnosti z hlediska životního prostředí) je ČR 17. nejohleduplnější zemí k životnímu prostředí na světě (k roku 2024). Zachovalá příroda a krajina je chráněna v chráněných územích. Nejvyšším orgánem ochrany přírody a životního prostředí v Česku je Ministerstvo životního prostředí České republiky. V Česku se nachází čtyři velkoplošné oblasti s nejvyšší mírou ochrany, národní parky. Jsou jimi Krkonošský národní park (vyhlášen 1963), Národní park Šumava (1991), Národní park Podyjí (1991) a Národní park České Švýcarsko (2000). Ministerstvo životního prostředí v roce 2009 oznámilo, že připravuje vyhlášení Národního parku Křivoklátsko.
Mezi chráněná území a objekty patří (v závorce jejich počet k červenci 2025):
- národní parky (4)
- chráněné krajinné oblasti (27)
- národní přírodní rezervace (109)
- národní přírodní památky (126)
- přírodní rezervace (824)
- přírodní památky (1623)
- ptačí oblasti (Natura 2000, 42)
- evropsky významné lokality (Natura 2000, 1111)
- památné stromy (5501)

## Politický systém

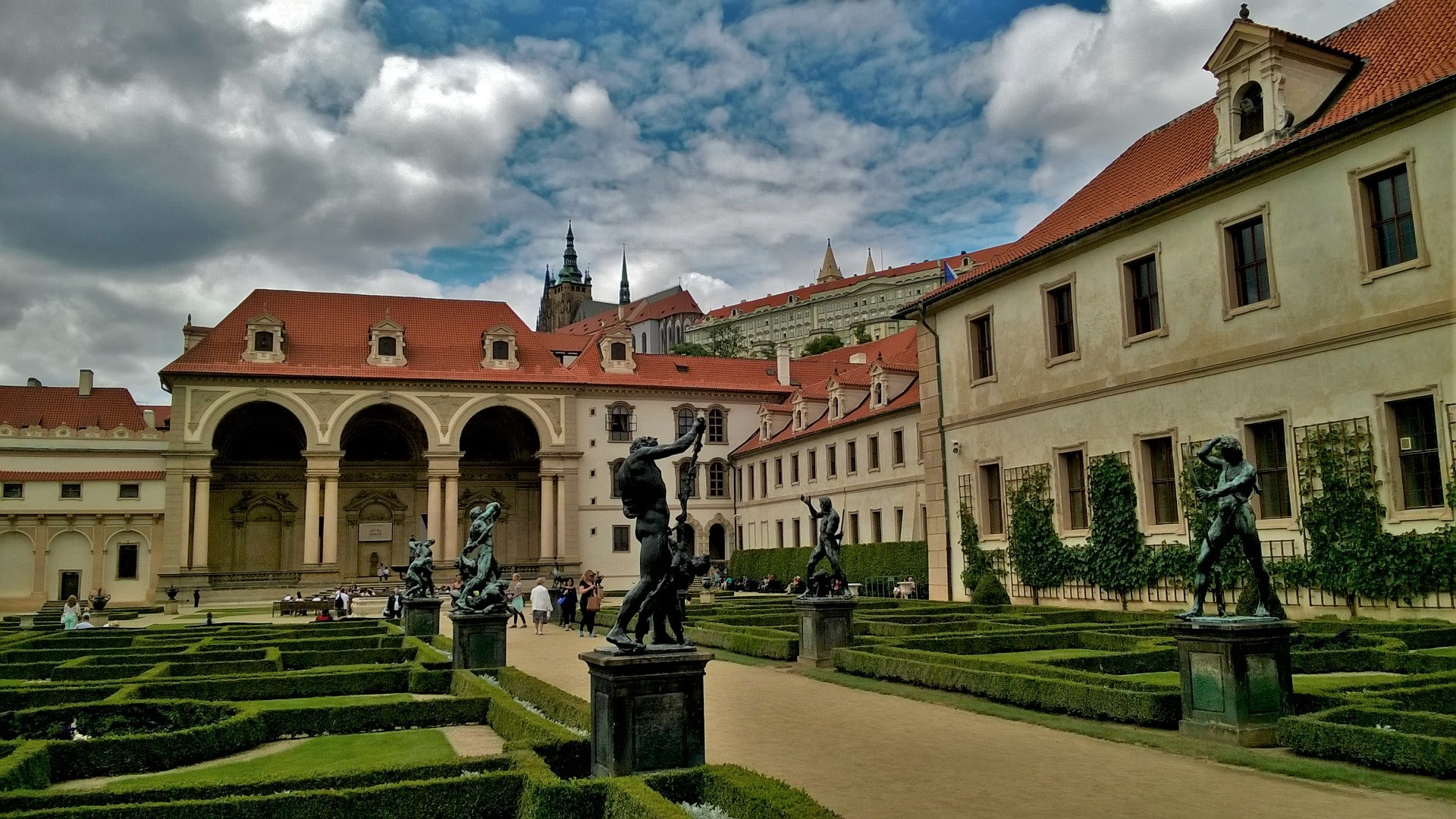
Valdštejnský palác je sídlem horní komory Parlamentu ČR

Česká republika je zastupitelská demokracie, parlamentní republika. Výkonnou mocí disponuje prezident a vláda, přičemž vláda je vrcholným orgánem výkonné moci. Vláda je odpovědná Poslanecké sněmovně.
Hlavou státu je prezident, volený přímou volbou. Prezident jmenuje se souhlasem Senátu soudce Ústavního soudu, za určitých podmínek může rozpustit Poslaneckou sněmovnu a vetovat zákony (kromě státního rozpočtu a ústavních zákonů). Jmenuje také předsedu vlády a další její členy jmenuje na jeho návrh. Přijímá demisi předsedy vlády a jeho prostřednictvím i od jednotlivých členů vlády. Prezident tradičně sídlí na Pražském hradě, k dispozici má též zámek v Lánech. Uděluje či propůjčuje státní vyznamenání. Nejvyššími státními vyznamenáními jsou Řád Bílého lva, Řád Tomáše Garrigua Masaryka, Medaile Za hrdinství a Medaile Za zásluhy.
Parlament České republiky je dvoukomorový, dolní komorou je Poslanecká sněmovna, horní komorou Senát. Do Poslanecké sněmovny se volí 200 poslanců každé čtyři roky na základě poměrného zastoupení. Jednou za dva roky se volbami obmění třetina Senátu na základě dvoukolových většinových voleb. Každý z 81 senátorů má šestiletý mandát. Obě komory českého parlamentu sídlí v Praze na Malé Straně, Sněmovna v Thunovském paláci, Senát ve Valdštejnském paláci.
Ústavní soud o celkem 15 soudcích je garantem ústavnosti, poskytuje ochranu základním (ústavním) právům a může i rušit zákony či jejich ustanovení. Není ale součástí systému obecných soudů, vrcholnými orgány jsou zde Nejvyšší soud, působící v civilní i trestní justici, a Nejvyšší správní soud s agendou správního soudnictví.
Centrální bankou státu je nezávislá Česká národní banka, která mj. vydává českou měnu, českou korunu.

### Prezident
Prezident České republiky je hlavou státu a součástí výkonné moci v České republice. Sídlí na Pražském hradě, k dispozici má také zámek v Lánech.
Od roku 1993 byl prezident volen nepřímo parlamentem, roku 2012 byla volba změněna na přímou. Prvním českým prezidentem se roku 1993 stal Václav Havel, který v úřadu setrval dvě pětiletá funkční období. Dvakrát byli zvoleni i jeho nástupci Václav Klaus (2003–2013) a Miloš Zeman (2013–2023). Od roku 2023 je prezidentem Petr Pavel.

### Vláda a státní správa

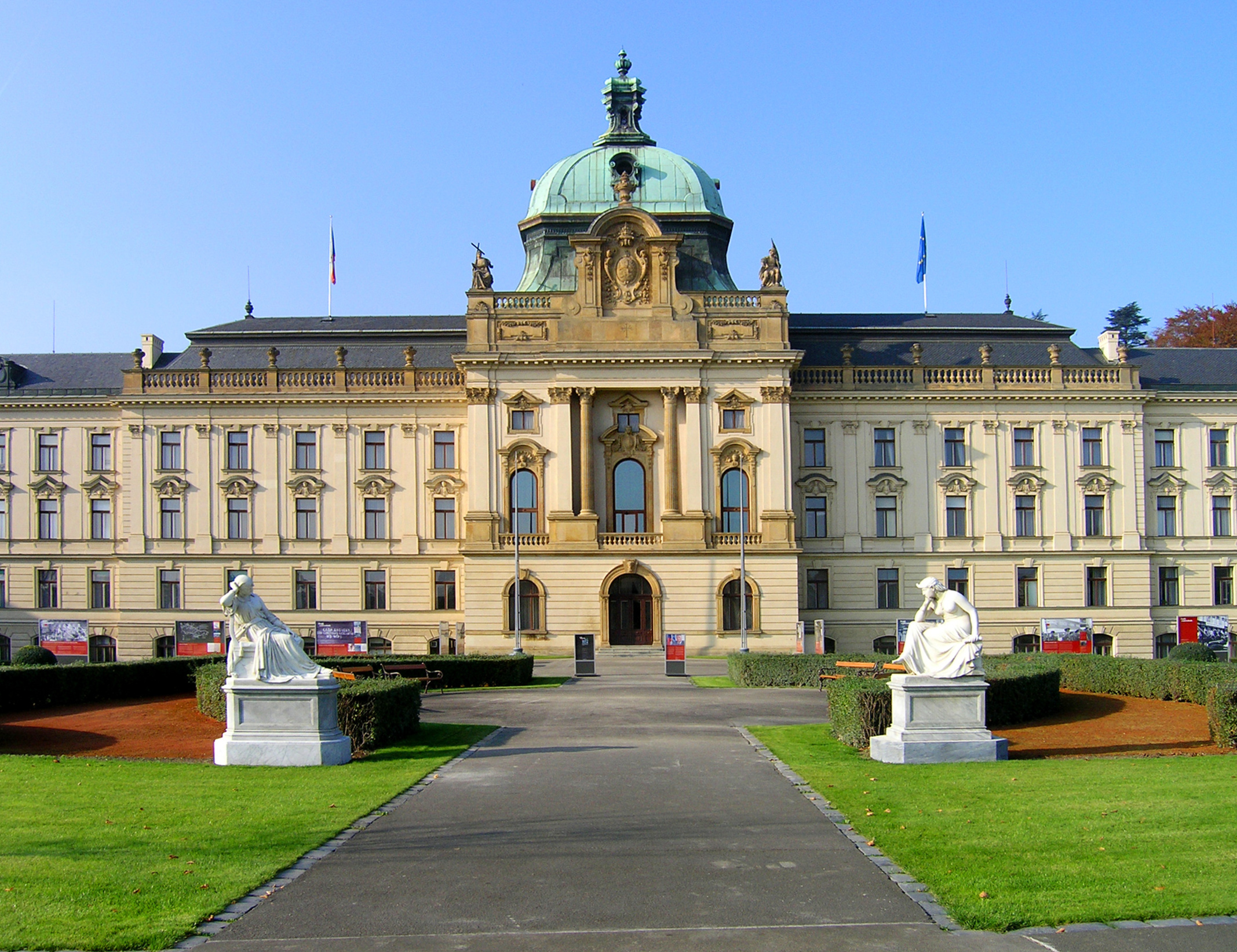
Budova Strakovy akademie na Malé Straně v Praze je sídlem vlády České republiky

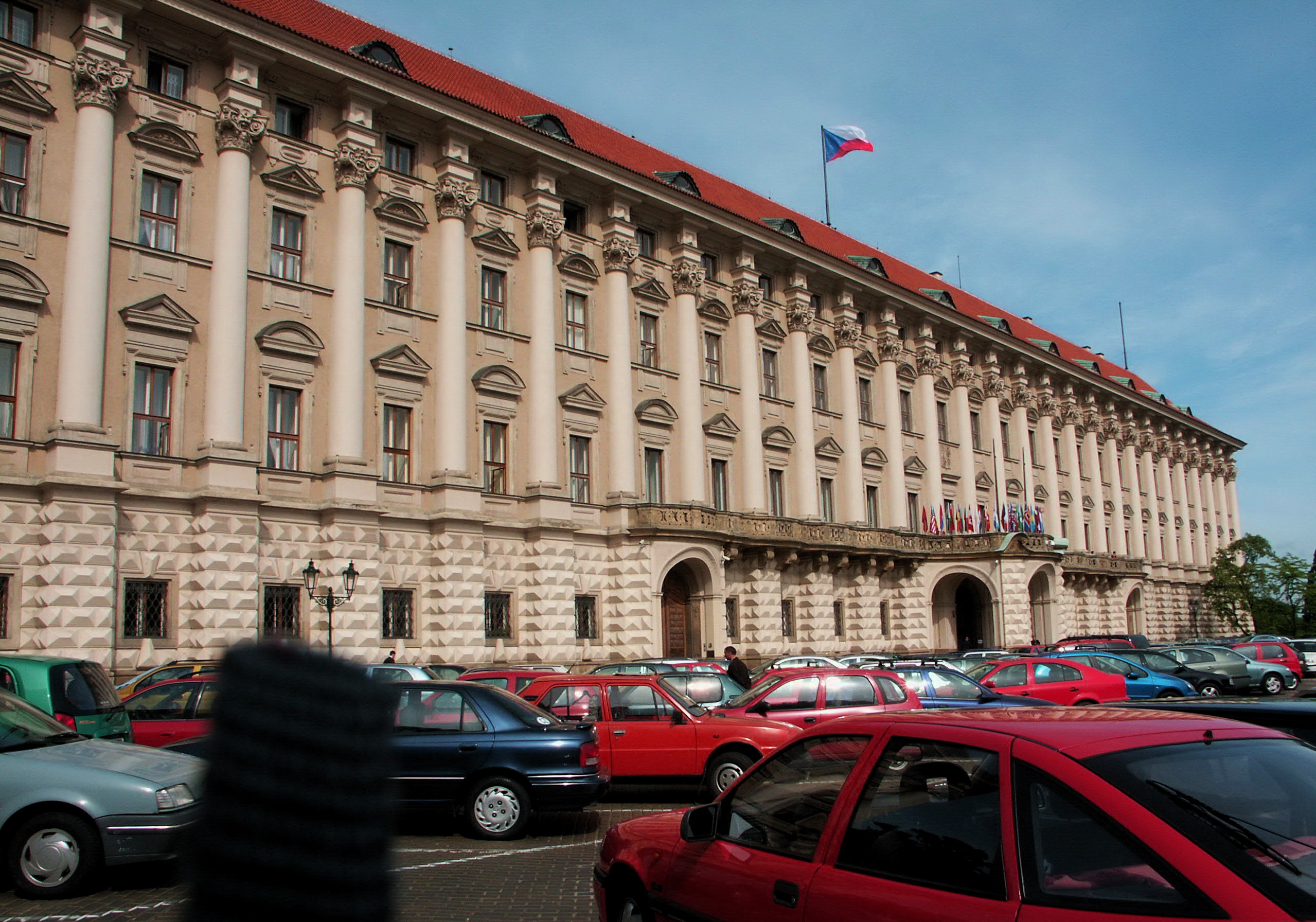
Černínský palác, sídlo české diplomacie poblíž pražského hradu

Vláda České republiky je vrcholný orgán výkonné moci v České republice. Její postavení vymezuje Ústava České republiky. Vláda se skládá z předsedy vlády (premiéra), místopředsedů vlády (vicepremiérů) a ministrů. Úřad vlády České republiky sídlí v budově Strakovy akademie v Praze na Malé Straně. Tradičním sídlem premiéra je Kramářova vila.
Premiéry samostatné České republiky byli Václav Klaus (1993–1997), Josef Tošovský (1997–1998), Miloš Zeman (1998–2002), Vladimír Špidla (2002–2004), Stanislav Gross (2004–2005), Jiří Paroubek (2005–2006), Mirek Topolánek (2006–2009), Jan Fischer (2009–2010), Petr Nečas (2010–2013), Jiří Rusnok (2013–2014), Bohuslav Sobotka (2014–2017), Andrej Babiš (2017–2021) a Petr Fiala (od 2021).
Součástí všech vlád ČR bylo ministerstvo financí, zahraničních věcí, vnitra, obrany, práce a sociálních věcí, pro místní rozvoj, dopravy, kultury, průmyslu, spravedlnosti, školství, zdravotnictví, zemědělství a životního prostředí. V letech 1993–1996 existovalo ministerstvo národního majetku a privatizace, v letech 2003–2007 ministerstvo informatiky. Ministerstvo vnitra řídí mj. Policii ČR a Hasičský záchranný sbor, ministerstvo dopravy Ředitelství silnic a dálnic, Správu železnic a Státní fond dopravní infrastruktury, ministerstvo kultury Národní památkový ústav, ministerstvo financí Celní správu České republiky, ministerstvo obrany Armádu ČR a Vojenské zpravodajství, ministerstvo práce Českou správu sociálního zabezpečení a Úřad práce, ministerstvo průmyslu Českou obchodní inspekci, ministerstvo spravedlnosti Vězeňskou službu České republiky (soudní moc je proti tomu nezávislá), ministerstvo školství Českou školní inspekci, ministerstvo zahraničí zastupitelské úřady ČR v zahraničí a Česká centra, ministerstvo zemědělství Státní veterinární správu, Státní zemědělskou a potravinářskou inspekci, Státní pozemkový úřad, Český úřad zeměměřický a katastrální a Státní zemědělský intervenční fond, ministerstvo životního prostředí Agenturu ochrany přírody a krajiny, Českou inspekci životního prostředí a Český hydrometeorologický ústav, ministerstvo pro místní rozvoj Státní fond rozvoje bydlení.
Víceméně samostatnými ústředními orgány státní správy jsou Národní bezpečnostní úřad, Český telekomunikační úřad, Úřad průmyslového vlastnictví, Český statistický úřad, Český báňský úřad, Energetický regulační úřad, Úřad pro ochranu hospodářské soutěže (antimonopolní úřad), Správa státních hmotných rezerv, Státní úřad pro jadernou bezpečnost, Úřad pro mezinárodněprávní ochranu dětí, Úřad pro zahraniční styky a informace, Rada pro rozhlasové a televizní vysílání, Úřad pro ochranu osobních údajů a Bezpečnostní informační služba. Zcela mimo moc výkonnou, soudní i zákonodárnou je Nejvyšší kontrolní úřad.
Sociální smír v zemi zajišťuje tzv. tripartita, tedy pravidelná trojstranná jednání mezi vládou, největší odborovou centrálou v zemi (Českomoravskou konfederací odborových svazů) a zaměstnavateli reprezentovanými Hospodářskou komorou ČR a Svazem průmyslu a dopravy ČR.
V éře samostatné ČR se na vládě podílely politická uskupení ODS, KDU-ČSL, KDS, ODA, ČSSD, US-DEU, Zelení, TOP 09, VV, LIDEM, ANO, STAN a Piráti. V československé historii to byly navíc národní demokraté, agrárníci, národní socialisté, živnostníci, ľuďáci, němečtí agrárníci, němečtí křesťanští sociálové, němečtí sociální demokraté, Národní sjednocení, Strana národní jednoty, Demokratická strana, Strana slobody, KSČ, KSS, Strana slovenskej obrody, Občanské fórum, Verejnosť proti násiliu, KDH, ODÚ, HZDS, OH a HSD-SMS. Historicky prvními českými politickými stranami byli Národní strana (staročeši) (1848), Národní strana svobodomyslná (mladočeši) (1874) a sociální demokraté (1878, pod názvem Sociálně demokratická strana českoslovanská v Rakousku).
Významnými českými politiky byli například František Palacký, Jiří František Buquoy, Rudolf Stadion, Felix Schwarzenberg, Karel Chotek, Karel III. Schwarzenberg, František Ladislav Rieger, Julius Grégr, Alois Pražák, Eugen Czernin, Antonín Randa, Karel Kramář, Tomáš Garrigue Masaryk, Edvard Beneš, Antonín Švehla, Vlastimil Tusar, Jan Malypetr, Jan Šrámek, Richard Coundenhove-Calergi, Petr Zenkl, Milada Horáková, Václav Havel, Dagmar Burešová, Petr Pithart, Václav Klaus, Josef Lux, Miloš Zeman, Vladimír Špidla, Karel VII. Schwarzenberg, Miloš Vystrčil nebo Věra Jourová. 

### Právní a soudní systém

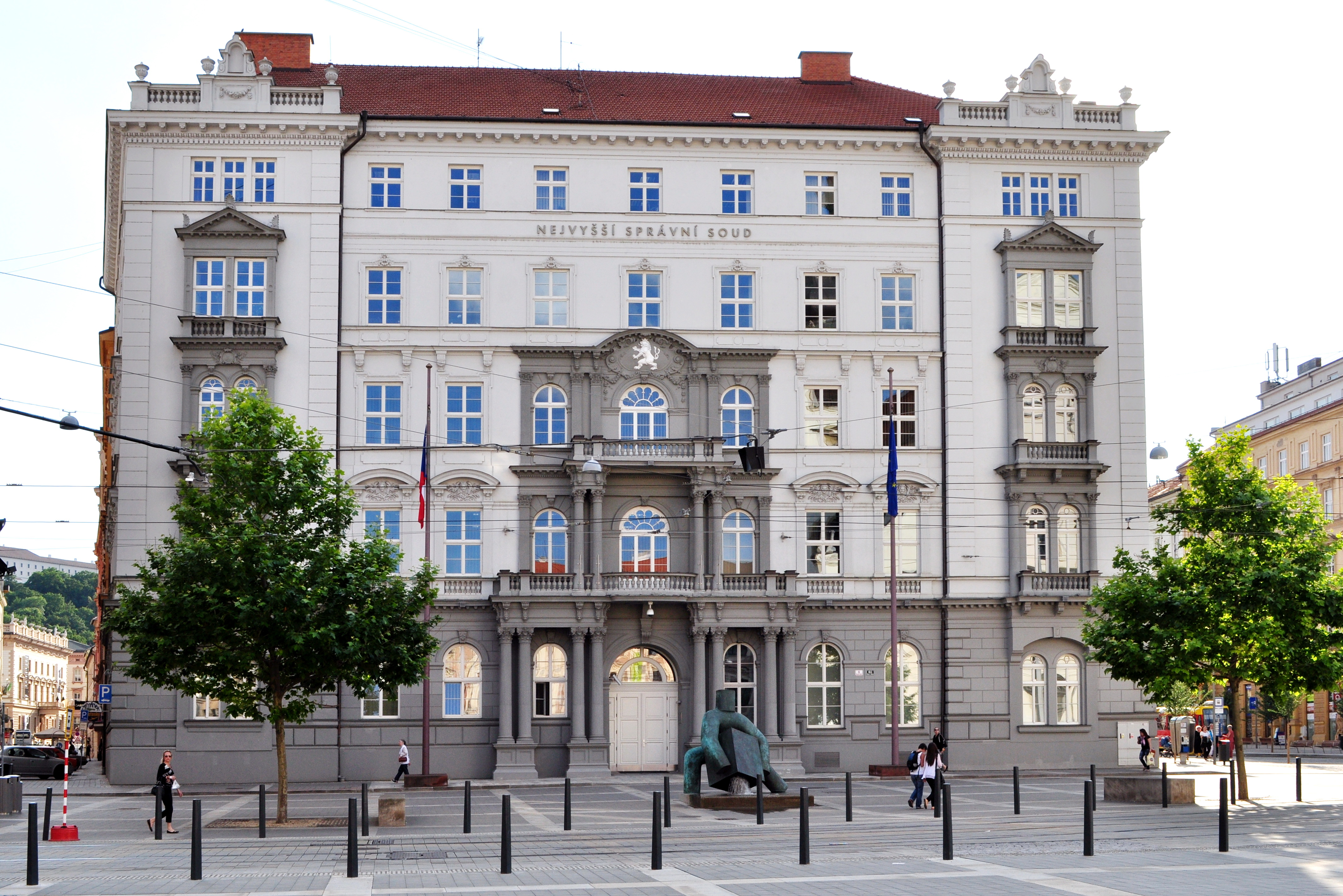
Sídlo Nejvyššího správního soudu v Brně

Český právní řád je součástí germánské větve kontinentálního typu právní kultury (někdy zvané též římské právo, v anglických zemích civil law). Je tvořen předpisy přijímanými českými zákonodárci, právem Evropské unie, mezinárodními dohodami, které jsou ratifikovány českým parlamentem a některými nálezy Ústavního soudu (těmi, které nějakou část zákonů označují za protiústavní). Tyto předpisy jsou pravidelně vydávány ve Sbírce zákonů a Sbírce mezinárodních smluv. Česká republika je unitární stát, což znamená, že jednotlivé jeho části nemohou mít vlastní legislativu (jako je tomu například ve federacích). Základem právního systému je Ústava ČR přijatá v roce 1993. Nový trestní zákoník je účinný od roku 2010, občanský zákoník od roku 2014. Tradici soukromého práva v Česku silně formoval rakouský všeobecný občanský zákoník.
Soudní moc České republiky je tvořena Ústavním soudem a soustavou obecných soudů, Ústavní soud je ale zvláštním ústavním orgánem soudního typu. Jeho úkolem je zejména provádět kontrolu ústavnosti a plnit některé úkoly volebního a politického soudnictví. Ústavní soud sídlí v Brně, v budově bývalé moravské Zemské sněmovny. Předsedy Ústavního soudu samostatného Česka byli Zdeněk Kessler (1993–2003), Miloš Holeček (2003), Pavel Rychetský (2003–2023) a Josef Baxa (od 2023). Soustava obecných soudů se skládá ze soudů okresních, krajských a vrchních. Na jejím vrcholu stojí Nejvyšší soud a Nejvyšší správní soud. Obě instituce sídlí také v Brně, stejně jako Nejvyšší státní zastupitelství. Jak je v tradici germánského římského práva obvyklé, soustava obecných soudů se dělí na tři větve: soudnictví civilní, trestní a správní.

### Zahraniční vztahy

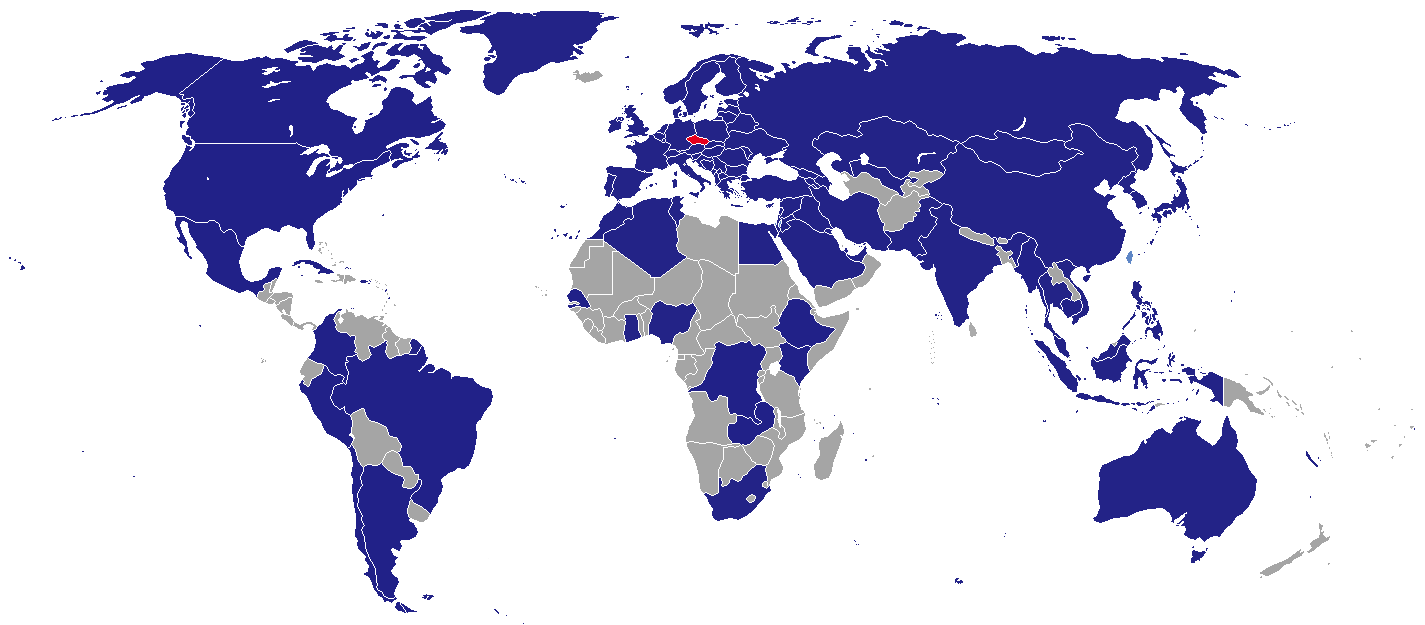
Země, ve kterých má Česko svá velvyslanectví

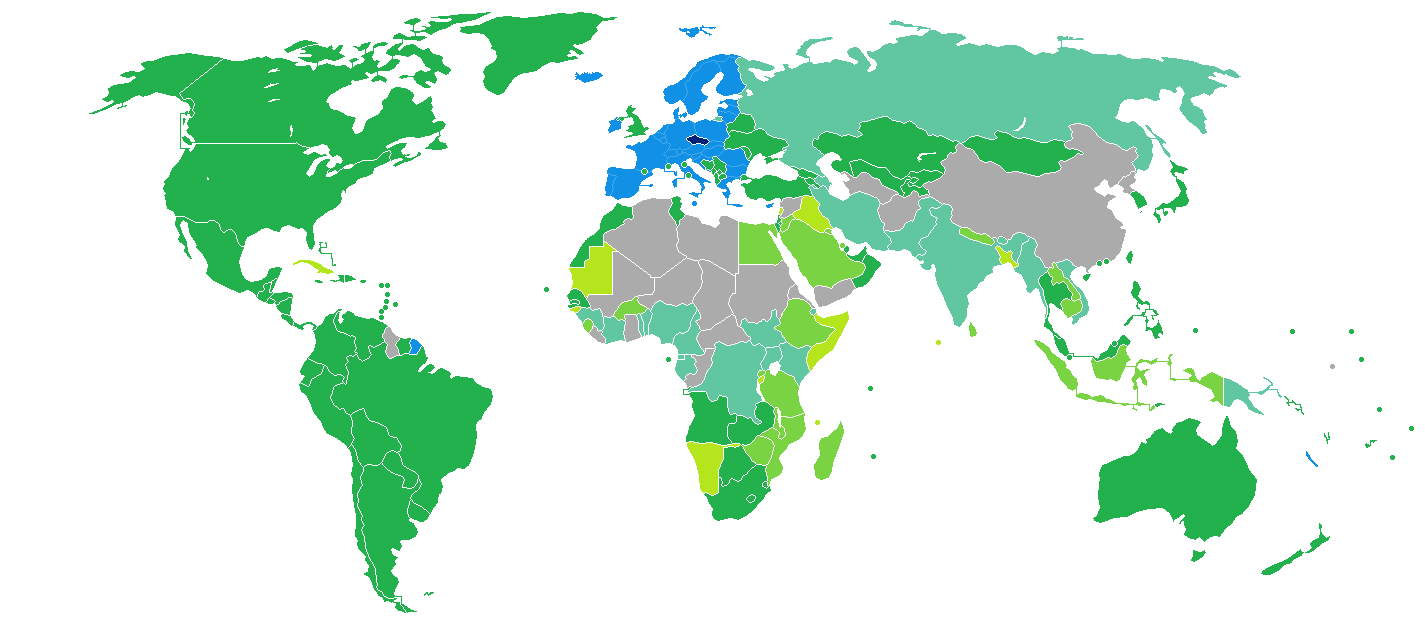
Vízové požadavky pro české občany: bezvízový vstup do 167 zemí dle tzv. Visa Restriction Index 2016
Svoboda pohybu
Vízum není požadováno
Víza udělována při příjezdu
Elektronické vízum (eVisa)
Předem schválená víza při příjezdu
Víza požadována před příjezdem

Česká republika má zavedenou strukturu zahraničních vztahů. Je členem OSN, Evropské unie (EU), NATO, Organizace pro hospodářskou spolupráci a rozvoj (OECD) a Rady Evropy. Je pozorovatelem Organizace amerických států. Všechny státy (138 států ke dni 3. května 2016, z toho je devět států zastoupeno diplomaty v hodnosti chargé d’affaires) a mezinárodní resp. nadstátní organizace, které mají diplomatické styky s Českou republikou, mají velvyslanectví v Praze, a některé z nich mají generální konzuláty nebo konzuláty v určitých městech, zejména v Brně. Česká republika má ve státech a u mezinárodních resp. nadstátních organizací, se kterými má diplomatické styky, recipročně svá velvyslanectví (ambasády) a konzuláty.
Dle tzv. Visa Restriction Indexu z roku 2016 mají čeští občané možnost bezvízového vstupu do 167 zemí, čímž se zařazují mezi nejméně vízy omezené národy.
Hlavní roli v zaměřování a upřesňování zahraniční politiky mají premiér a ministr zahraničních věcí. Pro zahraniční politiku České republiky je zásadní členství v Evropské unii, které ČR v první polovině roku 2009 i předsedala. Česká republika má silné vazby se Slovenskem, Polskem a Maďarskem, mj. jako člen Visegrádské skupiny. Rozsáhlé styky má Česká republika se sousedním Německem a dalšími členskými státy Evropské unie, se Spojenými státy americkými a s Izraelem. Na Blízkém východě je důležitým partnerem Saúdská Arábie. Po roce 2020 dochází k posilování vztahů s asijskými demokratickými státy, například s Tchaj-wanem. Naopak špatné vztahy má Česko dlouhodobě s Ruskou federací, od roku 2021 Česko figuruje na oficiálním ruském seznamu nepřátelských zemí. Problematické vztahy má Česká republika rovněž s Čínskou lidovou republikou.
Čeští představitelé podporují disidenty v Barmě, Bělorusku, Moldavsku, na Kubě a v dalších státech.
Ke slavným českým diplomatům minulosti patřili například Jaroslav Lev z Rožmitálu, Humprecht Jan Czernin, Václav Antonín Kounic-Rietberg, Filip Josef Kinský, Karel Filip Schwarzenberg, Alois Lexa z Aehrentahlu, Otakar Czernin, Edvard Beneš, Kamil Krofta, Jan Masaryk, Jiří Hájek, Jiří Dienstbier, Luboš Dobrovský, Josef Zieleniec, Michael Žantovský, Karel Kovanda, Petr Kolář, Alexandr Vondra, Karel Schwarzenberg či Petr Pavel. 

### Ozbrojené síly

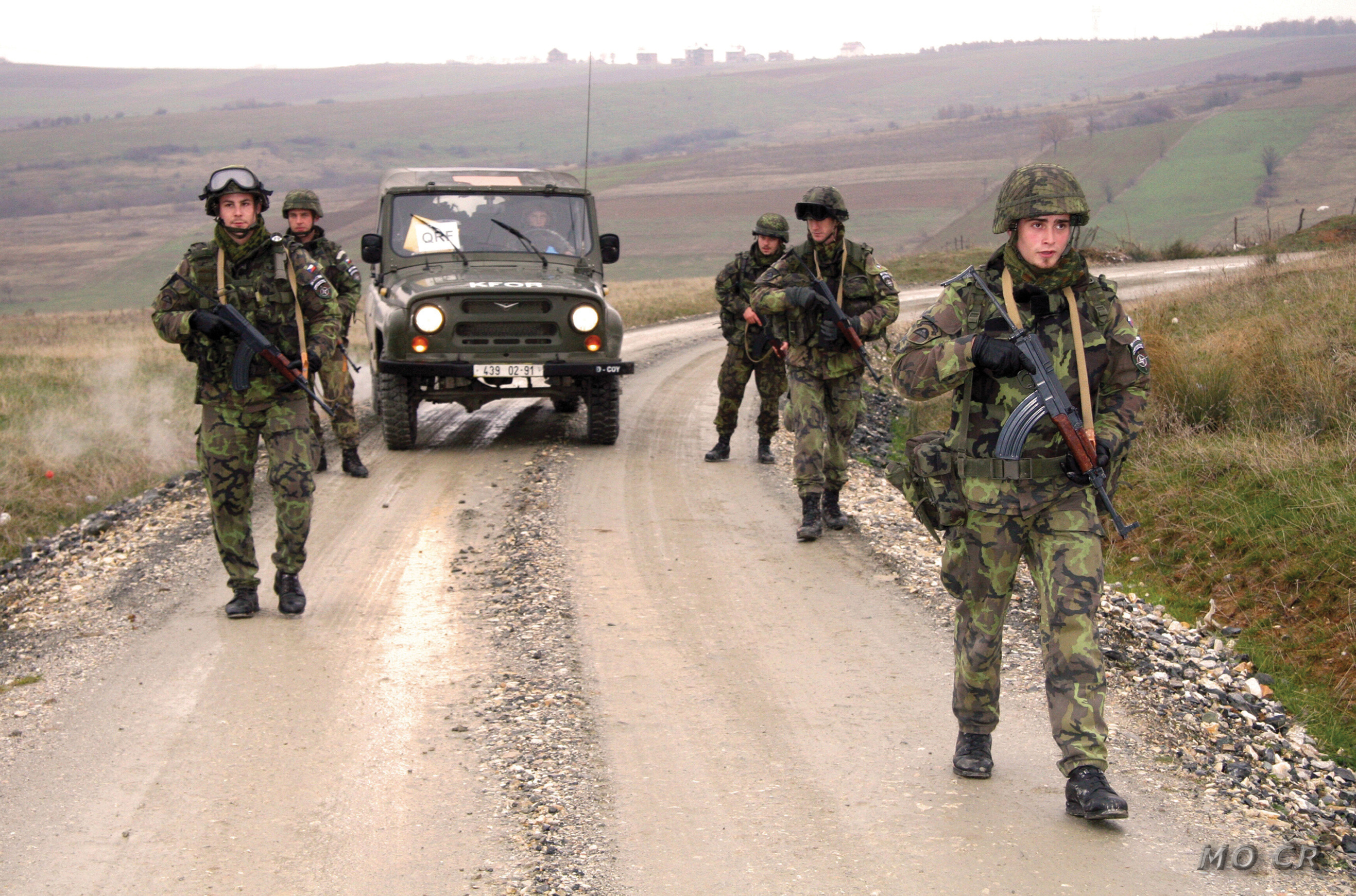
Čeští vojáci na hlídce během mise KFOR v Kosovu

Armáda České republiky se skládá z letectva, pozemních sil a podpůrných jednotek. Prezident České republiky je vrchním velitelem ozbrojených sil. V roce 2004 byla zrušena základní vojenská služba a armáda se tak stala plně profesionální organizací. 12. března 1999 země vstoupila do Severoatlantické aliance, v rámci níž plní své vojenské závazky. Počet aktivních vojáků je přibližně 29 300 včetně civilních zaměstnanců.
České jednotky se podílely na operacích UNPROFOR, SFOR, EUFOR v Bosně a Hercegovině, KFOR v Kosovu a ISAF v Afghánistánu. Od roku 2003 působí čeští vojáci v Iráku. České letectvo se také podílí na obraně vzdušného prostoru Pobaltských států a Islandu.
Vysokou prestiž mají tradičně čeští vojenští chemici (dnes 31. pluk radiační, chemické a biologické ochrany v Liberci). Od svého prvního nasazení v mezinárodních silách v operaci Pouštní bouře roku 1991, patří k hlavním českým příspěvkům ke spojeneckým akcím. Od roku 2003 liberečtí chemici pravidelně velí mnohonárodnímu praporu radiační, chemické a biologické ochrany Sil rychlé reakce NATO (NATO Response Force).
Výzbroj Armády České republiky zahrnuje nadzvukové stíhačky JAS-39 Gripen, bojové letouny Aero L-159 Alca, útočné helikoptéry Mil Mi-35, obrněné transportéry: Pandur II, BVP-1, BVP-2, OT-90 a modernizované tanky T-72M4CZ.
Nejznámějšími českými, potažmo československými, vojáky a vojevůdci minulosti byli Přemysl Otakar II., Jan Lucemburský, Jan Žižka, Albrecht z Valdštejna, Karel Filip Schwarzenberg, Josef Václav Radecký z Radče, Josef Šnejdárek, Heliodor Píka, Ludvík Svoboda, Jan Kubiš, Jozef Gabčík, František Fajtl či Petr Pavel.

### Lidská práva

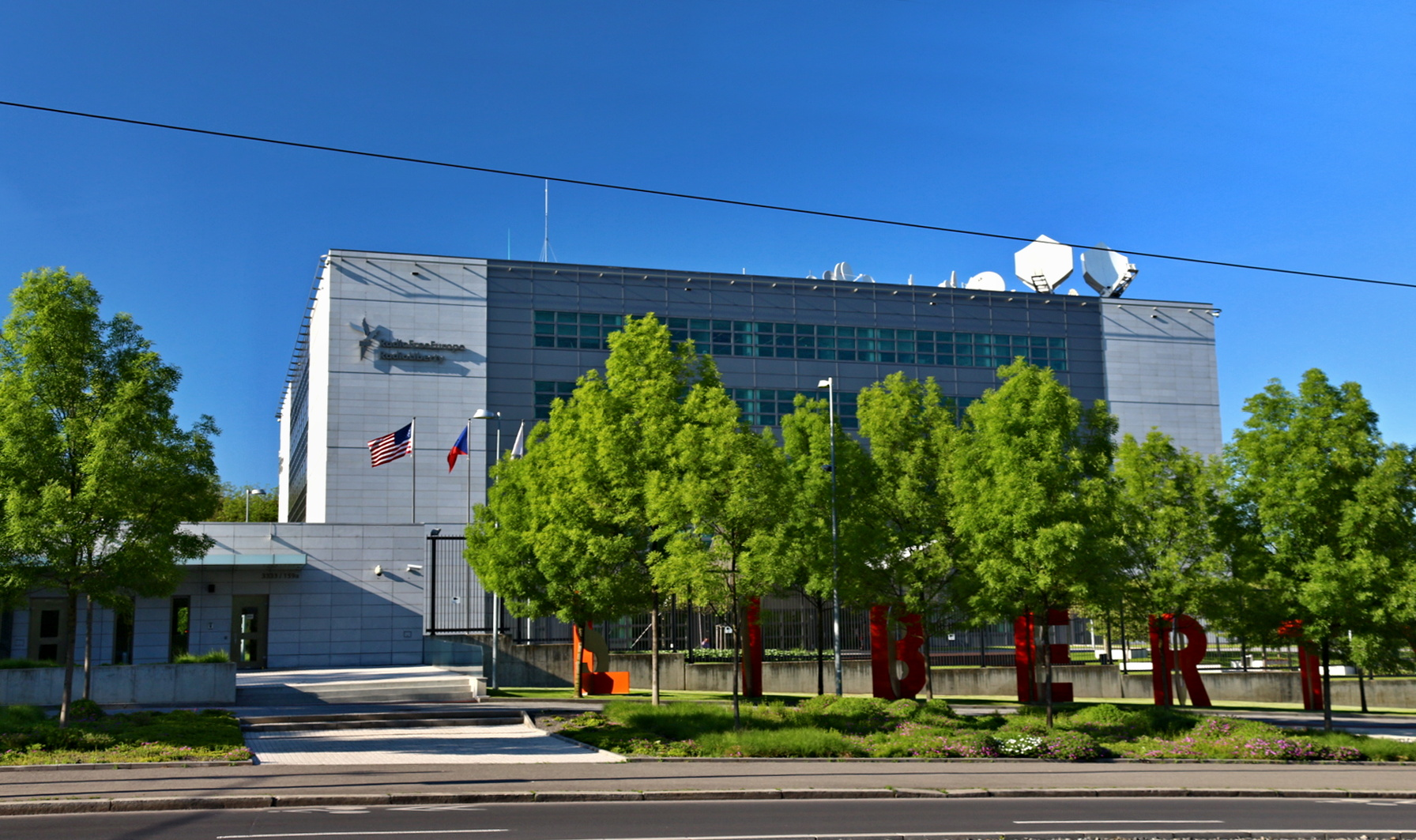
Budova Rádia Svobodná Evropa v Praze na Hagiboru

Lidská práva v Česku jsou garantována Listinou základních práv a svobod a mezinárodními smlouvami o lidských právech. Přesto se vyskytovaly případy porušování lidských práv jako diskriminace romských dětí, kvůli kterým Evropská komise požádala Česko o podání vysvětlení, nebo nezákonné sterilizace romských žen, za které se vláda omluvila. Podle komentáře veřejného ochránce práv Stanislava Křečka z roku 2020 je diskriminace Romů v současnosti jen minimální, čemuž nasvědčuje statistika podaných oznámení. Dochází také k porušování lidských práv v některých zařízeních pro seniory a v psychiatrických léčebnách.
Roku 2000 byl k ochraně základních práv a svobod zřízen úřad Veřejného ochránce práv (ombudsmana). Autorita ombudsmana je však spíše neformální.
Podle indexu ekonomické svobody, který vytváří The Heritage Foundation a The Wall Street Journal, je Česko 24. nejsvobodnější zemí na světě z hlediska obchodu (stav v roce 2016). Podle Světového indexu svobody tisku, vytvářeného organizací Reportéři bez hranic, měla ČR 14. nejsvobodnější mediální prostředí na světě (stav v roce 2023).
Praha je sídlem Radio Free Europe/Radio Liberty. Stanice dnes sídlí na Hagiboru. Na začátku 90. let ji do Československa osobně pozval Václav Havel.
Osoby stejného pohlaví mohou v ČR uzavřít tzv. registrované partnerství (viz LGBT práva v Česku).
K nejznámějším českým aktivistům a podporovatelům lidských práv patří pražská rodačka Berta von Suttnerová, která za svůj pacifistický boj získala Nobelovu cenu za mír, filosof a první československý prezident Tomáš Garrigue Masaryk, student Jan Palach, který se v roce 1969 upálil v protestu proti sovětské okupaci, Karel Schwarzenberg, který byl v letech 1984 až 1990 předsedou Mezinárodního helsinského výboru pro lidská práva, Václav Havel, dlouholetý disident a pozdější prezident, socioložka a disidentka Jiřina Šiklová či Šimon Pánek, zakladatel organizace Člověk v tísni.

### Administrativní dělení

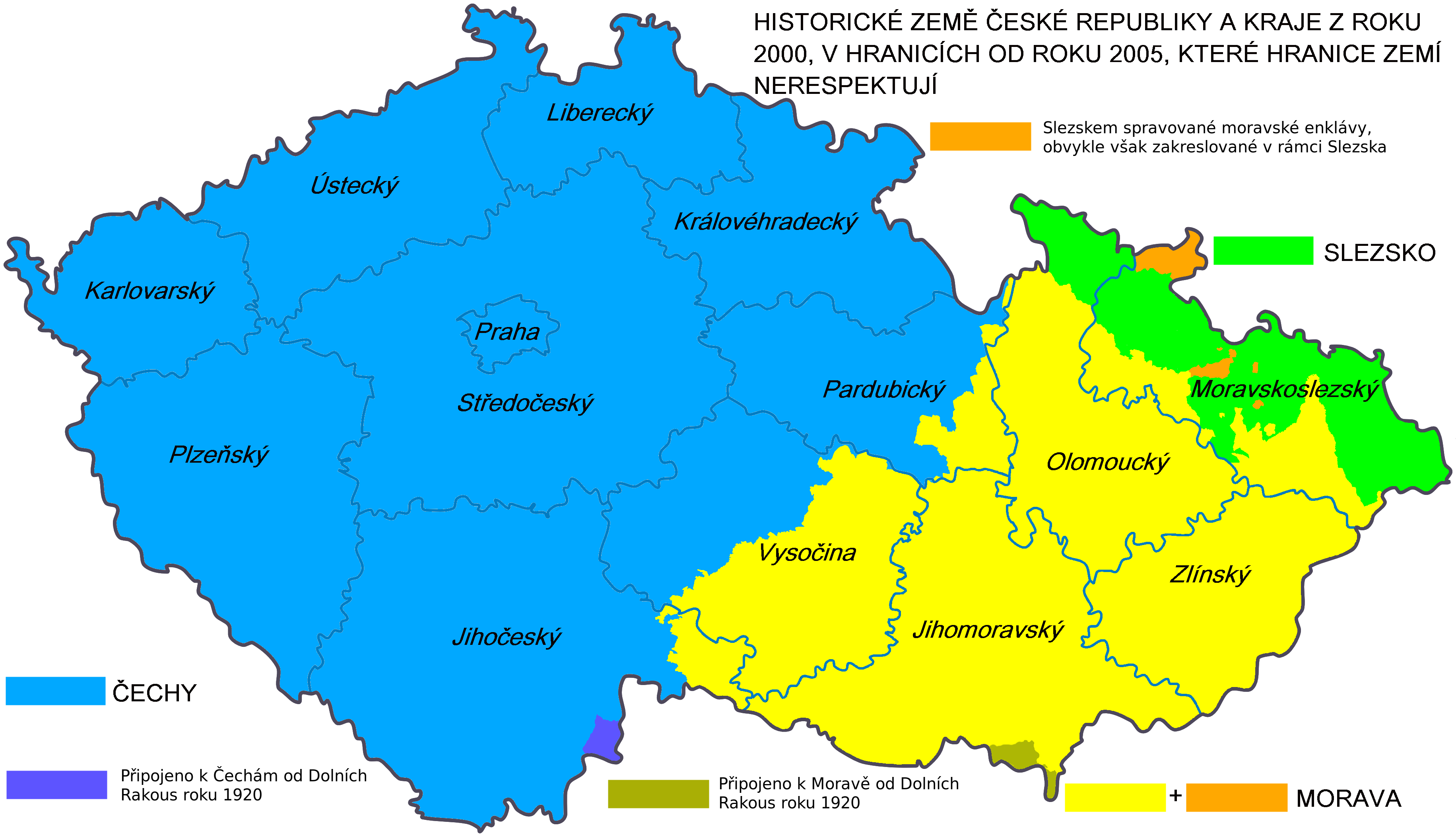
Samosprávné kraje a historické země ČR

#### Kraje
Území Česka se dělí na 14 vyšších územních samosprávných celků – krajů. Toto rozdělení bylo zřízeno 1. ledna 2000 ústavním zákonem č. 347/1997 Sb. Krajský úřad je krajským orgánem vykonávajícím též přenesenou působnost státní správy, v jeho čele stojí ředitel. Hlavou každého kraje je hejtman, pouze hlavou Prahy je primátor. Územní kraje ani samosprávné kraje nerespektují hranice historických Českých zemí. Území Jihočeského kraje, Jihomoravského kraje, Pardubického kraje a kraje Vysočina se nachází jak v Čechách, tak na Moravě a území Olomouckého kraje a Moravskoslezského kraje se nachází jak na Moravě, tak v Českém Slezsku. Rozdělení do 14 krajů je uplatňováno při volbách do Poslanecké sněmovny PČR, kdy každý politický subjekt může podat 14 kandidátek.
Dnešní území České republiky se dělilo na kraje v různých obměnách od doby vlády Přemysla Otakara II. až do 19. století. Následně bylo toto dělení nahrazeno pouze okresy, v období první republiky pak zemským zřízením. Kraje byly obnoveny v roce 1948, v roce 1960 proběhlo rozdělení Česka do sedmi krajů a hlavního města. Tyto kraje de facto zanikly se zřízením nových krajů v roce 2000, de iure však existovaly souběžně s novými kraji až do 1. ledna 2021, kdy byly zrušeny na základě nového zákona o územně správním členění státu. Členění na pouze osm krajů však stále přetrvává v organizaci české justice.

#### Okresy
Kraje se dále dělí na okresy, dohromady je v Česku 76 okresů (poslední z nich – okres Jeseník – vznikl až 1. ledna 1996).
V roce 1990 byly okresní národní výbory transformovány na okresní úřady, namísto sboru voleného občany je řídila okresní shromáždění volená krajským zastupitelstvem. Ke dni 1. ledna 2003 byly okresní úřady zrušeny. Okresy jako jednotka státní správy nadále existují, okresy také zůstávají jednotkou statistickou.

#### Obce a jejich správní obvody
V roce 1990 byly místní a městské národní výbory přeměněny v obecní a městské úřady, přičemž volené orgány získaly takzvanou samostatnou působnost, která začala být rozlišována od přenesené působnosti státní správy. Pro výkon státní správy na nejnižší úrovni byl zvolen smíšený model: obecní úřad je obecním orgánem. Česká republika se 1. ledna 1993 stala samostatným státem, ale na vnitřní územní členění to vliv nemělo.
Z hlediska všeobecné státní správy se kraje dělí na správní obvody obcí s rozšířenou působností (někdy též zvané „malé okresy“ nebo „obce III. typu“). Takovými obcemi se stala všechna dosavadní okresní města, přibyla k nim však řada dalších měst. Tyto obvody se někde dále dělí na správní obvody obcí s pověřeným obecním úřadem (tzv. „obce II. typu“), které vykonávají některé specifické pravomoci státní správy i pro okolní obce. Ještě menší bývají některé správní obvody matrik. Některé působnosti státní správy vykonávají pro své území všechny obce.

#### NUTS

Statistické oblasti NUTS 2
v České republice, CZ-NUTS 2

Členění na jednotky NUTS 1, které odpovídají území o velikost 3–7 miliónů obyvatel, nebylo v Česku zavedeno. Jednotku NUTS 1 tak tvoří celé území Česka.
Na úrovni NUTS 2 se kraje sdružují do statistických oblastí zvaných regiony soudržnosti, které mají mít srovnatelný počet obyvatel, aby mohly být centrálně řízeny v projektech partnerství Evropské unie, a při financování místních projektů. Plzeňský a Jihočeský kraj jsou tak sdruženy do regionu soudržnosti Jihozápad, Karlovarský a Ústecký do regionu soudržnosti Severozápad, Liberecký, Královéhradecký a Pardubický do regionu soudržnosti Severovýchod, Vysočina a Jihomoravský do regionu soudržnosti Jihovýchod, Olomoucký a Zlínský do regionu soudržnosti Střední Morava. Regiony soudržnosti Praha, Střední Čechy a Moravskoslezsko jsou každý tvořen jediným krajem.
Kraje jsou umístěny na úrovni NUTS 3.

#### Euroregiony
Pro posílení regionální spolupráce v Evropě vznikají takzvané euroregiony, a to zpravidla v regionech dělených státními hranicemi. Nejstarší z nich je Euroregion Nisa, který leží na trojmezí Čech, Německa a Polska především v povodí Lužické Nisy. Zabírá plochu 13 033 km2, z toho na českém území 3 163 km2.

## Ekonomika

### Obecná charakteristika

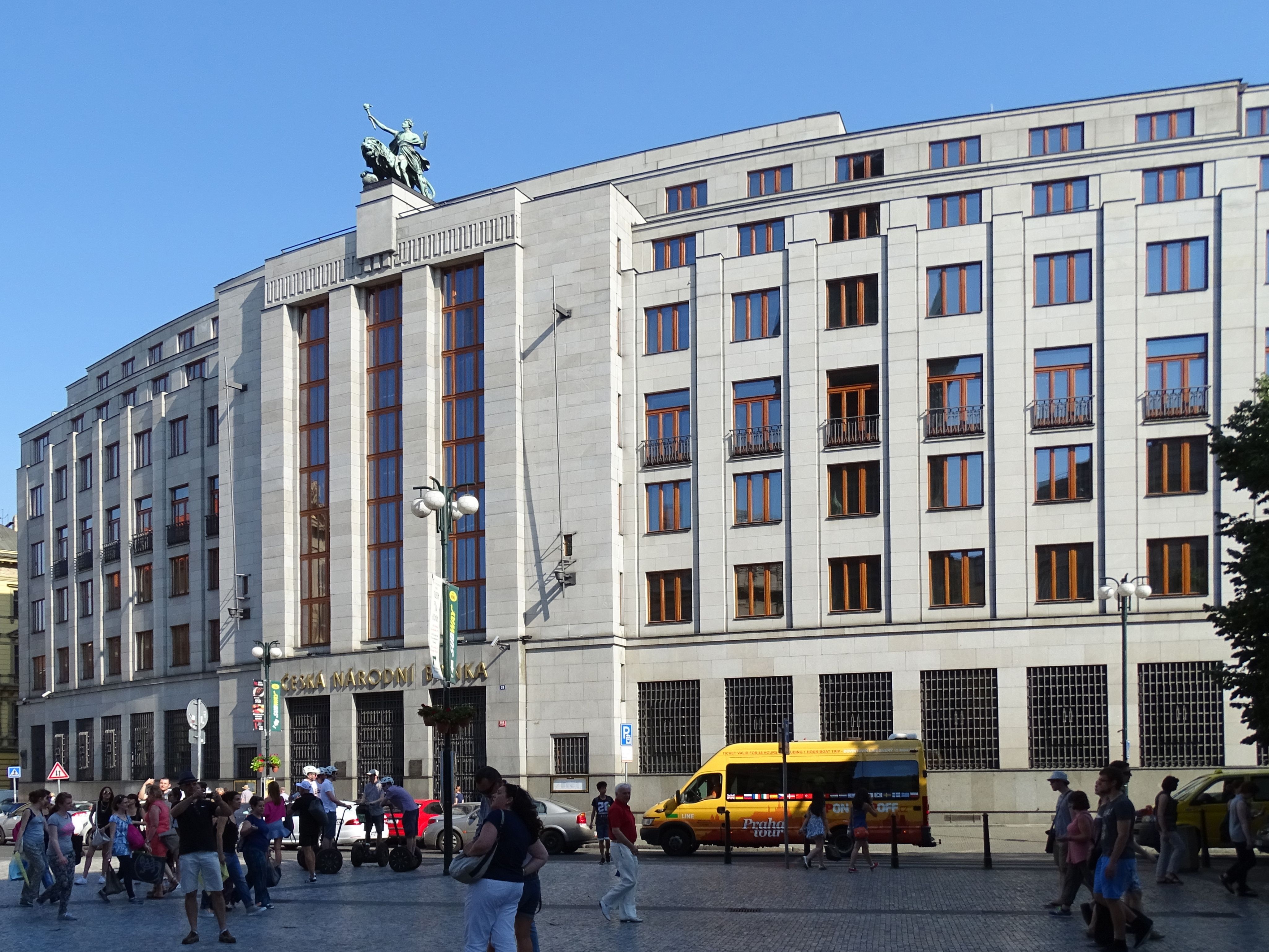
Česká národní banka v Praze

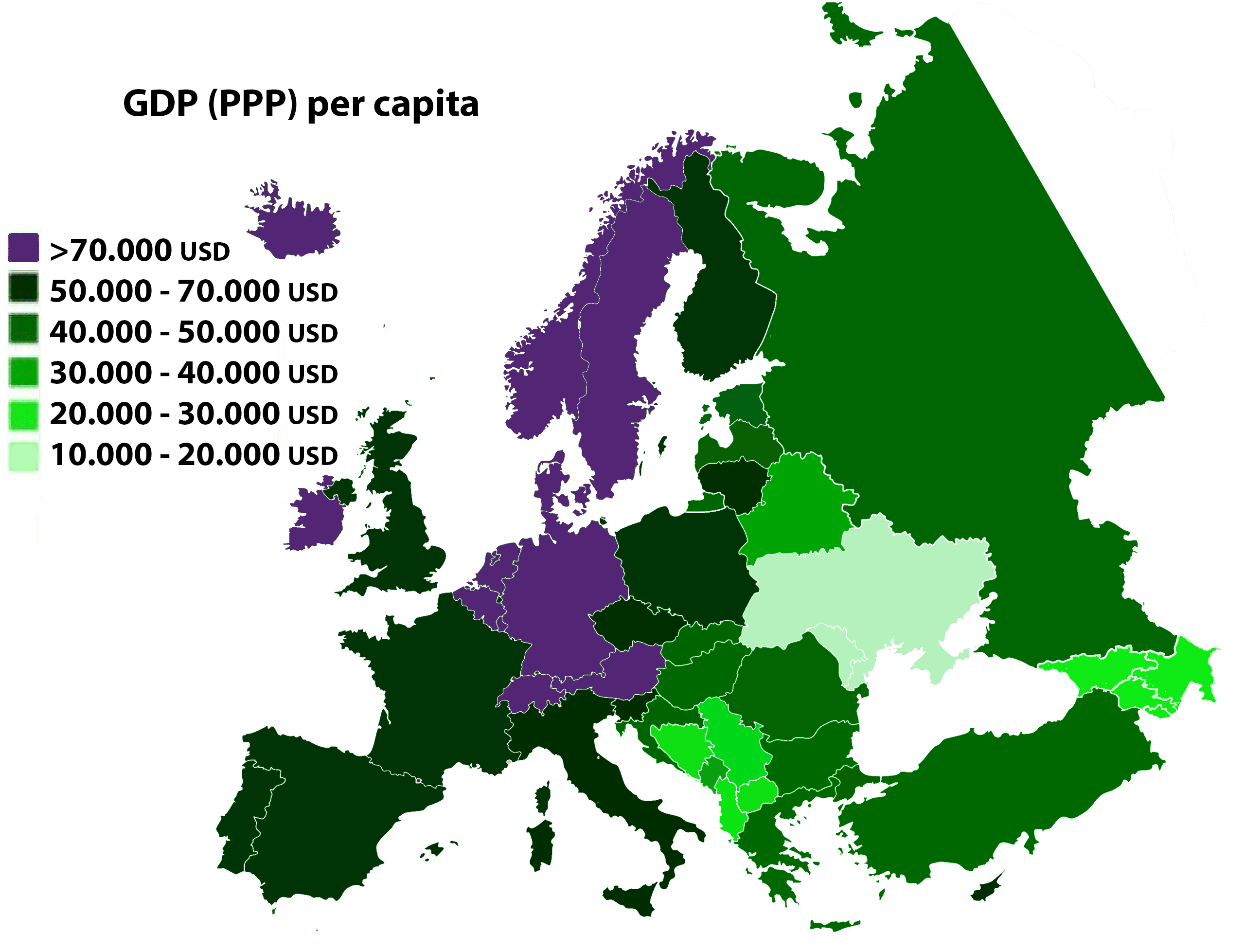
Evropské státy podle HDP na obyvatele

Hospodářství českých zemí tradičně patří k nejrozvinutějším v Evropě. Hrubý domácí produkt dosahuje výše vyspělých států světa. V roce 2015 byl hrubý domácí produkt (HDP) na osobu v paritě kupní síly 31 600 amerických dolarů. Výkonnost české ekonomiky činila v roce 2019 93 % průměru EU. Česká ekonomika je tak 16. nejsilnější v EU. Svou výkonností předběhla v roce 2005 ekonomiku Portugalska, poté Řecka, Kypru a nyní se blíží úrovni Itálie a Španělska. Světová banka (WB) již Česko vyřadila ze seznamu „rozvojových zemí“. Z investičního hlediska banka JPMorgan Chase v roce 2017 české státní dluhopisy zařadila do indexu „rozvíjejících se trhů“ (emerging markets). Přesto dnes patří k třicítce nejvyspělejších států, tzv. „plátcům“, kteří z rozpočtu Světové banky neberou peníze, ale naopak je do ní vkládají. Podle Indexu společenského rozvoje (Social Progress Index), který vytváří nezisková organizace Social Progress Imperative a společnost Deloitte, je ČR 22. nejrozvinutějším státem světa (k 2015). Dle Indexu lidského rozvoje, který vypočítává OSN, pak 28. nejrozvinutějším. V žebříčku bohatství svých občanů, který sestavuje skupina Allianz, byla v roce 2015 Česká republika taktéž na 28. místě na světě. Jmění je podle studie Global Wealth Report společnosti The Boston Consulting Group v ČR rozloženo poměrně rovnoměrně: pět procent nejbohatších Čechů vlastní 45 procent celkového finančního bohatství (v USA je to 77 procent). Také příjmová nerovnost mezi lidmi patří v ČR k nejnižším v Evropě. S tím souvisí i odhad OECD, že v ČR je nejmenší míra chudoby v celé Evropě. V roce 2018 žilo na hranici chudoby 9,6 procenta lidí.
ČR je silně exportní ekonomikou, český export překonal v roce 2018 hranici 4,4 bilionu korun, čímž byl vytvořen nový historický rekord. V roce 2018 mířilo 84,1 procenta vývozu z ČR do zemí Evropské unie. Z hlediska států dominoval vývoz do Německa (32,4 procenta), s odstupem následovaly Slovensko (7,6 procenta), Polsko (6,1) a Rakousko (4,5). Dominoval dovoz z Německa (25,0 procenta), Číny (14,1) a Polska (7,7). Zdanění bylo v roce 2015 v ČR na úrovni 39,6 procenta HDP. Pro strukturu zdanění je typická nízká míra přímých daní, průměrná míra nepřímých a velmi vysoká míra sociálních příspěvků (sociální a zdravotní pojištění). Typickým rysem české ekonomiky je relativně nízká míra nezaměstnanosti, v březnu 2016 dosáhla ČR nejnižší nezaměstnanosti v celé Evropské unii. Její zadlužení bylo k roku 2015 sedmé nejnižší v EU.
K roku 2016 činil státní dluh 1,836 bilionu korun, což představovalo 40,3 procenta hrubého domácího produktu (průměr EU 85,2 procenta HDP, eurozóny 90,7 procenta HDP). Dluhy českých domácností byly k červnu 2016 1,369 bilionu korun, dluhy firem vůči bankám 1,176 bilionu korun. V roce 2016 ve formě dividend odplynulo z Česka do zahraničí 289 miliard korun a podle některých odhadů se ročně vyvádí z Česka do zahraničí až 700 miliard korun, což je ovšem přímý důsledek zahraničních investic. K roku 2016 bylo v ČR 23 200 dolarových milionářů. Mezinárodní ratingová agentura Standard & Poor's oceňuje od roku 2011 úvěrovou spolehlivost České republiky stupněm AA-. Podle poradenské sítě BDO bylo k roku 2016 Česko 26. nejatraktivnější zemí světa pro investory. K významným hospodářským institucím patří Pražská burza (a její index PX). S korupcí se v Česku setkalo 60 % dotázaných podnikatelů.

### Měna

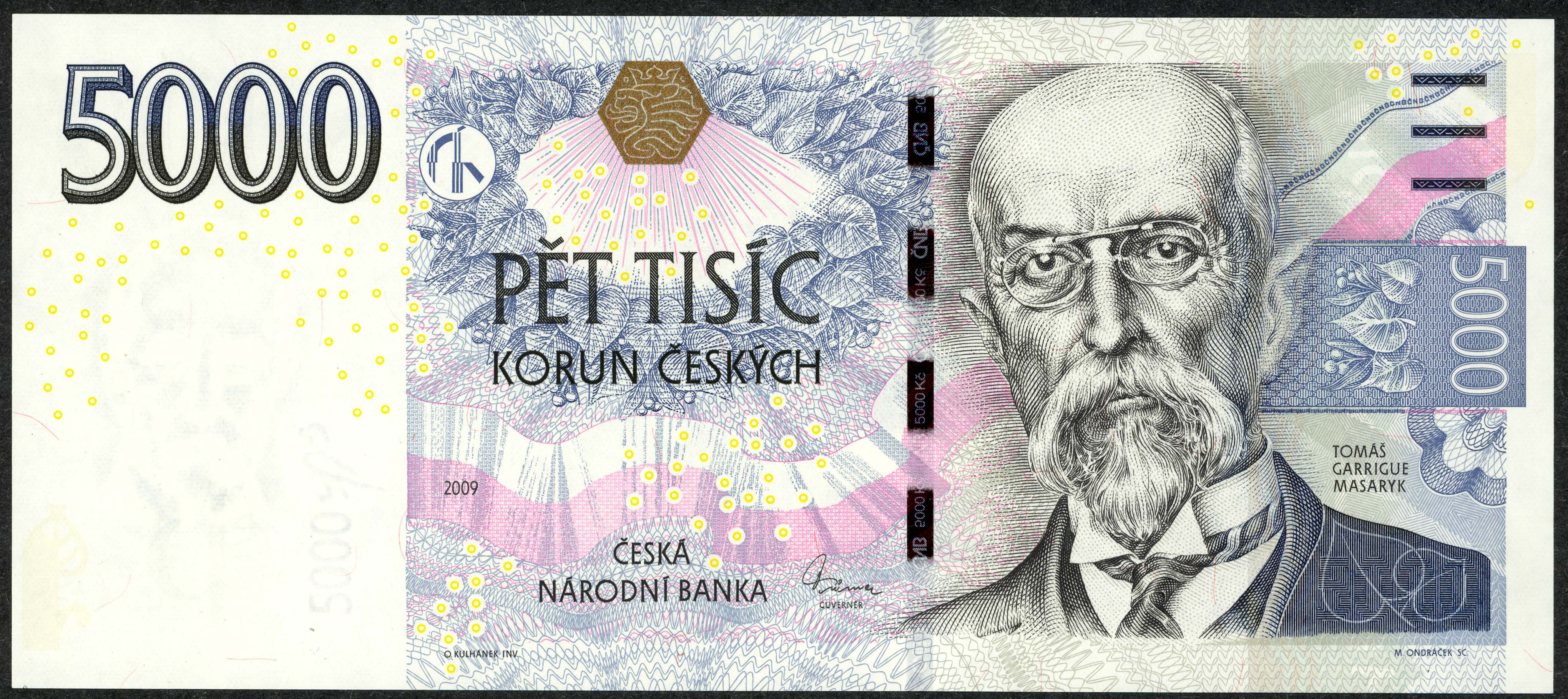
Pětitisícová bankovka české koruny s portrétem T. G. Masaryka

Oficiální českou měnou je koruna česká (zkratka Kč). Vydává ji Česká národní banka, zcela nezávislá na vládě. Členy jejího vedení – bankovní rady – jmenuje prezident republiky. Kurz měny je plovoucí, pokud se Česká národní banka nerozhodne jinak, například od 7. listopadu 2013 intervenovala na devizovém trhu s cílem držet kurz koruny vůči euru přibližně na hladině 27 korun za euro. Důvodem k opatření byly obavy z deflace. Intervence byly ukončeny na jaře 2017 a intervencemi posílený kurz si koruna udržovala do 1. čtvrtletí 2020.
Přístupovou smlouvou z roku 2003 se Česko zavázalo přijmout evropskou měnu euro. Vládou však dosud nebyl stanoven termín přijetí ani termín vstupu do mechanismu směnných kurzů ERM II, který musí přijetí eura předcházet. Vstup do mechanismu ERM II je poslední z pěti konvergenčních kritérií, které ČR dosud nesplnila. Přijetí eura brání obavy z dluhové krize v eurozóně a nízká podpora přijetí eura u veřejnosti. Do roku 2005 se podpora u veřejnosti pohybovala kolem 50 %, v dalších letech ale vytrvale klesala. Podle agentury STEM se podpora zavedení eura v letech 2015 až 2023 pohybovala mezi 15–20 %, přičemž u výzkumu z roku 2023 odpovědělo 56 % respondentů „určitě ne“. Naopak podle Eurobarometru podpora pro vstup do eurozóny stále roste, v roce 2021 bylo pro 40 % Čechů a v roce 2022 šlo o 44 % českých občanů.
K historickým měnám užívaným v Česku patří československá koruna, protektorátní koruna, rakousko-uherská koruna či rakousko-uherský zlatý. K významným mincím minulosti patří pražský groš či jáchymovský tolar, od nějž má měna dolar etymologický původ.

### Vývoj ekonomiky

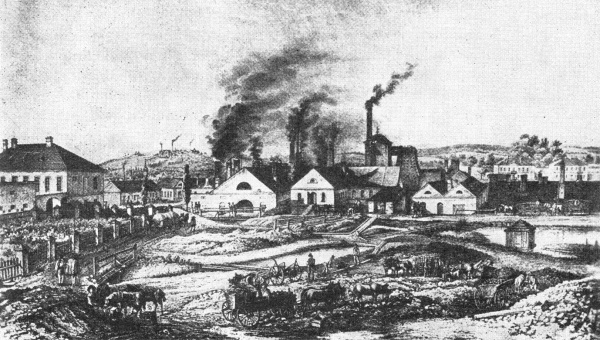
Vítkovické železárny v polovině 19. století

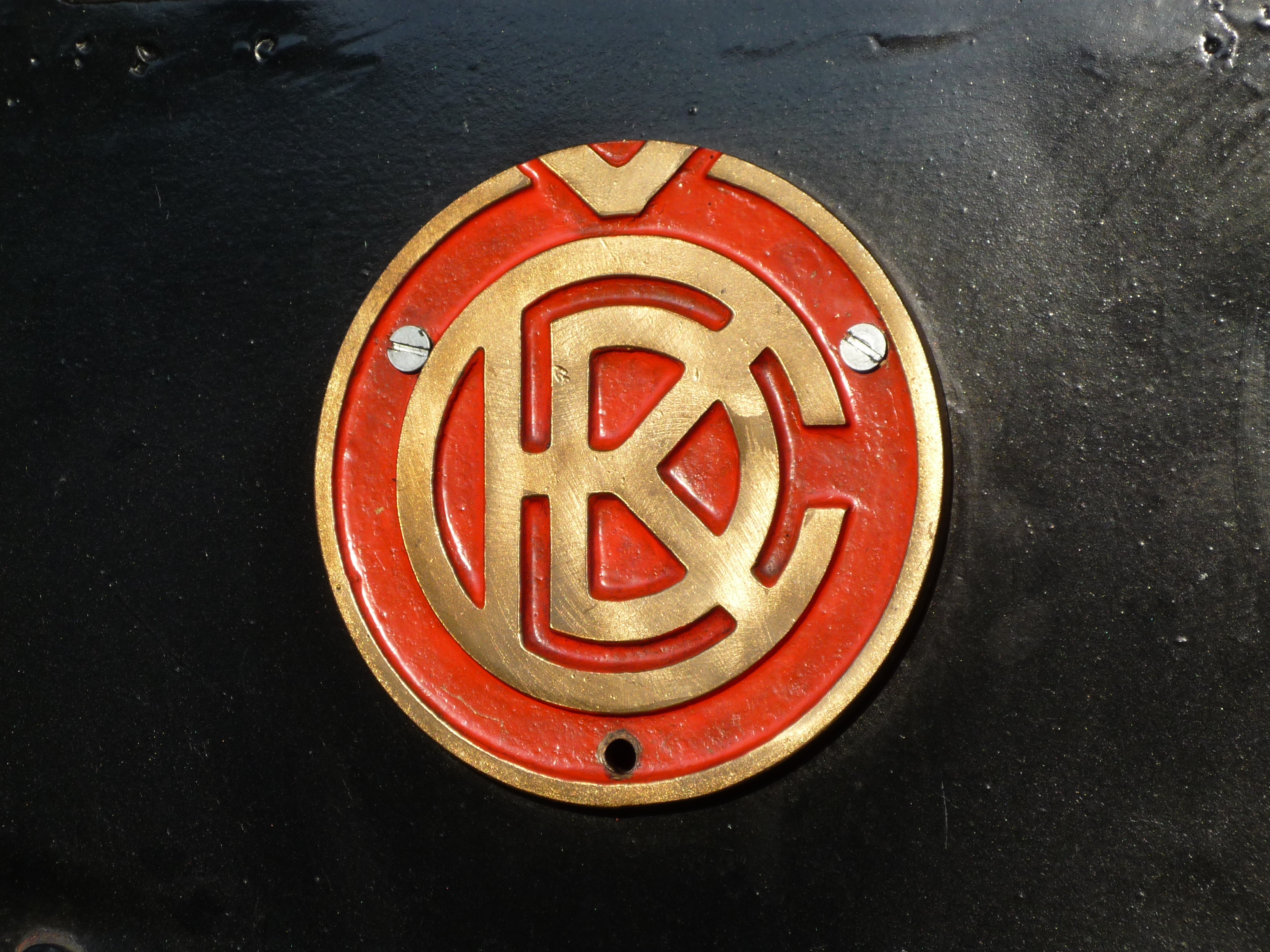
Značka kdysi slavného strojírenského koncernu ČKD, který po mnoha fúzích vznikl roku 1927

V českých zemích se počátky moderního průmyslu dají vysledovat do časů panování císaře Rudolfa II., kdy se začaly spolu se zárodky moderní vědy objevovat i první průmyslové technologie a myšlení. Proces přerušila třicetiletá válka a i po ní ve střední Evropě došlo k jisté prodlevě v navázání na tuto tradici. Počátky industrializace zde souvisejí s ideologií merkantilismu a osvícenským absolutismem Marie Terezie a Josefa II. Průkopníky zde byli zejména šlechtici. První průmysl, který se začal v českých zemích masově rozvíjet, byl textilní, v 18. století ještě osamocený.
Zlom přišel na začátku 19. století, kdy se české země začaly rychle industrializovat, došlo k tzv. průmyslové revoluci. Rozvíjely se nové obory (zejm. cukrovarnictví, sklářství, pivovarnictví, výroba porcelánu, chemický průmysl, těžký průmysl a strojírenství) a od 20. a 30. let 19. století se tento průmysl také mechanizoval, za pomoci parního stroje, klíčového vynálezu epochy. Ve 2. polovině století se objevily nové technologie (elektřina, telegraf, telefon), rodilo se kapitalistické finančnictví (Živnobanka), mohutnělo strojírenství, jednak za pomoci fúzí a koncentrace kapitálu (např. koncerny Škoda a ČKD), a také tím, že začalo vyrábět stroje pro rozvíjející se železnici a systémy městské hromadné dopravy. Na konci století se objevuje výroba automobilů a motocyklů (Laurin a Klement). Do konce 19. století se staly české země nejprůmyslovější částí tehdejší Rakousko-uherské monarchie.
Za První republiky rozmach pokračoval, objevila se i nová dynamicky expandující odvětví (např. obuvnictví – firma Baťa či zbrojařství – Zbrojovka Brno). Podle kritéria „národního důchodu na obyvatele“ byla meziválečná československá ekonomika 14. nejvyspělejší v Evropě a 18.–20. na světě. Průmyslová produkce byla desátá nejvyšší na světě. Silně exportní ekonomiku ovšem těžce zasáhla světová krize, jež začala roku 1929. Vlekla se takřka až do konce 30. let. Po druhé světové válce byl průmysl v mimořádné míře zestátněn a po nástupu komunistů k moci začalo být hospodářství centrálně řízené a plánované. Navíc se podvolilo potřebám Rady vzájemné hospodářské pomoci, jež sdružovala socialistické státy, takže došlo v 50. letech k přílišné orientaci na těžký průmysl.
Od 60. let se dal prostor širší a vyváženější škále odvětví, navázalo se na dobrou strojírenskou a chemickou tradici. Na konci 60. let vedení KSČ plánovalo větší ekonomickou reformu (Oty Šika), která by centrálně řízenou ekonomiku skloubila s volným trhem, ale vpád sovětských vojsk ji znemožnil. Nové vedení KSČ tak zvolilo cestu velkých infrastrukturních a energetických projektů, u nichž bylo centrální řízení částečně výhodou (rozsáhlá výstavba sídlišť, dálnic, jaderných elektráren, přehrad, doindustrializace Slovenska). Hospodářství ovšem nedokázalo pružně reagovat na potřeby spotřebitelů a nezachytilo ani technologický převrat té doby, počítačovou a digitální revoluci. Specifickou linií, snad v některých ohledech i podvratnou, bylo družstevnictví, kde se objevila i nečekaná pružnost a efektivita (např. výroba počítačů v JZD Slušovice). Během tzv. perestrojky, přestavby hospodářství, k níž impulsy přišly z Moskvy, byl této linii dán větší prostor a stejně tak bylo částečně dovoleno soukromé podnikání (např. i jedna z největších současných českých firem, antivirová společnost Avast, začínala jako perestrojkové družstvo). Reformy byly však příliš pomalé a nesetkaly se ani s takovou podporou veřejnosti jako reformy konce 60. let.
Politická revoluce roku 1989 ukončila komunistickou vládu i pokusy o reformy na jejím konci. Došlo k transformaci centrálně řízeného hospodářství a privatizaci státního majetku (viz kupónová privatizace, velká privatizace, malá privatizace). V rámci restitucí byla také navrácena část majetků znárodněných po roce 1948. Důsledky otevřené konkurence nejvíce postihly odvětví těžkého průmyslu a těžkého strojírenství, které nebyly konkurenceschopné, nebo byly chybně privatizovány. Velká část podniků byla začleněna do nadnárodních korporací. Podíl průmyslu na tvorbě HDP klesl ve srovnání s rokem 1990 na polovinu a jeho místo zabral sektor služeb.
Po vstupu země do Evropské unie roku 2004 následovalo období hospodářského růstu. Pomohly i přímé dotace, od momentu vstupu do půlky roku 2016 Česko získalo z rozpočtu EU o 627,8 miliardy korun více, než do něj odvedlo. Tak jako většinu států světa, i Česko zasáhla světová ekonomická krize, jež vypukla roku 2008. Projevila se zejména poklesem HDP o 4,5 % v roce 2009, zvyšováním nezaměstnanosti a růstem zadlužení státu. Bankovní systém oproti tomu krizi odolal a negativní jevy nebo přímo krachy bank jako v jiných státech EU se neuskutečnily. ČR se vyhnula i dluhové krizi, která postihla některé státy eurozóny. Po roce 2011 se obnovil hospodářský růst a česká ekonomika prokazuje vysokou výkonnost.

### Největší firmy

Logo Avast Software, české softwarové firmy

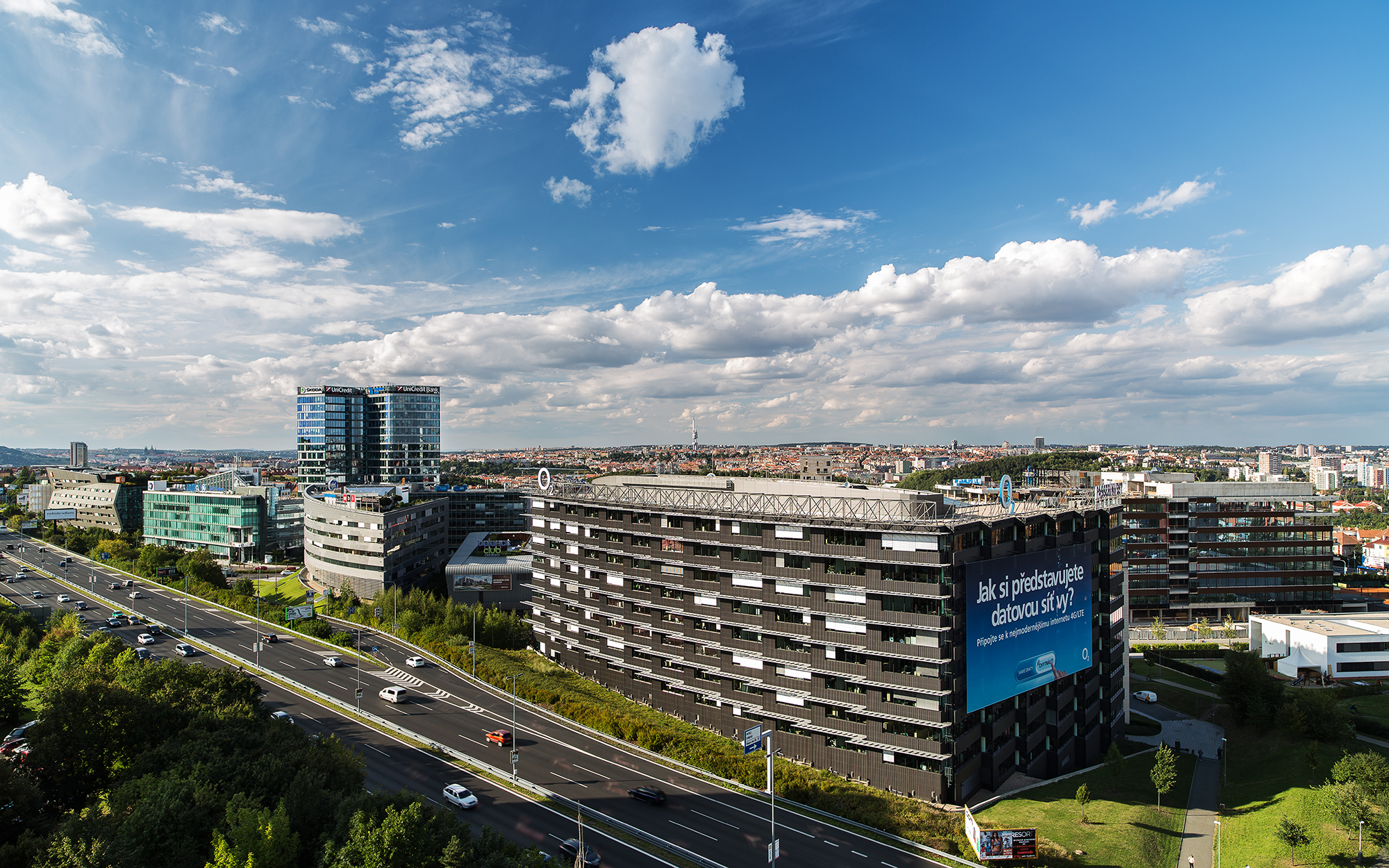
Areál BB Centrum v Praze, sídlo řady firem, mj. i státního ČEZu

#### Podle tržeb
Podle tržeb byly v roce 2019 v ČR největší firmy:
- Škoda Auto (459,1 miliardy korun).
- Energetický a průmyslový holding (230,0 miliardy Kč)
- ČEZ (206,2 miliardy Kč)
- Agrofert (162,0 miliardy Kč)
- Foxconn CZ (152,4 miliardy Kč)

#### Podle počtu zaměstnanců
Největšími zaměstnavateli v roce 2018 byly firmy:
- Agrofert (32 770 zaměstnanců)
- Škoda Auto (32 599 zaměstnanců)
- ČEZ (31 385 zaměstnanců)
- Česká pošta (30 128 zaměstnanců)
- České dráhy (23 374 zaměstnanců)

### Zemědělství

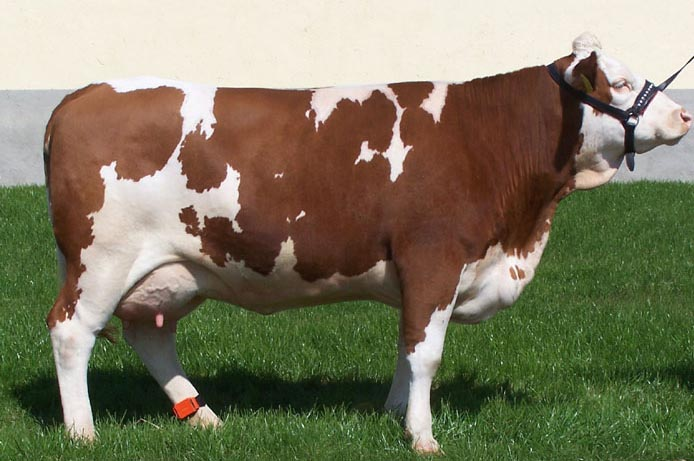
Plemeno český strakatý skot

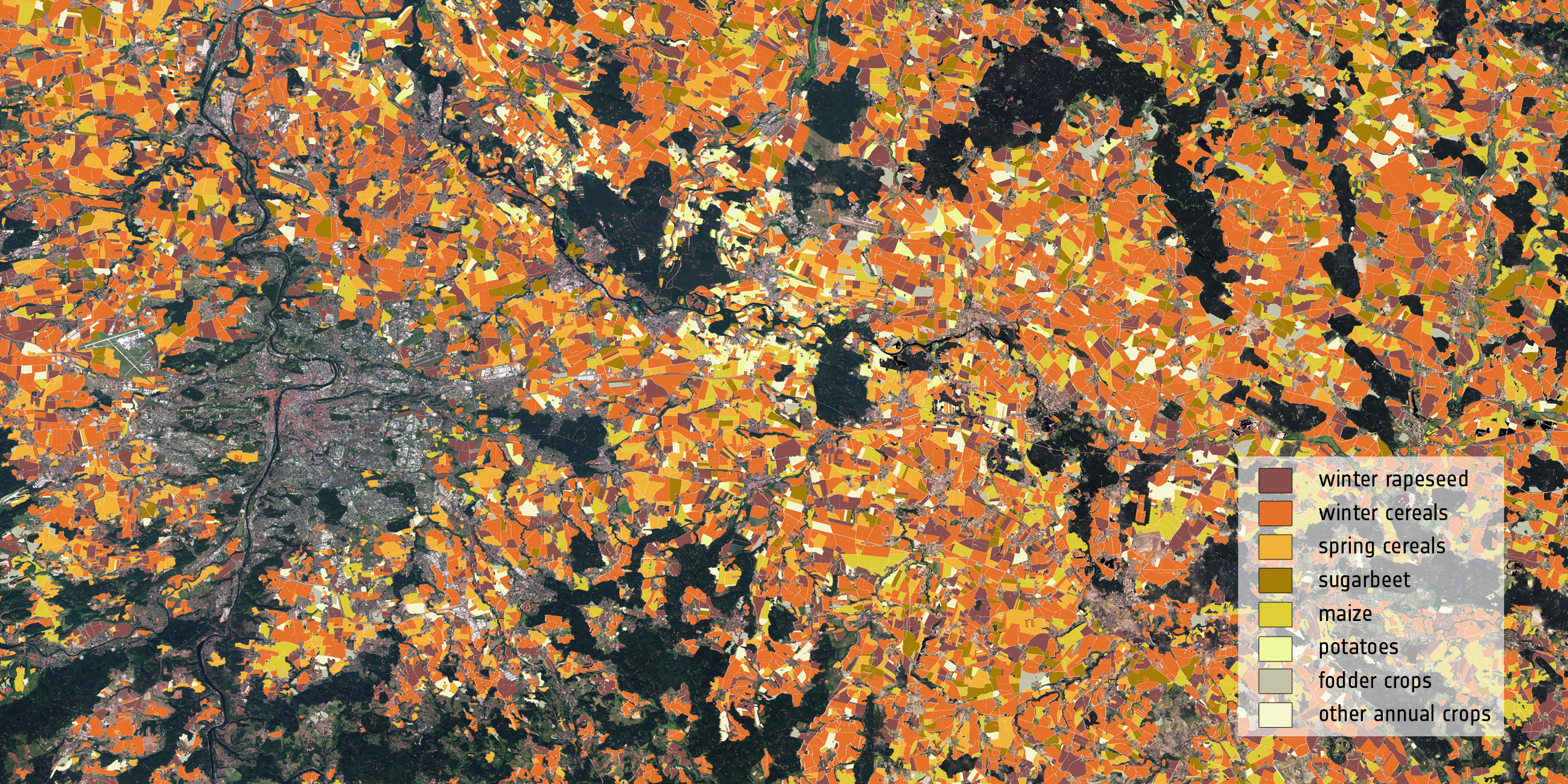
Mozaika středočeské zemědělské krajiny (barevně jsou rozlišeny různé plodiny)

Pěstuje se hlavně obilí (pšenice, ječmen, kukuřice), brambory, cukrová řepa; z technických plodin len a řepka. Význam má i pěstování chmele, sadařství a vinohradnictví. Základem živočišné výroby je chov skotu, prasat a drůbeže, dále včelařství nebo chov sladkovodních ryb (zvláště kaprů).
Zemědělci k roku 2016 hospodařili na 4,26 milionů hektarů zemědělské půdy, což představovalo 54 procent celkové rozlohy státu. Na jednoho obyvatele České republiky připadlo 0,42 hektaru zemědělské půdy, z toho 0,30 ha půdy orné, což odpovídá evropskému průměru. Třetinu půdního fondu tvoří lesy.
Od roku 1995 ubývá zemědělské půdy, k roku 2016 asi 15 tisíc hektarů, oproti tomu výměra lesů vzrostla o 16 tisíc hektarů. Podobně klesá výměra orné půdy na úkor trvalých travních porostů, tedy lučin a pastvin. Těch v uvedeném období přibylo 71 tisíc hektarů.
Typické pro ČR je vysoké procento zemědělských podniků vlastněných právnickými osobami, po Francii (29,2 %) jsme v tomto ohledu s 13,5 % na druhém místě v EU. Typický pro české zemědělství je rovněž velký podíl pronajaté půdy (asi 90 %). Také velikostní struktura zemědělských podniků v ČR se výrazně liší od struktury podniků v ostatních zemích Evropské unie. Velké podniky, tedy ty s více než 50 hektary obdělávané zemědělské půdy, v ČR obhospodařují 92,2 % z celkové výměry zemědělské půdy. Ve zbytku EU jsou obvyklejší menší podniky. Důvodem je mj. česká tradice družstevnictví i kolektivizace 50. let.
K roku 2004 pracovalo v zemědělství 141 000 osob, ve struktuře zaměstnanosti to představovalo 2,9 % pracovníků v ČR. Typické je, že počet pracovníků v zemědělství od 90. let trvale klesá.
K zásadním výsledkům českého chovatelství a šlechtitelství patří plemena jako československý vlčák, český teriér, pražský krysařík, chodský pes, český fousek či starokladrubský kůň. Unikátní byl rovněž projekt na záchranu huculského koně.

### Průmysl

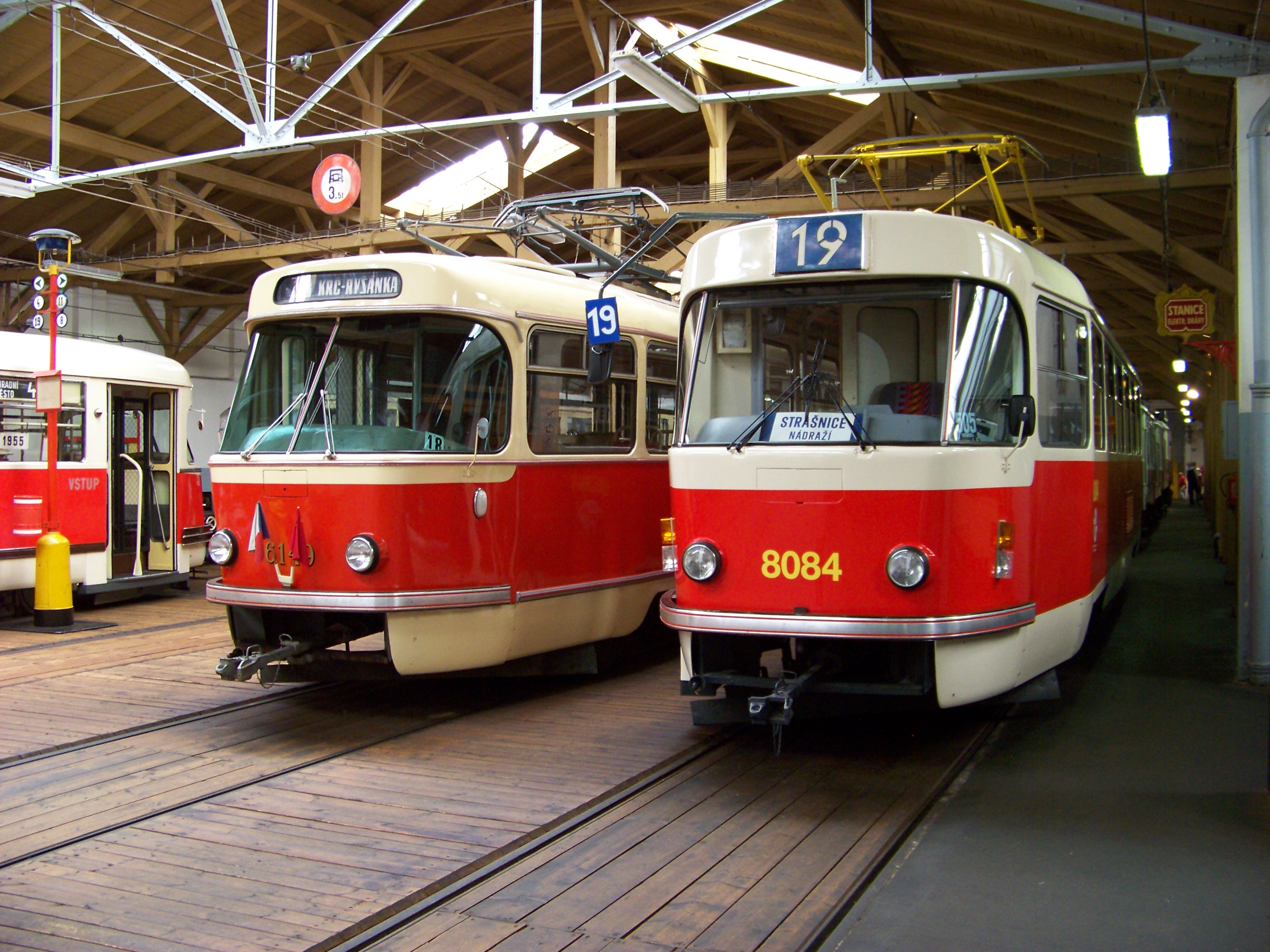
Tatra T3, nejpočetnější tramvaj světa, vyráběná 1962–1997

Průmysl vytváří 35 % hrubého produktu českého hospodářství. Hlavními průmyslovými centry jsou Praha, Brno, Ostravsko, Plzeň a Mladá Boleslav. Mezi hlavní odvětví v Česku patří průmysl chemický, strojírenský, hutnický a potravinářský. Další významná odvětví jsou energetický průmysl, stavebnictví a výroba spotřebního zboží. Méně významná odvětví jsou zbrojní průmysl a např. sklářství, které ovšem má v Čechách dlouhou tradici.
Velký význam, zvláště pro export, má automobilový průmysl. Největším výrobcem automobilů je společnost Škoda Auto. V roce 2015 vyrobily v České republice společnosti Škoda (patřící německému koncernu Volkswagen), TPCA, která sdružuje japonskou firmu Toyota a francouzskou Peugeot-Citroën, a jihokorejská firma Hyundai dohromady rekordních 1 298 236 osobních automobilů.

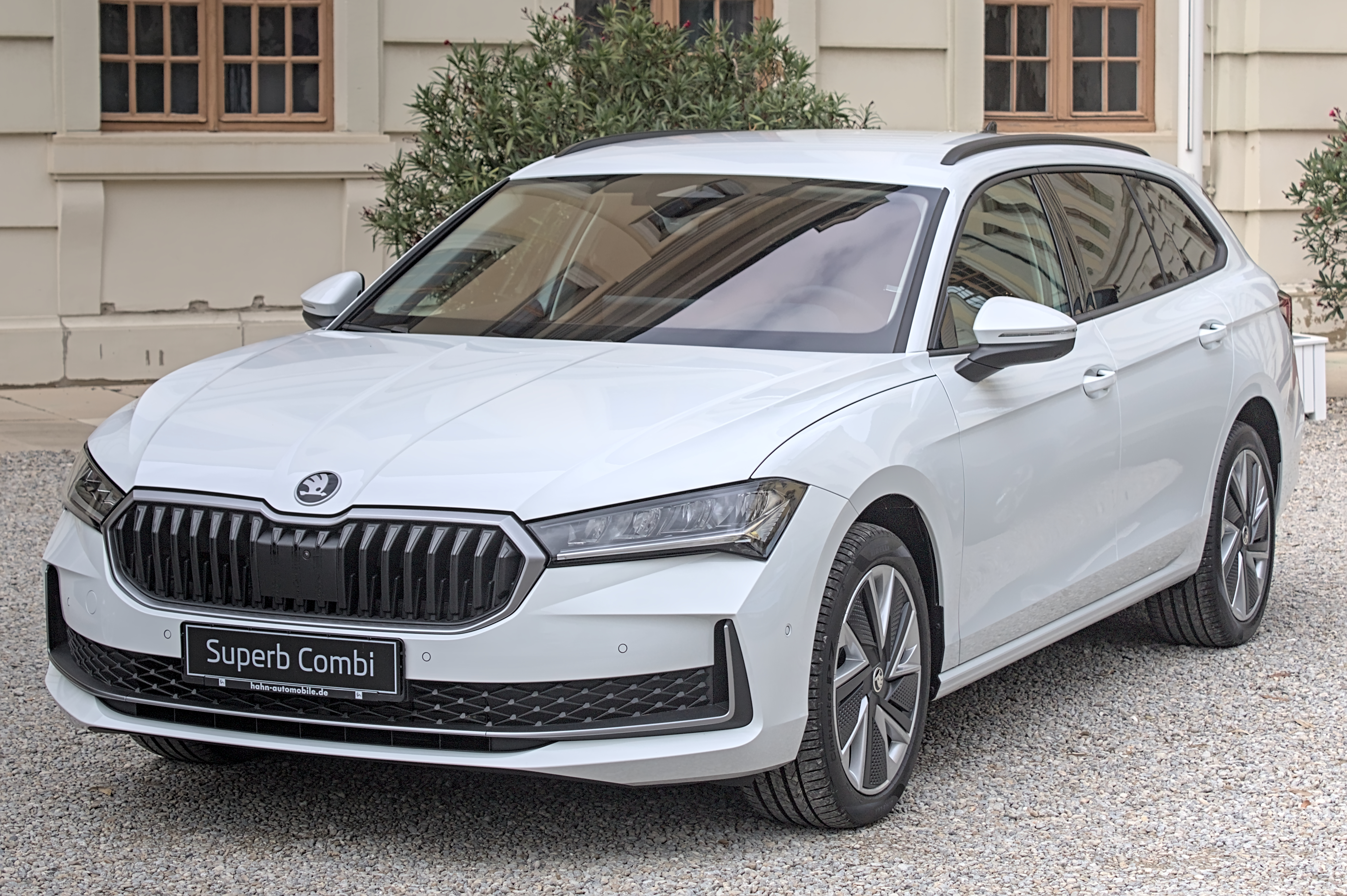
Škoda Auto je jedním z největších výrobců automobilů v Evropě, roku 2018 prodala rekordní počet 1,25 milionu vozů (zatím nepřekonáno)

Tradice českého automobilového průmyslu sahá do roku 1897, kdy byl v Kopřivnici vyroben první český automobil se spalovacím motorem značky President. O dva roky později mladoboleslavská továrna Laurin & Klement začala vyrábět motocykly Slavia, avšak roku 1905 se i v Mladé Boleslavi přeorientovali na automobily. Továrna Laurin & Klement se stala základnou, na níž vyrostla automobilka Škoda. Nejprodávanějšími škodovkami současnosti jsou Škoda Octavia, Škoda Fabia, Škoda Superb a Škoda Kodiaq. V minulosti uspěly Škoda Yeti, Škoda Felicia, Škoda Roomster, Škoda Favorit či řada Škoda 742 (vč. modelu Škoda 120).
K dalším automobilovým značkám patří též Tatra (těžké nákladní automobily, třetí nejstarší výrobce automobilů na světě), Avia (střední nákladní automobily), k historickým pak Praga, Liaz a Karosa. Tatra se proslavila nákladním vozem Tatra 815 či armádní Tatrou 813. Nejznámějšími osobními automobily z kopřivnické továrny byly Tatra 603 a Tatra 97. Tatra 77 byla prvním sériově vyráběným vozem s aerodynamickou karosérií na světě. Ve voze Tatra 87 podnikli cestovatelé Jiří Hanzelka a Miroslav Zikmund své slavné cesty do Afriky a Jižní Ameriky. Autobusy dnes vyrábí firmy Iveco Czech Republic a SOR Libchavy, nejznámějšími českými autobusy jsou Škoda 706 RTO či Karosa ŠM 11. Trolejbusy dříve vyráběla Škoda Ostrov (např. typ Škoda 9Tr), nyní především Škoda Electric. Dalšími českými výrobci dopravních a zemědělských prostředků jsou Zetor (traktory), Kaipan (roadstery), Jawa (motocykly) a Čezeta (elektrické skútry).

Kolejová vozidla vyrábí především Škoda Transportation (tramvaje, trolejbusy, metro). Historicky je však nejslavnějším českým drážním vozidlem tramvaj Tatra T3 z ČKD Praha, s 14 tisíci vyrobenými kusy nejpočetnější tramvaj na světě. Mezi železničními vozidly pak motorový vůz řady M 290.0, tzv. Slovenská strela z Tatry Kopřivnice (1936).

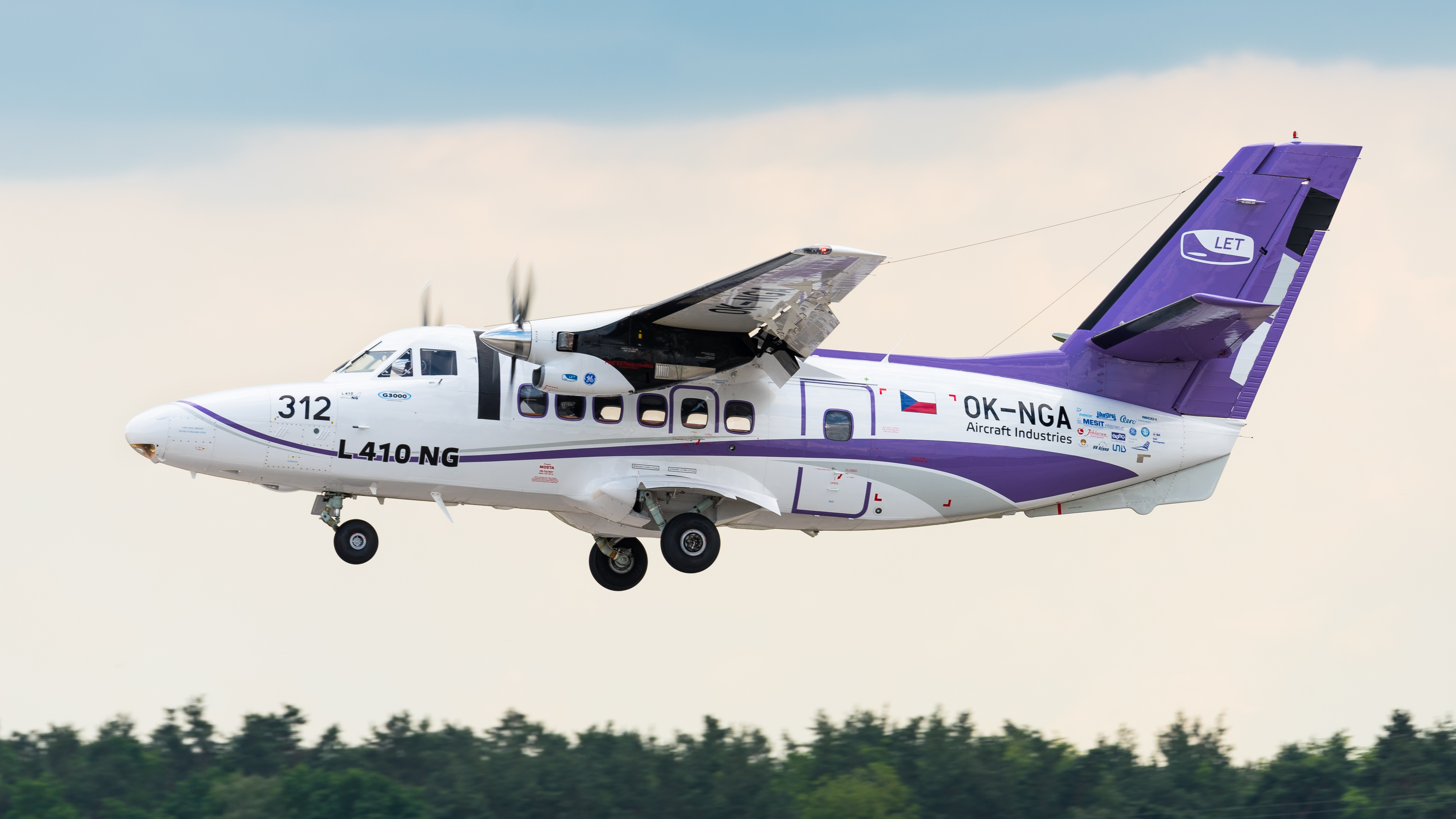
Let L-410 NG, největší dopravní letoun vyráběný v Česku

Výroba letounů probíhá v Aero Vodochody (armádní) a v Letu Kunovice (civilní), v minulosti také v pražské Avii. K nejslavnějším českým letounům patřily Avia B-534 a Avia S-199 (důležitá zbraň v izraelsko-arabské válce roku 1948). Bitevník Aero L-159 Alca zase sehrává značnou roli v boji irácké armády proti Islámskému státu. Jako cvičné vojenské letouny se v minulosti osvědčily Aero L-29 Delfín či Aero L-39 Albatros. V Kunovicích se specializovali na kluzáky (zejm. Let L-13 Blaník), ale i jejich Let L-410 Turbolet se stal jedním z nejpoužívanějších českých letadel, uplatnil se především v Sovětském svazu. V minulosti probíhala výroba zemědělských a akrobatických letounů také v Otrokovicích (Z-42, Z-50, Z-37 Čmelák).
Představiteli chemického průmyslu jsou například skupiny Agrofert nebo Draslovka Global Holding.
První republika hodně vsadila na zbrojní průmysl, založeny byly tehdy Česká zbrojovka Strakonice, Zbrojovka Brno a Česká zbrojovka Uherský Brod (nejznámějšími českými zbraněmi ve světě jsou tank LT vz. 38, samopal vzor 61 („škorpion“), pistole CZ 75, lehký kulomet vz. 26, samopal vzor 58, SKOT (OT-64) či pistole vz. 52).
Největší český textilní a obuvnický průmysl zastupuje firma Baťa, která působí ve více než 50 zemích světa. Prodej českých hodinek PRIM naopak výrazně klesl, z více než půl milionu prodávaných kusů ročně na konci 80. let.

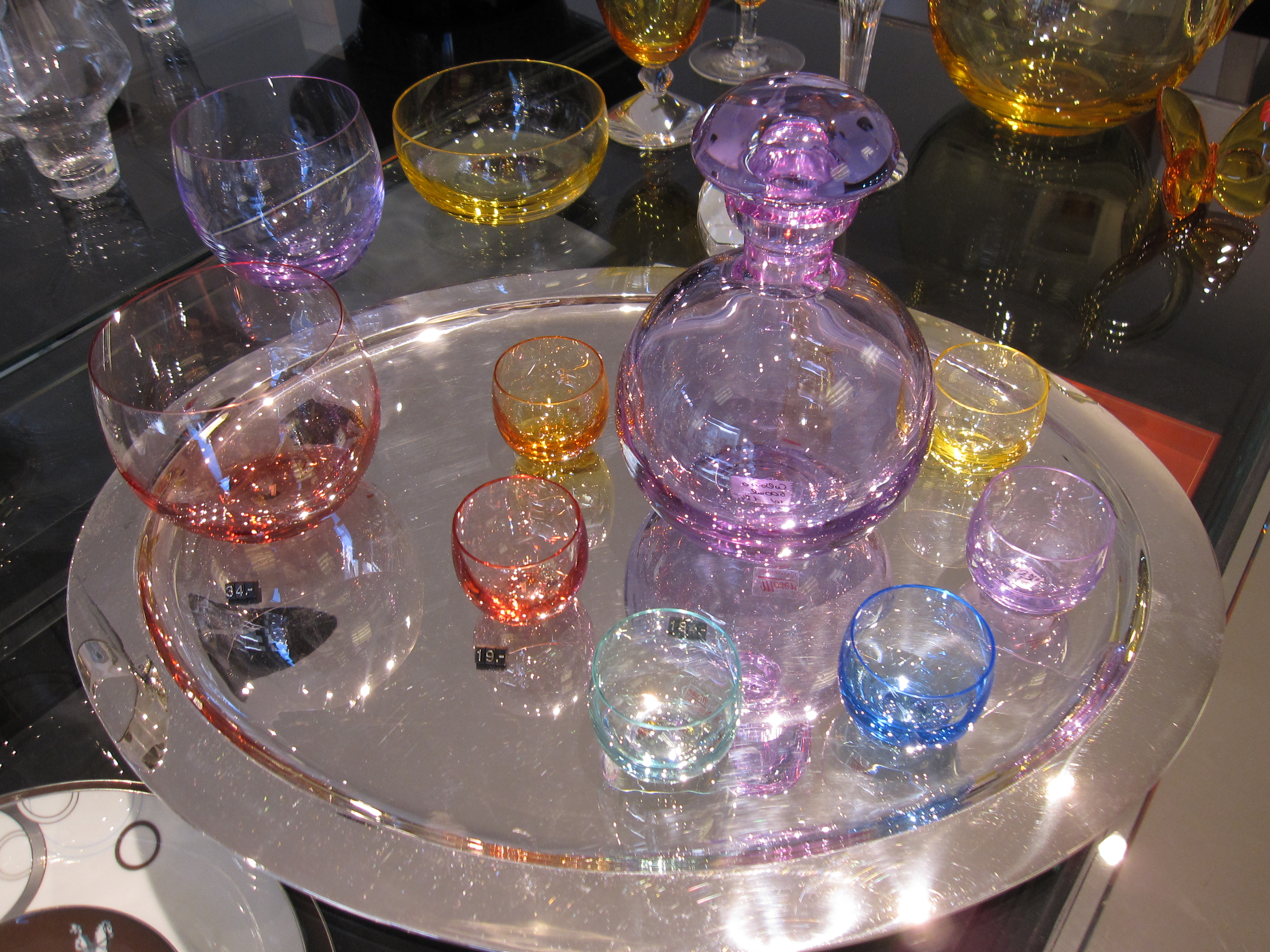
Sklenice Moser z roku 1935

Významnou roli hraje výroba českého skla. K nejznámějším českým výrobcům skla patří: Moser (považován za nejluxusnější českou značku), Rückl (sklo od nich vlastní například britská královna Alžběta II), Crystalex (největší český výrobce nápojových skleniček), Sklárny Bohemia Poděbrady (největší český výrobce olovnatého křišťálu) a Lasvit (luxusní skleněné světelné instalace).
Tradičním odvětvím je pivovarnictví. Pivo se v Česku pilo a vyrábělo minimálně od roku 993, z toho roku máme dochovánu zprávu o tom, že biskup Vojtěch zakázal mnichům Břevnovského kláštera pivo vyrábět. V Plzni vznikl roku 1842 druh piva (pils, pilsner, pivo plzeňského typu), který je dnes nejrozšířenějším na světě. V produkci piva je ČR na 15. místě na světě. V zemi je 40 velkých průmyslových pivovarů a k tomu mnoho pivovarů malých. Největšími pivovary jsou Plzeňský Prazdroj (značky Pilsner Urquell, Gambrinus, Velkopopovický Kozel, Radegast), Pivovary Staropramen (Staropramen), Heineken Česká republika (Starobrno, Krušovice), Budějovický Budvar (Budvar) a PMS Přerov (Zubr, Litovel, Holba). K malým pivovarům patří například Bernard v Humpolci.

### Těžba
Ke klíčovým nerostným surovinám těženým v Česku patří černé a hnědé uhlí, dál kaolín, jíl, grafit, vápenec nebo jiné stavební hmoty. Naleziště uranu se nachází u obce Dolní Rožínka. V roce 2016 byly v oblasti Krušných hor objeveny velké zásoby lithia. V malém rozsahu se na jihu Moravy těží ropa a zemní plyn, ale větší objem těchto surovin je dovážen ze zahraničí. Jelikož třetinu země pokrývají lesy, patří dřevo též k vývozním artiklům. 

### Telekomunikace a IT

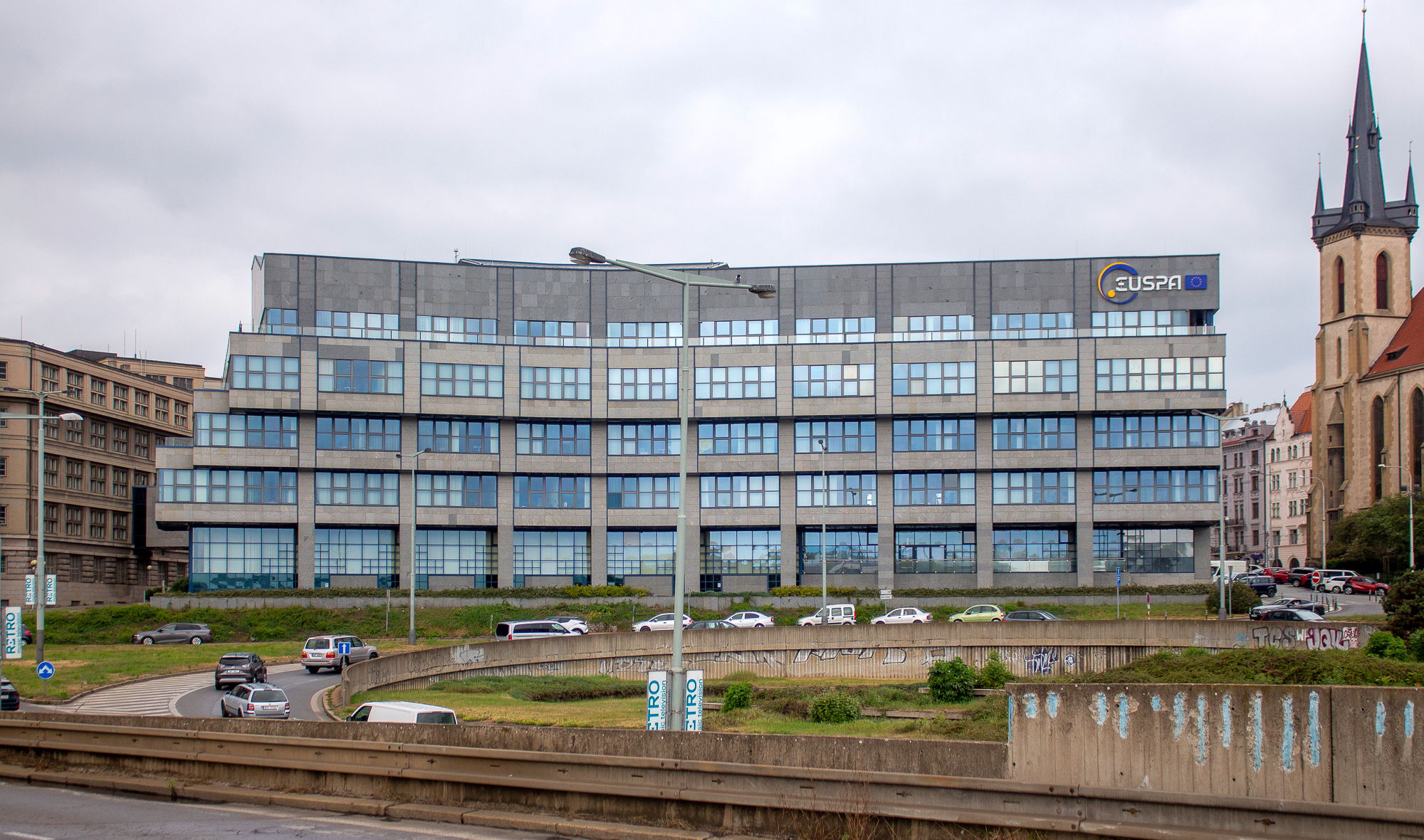
Centrála systému Galileo v Praze

V zemi se prudce rozvíjejí telekomunikace.[zdroj⁠?!] Největší telefonní operátor v zemi Český Telecom se spojil s globální společností Telefónica a přejmenoval se na O2 Czech Republic. Tato společnost je také, spolu se společnostmi T-Mobile a Vodafone, jedním z největších mobilních operátorů a poskytovatelů internetu v zemi. V roce 2014 bylo v ČR 1,89 milionu pevných telefonních linek, 14 milionů mobilních telefonů a přes 4 miliony internetových připojení. Internet užívalo 8,2 milionu Čechů, tedy 77,5 procent obyvatel země. Národní internetová doména nejvyššího řádu pro Českou republiku je .cz. Ke konci roku 2016 bylo zaregistrováno přes 1 280 000 adres s doménou .cz.
Dvě antivirové obří společnosti Avast a AVG byly založeny v České republice. V červenci 2016 bylo oznámeno, že Avast získal konkurenční AVG za 1,3 miliard $, spolu mají tyto společnosti uživatelskou základnu okolo 400 milionů lidí a 40% podíl na trhu mimo Čínu.
Agentura EUSPA, která řídí navigační systém Galileo, od roku 2012 sídlí v pražských Holešovicích. Plánuje se stěhování do větší budovy na pražskou Palmovku.

### Doprava

Dálnice v Česku

#### Silniční síť
Délka silniční dopravní sítě v roce 2015 činila 55 737,5 km. Z toho 776 km tvořily dálnice a 6 244,9 km silnice I. třídy (včetně 459,4 km rychlostních komunikací).
Dálniční síť je stále ve výstavbě. Páteřní komunikací bude po svém dokončení dálnice D1, která spojí Prahu, Brno a Ostravu s Polskem (směr Katovice). Již dokončenými komunikacemi jsou dálnice D2, spojující Brno a Bratislavu, dálnice D5 spojující Prahu, Plzeň a Německo (směr Norimberk), dálnice D8 z Prahy přes Ústí nad Labem do Německa (směr Drážďany), dálnice D10 (Praha–Turnov) a dálnice D46 (Vyškov–Olomouc). V různě pokročilém stavu výstavby jsou dále dálnice D0, dálnice D3, dálnice D4, dálnice D6, dálnice D7, dálnice D11, dálnice D35, dálnice D48, dálnice D49, dálnice D52, dálnice D55 a dálnice D56. Maximální povolená rychlost na dálnici činí 130 km/h. Za užívání dálnic platí motoristé dálniční poplatek, přičemž od roku 2007 existuje systém elektronického mýtného.
Úmrtnost na českých silnicích byla v přepočtu na obyvatele v roce 2004 přibližně 1,6× vyšší než v Německu, přestože intenzita dopravy je nižší. Počet 1286 usmrcených z roku 2005 se kolísavě snižuje. V roce 2010 zemřelo na silnicích 802 lidí.
Každé registrované vozidlo v ČR musí mít státní poznávací značku. Její současná podoba pochází z roku 2001.

#### Železnice

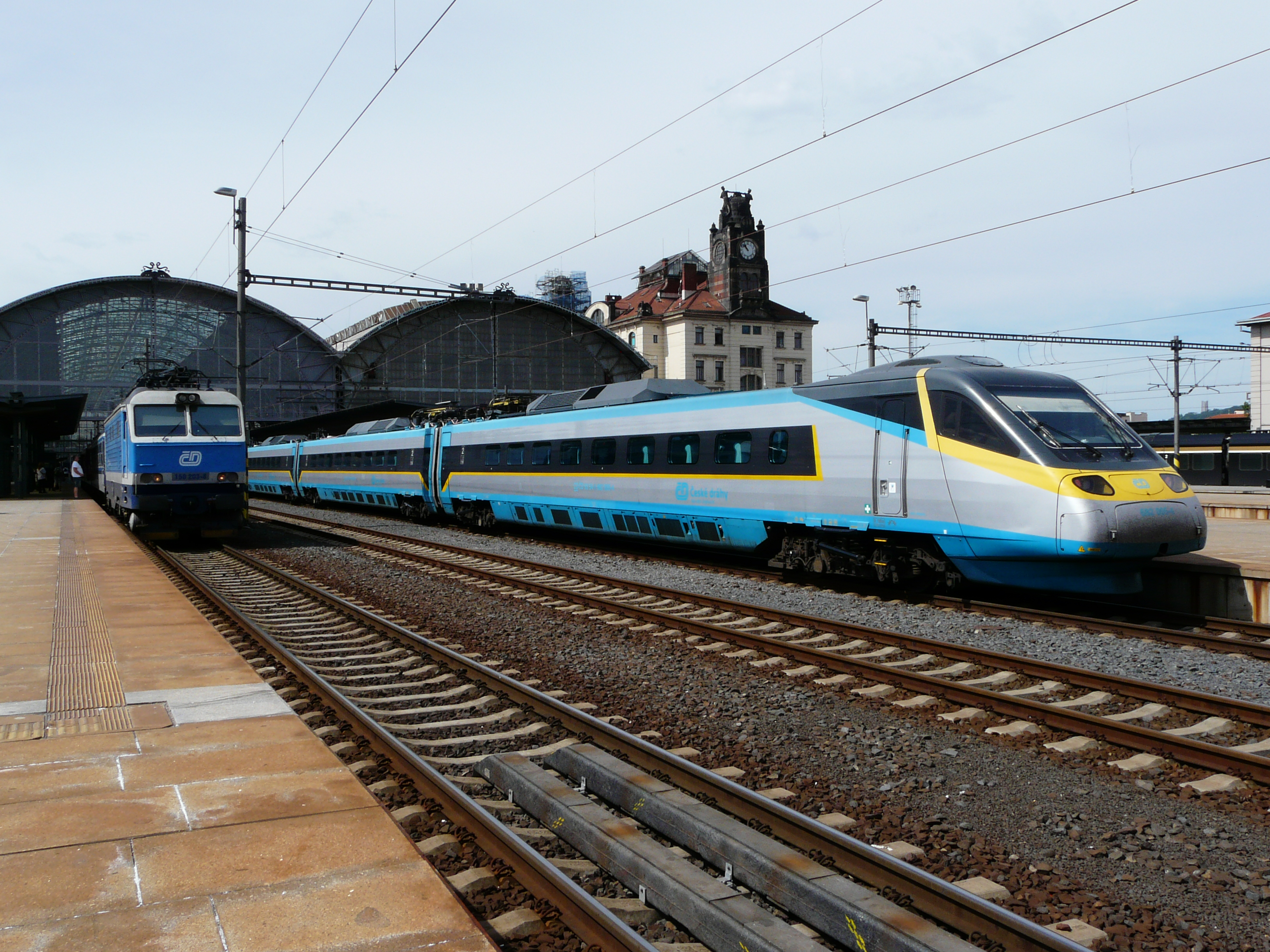
Pendolino (Elektrická jednotka 680) na Hlavním nádraží v Praze

Česko má se svými 9 568 km jednu z nejhustších železničních sítí v Evropě. Z toho je 3 212 km tratí elektrizováno a 1 906 km je dvou- a vícekolejných. Správcem a provozovatelem naprosté většiny železniční infrastruktury je státní organizace Správa železnic. České dráhy provozují vysokorychlostní vlaky Pendolino, ale jelikož žádné tratě nejsou vysokorychlostní, je jejich maximální rychlost omezena na 160 km/h.
Přepravní výkon v osobní dopravě od roku 1995 klesal k minimu 6 518 milionů osobokilometrů v roce 2003 (81 % roku 1995), poté stoupal až k 11 069 milionům osobokilometrů v roce 2019 (138 % roku 1995). V souvislosti s pandemií prudce klesl v roce 2020 (6 485 milionů osobokilometrů) a do konce roku 2022 se ještě nevrátil do hodnot roku 2019.
Přepravní výkon v nákladní dopravě od roku 1995 kolísavě klesal k minimu 12 791 milionů tunokilometrů v roce 2009 (68 % roku 1995), a od té doby pomalu kolísavě stoupal k 16 777 milionům tunokilometrů v roce 2022 (74 % roku 1995). V pandemickém roce 2020 se projevil pokles o 6 %, který byl hned následujícího roku zahlazen.
Od roku 1991 je Česko zapojeno do sítě mezinárodních vlaků EuroCity, od roku 2005 zajišťují některá z mezinárodních spojení i vlaky SuperCity, jejichž těžiště je na lince Praha – Ostrava.
Největším železničním dopravcem jsou České dráhy. Nákladní železniční trh je liberalizován, liberalizace v osobní dopravě probíhá. Většina osobní železniční dopravy je podporována z veřejných rozpočtů prostřednictvím dlouhodobých smluv s dopravci.
Hlavním železničním uzlem je Hlavní nádraží v Praze. Jeho stará budova je památkově chráněnou secesní stavbou z dílny architekta Josefa Fanty. Mezinárodně využívaný je unikátní Železniční zkušební okruh Cerhenice.

#### Letectví

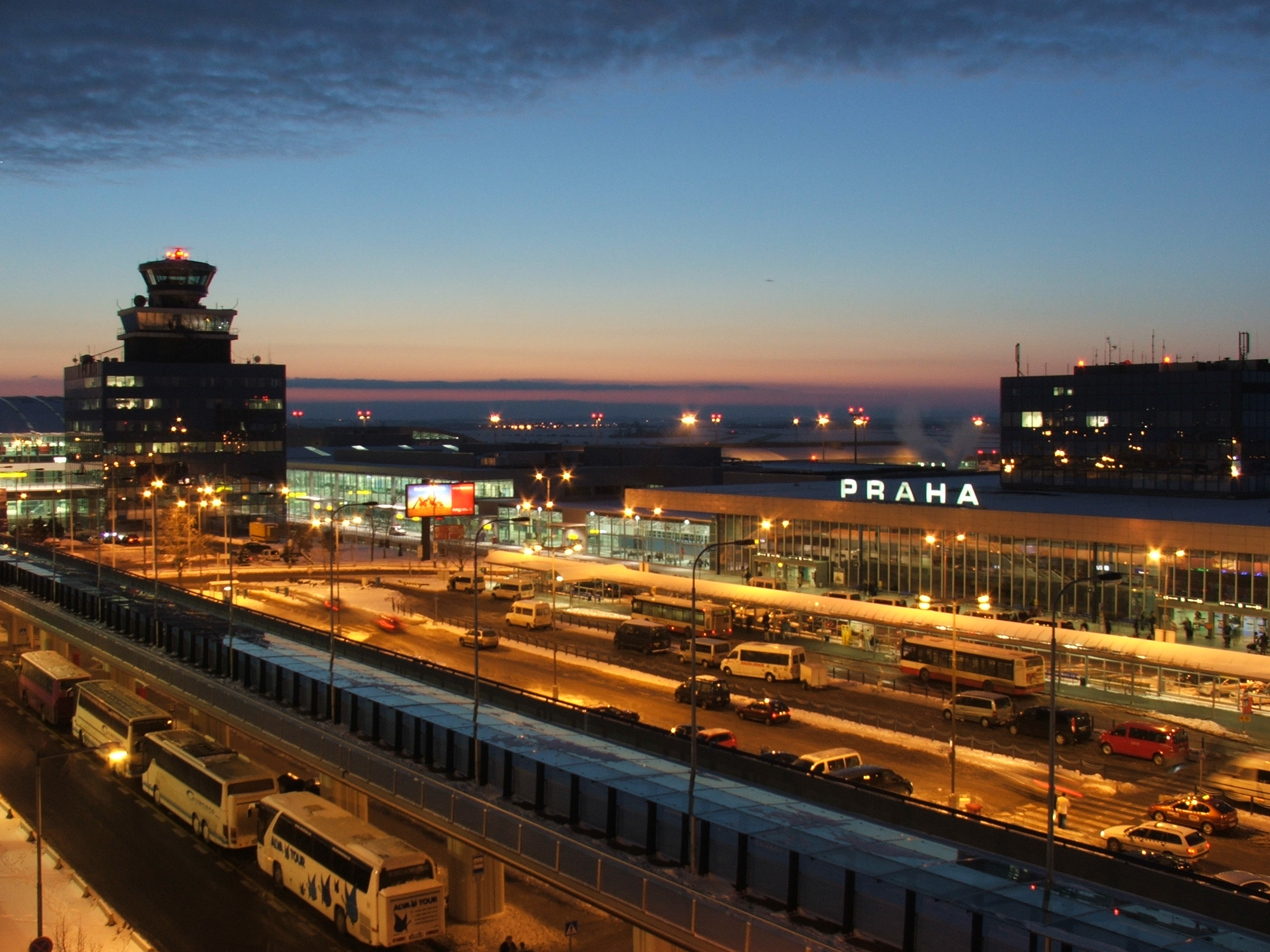
Letiště Václava Havla v Praze

V Česku je celkem 91 civilních letišť, z toho 46 má zpevněný povrch. Pouze 5 letišť vypravuje pravidelné lety. Většina letecké dopravy se v Česku realizuje přes pražské letiště Václava Havla Praha, které v roce 2016 přepravilo 13 milionů pasažérů. V zimní sezóně 2016/17 se z něj létalo do 105 destinací v 39 zemích světa. Mezi další letiště s pravidelným, ale méně hustým civilním provozem patří letiště Brno-Tuřany, Ostrava-Leoše Janáčka, Pardubice a Karlovy Vary.
Působí zde tři hlavní pravidelné letecké společnosti. Nejstarší z nich jsou České aerolinie, největší letecká společnost je Travel Service, pod který spadá také nízkonákladová společnost Smartwings. Mezi další české letecké společnosti patří Van Air Europe, Silver Air a další letecké společnosti poskytující služby aerotaxi, například ABS Jets, CTR Flight Services, G-JET či Silesia Air.

#### Vodní doprava
Vodní doprava v Česku je provozována na řekách Labe a Vltava a dalších uzavřených vodních plochách, pro rekreační účely. Nejvýznamnějším provozovatelem vodní dopravy je Československá plavba labská.
ČR disponuje i vlastním přístavním územím v areálu námořního přístavu v Hamburku v Německu. Přístavy Moldauhafen a Saalehafen byly na základě Versailleské smlouvy pronajaty v roce 1929 na 99 let (do roku 2028) Československu. Téhož roku Československo zakoupilo i přístav Peutehafen. Od roku 1993 je spravuje Česko. Přístavy využívala Československá námořní plavba, dnes Česká námořní plavba.
Velkou tradici (již od Jakuba Krčína) má vodohospodářství, splavňování, budování jezů a přehrad. Největšími přehradami v ČR jsou Orlík, Lipno, Švihov (Želivka), Nechranice, Slapy, Slezská Harta, Vranov, Dalešice, Rozkoš a soustava nádrží Nové Mlýny.

#### Městská hromadná doprava

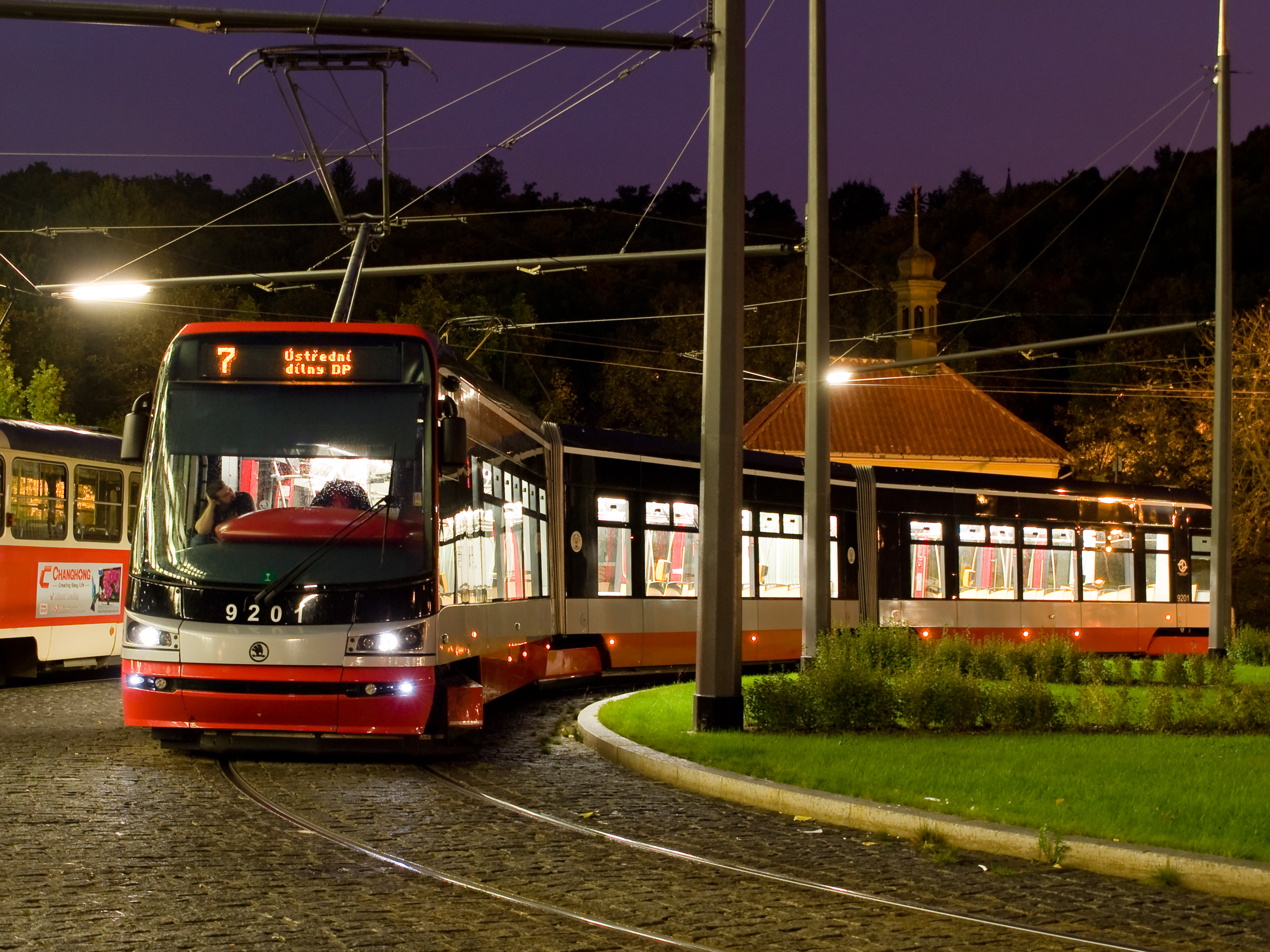
Tramvaj 15T v zastávce Radlická

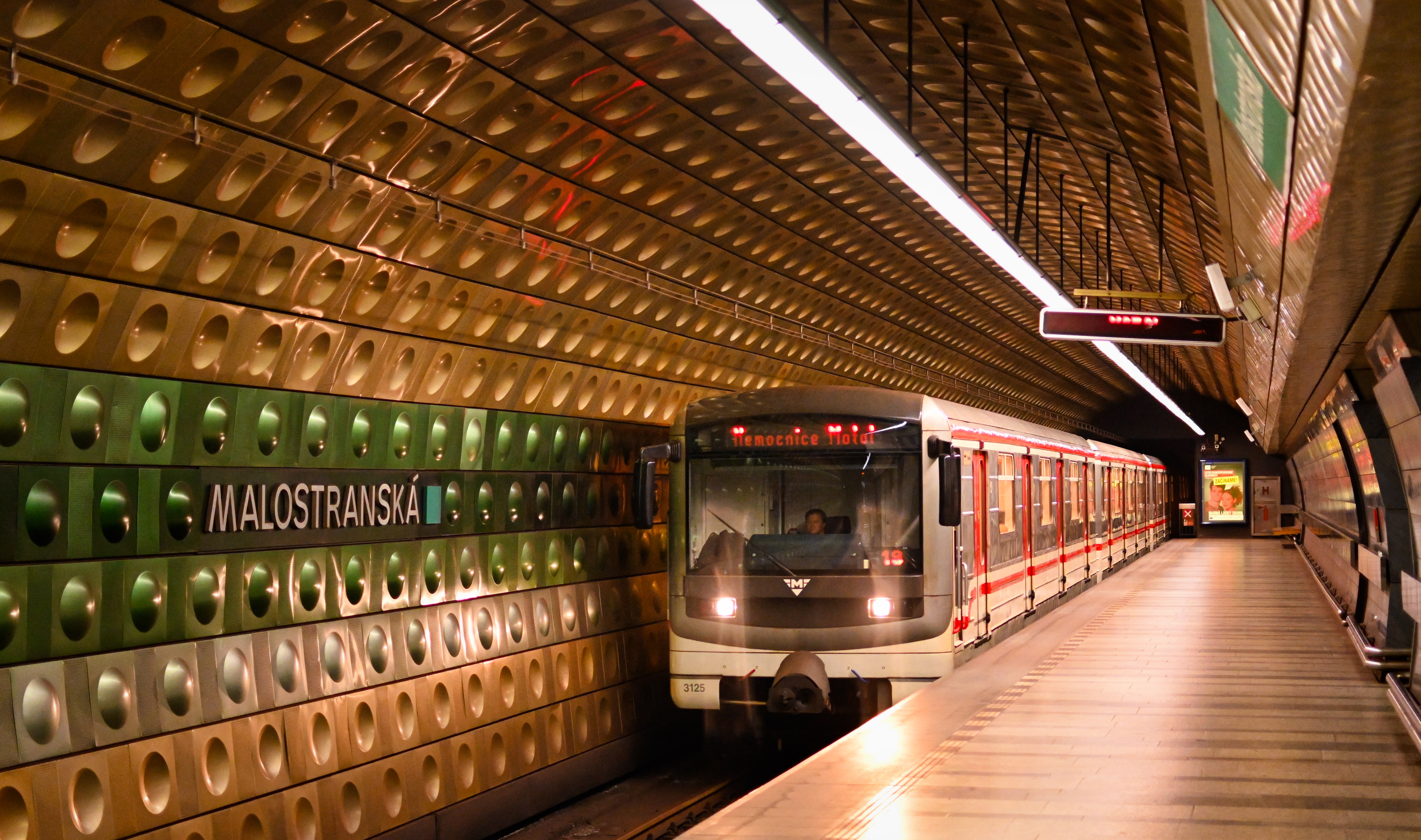
Klasický design trasy A Pražského metra, stanice Malostranská

V České republice existuje velká tradice městské hromadné dopravy. Systémy MHD se začaly rozvíjet od 60. let 19. století – koněspřežná tramvaj v Brně byla zavedena již roku 1869, v roce 1875 pak v Praze. První parní tramvaj mělo také Brno, do provozu zde byla uvedena roku 1884. Prvenství při zavádění elektrických tramvají si zajistily Teplice, kde elektřinou poháněná tramvaj vyjela na trať roku 1895. Rok poté se přidala Praha (zde již od roku 1891 fungovala převážně předváděcí Křižíkova elektrická dráha na Letné), roku 1897 Liberec, v roce 1899 Olomouc, Plzeň a Ústí nad Labem, 1900 Brno a Jablonec nad Nisou, 1901 Most a Litvínov a Ostrava, 1902 Mariánské Lázně, 1905 Opava, 1909 České Budějovice a Jihlava, 1911 Těšín a 1916 Bohumín.
Od 70. let 20. století funguje v ČR sedm tramvajových systémů: v Praze, Brně, Ostravě, Plzni, Liberci, Olomouci a společný tramvajový systém Mostu a Litvínova. Ve 20. století je patrný trend úbytku tramvajové dopravy na úkor autobusové. Autobusová městská doprava se od 90. let integruje s příměstskou, větší roli od začátku 21. století také hraje městská a příměstská železnice (např. Esko Praha). Okrajovou roli v systému hromadné dopravy hrají lanové dráhy (Karlovy Vary, Praha) či vodní doprava (pražské přívozy, doprava na Brněnské přehradě).
Jediným městem v ČR, kde byl vybudován systém městské podzemní dráhy, takzvaného metra, je Praha. Provoz pražského metra byl zahájen 9. května 1974. Síť tras k roku 2015 měřila 65,2 km, soupravy zastavovaly v 61 stanicích. Pražské metro přepraví přes 1,6 milionů cestujících denně. Podle hodnocení Mezinárodní automobilové federace z roku 2010 má Praha čtvrtou nejkvalitnější městskou hromadnou dopravu v Evropě (po Mnichovu, Helsinkách a Vídni).

### Energetika

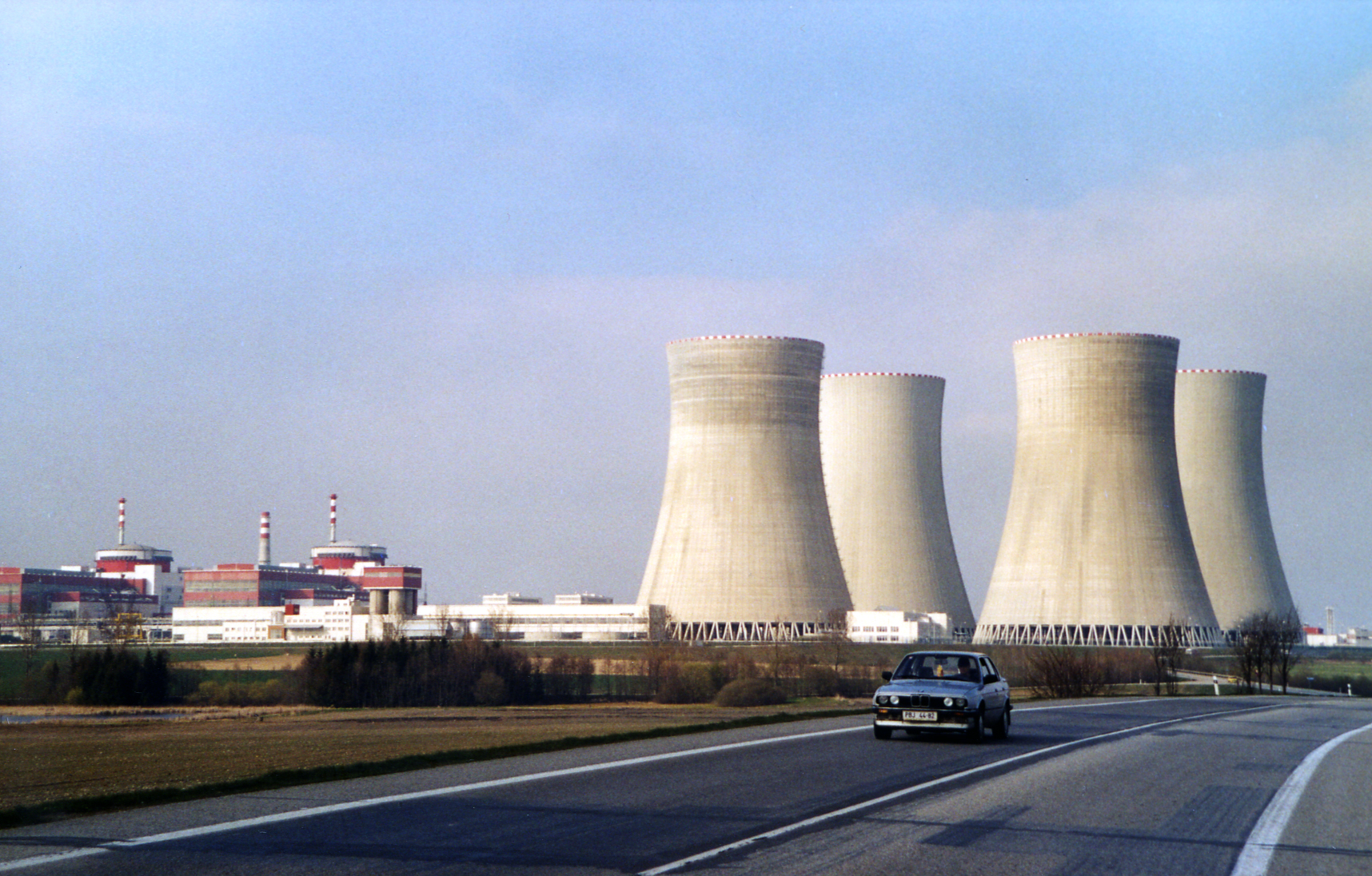
Jaderná elektrárna Temelín, nejvýkonnější elektrárna v Česku a jedna ze dvou jaderných elektráren v zemi

Česko v současnosti snižuje svojí energetickou závislost na hnědém uhlí, která se negativně projevovala v kvalitě životního prostředí v severních Čechách. V roce 2005 bylo 65,4 procent elektřiny vyráběno pomocí páry a spalováním (hlavně uhlí), 30 procent v jaderných elektrárnách a 4,6 procenta z obnovitelných zdrojů, včetně vodních elektráren. Největším českým energetickým zdrojem je Jaderná elektrárna Temelín (14 % výroby elektřiny v Česku), další jaderná elektrárna je v Dukovanech. 
Česko patří mezi největší vývozce proudu v Evropě, v roce 2013 vyvezlo asi 17 TWh, což je víc než vyrobí Temelín. ČR je na sedmém místě na světě ve vývozu elektrické energie a na desátém ve výrobě energie z jádra.
Zelená dohoda pro Evropu počítá do roku 2033 s koncem používání uhlí, ze kterého se v roce 2023 vyráběla skoro polovina elektřiny v Česku. Výpadek uhlí má být postupně nahrazen jadernou energií.
Zemní plyn je nakupován od norských společností a jako zkapalněný plyn LNG z Nizozemska a Belgie. V minulosti pocházely tři čtvrtiny dodávek plynu z Ruska, ale po vypuknutí války na Ukrajině byly tyto dodávky postupně zastaveny. Zkapalněný zemní plyn se začal dovážet také z USA či Kataru.

### Maloobchod
Symbolem konzumního životního stylu se staly po revoluci roku 1989 supermarkety a hypermarkety, které ovládly maloobchodní sféru více než kdekoli jinde v Evropě.

### Cestovní ruch

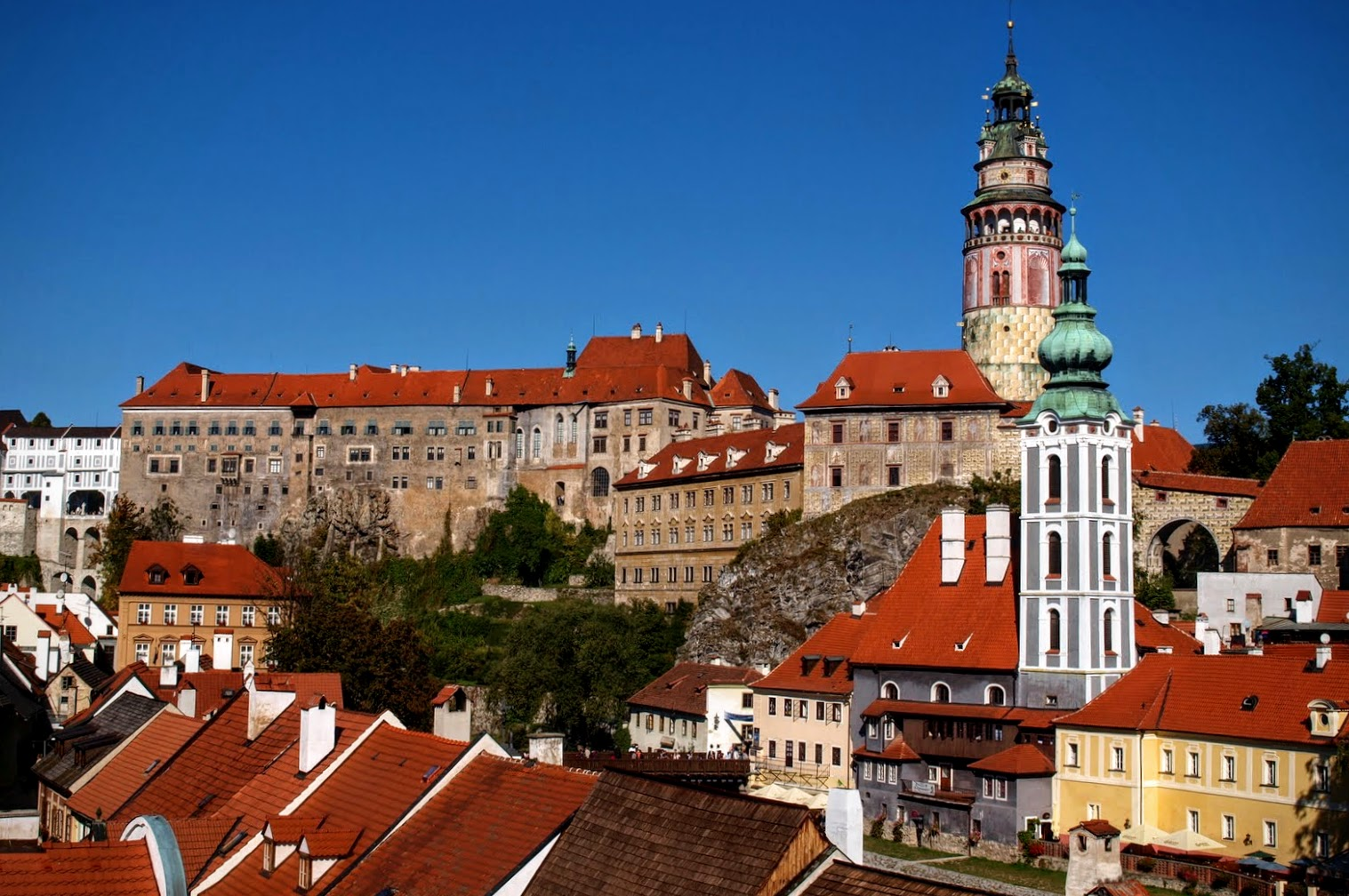
Hrad a zámek Český Krumlov v jižních Čechách

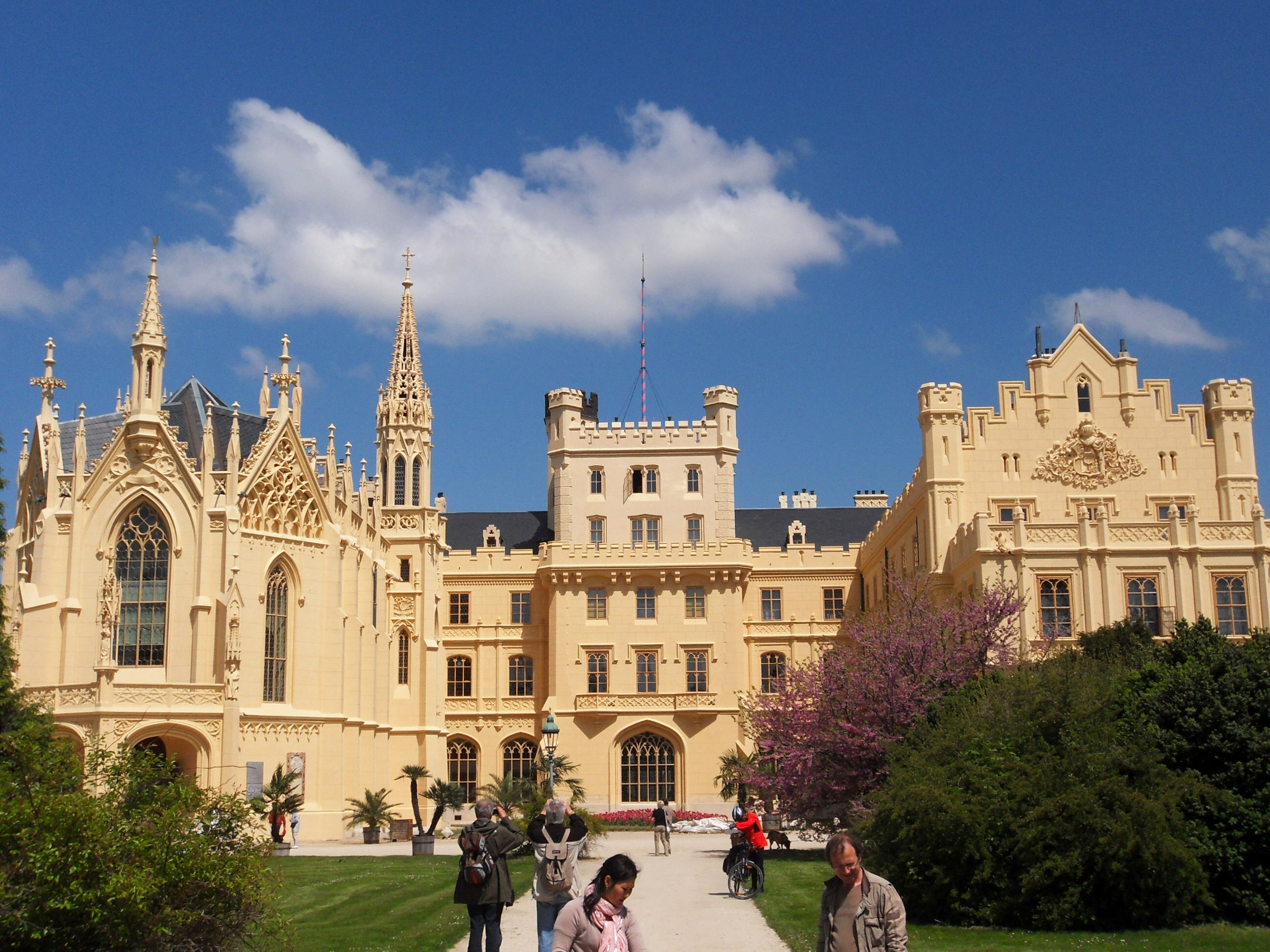
Novogotický zámek Lednice

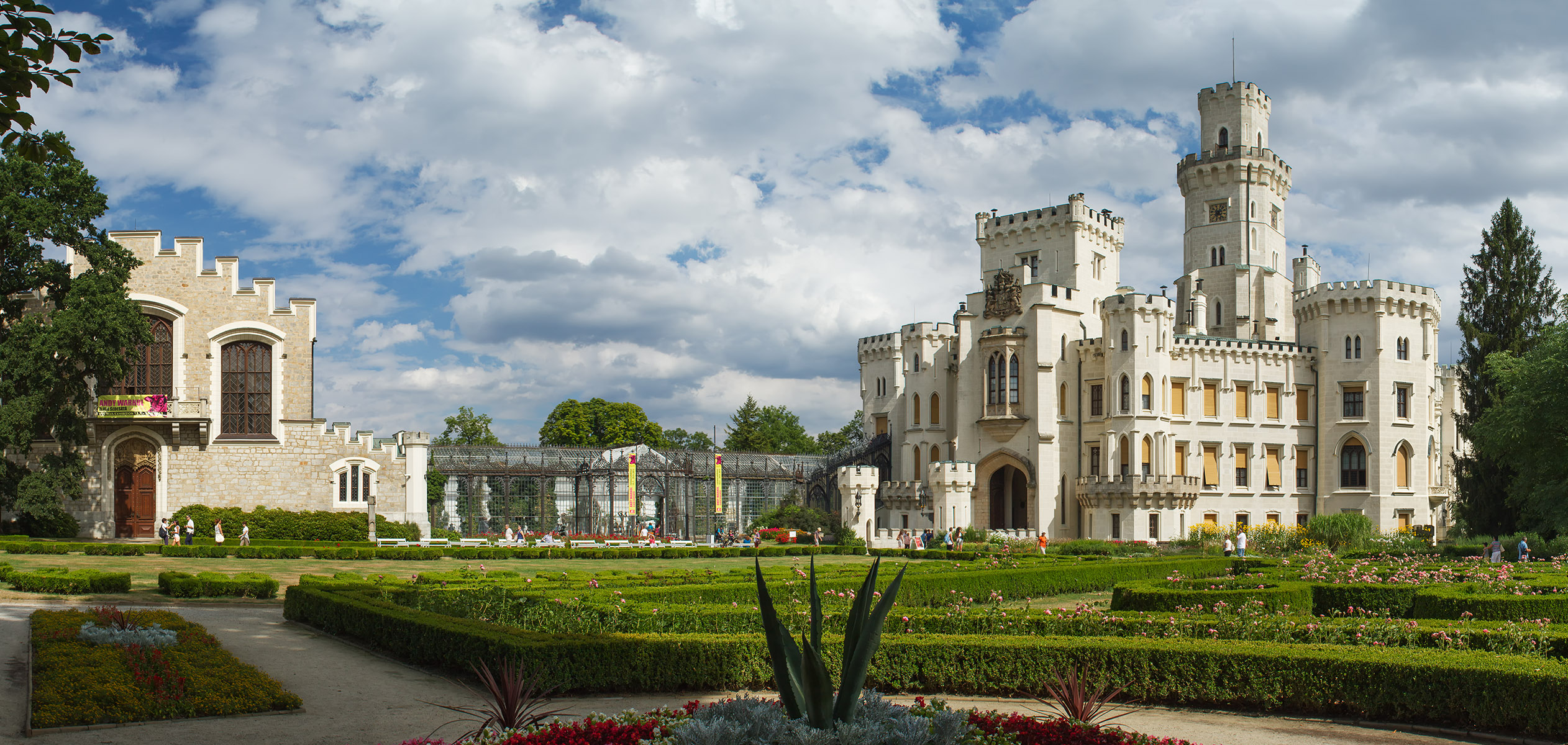
Zámek Hluboká poblíž Českých Budějovic

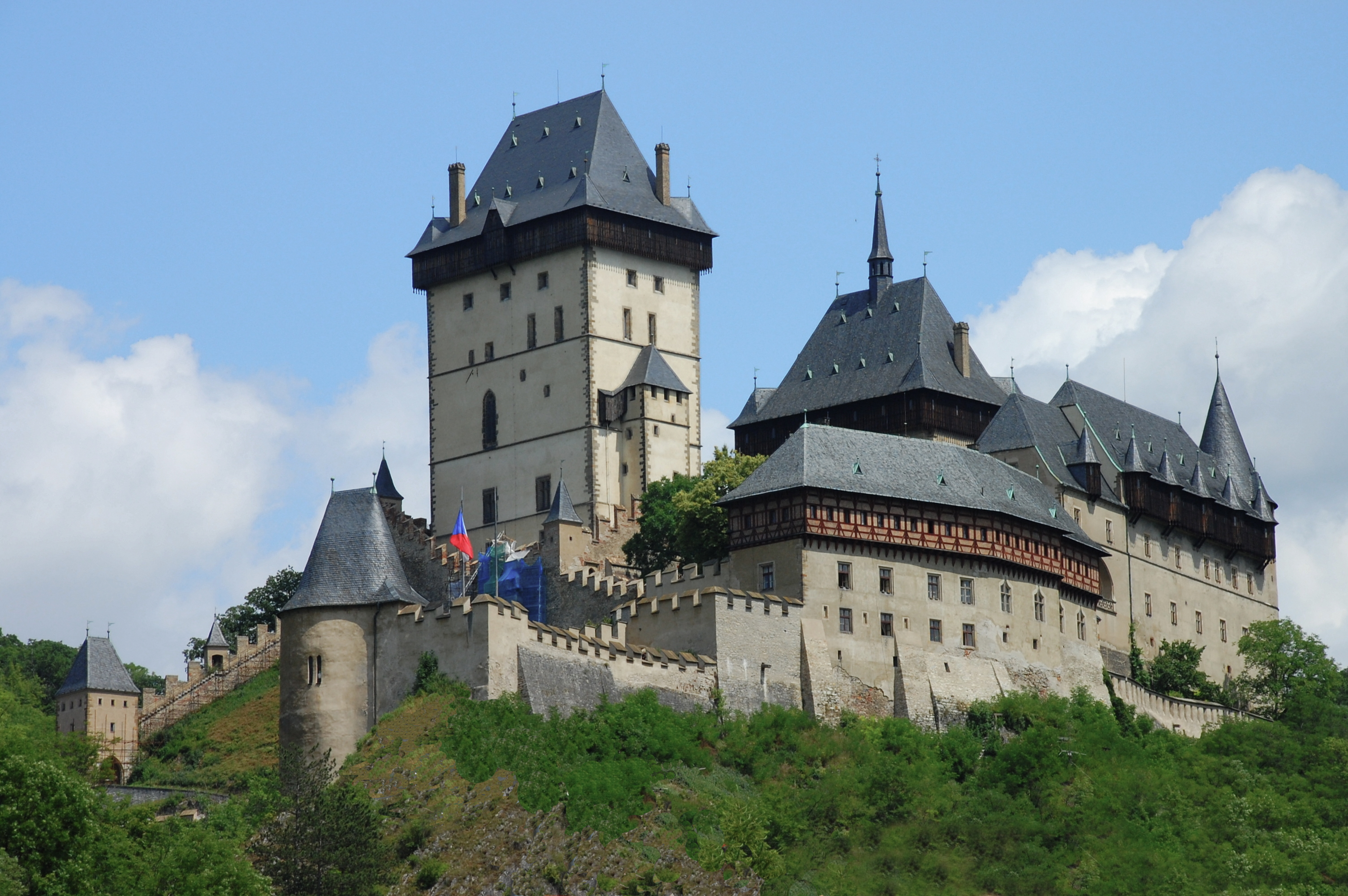
Středověký hrad Karlštejn poblíž Berouna

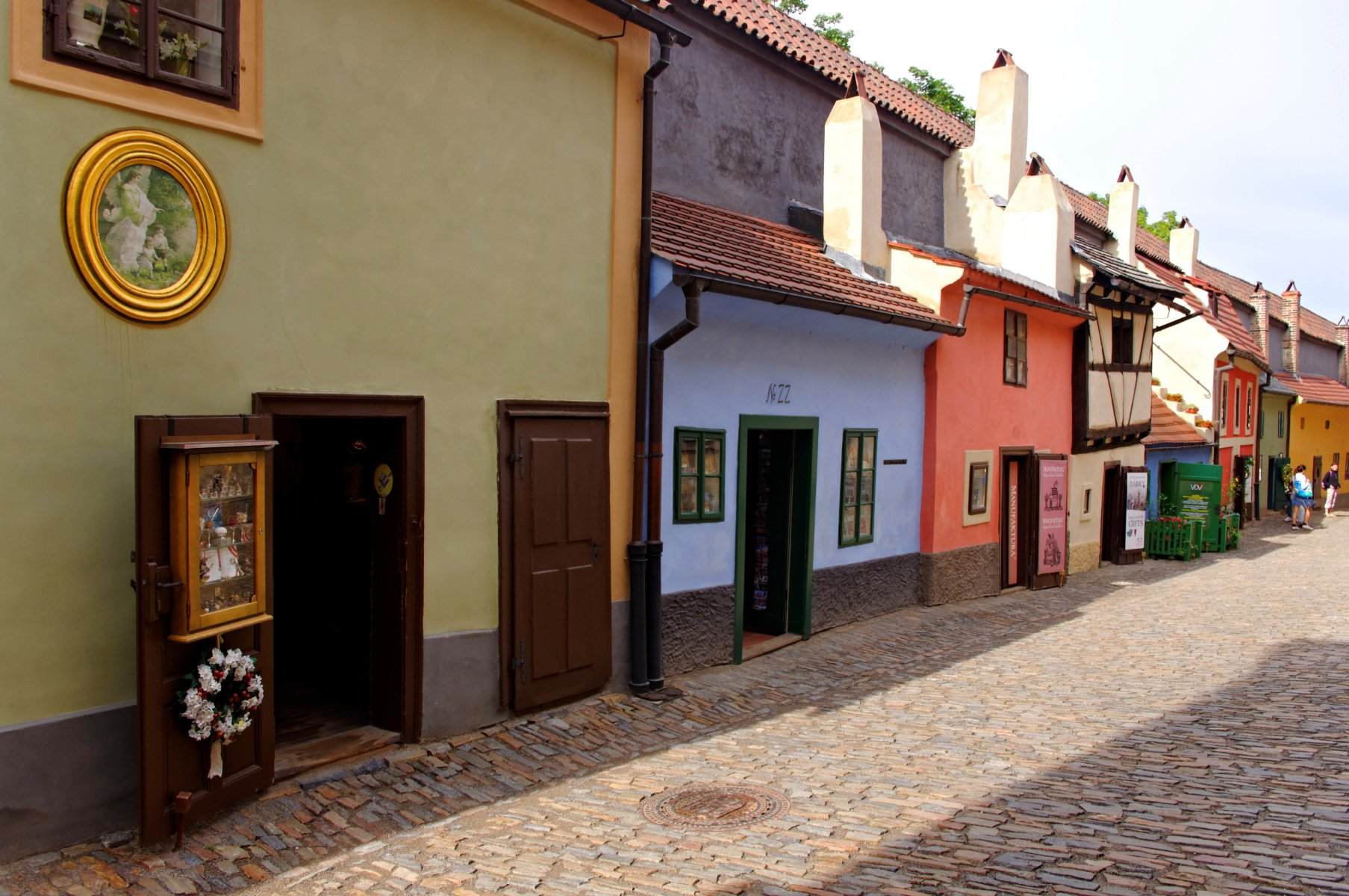
Zlatá ulička v Praze

České hospodářství získává vysoké příjmy z cestovního ruchu. V roce 2001 celkové výnosy z cestovního ruchu dosáhly 118,13 miliardy korun, což tehdy představovalo 5,5 % HDP. V následujících letech však zájem cizinců o ČR, částečně z důvodu posílení kurzu české koruny, poněkud opadl. Posléze koruna oslabila; v roce 2016 navštívilo Česko 9,3 milionu turistů ze zahraničí. Praha je pátým nejnavštěvovanějším městem Evropy, po Londýnu, Paříži, Istanbulu a Římu.
Podle agentury CzechTourism byly v roce 2014 nejnavštěvovanějšími turistickými cíli v ČR Pražský hrad (1 799 300 turistů), Zoologická zahrada Praha (1 382 200), AquaPalace Praha (845 300), Dolní oblast Vítkovic a Landek Park v Ostravě (808 900), Staroměstská radnice (včetně orloje) v Praze (739 800), Pivovarské muzeum a podzemí v Plzni (600 000), Zoologická zahrada Zlín-Lešná (585 100), Židovské muzeum v Praze (580 000), Petřínská rozhledna v Praze (557 400) a Zoologická zahrada Ostrava (540 500).
Úspěch pražské zoo souvisí s její prestiží. V roce 2015 uživatelé největšího cestovatelského serveru TripAdvisor pražskou zoo určili jako čtvrtou nejlepší na světě. Magazín Forbes ji roku 2008 označil za sedmou nejlepší na světě.
Z hradů a zámků jsou kromě Pražského hradu nejnavštěvovanější zámek Lednice, zámek Český Krumlov, zámek Hluboká nad Vltavou, hrad Karlštejn, zámek Průhonice, zámek Dětenice, zámek Konopiště, arcibiskupský zámek a zahrady v Kroměříži a zámek Loučeň.
Ve Středočeském kraji jsou turistickými lákadly také kostnice v Sedlci v Kutné Hoře a chrám svaté Barbory tamtéž, hrady Křivoklát, Český Šternberk a Kokořín, zámky Poděbrady a Veltrusy, v Jihočeském kraji klášter Vyšší Brod, hrady Rožmberk a Zvíkov, zámky Orlík, Červená Lhota a Jindřichův Hradec, v Karlovarském kraji hrad Loket, v Ústeckém kraji Památník Terezín, hrad Hazmburk a zámek Duchcov, v Libereckém hrady Trosky, Grabštejn, Lemberk, Bezděz a zámek Sychrov, v Královéhradeckém Bílá věž v Hradci Králové, hrad Kost, zámky Ratibořice, Karlova Koruna a Hrádek u Nechanic, v Pardubickém soubor lidových staveb u Hlinska a zámek Pardubice, na Vysočině zámek Telč, v Olomouckém hrad Bouzov, v Jihomoravském katedrála sv. Petra a Pavla v Brně, hrady Špilberk, Pernštejn, Veveří a Bítov, ve Zlínském Valašské muzeum v přírodě v Rožnově pod Radhoštěm, hrad Buchlov a zámek Buchlovice. K nejznámějším pražským pamětihodnostem patří krom dosud jmenovaných Týnský chrám, Staronová synagoga, Starý židovský hřbitov, Betlémská kaple, Břevnovský klášter, Stavovské divadlo, Pražské Jezulátko, Emauzský klášter, palác Kinských, Maiselova synagoga, Pivovar U Fleků, Španělská synagoga, pražská Loreta, z novějších pak Lennonova zeď či Žižkovská televizní věž. Krom katedrály sv. Víta patří k turisticky nejatraktivnějším částem Pražského hradu Zlatá ulička, bazilika sv. Jiří, Královská zahrada, Letohrádek královny Anny a Starý královský palác.
Nejznámějšími mimopražskými a mimobrněnskými svatostánky jsou katedrála svatého Václava v Olomouci, Velká synagoga v Plzni, kostel Nejsvětější Trojice ve Fulneku, katedrála svatého Bartoloměje v Plzni, katedrála Božského Spasitele v Ostravě a katedrála svatého Štěpána v Litoměřicích.
V ČR je asi 700 muzeí. Největším je Národní muzeum (jeho součástí je Přírodovědecké muzeum, Historické muzeum, Náprstkovo muzeum asijských, afrických a amerických kultur a Muzeum české hudby), Moravské zemské muzeum, Židovské muzeum v Praze, Národní technické muzeum, Uměleckoprůmyslové muzeum v Praze, Muzeum hlavního města Prahy (vlastní Langweilův model Prahy a spravuje i Müllerovu vilu), Vojenské technické muzeum Lešany, Muzeum umění Olomouc, Slovácké muzeum v Uherském Hradišti. K nejnavštěvovanějším patří též Hornické muzeum v Příbrami a České muzeum stříbra v Kutné Hoře.
Z přírodních památek to jsou Punkevní jeskyně a propast Macocha, soutěsky Kamenice, Pravčická brána, Koněpruské jeskyně, Bozkovské dolomitové jeskyně či Jetřichovické vyhlídky.
Mimořádné postavení mají kulturní památky zapsané na seznam světového kulturního dědictví UNESCO. Kromě již uvedených (Kroměříž, Český Krumlov, centrum Prahy) jsou to vila Tugendhat v Brně, vesnice Holašovice, historické jádro Kutné Hory, Lednicko-valtický areál, zámek a zámecký areál Litomyšl, sloup Nejsvětější Trojice v Olomouci, historické centrum Třebíče (Třebíčská židovská čtvrť a Bazilika svatého Prokopa) a poutní kostel sv. Jana Nepomuckého na Zelené hoře.
Na seznam nehmotného světového kulturního dědictví UNESCO byly zapsány Jízda králů na Slovácku a na Hané, sokolnictví, masopustní průvody s maskami na Hlinecku, slovácký verbuňk a nejnověji, v roce 2016, české loutkářství.
Některé lokality mají zvláštní význam pro spjatost s českými dějinami nebo mýty – hora Říp, Vyšehrad (zejm. Vyšehradský hřbitov, kde je pohřben Antonín Dvořák i Bedřich Smetana), hora Blaník, Velehrad spojený s památkou cyrilometodějskou a velkomoravskou, kostel svatého Václava ve Staré Boleslavi spjatý s legendou o zabití knížete Václava, pravoslavný chrám svatých Cyrila a Metoděje v Praze, kde za druhé světové války zahynuli strůjci atentátu na Heydricha.
K oblíbeným turistickým akcím patří Muzejní noc, Noc kostelů, Hradozámecká noc, rekonstrukce nejslavnějších bitev, jež se odehrály na českém území (bitva u Slavkova, bitva u Hradce Králové, bitva u Kolína, obléhání Brna Švédy atd.), Dny NATO v Ostravě či armádní Bahna. Krom toho řada festivalů a veletrhů (viz příslušný oddíl).
Tradičními turistickými magnety bývala lázeňská města jako Karlovy Vary, Mariánské Lázně a Františkovy Lázně, ovšem lázeňství se dostalo do krize. Karlovy Vary si však zachovávají atraktivitu kupříkladu i díky každoročnímu mezinárodnímu filmovému festivalu. Tato filmová přehlídka založená po druhé světové válce je dnes největší kulturní akcí v ČR.
Významné rekreační oblasti v ČR jsou České Švýcarsko, Český ráj, Krkonoše a Šumava.

## Obyvatelstvo
Na konci roku 2018 žilo v České republice dle Českého statistického úřadu 10 649 800 lidí. Přirozený přírůstek v roce 2018 byl 1116 osob, úhrnná plodnost dosáhla hodnoty 1,71, v roce 2021 pak dosáhla hodnoty 1,83. Hlavní příčinou růstu počtu obyvatel je dlouhodobě migrace – v roce 2018 byl počet přistěhovalých o 38 629 osob vyšší než počet vystěhovalých, šlo zejména o migraci z Ukrajiny a Slovenska. Průměrný věk činil v roce 2018 42,3 let, střední délka života byla 76,1 let u mužů a 81,9 let u žen. V roce 2018 byl nejlidnatějším krajem Středočeský s 1 369 332 obyvateli. Byl jediným krajem, kde žilo více lidí než v Praze, která měla 1 308 632 obyvatel.

### Vývoj počtu obyvatel v Česku

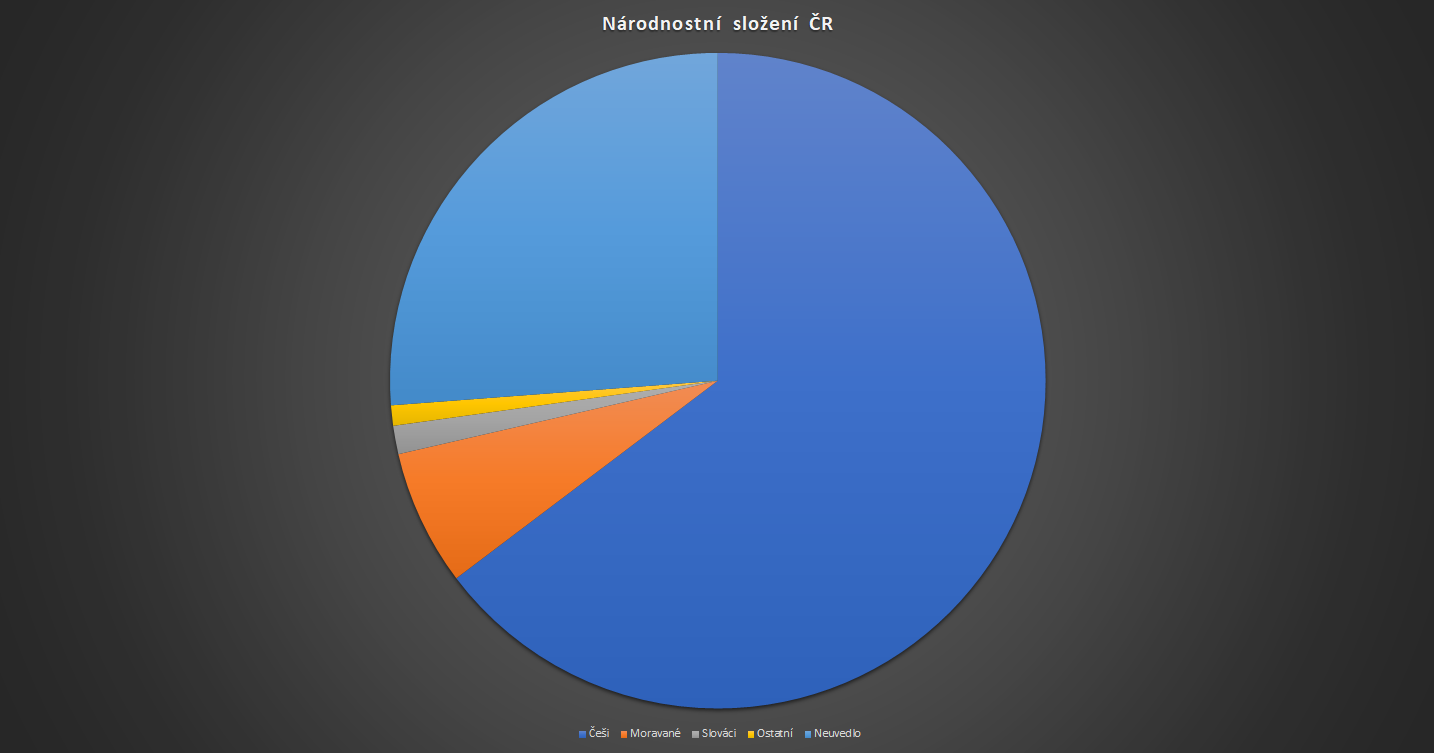
Národnostní složení ČR

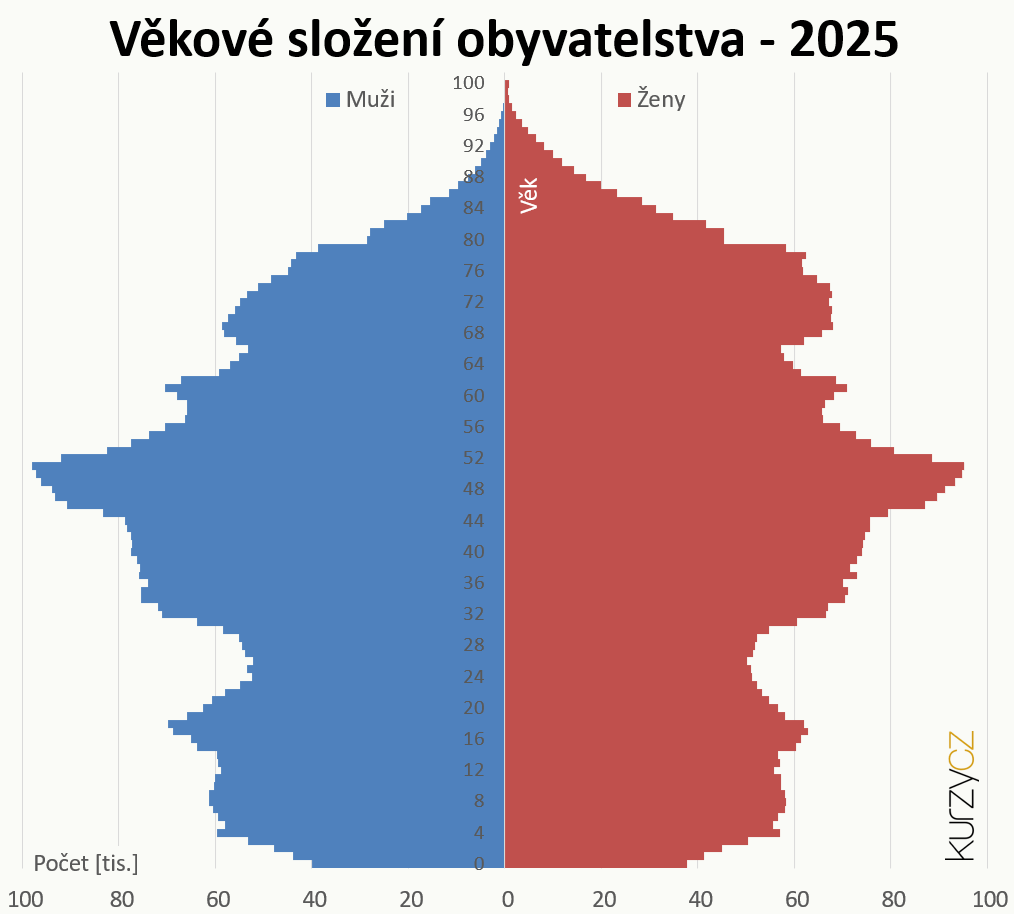
Věkové složení obyvatelstva ČR 2024

8,599,51010,51111,519001920194019601980200020202040millionCzech Republic Total Population

### Etnické složení
V posledním sčítání lidu v roce 2011 se 64,3 % obyvatel Česka přihlásilo k české národnosti (86,1 % z těch, kteří se k nějaké národnosti přihlásili), která zcela převažuje ve všech okresech Česka, 5,0 % obyvatel deklarovalo národnost moravskou a 0,1 % národnost slezskou, v obou případech rovněž hovořící převážně česky.
Podle názoru Českého statistického úřadu jde o důsledek rozdělení české národnosti, před sčítáním v roce 1991 ještě jednotné, v důsledku medializace moravské národnostní problematiky a tedy do jisté míry uměle; politická strana Moravané tento stav naopak hodnotí jako projev spontánního národního obrození. Faktem zůstává, že moravskou, částečně slezskou a po určitou dobu i českou a slovenskou národnost bylo v různých obdobích existence Československa možno deklarovat jen omezeně (skupina nebyla uváděna v koncových statistikách) nebo vůbec ne (ke skupině nebylo možno se přihlásit) a teprve v roce 1991, krátce před rozpadem státu, bylo poprvé plně přihlédnuto ke každé z těchto čtyř národností jednotlivě.
Celkem 25,3 % obyvatel Česka využilo při sčítání lidu v roce 2011 možnost nevyplňovat ve sčítacích formulářích dobrovolnou kolonku národnosti a ponechalo ji prázdnou.

### Náboženství
| Náboženství v Česku (2021)    | Náboženství v Česku (2021)    | Náboženství v Česku (2021) | Náboženství v Česku (2021) | Náboženství v Česku (2021) |
| ----------------------------- | ----------------------------- | -------------------------- | -------------------------- | -------------------------- |
|                               |                               |                            |                            |                            |
| bez vyznání                   | bez vyznání                   |                            | 47,8 %                     | 47,8 %                     |
| nedeklarované                 | nedeklarované                 |                            | 30,1 %                     | 30,1 %                     |
| katolické                     | katolické                     |                            | 9,3 %                      | 9,3 %                      |
| neorganizovaní věřící         | neorganizovaní věřící         |                            | 9,1 %                      | 9,1 %                      |
| ostatní křesťané              | ostatní křesťané              |                            | 2,4 %                      | 2,4 %                      |
| protestantské                 | protestantské                 |                            | 0,5 %                      | 0,5 %                      |
| ostatní náboženství / neznámé | ostatní náboženství / neznámé |                            | 1,2 %                      | 1,2 %                      |

| Náboženství v Česku (2011)    | Náboženství v Česku (2011)    | Náboženství v Česku (2011) | Náboženství v Česku (2011) | Náboženství v Česku (2011) |
| ----------------------------- | ----------------------------- | -------------------------- | -------------------------- | -------------------------- |
|                               |                               |                            |                            |                            |
| nedeklarované                 | nedeklarované                 |                            | 44,7 %                     | 44,7 %                     |
| bez vyznání                   | bez vyznání                   |                            | 34,5 %                     | 34,5 %                     |
| katolické                     | katolické                     |                            | 10,5 %                     | 10,5 %                     |
| neorganizovaní věřící         | neorganizovaní věřící         |                            | 6,8 %                      | 6,8 %                      |
| ostatní křesťané              | ostatní křesťané              |                            | 1,1 %                      | 1,1 %                      |
| protestantské                 | protestantské                 |                            | 1 %                        | 1 %                        |
| ostatní náboženství / neznámé | ostatní náboženství / neznámé |                            | 0,7 %                      | 0,7 %                      |

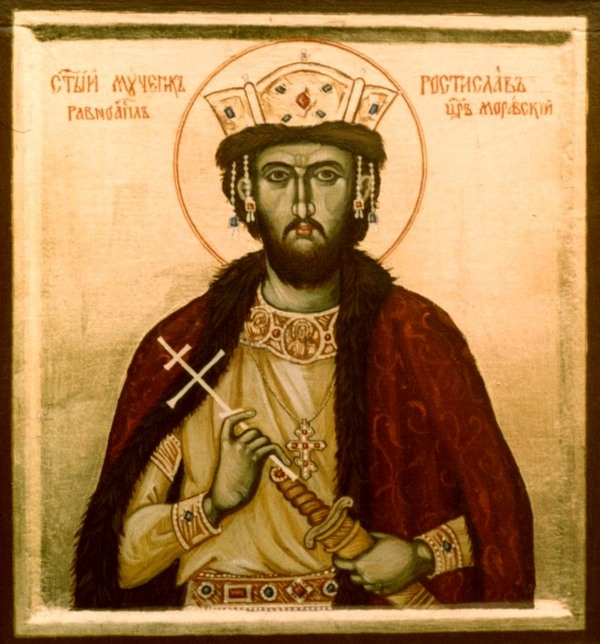
Svatý Rostislav, kníže Velkomoravské říše, za jehož panování se uskutečnila cyrilometodějská misie.

Česko má jednu z nejméně náboženských populací na světě. V průzkumech projektu Eurobarometr v roce 2005 odpovědělo 19 % tázaných, že věří v Boha, 50 % věří v nějakou životní či duchovní sílu a 30 % nevěří v nic z toho.
Podle posledního sčítání lidu z roku 2021 je 5 milionů obyvatel bez vyznání, tedy 48 % populace. K různým církvím a náboženským společnostem se přihlásilo 1,1 milionu obyvatel, dále někteří uvedli, že jsou věřící a hlásí se k církvi, ale už neoznačili konkrétní církev. Jako věřící, ale nehlásící se k žádné církvi ani náboženské společnosti se výslovně označilo 960 tisíc osob, kromě toho jiní občané uvedli pouze určité náboženství. Celkově se tak k nějaké víře či vyznání přihlásilo 2,3 milionu, tedy 22 % obyvatel Česka. Celkem 3,2 milionu obyvatel (30 %) ovšem tuto dobrovolnou kolonku ve sčítacích formulářích nevyplnilo.
Nejpočetnější náboženství v Česku je křesťanství. Největší náboženskou skupinou byla v roce 2021 římskokatolická církev, která měla 741 tisíc věřících (7 %), což by byl výrazný pokles oproti roku 2011, kdy se k ní hlásilo celkem 1,08 milionu věřících (10,4 %). Ovšem 236 tisíc obyvatel uvedlo „katolická víra“ nebo „katolík“, celkem tak šlo o 977 tisíc věřících (9,3 %). Následovaly velké protestantské církve Českobratrská církev evangelická s 33 tisíci členů (0,3 %) a Církev československá husitská s 24 tisíci členů (0,2 %), podobně ale 27 tisíc obyvatel jen obecně uvedlo, že jsou protestanty nebo evangelíky. Vyšší podíl věřících měla Pravoslavná církev, k níž se přihlásilo 41 tisíc lidí, významnější byli také Svědkové Jehovovi s 13 tisíci, Církev bratrská s 11 tisíci nebo řeckokatolická církev s 8 tisíci věřících. Jen obecně ke křesťanství se navíc přihlásilo 71 tisíc obyvatel. Počet vyznavačů judaismu byl 2 tisíce, k islámu se hlásilo 5 tisíc lidí, k různým odvětvím buddhismu 6 tisíc osob a k hinduismu necelé 2 tisíce obyvatel. Recesisté se hlásili např. k jediismu (21 tisíc) nebo pastafariánství (necelé 3 tisíce). K ateismu se přihlásilo 555 osob, pohanství deklarovalo téměř 3 tisíce osob.
Podíl deklarovaných věřících se od předešlého sčítání lidu roku 2011 prakticky nezměnil. Vzrostl počet osob bez vyznání, oproti tomu se snížil počet osob, které se rozhodly na dobrovolnou otázku neodpovídat. Geograficky je vyšší koncentrace věřících na jižní a východní Moravě, naopak severní a severozápadní Čechy vykazují vyšší podíl osob bez vyznání.

Podíl věřících obyvatel
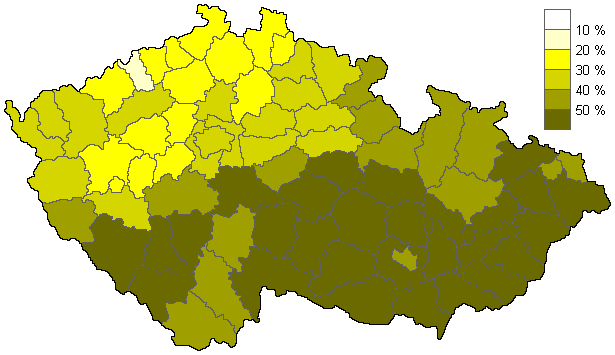
Sčítání lidu 1991
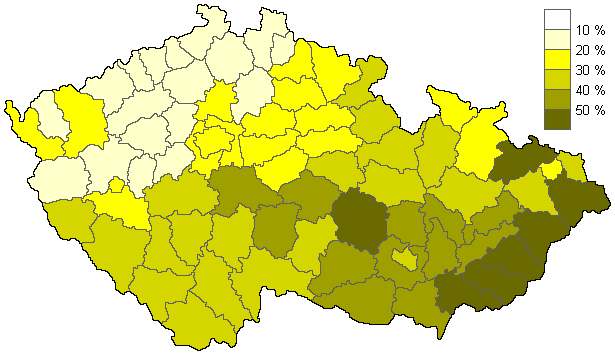
Sčítání lidu 2001
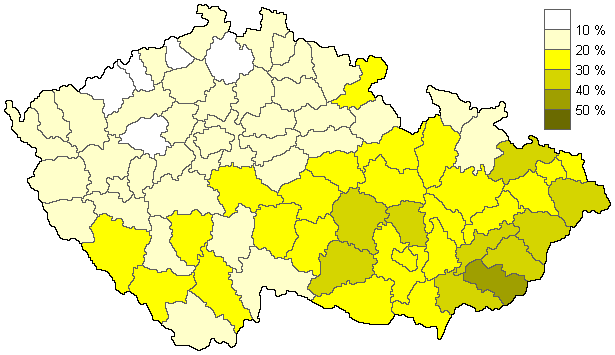
Sčítání lidu 2011

Historicky důležitou roli v náboženském vývoji sehrálo husitství, utrakvismus, Jednota bratrská (a její součást Moravští bratři). Česká reformace sehrála významnou roli i v národním obrození, byť moderní český národ se protestantským nakonec nestal. Katolická a pravoslavná církev uznávají svaté, z českých osobností uznávají obě svatost Ivana, Ludmily, Václava a Prokopa. Katolická církev navíc uznává Vojtěcha, Radima, Anežku Českou, Zdislavu z Lemberka, Jana Nepomuckého, Jana Sarkandera a Jana Nepomuka Neumanna a Klementa Mariu Hofbauera. Pravoslavní navíc ještě svatého Rostislava a Gorazda II. (Matěje Pavlíka), jenž za druhé světové války ukrýval parašutisty, kteří zabili nacistického pohlavára Heydricha.

### Etnografické skupiny

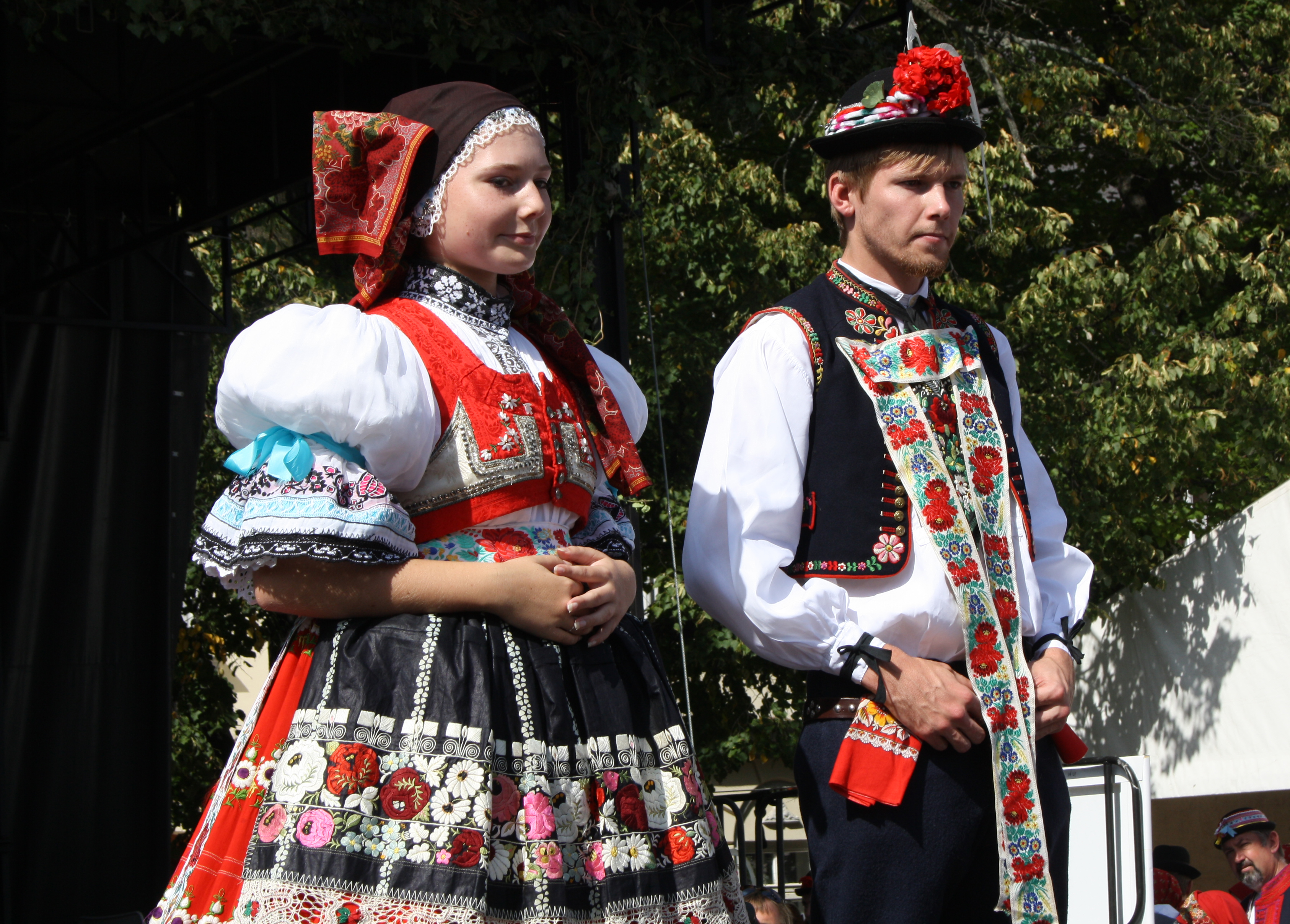
Slavnostní kroj svobodného páru z Moravského Slovácka

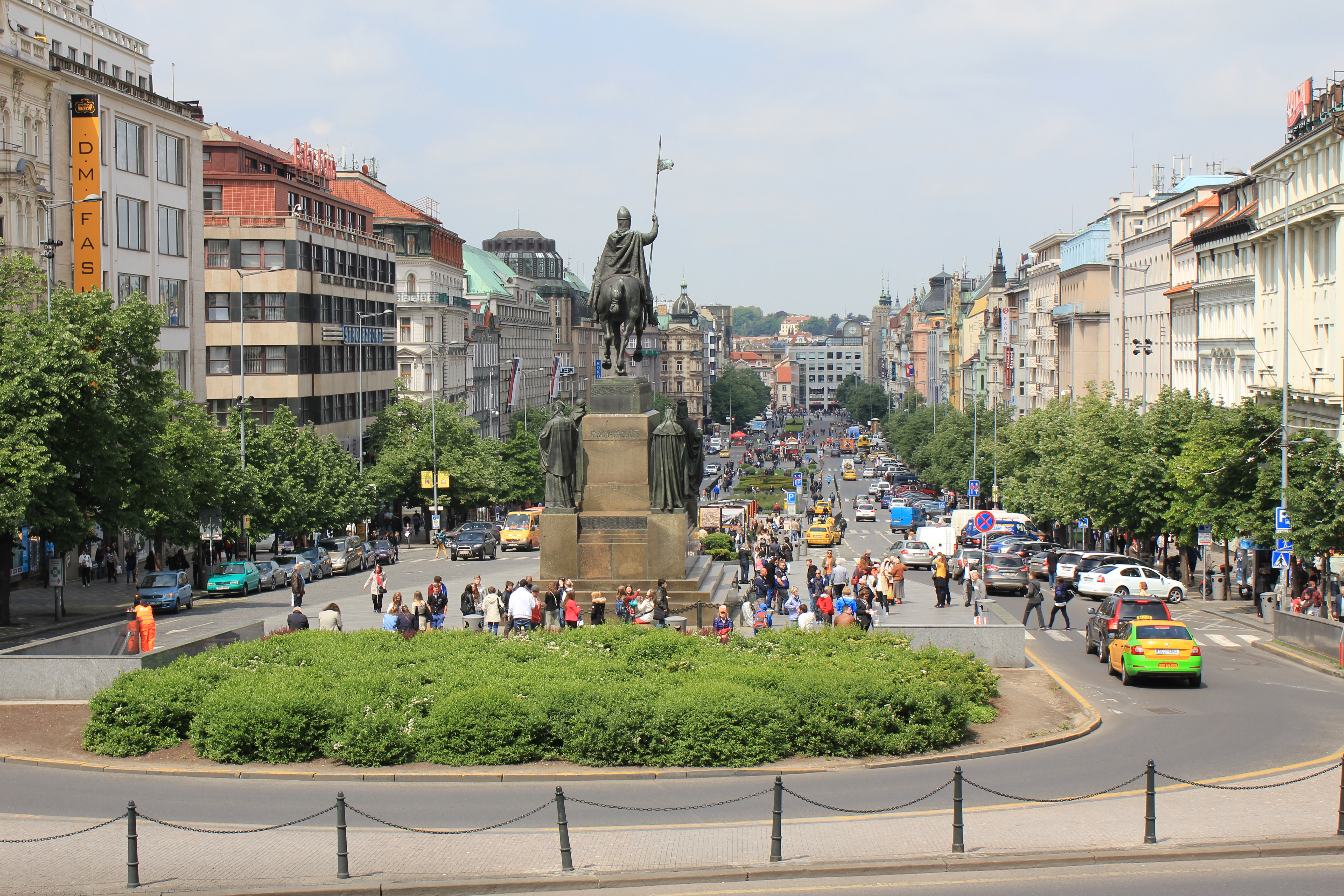
Václavské náměstí

V Česku existuje několik etnografických skupin úzce spjatých s krajem, kde žijí, které se v minulosti lišily některými kulturními rysy a dialektem. V Čechách to jsou například Chodové, Plzeňáci, Blaťáci a Doudlebové, na Moravě Horáci, Hanáci, Moravští Chorvati, Moravští Slováci, Podlužáci, Valaši, Laši a další a ve Slezsku např. Goralé, Šlonzáci, Moravci a Prajzáci. Tyto rozdíly se začaly, zejména po druhé světové válce, stírat, některé krajové zvláštnosti se však dosud udržují. Kromě těchto geograficky rozlišitelných etnografických skupin stojí za zmínku víceméně rozptýlené, specifické etnografické skupiny. Jedná se o romskou a židovskou etnografickou skupinu.

### Cizinci
Na konci roku 2022 podle Českého statistického úřadu žilo v Česku 1 113 698 cizinců (10,3 % z celkové populace), z nich 29,9 % zde mělo udělený trvalý pobyt. Dalších 2456 osob bylo v roce 2022 v azylovém řízení. Osoby cizího původu s uděleným českým občanstvím v uvedených počtech nejsou zahrnuty. V Praze a Středočeském kraji v roce 2022 žilo celkem 504 tisíc cizinců, tedy necelá polovina z jejich celkového počtu v ČR.
Nejvíce cizinců pochází z Ukrajiny, jejíž státní příslušníci v roce 2004 počtem překonali cizince ze Slovenska; dále následují cizinci z Vietnamu, Ruska, Německa a Polska. Vietnamci pobývají v Česku v průměru nejdéle (8 let), lidé z bývalé Jugoslávie jen o rok méně. Podle údajů ČSÚ z roku 2012 byl největší podíl vysokoškolsky vzdělaných mezi osobami přicházejícími z Ruska (27 % imigrantů z této země). Největší část svých výdělků do mateřské země posílali Ukrajinci (17 % příjmu).
Od vstupu do Evropské unie se počet cizinců v Česku postupně zvyšoval, ale jejich podíl na populaci zůstával nižší než v ostatních zemích Evropské unie – v roce 2016 bylo Česko z 28 států unie z hlediska etnické heterogenity na 24. místě. V roce 2021 v Česku počet cizinců dosáhl 6,2 %, v sousedním Německu žil největší počet cizinců v EU, to jest 7,2 milionu (9 % populace). V Rakousku je podíl cizinců na celkovém počtu obyvatel 10,8 % a ve Španělsku 12 %. Ke skokovému zvýšení podílu cizinců v Česku nad 10 % z celkové populace došlo v roce 2022 s příchodem ukrajinských uprchlíků v důsledku ruské invaze na Ukrajinu. 
| Země původu            | Počet osob |
| ---------------------- | ---------- |
| Ukrajina               | ▼ 574 447  |
| Slovensko              | ▲ 119 182  |
| Vietnam                | ▲ 67 783   |
| Rusko                  | ▼ 40 990   |
| Rumunsko               | ▲ 20 469   |
| Bulharsko              | ▲ 17 907   |
| Polsko                 | ▼ 17 837   |
| Německo                | ▼ 12 719   |
| Mongolsko              | ▲ 12 719   |
| Maďarsko               | ▲ 11 117   |
| Spojené státy americké | ▲ 10 132   |
| Kazachstán             | ▲ 9 798    |
| Indie                  | ▲ 9 553    |
| Čína                   | ▲ 8 813    |
| Velká Británie         | ▲ 7 905    |
| Bělorusko              | ▼ 7 726    |
| Moldavsko              | ▲ 7 662    |
| Filipíny               | ▲ 7 026    |
| Itálie                 | ▲ 6 125    |
| Srbsko                 | ▼ 5 993    |
| Turecko                | ▲ 5 340    |

▲/▼ – porovnání s 31. prosincem 2022
| Rok  | Počet (údaje k 31. 12.) | Podíl na celkové populaci |
| ---- | ----------------------- | ------------------------- |
| 2000 | 200 951                 | 2,0 %                     |
| 2001 | 210 794                 | 2,1 %                     |
| 2002 | 231 608                 | 2,3 %                     |
| 2003 | 240 421                 | 2,4 %                     |
| 2004 | 254 294                 | 2,5 %                     |
| 2005 | 278 312                 | 2,7 %                     |
| 2006 | 321 456                 | 3,1 %                     |
| 2007 | 392 315                 | 3,8 %                     |
| 2008 | 437 565                 | 4,2 %                     |
| 2009 | 432 503                 | 4,1 %                     |
| 2010 | 424 291                 | 4,0 %                     |
| 2011 | 434 153                 | 4,1 %                     |
| 2012 | 435 946                 | 4,1 %                     |
| 2013 | 439 189                 | 4,1 %                     |
| 2014 | 449 367                 | 4,2 %                     |
| 2015 | 464 670                 | 4,3 %                     |
| 2016 | 493 441                 | 4,5 %                     |
| 2017 | 524 142                 | 4,8 %                     |
| 2018 | 564 345                 | 5,1 %                     |
| 2019 | 593 366                 | 5,4 %                     |
| 2020 | 632 570                 | 5,8 %                     |
| 2021 | 658 564                 | 6,2 %                     |
| 2022 | 1 113 698               | 10,3 %                    |
| 2023 | 1 063 225               | 9,8 %                     |

### Největší města podle počtu obyvatel
Statutárními městy jsou navíc také Děčín, Chomutov, Jablonec nad Nisou, Mladá Boleslav, Prostějov, Přerov a Třinec. Dřívějšími okresními městy jsou navíc ještě Benešov, Beroun, Blansko, Bruntál, Břeclav, Česká Lípa, Český Krumlov, Domažlice, Havlíčkův Brod, Hodonín, Cheb, Chrudim, Jeseník, Jičín, Jindřichův Hradec, Klatovy, Kolín, Kroměříž, Kutná Hora, Litoměřice, Louny, Mělník, Náchod, Nový Jičín, Nymburk, Pelhřimov, Písek, Prachatice, Příbram, Rakovník, Rokycany, Rychnov nad Kněžnou, Semily, Sokolov, Strakonice, Svitavy, Šumperk, Tábor, Tachov, Trutnov, Třebíč, Uherské Hradiště, Ústí nad Orlicí, Vsetín, Vyškov, Znojmo, Žďár nad Sázavou. Největšími městy, která nejsou ani statutární, ani okresní, jsou Orlová, Litvínov, Český Těšín, Krnov, Kopřivnice, Bohumín a Jirkov.

### Literatura

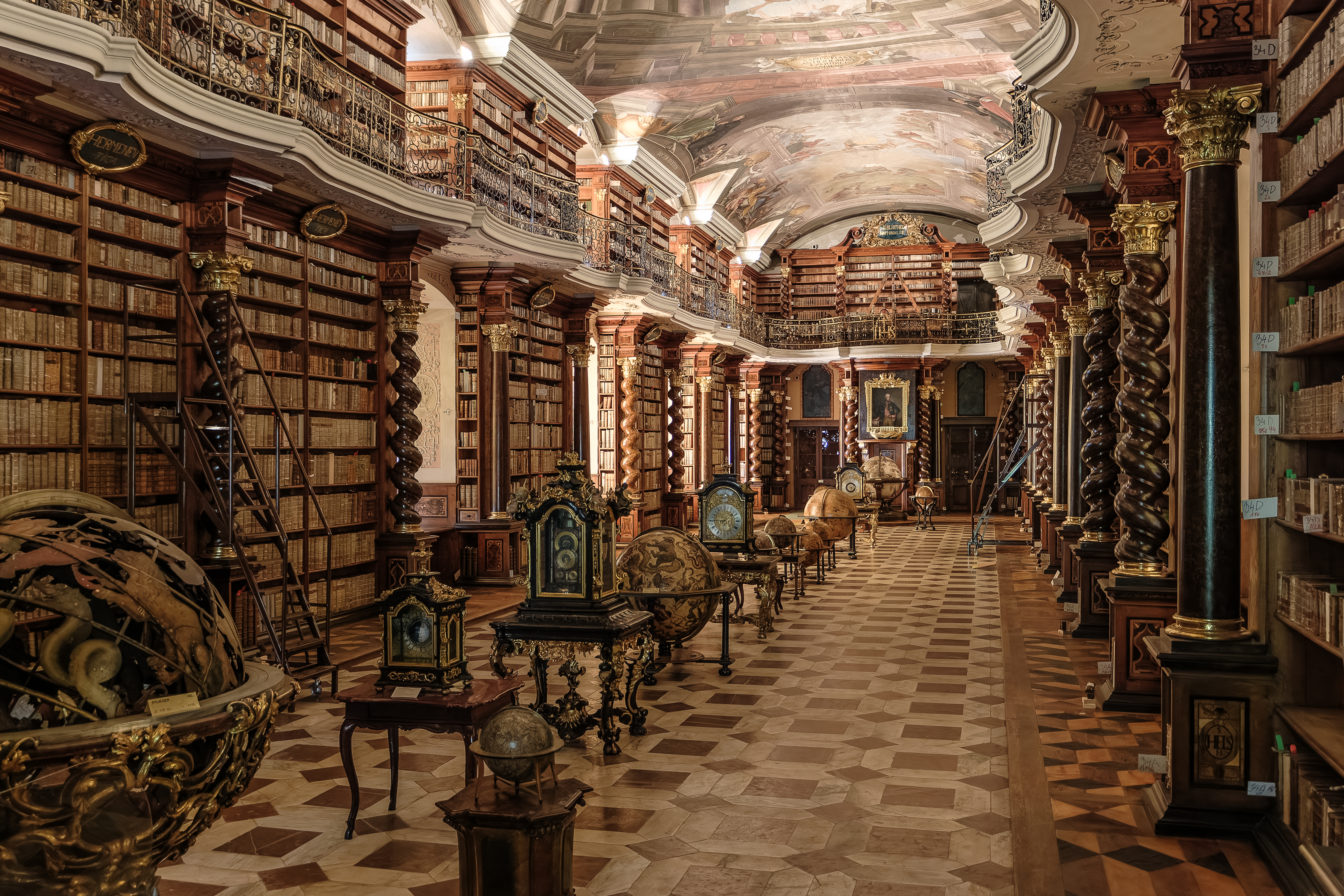
Národní knihovna ČR: barokní sál Klementina

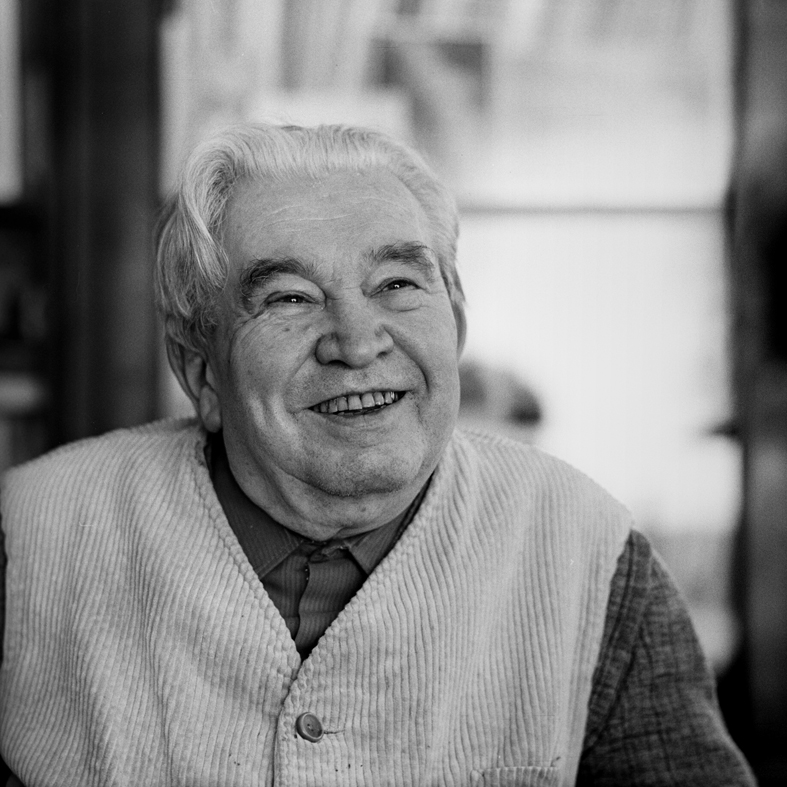
Jaroslav Seifert, jediný český nositel Nobelovy ceny za literaturu

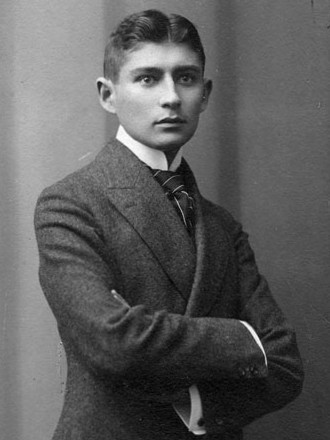
Česko-německo-židovský spisovatel Franz Kafka

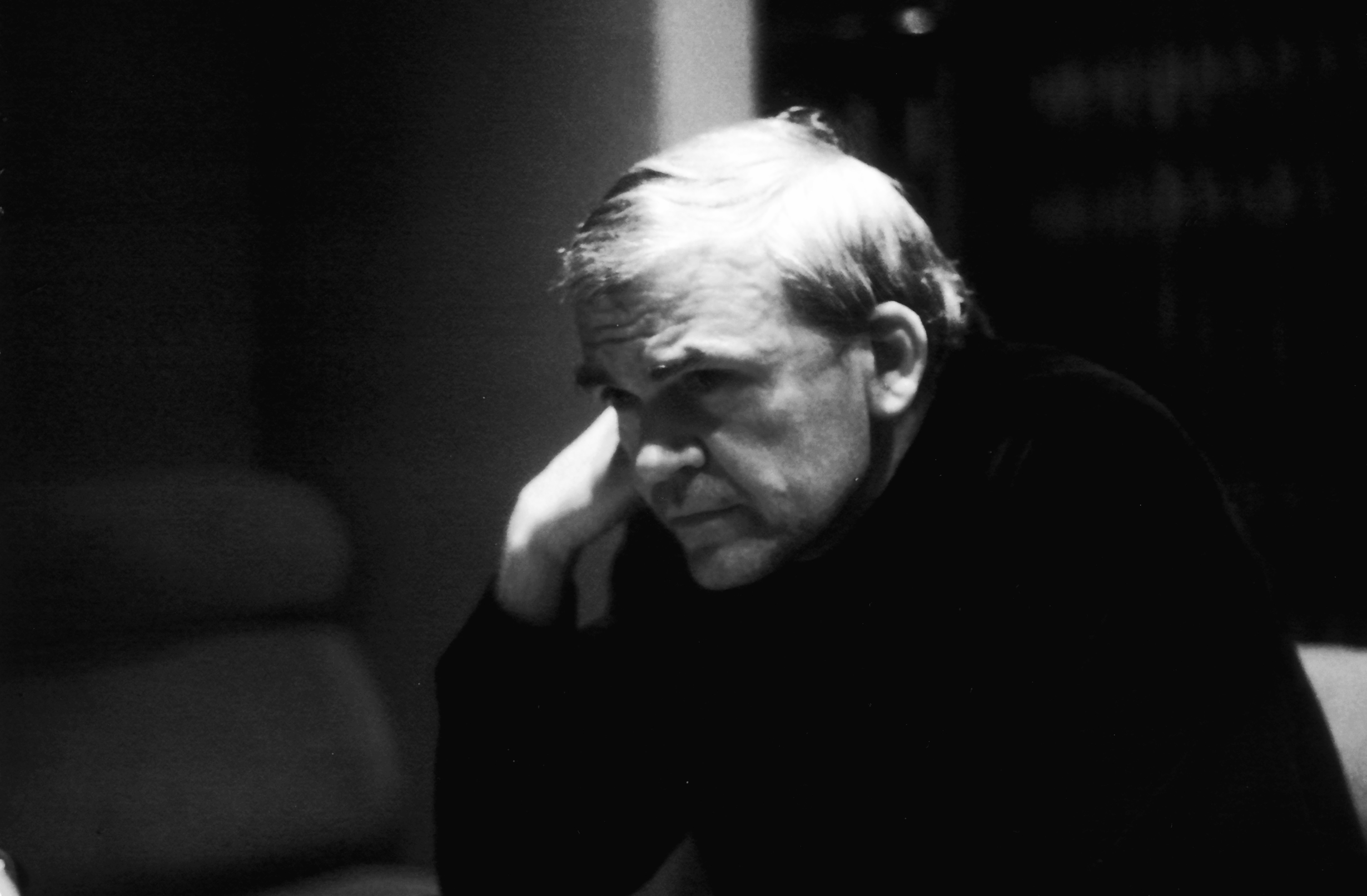
Český spisovatel a básník Milan Kundera

## Kultura

### Divadlo

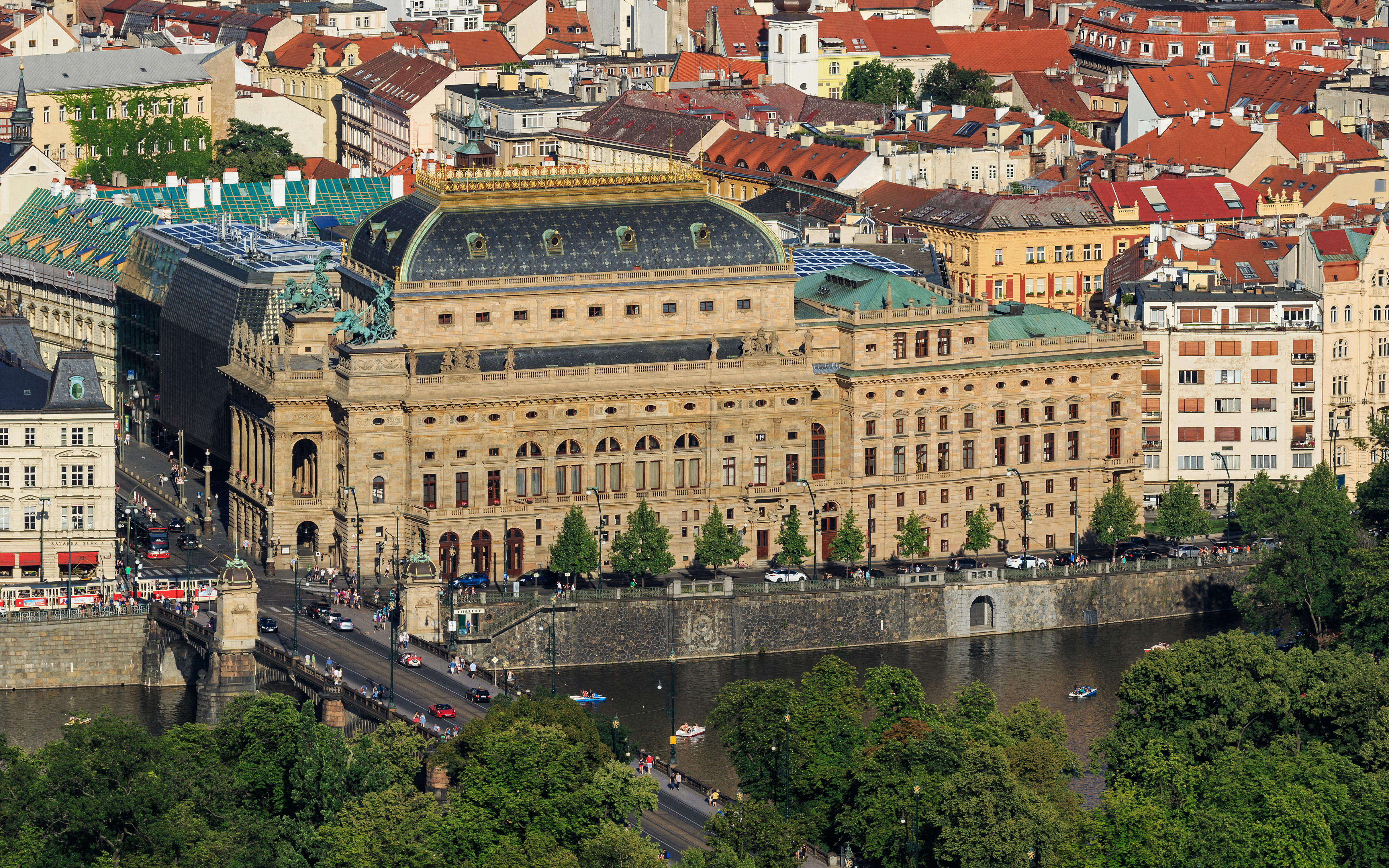
Národní divadlo nabízí operu, balet i činohru

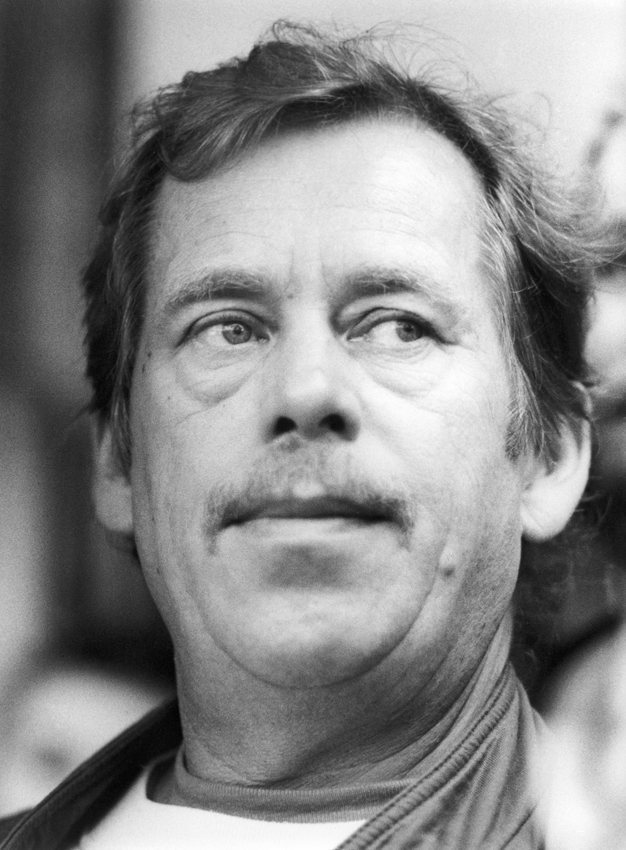
Václav Havel, dramatik a esejista, později také prezident České republiky

České divadelnictví má kořeny již ve středověku. Nejstarším dochovaným dramatickým dílem s využitím češtiny je zlomek česko-latinské hry ze 14. století, zvané obvykle Mastičkář. Původně šlo o jakousi mezihru v inscenaci evangelijních scén – popisuje situaci, kdy jde Ježíšova matka Marie na trh koupit vonné masti k nabalzamování mrtvého Ježíšova těla. Scéna se však stále více osamostatňovala a popisovala satiricky poměry v měšťanském prostředí.
V 19. století sehrálo divadlo výraznou roli v národním obrození (Václav Kliment Klicpera, Josef Kajetán Tyl). Emancipační snahy českého národa se v 2. polovině 19. století projevily otevřením Národního divadla v Praze v roce 1883. Národní divadlo od té doby uvádí jak opery tak činohry. V 90. letech 19. století pronikaly do českého divadla evropské literární směry, zejména realismus, který reprezentoval Ladislav Stroupežnický, především svou vesnickou veselohrou Naši furianti, a posléze zejména bratři Mrštíkové svou Maryšou. Také Gabriela Preissová přinesla na česká jeviště silná témata (Gazdina Roba, Její pastorkyňa). Za tuto moderní dramatiku bojoval zejména režisér Jaroslav Kvapil, který se též prezentoval jako dramatik (Princezna Pampeliška).
V první polovině 20. století došlo k rozvoji avantgardního divadla reprezentovaného Osvobozeným divadlem Jiřího Voskovce a Jana Wericha, nebo Emilem Františkem Burianem, Jiřím Frejkou, Jindřichem Honzlem či Jiřím Mahenem. Na světových jevištích se nejvíce prosadily hry Karla Čapka (R.U.R., Věc Makropulos), nebo Františka Langera (Periférie).
Ve druhé polovině 20. století získal výjimečný mezinárodní ohlas projekt Alfreda Radoka Laterna magika, první multimediální umělecký projekt na světě, připravený původně pro světovou výstavu Expo 58. Vznikl též fenomén divadel malých forem: Semafor (Jiří Suchý a Jiří Šlitr), divadlo Na zábradlí (Jan Grossman, Ivan Vyskočil), Činoherní klub (Ladislav Smoček), Husa na provázku, Ypsilonka (Jan Schmid), Divadlo Sklep či divadlo Járy Cimrmana (Zdeněk Svěrák, Ladislav Smoljak). V 60. letech se nejúspěšnějším dramatikem stal Pavel Kohout (zejm. August, August, august), absurdní drama reprezentoval Václav Havel. Ve Zlíně se narodil známý britský dramatik Tom Stoppard.
K divadelním oceněním patří Ceny Thálie či Cena Alfréda Radoka.

### Film

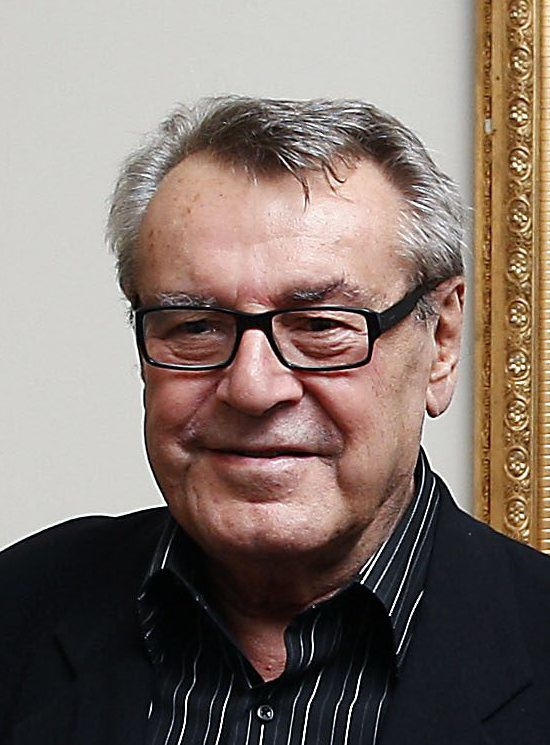
Česko-americký režisér a scenárista Miloš Forman, držitel dvou Oscarů za nejlepší režii

V éře němého filmu hranice vlasti překročil věhlas odvážných filmových projektů Gustava Machatého Erotikon (1929) a Extase (1933).
Mezinárodního ohlasu dosáhla v 60. letech 20. století československá nová vlna (Miloš Forman, Věra Chytilová, Jiří Menzel, Ján Kadár, Elmar Klos, Jaromil Jireš, František Vláčil, Vojtěch Jasný, Juraj Jakubisko, Juraj Herz, Ivan Passer, Jan Němec). Klíčovými snímky československé nové vlny byly Ostře sledované vlaky, Obchod na korze, Lásky jedné plavovlásky, Hoří, má panenko, Sedmikrásky, Černý Petr, Skřivánci na niti, Markéta Lazarová, Až přijde kocour, Spalovač mrtvol, Transport z ráje, Rozmarné léto, Všichni dobří rodáci, Démanty noci, Intimní osvětlení, Žert či O slavnosti a hostech.
Vážné umělecké ambice se podařilo ve stejné době naplnit Karlu Kachyňovi (Ucho), Otakaru Vávrovi, Jiřímu Krejčíkovi (Vyšší princip) či Karlu Zemanovi (Vynález zkázy).
30. až 50. léta a posléze 70. až 80. léta ovšem svědčila více populárnímu filmu než uměleckému, s nadčasovou elegancí tohoto prostoru využili třeba režiséři Bořivoj Zeman, Oldřich Lipský, Václav Vorlíček (Tři oříšky pro Popelku), Martin Frič a Ladislav Smoljak, scenáristé Jiří Brdečka (Limonádový Joe, Adéla ještě nevečeřela), Miloš Macourek, Zdeněk Svěrák nebo skladatelé filmové hudby Zdeněk Liška, Luboš Fišer a Petr Hapka.

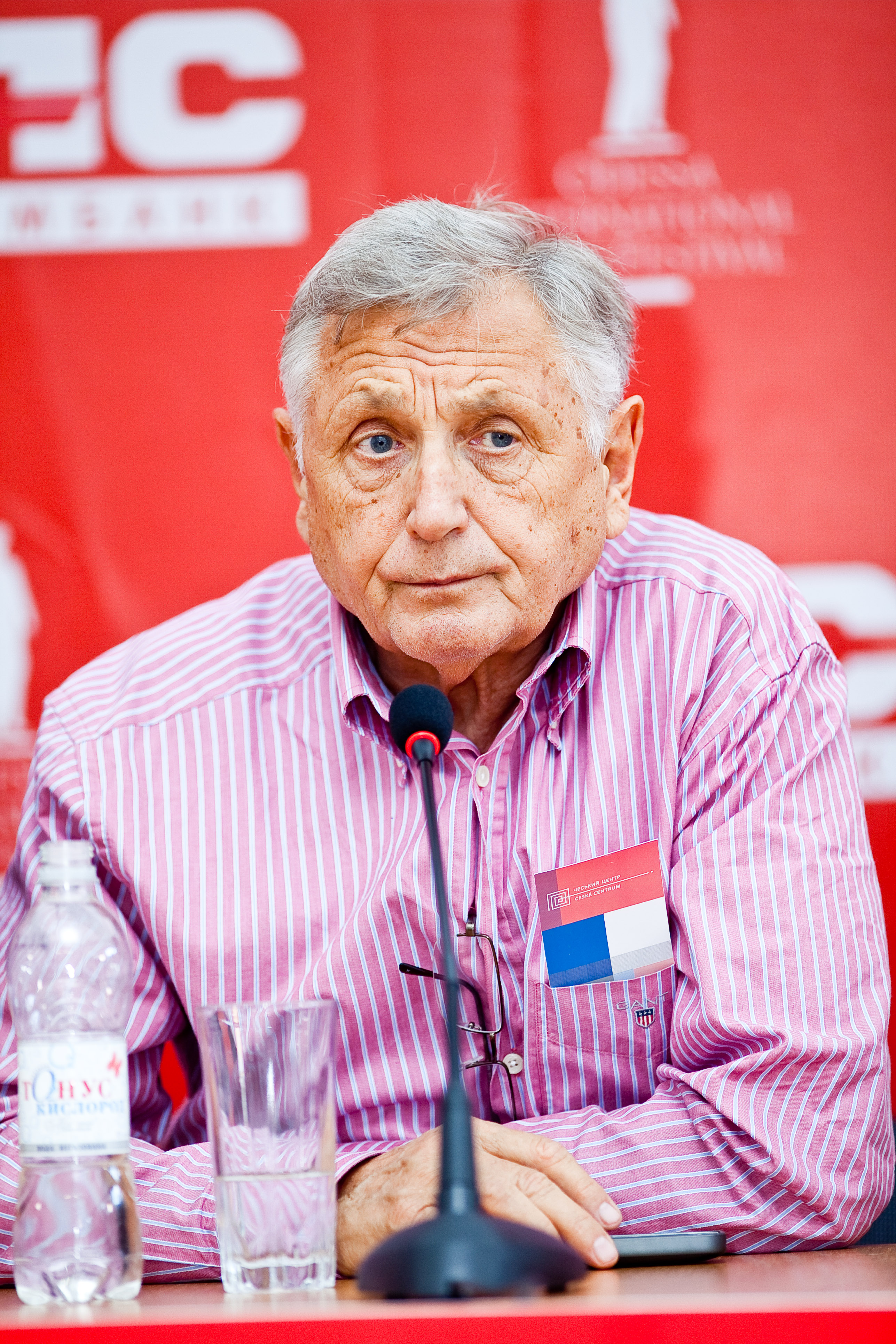
Režisér Jiří Menzel

Snímky Obchod na korze (1965), Ostře sledované vlaky (1967) a Kolja (1996) získaly Oscara za nejlepší neanglicky mluvený film, šest dalších filmů se dostalo do užší nominace: Lásky jedné plavovlásky (1966), Hoří, má panenko (1968), Vesničko má středisková (1986), Obecná škola (1991), Musíme si pomáhat (2000) a Želary (2003).
Mezinárodního věhlasu se dostalo českým loutkovým a animovaným filmům režisérů jako byli Jiří Trnka, Hermína Týrlová, Zdeněk Miler, Jan Švankmajer (zejm. Něco z Alenky) a Břetislav Pojar. K této tradici patří i televizní cyklus Večerníčků, na němž spolupracovali i přední výtvarníci jako Adolf Born, Zdeněk Smetana či Vladimír Jiránek.
Především v jiných než českých kinematografiích se prosadila řada českých rodáků, z režisérů například Georg Wilhelm Pabst a Karel Reisz, z kameramanů Karl Freund, z herců Herbert Lom nebo Barbara Bouchetová. Z českých herců patří v zahraničí k nejznámějším Karel Roden a Libuše Šafránková, populární díky pohádce Tři oříšky pro Popelku zejména v Norsku.
Filmové ateliéry Barrandov patří k největším v Evropě. Po roce 1990 je využívají zejména zahraniční produkce, vznikaly v něm mj. filmy Mission: Impossible, Casino Royale, Letopisy Narnie: Princ Kaspian, Letopisy Narnie: Lev, čarodějnice a skříň, Dítě číslo 44, Hannibal – Zrození, Iluzionista, Vetřelec vs. Predátor, Agent bez minulosti aj.

### Hudba

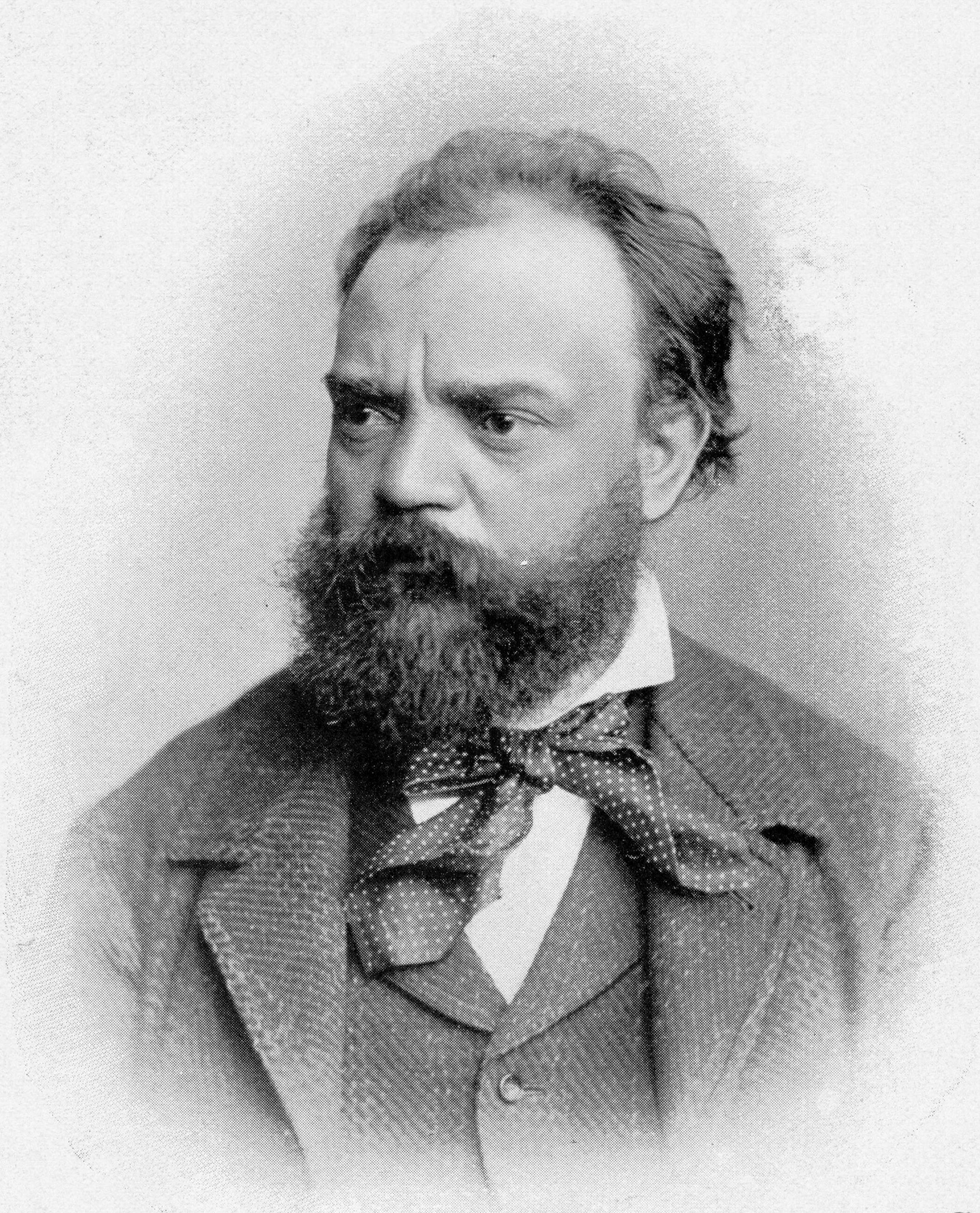
Světově známý hudební skladatel Antonín Dvořák

Česká hudba má své kořeny v nejméně 1000 let staré duchovní hudbě. Nejstarší duchovní píseň v českých zemích byla staroslověnská: Hospodine, pomiluj ny. Vznikla na konci 10. století, nebo počátku 11. století. Původ je zřetelně staroslověnský, pronikly do ní ovšem i prvky staročeštiny (patrně v průběhu času).
První duchovní píseň ve staročeštině Svatý Václave, vévodo české země (též Svatováclavský chorál) vznikla ve 12. století. Zapsána byla ale až ve 14. století v kronice Beneše Krabice z Veitmile. Podobně významná je Ostrovská píseň. Zabývá se přítomností Krista ve svátosti oltářní. Zapsána byla v kodexu kláštera z Ostrova u Davle, podle prvního verše se jí též říká Slovo do světa stvorenie. Má na rozdíl od svatováclavského chorálu již složitější básnickou formu.
Významným centrem středověké hudby byla Šumava. První hudební paměti zde pocházejí z knihovny cisterciáckého kláštera ve Vyšším Brodě, založeného roku 1259. Například rukopis č. 42 z roku 1410 zde popisuje píseň Jezu Kriste, ščedrý kněže, kterou si zpívali také husité. Husitskou písňovou tvorbu, tedy tvorbu přelomu 14. a 15. století, zachoval Jistebnický kancionál (zejm. Ktož jsú boží bojovníci a Povstaň, povstaň veliké město pražské).

Důležitou etapou ve vývoji české hudby bylo baroko (17. a 18. století). Tehdy se hudba ustavila jako samostatný profesionální obor. Za první české hudební skladatele lze považovat barokní tvůrce jako byli Adam Michna z Otradovic, Heinrich Biber (český Němec), Jan Dismas Zelenka, Antonín Rejcha, Jan Václav Stamic, Josef Mysliveček, Jan Ladislav Dusík, Jiří Antonín Benda, František Xaver Richter, Jan Křtitel Vaňhal, František Xaver Brixi či Leopold Koželuh. V době národního obrození na barokní hudbu bezprostředně navázali Jan Jakub Ryba či Václav Jan Křtitel Tomášek.

Hlavní téma

Toto byla základna, na niž se ve druhé polovině 19. století mohli postavit klíčoví autoři moderní české vážné hudby, především Bedřich Smetana (zejm. Má vlast, Prodaná nevěsta) a Antonín Dvořák, nejslavnější český skladatel ve světě (zejm. Novosvětská, Rusalka a Slovanské tance).
Tradice pak pokračovala s neztenčenou silou, především díla Leoše Janáčka pronikla do celého světa. Součástí repertoáru mnoha operních domů jsou všechny jeho opery, zejména Její pastorkyňa (v zahraničí pod názvem Jenůfa), Káťa Kabanová, Z mrtvého domu a Věc Makropulos. Často uváděny jsou také jeho Glagolská mše a Sinfonietta.
Další významní čeští hudební skladatelé 19. a 20. století jsou Zdeněk Fibich, Josef Bohuslav Foerster, Vítězslav Novák, Josef Suk starší (zeť Antonína Dvořáka), Alois Hába, Ervín Schulhoff, Bohuslav Martinů, Pavel Haas, Viktor Ullmann či Petr Eben. Překvapivého úspěchu mj. na scéně newyorské Metropolitan Opera dosáhl Jaromír Weinberger se svou operou Švanda dudák. Známými operetními skladateli byli mj. Oskar Nedbal či Rudolf Friml.
V roce 1860 se v Kališti na Moravě narodil světově proslulý skladatel, německy mluvící Gustav Mahler. Ve Vídni a později v Hollywoodu se prosadil brněnský rodák Erich Korngold. V Česku se narodili i klavírní virtuózové Ignaz Moscheles, Alfred Brendel, Rudolf Serkin a Alice Herz-Sommerová, z vídeňské české komunity vzešel Ernst Křenek.
Prosadili se i čeští hudební interpreti. Lze jmenovat mnoho jmen, jako jsou dirigenti Rafael Kubelík, Václav Talich, Václav Neumann, Karel Ančerl nebo Jiří Bělohlávek, v současnosti pak Petr Altrichter, Tomáš Netopil a Jakub Hrůša. Dále hudební instrumentalisté: houslisté František Benda, Vojtěch Živný, Jan Křtitel Václav Kalivoda, František Ondříček, Jan Kubelík a Josef Suk mladší (Dvořákův pravnuk); violoncellista David Popper, cembalistka Zuzana Růžičková či hornista Radek Baborák. Nelze opomenout pěvkyně, jako byly nebo jsou Ema Destinnová, Maria Jeritza, Jarmila Novotná, Gabriela Beňačková, Eva Urbanová a Magdalena Kožená. Velkými českými tenoristy byli Beno Blachut a Ivo Žídek. V současnosti velmi úspěšný je barytonista Adam Plachetka.
Z hudebních těles dosáhl mezinárodního významu nejen symfonický orchestr Česká filharmonie, ale i další symfonické a komorní orchestry a nově tzv. barokní soubory. V neposlední řadě byly a jsou úspěšné také české pěvecké sbory a malá hudební tělesa, zejména smyčcové kvartety.

Krátce po druhé světové válce také vznikl významný hudební festival vážné hudby Pražské jaro, který se tradičně koná v různých pražských koncertních sálech.

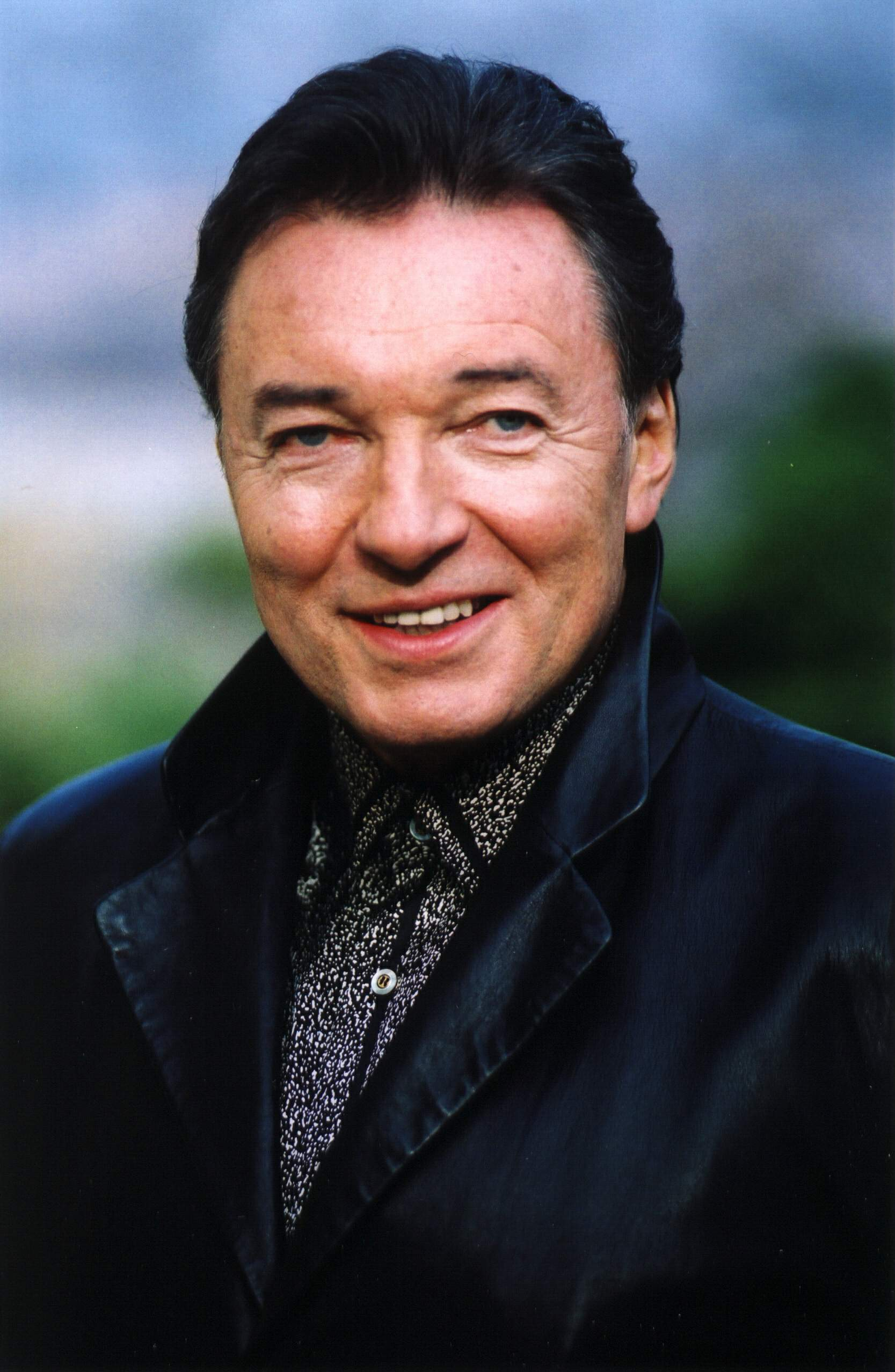
Český zpěvák Karel Gott

Češi se ve 20. století ujali i v nových žánrech. V jazzu Jaroslav Ježek, Miroslav Vitouš, orchestr Gustava Broma a další. V populární hudbě působili Jan Hammer nebo Karel Svoboda, v hudbě folkové Karel Kryl či Jaromír Nohavica. V reakci na populární dechovou hudbu rakouskou (zejména vojenskou) se rozvinula i její specifická česká verze, především díky Františku Kmochovi. Ve světě nejznámější české melodie jsou dodnes právě ty dechovkové (zejm. Vjezd gladiátorů Julia Fučíka a Škoda lásky Jaromíra Vejvody). Mezinárodních úspěchů dosáhl zpěvák Karel Gott, který se během své kariéry stal nejznámějším zpěvákem z Česka 20. století. V mezinárodní soutěži Eurovision Song Contest z českých reprezentantů nejvíce uspěl Mikolas Josef (6. místo v roce 2018).

### Výtvarné umění

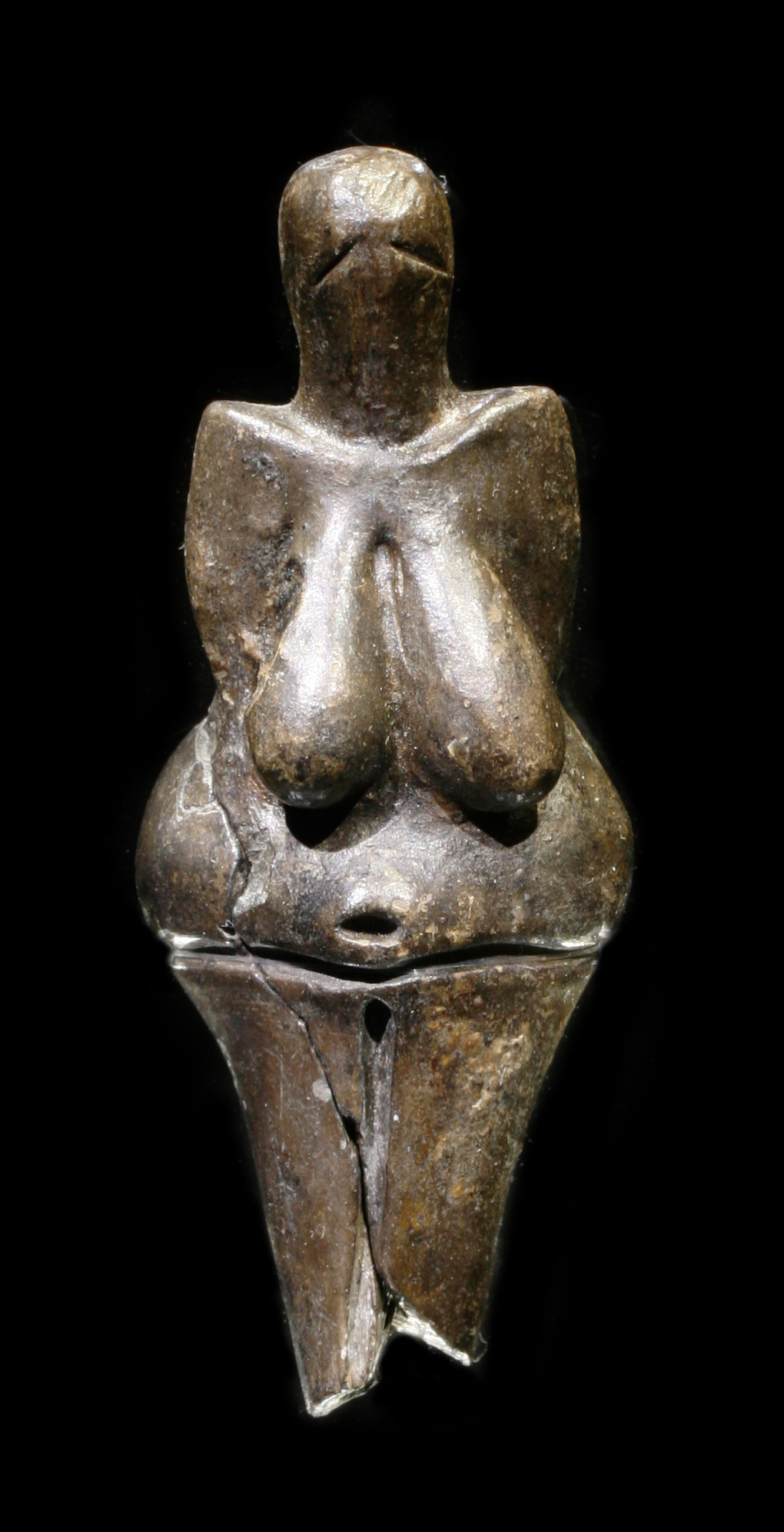
Věstonická venuše

U prvního a také zdaleka nejslavnějšího českého výtvarného díla autora neznáme. Jde o sošku Věstonické venuše, patrně nejstarší keramickou sošku na světě, která vznikla v mladším paleolitu a byla nalezena roku 1925 na jižní Moravě.

Většina výtvarných umělců však byla anonymních ještě v éře gotické, malířství bylo tehdy ostatně vnímáno jako řemeslo, v němž autor není tak podstatný, a nikoli jako umění. O umělcích této doby hovoříme za pomoci pojmů jako Mistr litoměřického oltáře, Mistr třeboňského oltáře, Mistr vyšebrodského oltáře či Mistr Theodorik.

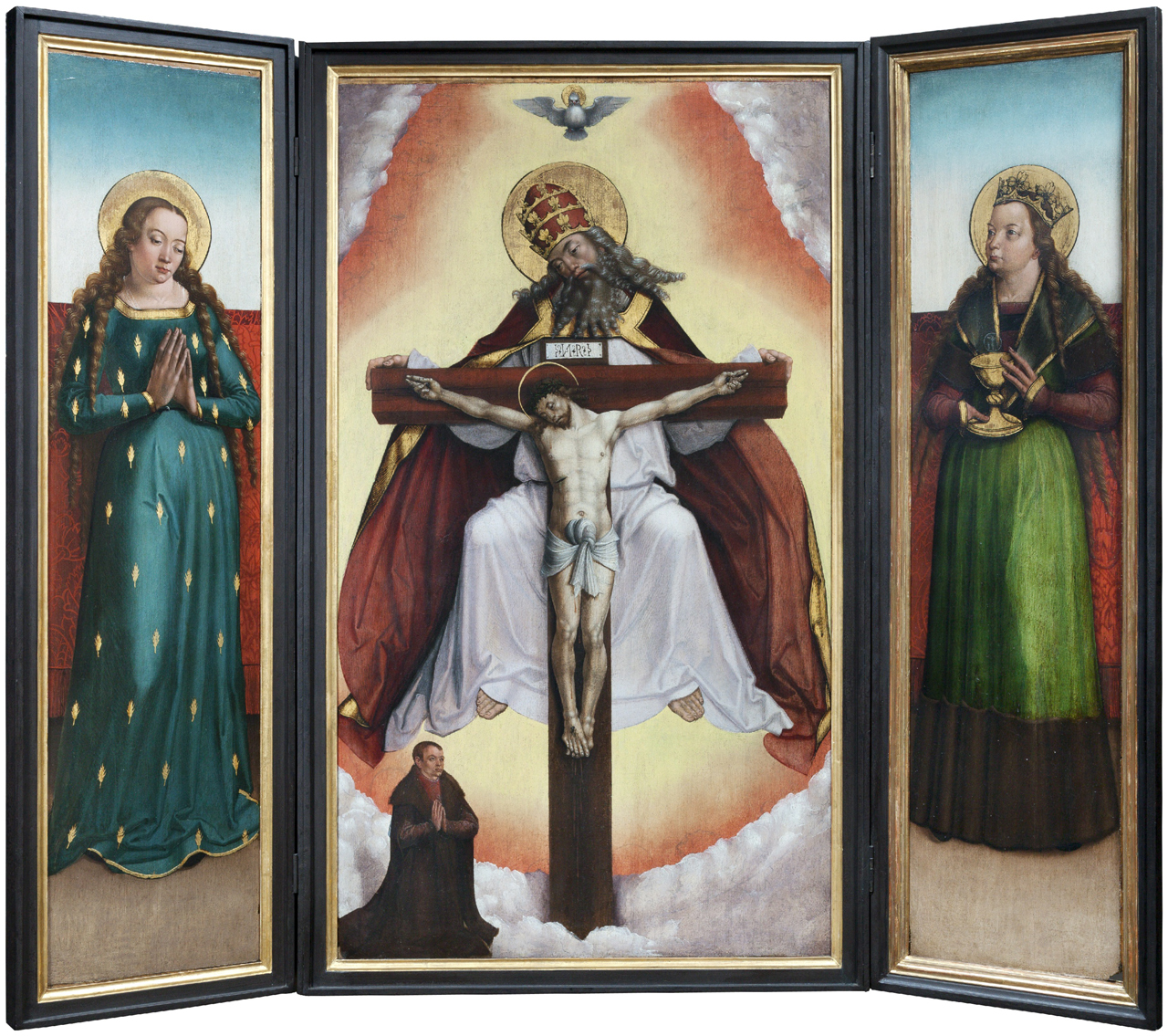
Oltář s Nejsvětější Trojicí od Mistra Litoměřického oltáře

Autorské malířství přišlo na scénu v baroku. K nejvýznamnějším českým barokním malířům patřili Karel Škréta, Jan Kupecký a Petr Brandl. Zcela zvláštní postavení měl Václav Hollar, který proslul svými rytinami. Vrcholná sochařská díla v té éře vytvořili Matyáš Bernard Braun a Ferdinand Maxmilián Brokoff.
V první polovině 19. století probíhal proces českého národního obrození, ovšem obrozenci na malířství nekladli takový důraz jako na literaturu, divadlo či vědu. Malířství zůstávalo na pozici řemesla, přičemž v krajinářství vynikal Josef Matěj Navrátil, v portrétu a zátiší Karel Purkyně.
Zlom přišel v polovině 19. století, kdy do českých zemí dorazila vlna romantismu a realismu. Nejvýznamnějším představitelem malířského romantismu byl Josef Mánes, dnes známý především díky výzdobě pražského orloje. Realistickou malbu zvolil například Jaroslav Čermák.
Se 70. a 80. lety nastoupila tzv. Generace Národního divadla, tedy tvůrci, kteří se nějak podíleli na výzdobě právě stavěné „Zlaté kapličky“: Mezi nimi se největšího mezinárodního ohlasu dostalo Mikoláši Alšovi. K dalším členům generace patřili Vojtěch Hynais, Julius Mařák, Václav Brožík, Jakub Schikaneder, František Ženíšek či Josef Tulka. K této generaci patřil i sochař Josef Václav Myslbek.

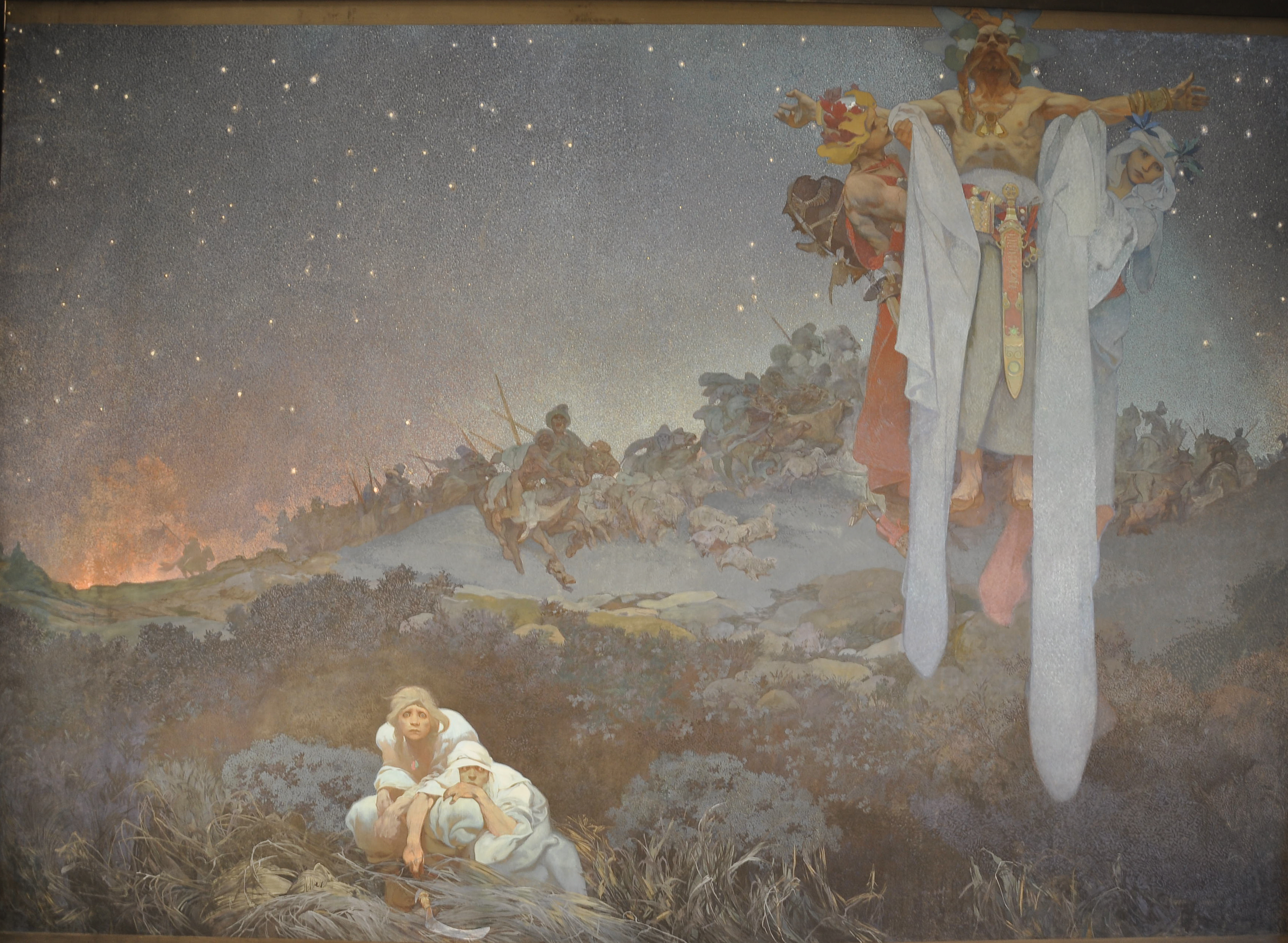
Slovanská epopej Alfonse Muchy (1912)

Většina z autorů Generace Národního divadla nadále oscilovala mezi romantickou a realistickou malbou, zejména krajiny. To však brzy některým autorům nestačilo. Krajinář Antonín Chittussi začal měnit techniku krajinomalby až tak, že se dostal na pokraj impresionismu. Vrcholným představitelem tohoto směru se pak stal Antonín Slavíček. Dílo Luďka Marolda je zase někdy označováno za předzvěst malby secesní.
Právě secese pak patří ke klíčovým směrům, které se vynořily na konci 19. století. V českém prostředí sehrála mimořádnou roli. Její hlavní představitel, Alfons Mucha, je dnes nejznámějším českým malířem ve světě. Mucha se proslavil krom svých známých plakátů také cyklem 20 velkoformátových obrazů Slovanská epopej, která shrnuje dějiny českého národa a Slovanů. Vystavena je ve Veletržním paláci v Praze, bývala v Moravském Krumlově. K secesi lze řadit i dílo Maxe Švabinského a Jana Preislera. Patří k ní i významní sochaři: František Bílek, Jan Štursa či Ladislav Šaloun.

Secese provokovala svým sklonem k užitkovosti, avšak jinak ctila techniky klasické a akademické. Proti těm se však na konci století začaly bouřit nové směry. Především expresionismus. Do české expresionistické skupiny Osma patřili Bohumil Kubišta, Emil Filla či Otakar Kubín. Členové Osmy pak přecházeli ke kubismu, dalšímu novému avantgardnímu směru.

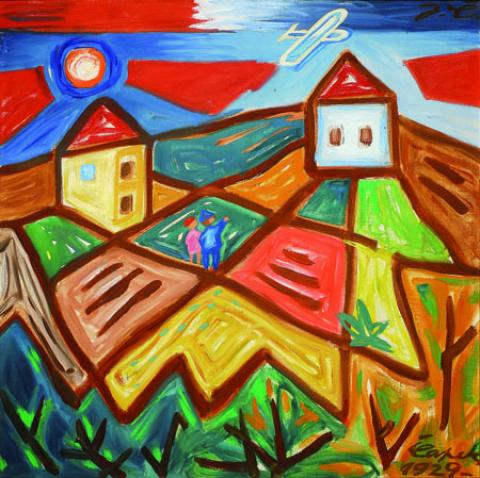
Letadlo od Josefa Čapka (1929)

Právě avantgarda začala v první polovině 20. století určovat směr. Od kubismu k čisté abstraktní malbě došel František Kupka. Doznívající kubismus hledající nové formy vyjádření byl pěstován ve skupině Tvrdošíjní (zejm. Josef Čapek, Jan Zrzavý a sochař Otto Gutfreund). Členové avantgardního Devětsilu se pak nadchli pro surrealismus (Toyen, Jindřich Štyrský, Josef Šíma).
Avantgardě navzdory si svou cestou šel Josef Lada – a i on dnes patří k nejslavnějším českým malířům ve světě.
Ve druhé polovině 20. století autoři povětšinou rozvíjeli objevy avantgardní revoluce – v abstraktní tvorbě to byl například Vladimír Vašíček, část díla jí věnoval Oldřich Lajsek, Mikuláš Medek, Vladimír Boudník aj. Na surrealistickou hravost, zejména ve svých známých kolážích, navazoval v exilu působící Jiří Kolář či doma tvořící Jan Švankmajer. Zcela nového směru zvaného pop-art se dotkl Kája Saudek. Na konci 80. let vystoupili členové skupiny Tvrdohlaví (Jiří David, Petr Nikl, Jaroslav Róna).
Nejznámějšími představiteli české umělecké fotografie jsou František Drtikol, Josef Sudek, Jan Saudek či Josef Koudelka. Zvláštním fenoménem v umělecké fotografii je Miroslav Tichý.
V českém výtvarném umění hraje významnou roli knižní ilustrace, karikatura a kreslený film. Mistrem karikatury byl František Gellner, v knižní ilustraci vynikli Viktor Oliva, Josef Lada, Jiří Trnka, Zdeněk Burian, Adolf Born či Květa Pacovská, která za knižní ilustrace roku 1992 získala Cenu Hanse Christiana Andersena od Mezinárodního sdružení pro dětskou knihu. V kresleném filmu se prosadili Zdeněk Smetana či Zdeněk Miler.
K významným německým malířům narozeným v českých zemích patřili Anton Raphael Mengs, Alfred Kubin, Gabriel Max, Josef Führich či Emil Orlik.

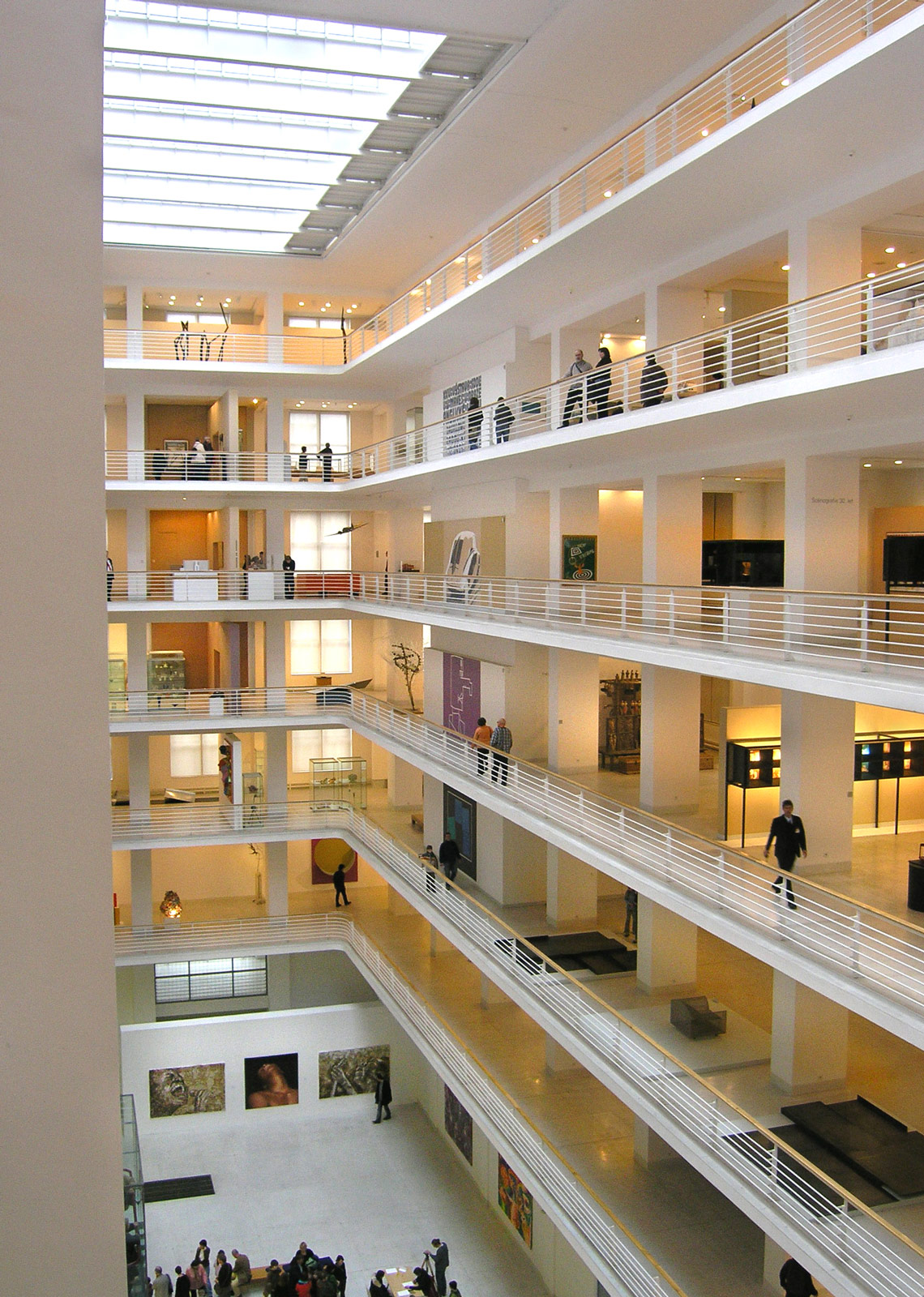
Hala Národní galerie v Praze

Za nejcennější výtvarné dílo na českém území odborníci označují obraz benátského malíře Tiziana Apollo a Marsyas, jež je vystaven v obrazárně kroměřížského zámku. Nejcennější díla českého výtvarného umění se snaží shromažďovat Národní galerie. Z děl zahraničních autorů v jejím vlastnictví patří k nejcennějším Růžencová slavnost Albrechta Dürera, Adam a Eva Lucase Cranacha staršího, autoportrét Henri Rousseaua, Rembrandtův Učenec v pracovně, Šimon a malý Ježíš Petra Brandla, Milenci Augusta Renoira, Panny Gustava Klimta, Zelená pšeničné pole s cypřiši Vincenta van Gogha, autoportrét Ilji Repina, V Moulin Rouge Henri de Toulouse-Lautreca či Vzpomínka na Le Havre Pabla Picassa. Národní galerie vystavuje ve Šternberském paláci, Schwarzenberském paláci, klášteře sv. Jiří, Jízdárně Pražského hradu, Salmovském paláci, Anežském klášteře, paláci Kinských, Veletržním paláci, v domě U černé matky Boží, na zámku Zbraslav, v klášteře ve Žďáru nad Sázavou a na zámku Fryštát. K dalším významným galeriím patří Moravská galerie (vystavuje v pěti budovách: Místodržitelský palác, Pražákův palác, Uměleckoprůmyslové muzeum, Jurkovičova vila v Brně a Rodný dům Josefa Hoffmanna v Brtnici u Jihlavy) a Galerie hlavního města Prahy (dům U Zlatého prstenu, dům U Kamenného zvonu, Staroměstská radnice, Bílkova vila, Dům Františka Bílka v Chýnově, Městská knihovna na Mariánském náměstí, Trojský zámek).
K nejznámějším sochám v ČR patří Šalounova socha Jana Husa na Staroměstském náměstí, Myslbekův pomník knížete Václava na Václavském náměstí, Zoubkův Pomník obětem komunismu na Petříně, Kafkova socha Jana Žižky v Národním památníku na Vítkově (největší jezdecká socha v Evropě). Největší českou sochou všech dob byl Stalinův pomník na Letné, který však na svém místě stál jen v letech 1955–1962. Dnes se na jeho místě nachází Pražský metronom. V poslední době se velmi oblíbenou u turistů stala Černého Hlava Franze Kafky u obchodního centra Quadrio. Černý na sebe strhl pozornost také svou provokací Entropa. Anna Chromy v Praze u Stavovského divadla instalovala jeden ze svých Plášťů svědomí.
Nejvýznamnější českou výtvarnou cenou je Cena Jindřicha Chalupeckého.

### Architektura
První fázi vývoje architektury na českém území s dochovanými stavbami tvoří románská architektura. Z předchozí, velkomoravské fáze, se dochovaly pouze archeologické nálezy. V období románského slohu vznikly v Česku první kamenné stavby, a to především kostely a budovy klášterů, ke konci období také první hrady a městské stavby (opevnění, domy). Stavby románské architektury vznikaly na českém území od sklonku 9. století do poloviny 13. století, kdy se začal zvolna prosazovat sloh gotický.

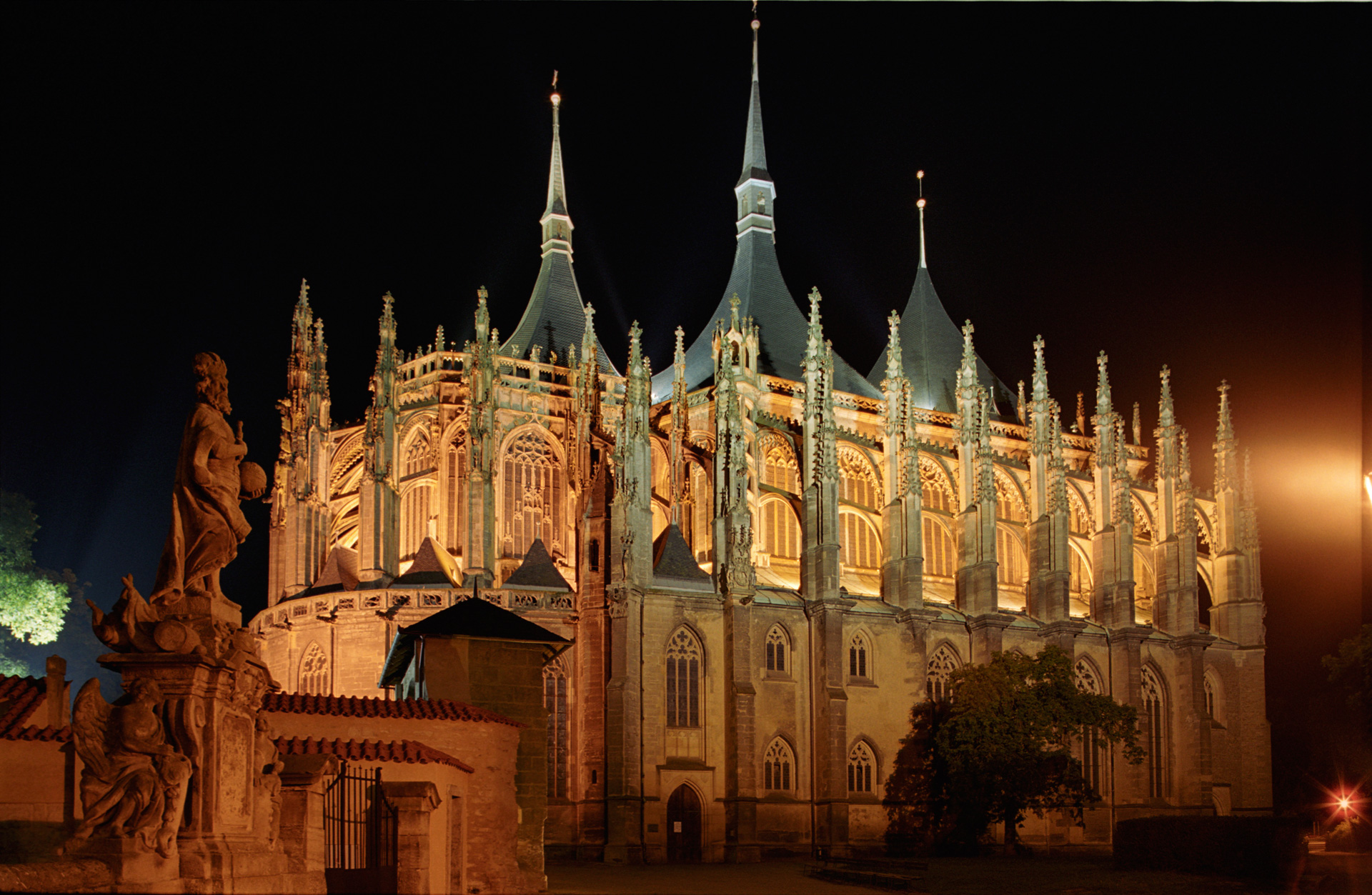
Česká gotika: chrám svaté Barbory v Kutné Hoře

Gotická architektura v českých zemích vrcholila za Karla IV. Ten nechal v Praze postavit ve vrcholně gotickém slohu Karlův most a rozjela se velkorysá výstavba katedrály sv. Víta, s pomocí architekta Petra Parléře a jeho syna Jana Parléře. Jako schránku nových korunovačních klenotů, které nechal Karel vytvořit, dal ve středních Čechách vystavět hrad Karlštejn, jehož architektem byl Matyáš z Arrasu.

Dalšího vrcholu dosáhla gotika v éře vlády Jagellonců (též se hovoří o vladislavské či jagellonské gotice). Vladislav Jagellonský zahájil velkolepou přestavbu Pražského hradu a povolal ze Saska stavitele Benedikta Rejta, který v Čechách mimo jiné vytvořil Vladislavský sál a chrám svaté Barbory v Kutné Hoře, na jehož výstavbě se podílel další známý stavitel Matěj Rejsek, autor pražské Prašné brány. Antonín Pilgram v té době zanechal otisky pozdní gotiky v Brně.

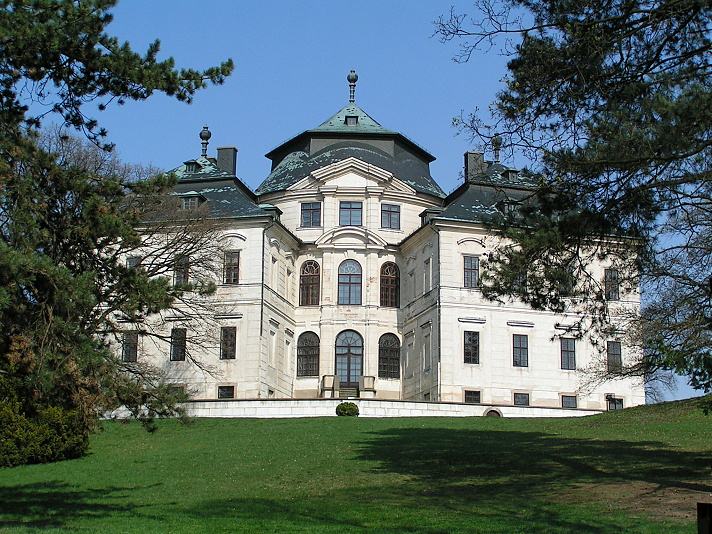
České baroko: zámek Karlova Koruna

Letohrádek královny Anny na Pražském hradě bývá označován za stylově nejčistší renesanční stavbu na sever od Alp. K významným renesančním stavbám patří i letohrádek Hvězda, nebo zámek Litomyšl. Především díky renesančnímu náměstí se na seznam Světového dědictví UNESCO dostala Telč, o stejný zápis usiluje renesanční městská architektura ve Slavonicích.
Také v éře barokní v českých zemích působili významní architekti jako Carlo Lurago (Klementinum), Francesco Caratti (Černínský palác), Jan Baptista Mathey (Arcibiskupský palác, Toskánský palác, letohrádek v Tróji), Jan Blažej Santini-Aichel (kostel na Zelené hoře), František Maxmilián Kaňka (Karlova Koruna), Kryštof Dientzenhofer (kostel svaté Markéty v Břevnovském klášteře) nebo jeho syn Kilián Ignác Dientzenhofer (malostranský i staroměstský kostel sv. Mikuláše).

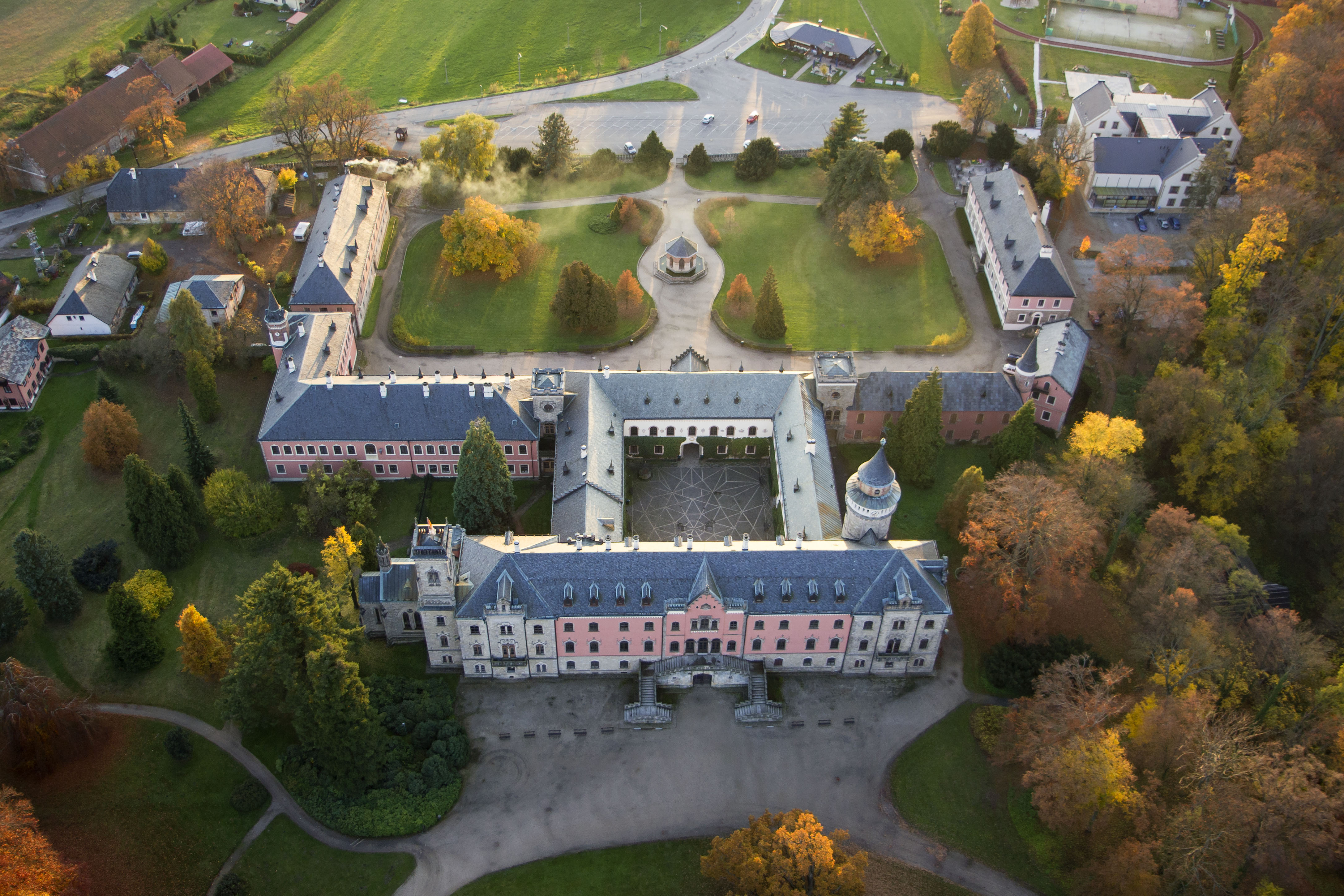
Zámek Sychrov ze vzduchu

Pro architekturu 19. století byl typický historismus. V jeho duchu tvořil například architekt a stavitel Josef Hlávka, jehož Rezidence bukovinských metropolitů v Černovicích (dnes Ukrajina, v 19. století na území Rakousko-Uherska) je dnes zapsaná na Seznamu světového dědictví UNESCO. Jedním z nejvýznamnějších architektonických děl historismu a romantismu je novogotický zámek Sychrov, přestavěný do současné podoby v 19. století knížetem Kamilem z Rohanu. 
Dílem historismu byly i budovy Národního divadla, Národního muzea či Rudolfina v Praze.
Významná byla v české architektuře vlna secese na přelomu 19. a 20. století (zejm. Obecní dům v Praze, z architektů Antonín Balšánek, Osvald Polívka, Josef Fanta, Jan Letzel), těsně před válkou pak kubismu, což bylo českou specialitou (dům U Černé Matky Boží Josefa Gočára, Kovařovicova vila Josefa Chochola).

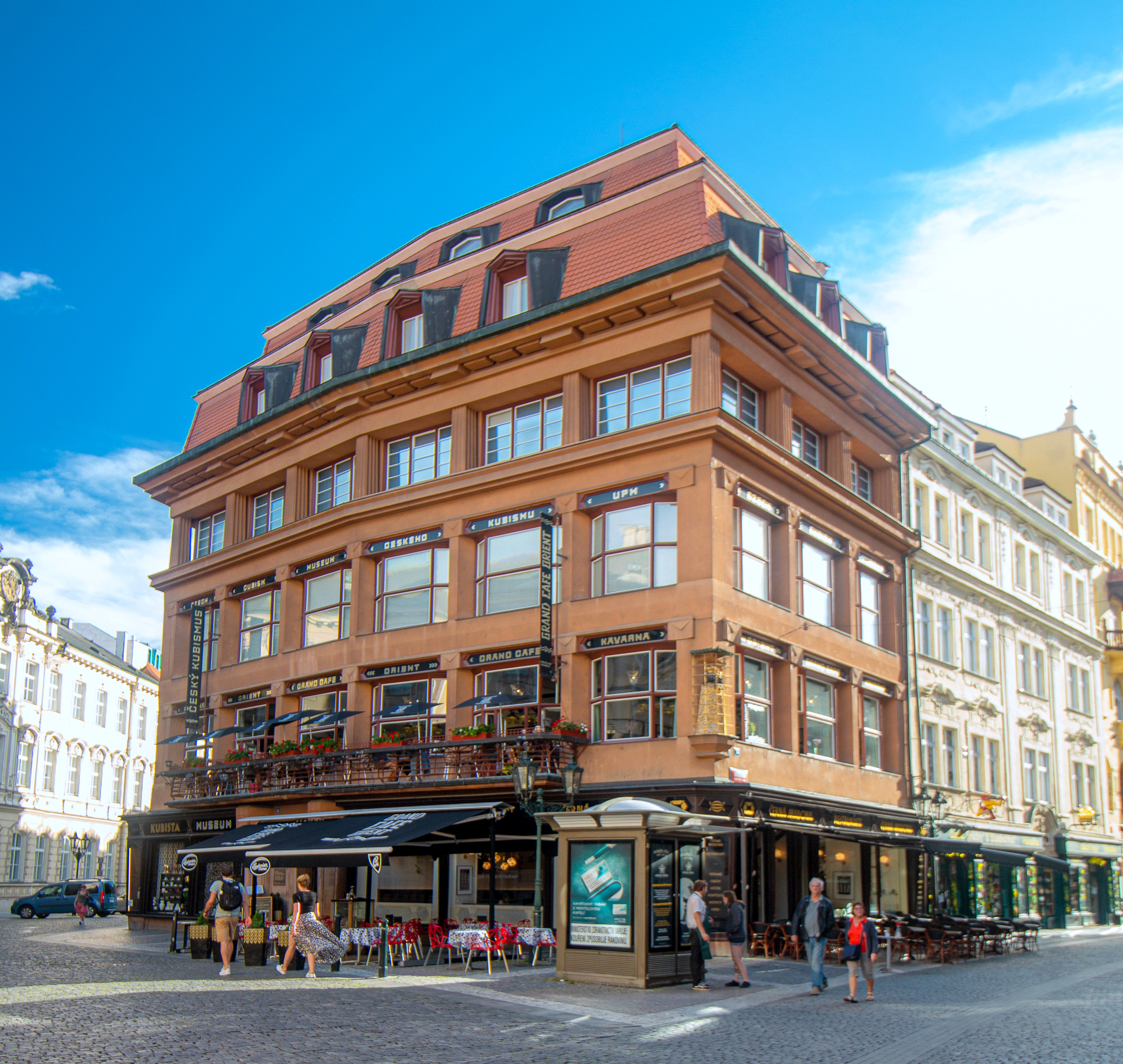
Český kubismus: dům U Černé Matky Boží v Praze

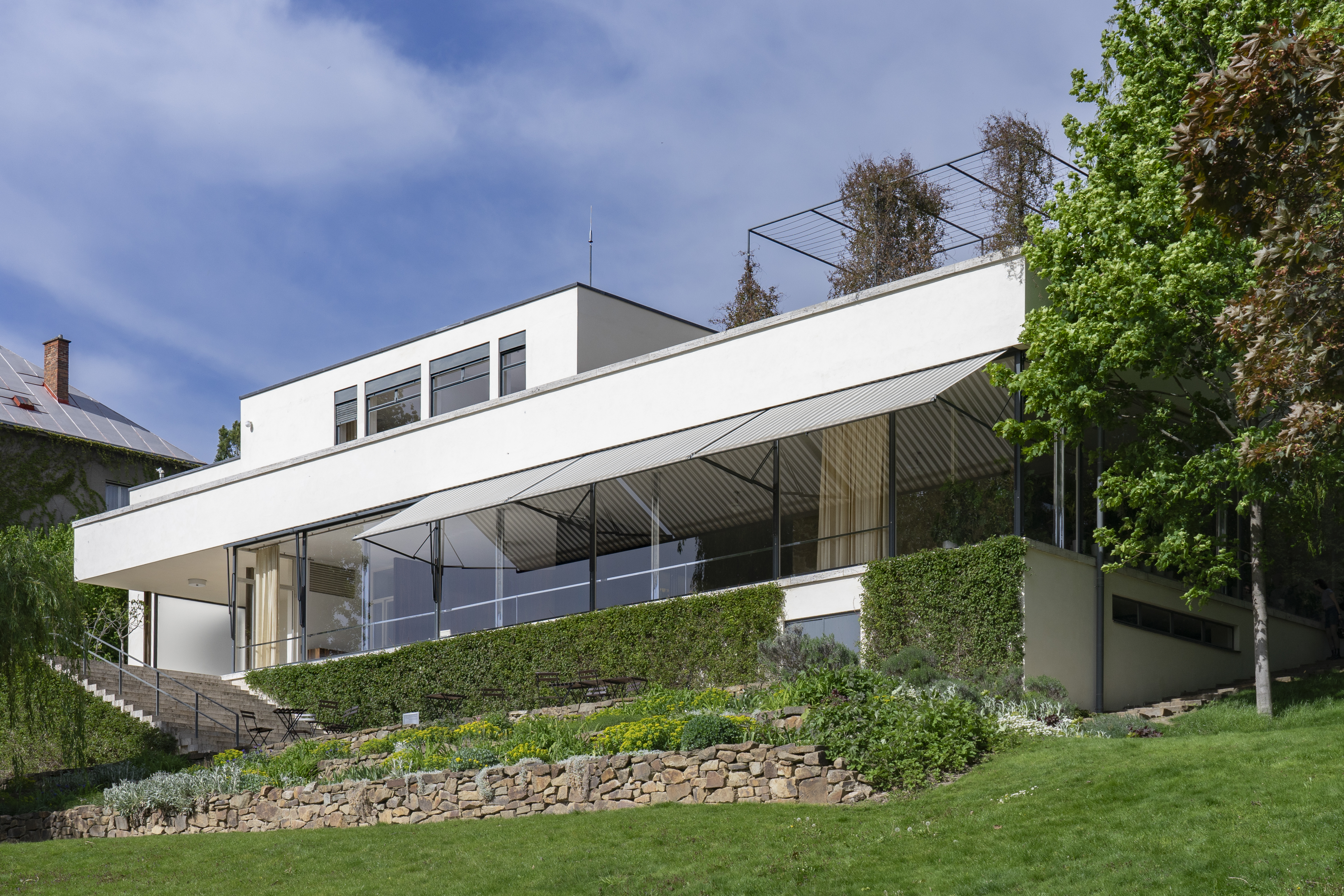
Český funkcionalismus: vila Tugendhat v Brně (Ludwig Mies van der Rohe)

Od 20. let 20. století architektura tíhla k funkcionalismu (Veletržní palác v Praze, Baťův mrakodrap ve Zlíně či vila Tugendhat v Brně z dílny Ludwiga Miese van der Rohe), k jeho představitelům patřili Jan Kotěra a Josef Gočár. V Praze v té době pracoval i významný slovinský architekt Josip Plečnik (zejm. kostel Nejsvětějšího Srdce Páně na náměstí Jiřího z Poděbrad v Praze). Pavel Janák se tehdy rovněž pokusil vytvořit „národní sloh“, kombinaci lidové a moderní architektury (zejm. krematorium v Pardubicích a palác Adria v Praze). Podobnou cestou šel Dušan Jurkovič.

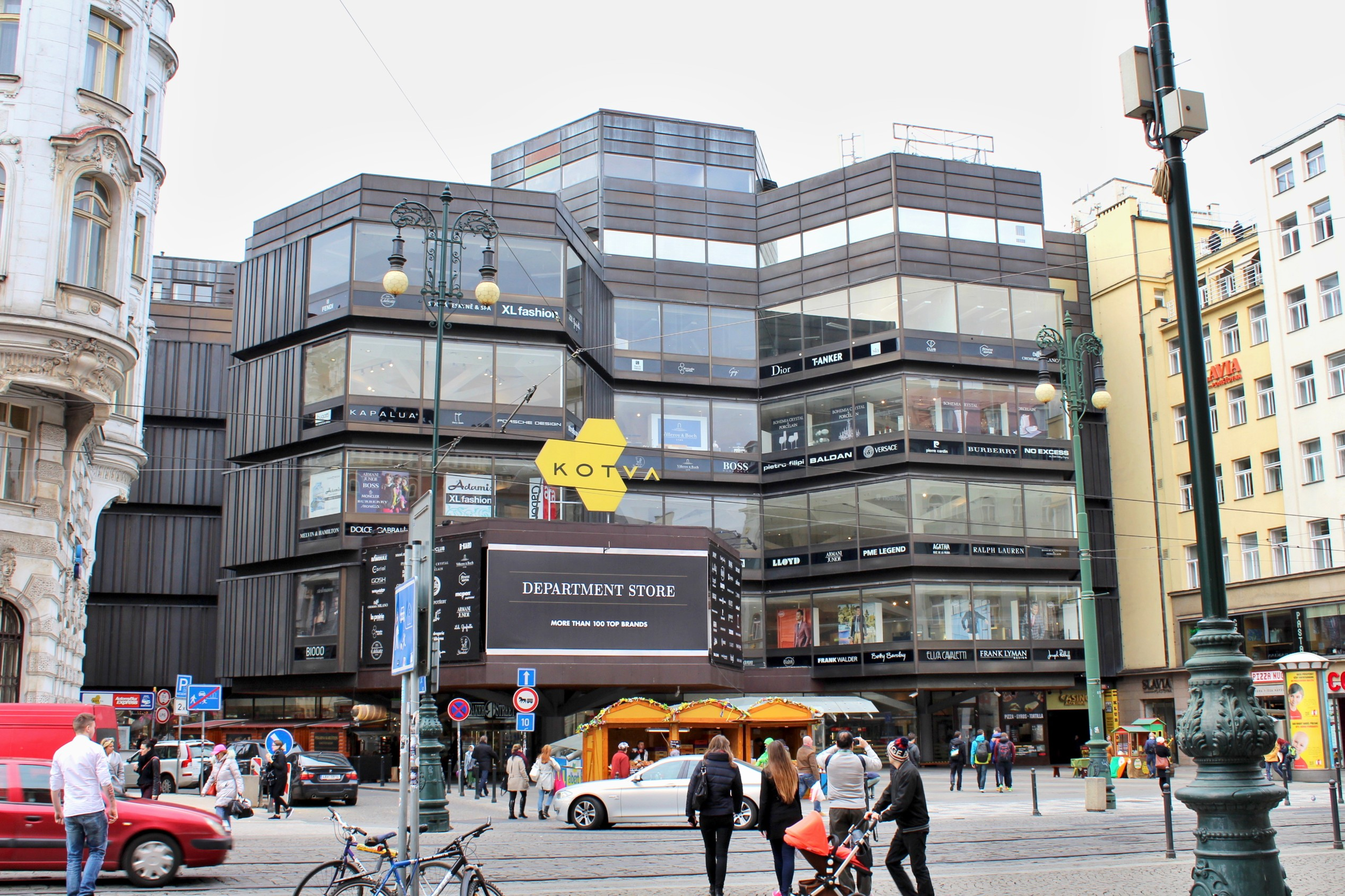
Český brutalismus: obchodní dům Kotva v Praze

V 50. letech 20. století byl vyžadován jako oficiální styl socialistický realismus (též zvaný sorela). Charakteristickými stavbami v jeho duchu jsou hotel Jalta na Václavském náměstí či sídliště Poruba v Ostravě. Specifickou odnoží sorely byl tzv. stalinský neoklasicismus, který v Česku reprezentuje hotel Internacional v pražských Dejvicích. Na konci 50. let se však v architektuře (a ovšem i v designu) prosadil styl nový, zvaný bruselský – to podle toho, že byl představen na světové výstavě Expo 58 v Bruselu. Vyznačoval se oblými tvary a skleněnými fasádami. Typickou stavbou v bruselském stylu byly především výstavní pavilon a restaurace československého pavilonu na Expu. Dalšími důležitými stavbami bruselského stylu byly pavilon Z na brněnském výstavišti, plavecký stadion v Podolí či nádraží v Havířově. Na konci 60. let však bruselský styl vytlačila česká verze brutalismu. Ceněny jsou zejména projekty z dílny Věry Machoninové a jejího manžela Vladimíra Machonina (dům bytové kultury v Praze, hotel Thermal v Karlových Varech, obchodní dům Kotva v Praze, velvyslanectví ČSSR v Berlíně). Z dalších brutalistických staveb je připomínáno zejména československé velvyslanectví v Londýně architektů Jana Bočana, Jana Šrámka a Karla Štěpánského, hotel Intercontinental v Praze od Karla Bubeníčka a Karla Filsaka, žižkovský televizní vysílač Václava Aulického či stavby Karla Pragera (budova bývalého Federálního shromáždění, Nová scéna Národního divadla). Nejoceňovanější stavbou této doby však byl vysílač na Ještědu od Karla Hubáčka.

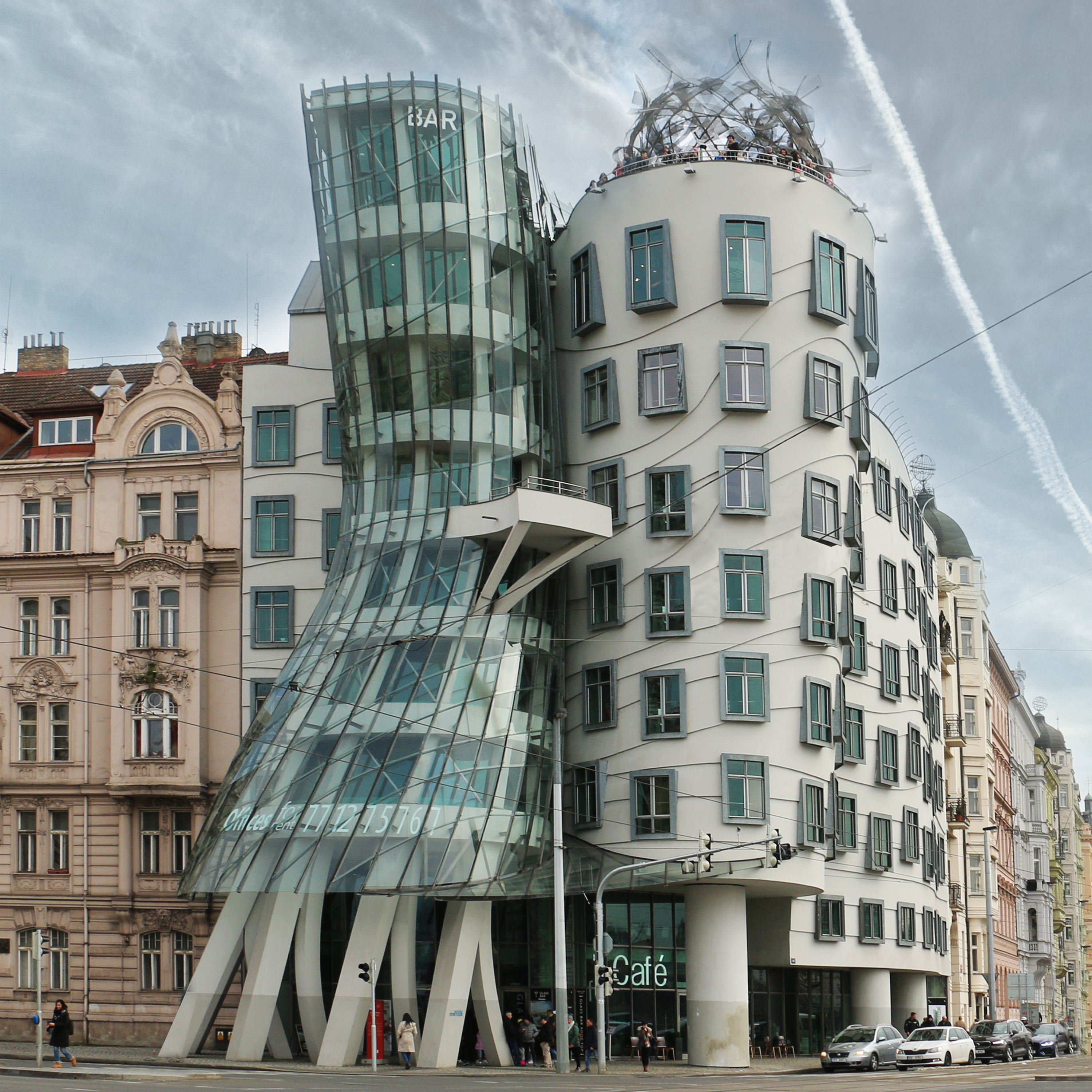
Český postmodernismus: Tančící dům v Praze

V polistopadové architektuře sehrálo výraznou roli dílo Franka Gehryho Tančící dům v Praze, které přímo inicioval Václav Havel a jež bývá uváděno jako symbol postmoderní architektury. Z významných světových architektů v Praze tvořil ještě Jean Nouvel (Zlatý Anděl na pražském Smíchově), či Ricardo Bofill, který se podílel na modernizaci kdysi dělnického Karlína (Corso Karlín aj.). V přípravách je projekt proměny okolí pražského Masarykova nádraží, který vypracovala držitelka Pritzkerovy ceny Zaha Hadidová. Z projektů domácích architektů si největší kredit získal projekt Národní technické knihovny v pražských Dejvicích, Kongresové centrum Zlín architektky Evy Jiřičné, budovy Univerzitního kampusu v Brně, Moravské zemské knihovny a Moravského zemského archivu, Skleněný dům v Novém Boru, nástavba někdejší vysoké pece Bolt Tower v Ostravě architekta Josefa Pleskota, nebo stanice pražského metra Rajská zahrada Patrika Kotase. Hojně diskutovaný projekt nové budovy Národní knihovny od Jana Kaplického zůstal jen na papíře.
Českými rodáky byli i významní architekti Adolf Loos, Josef Hoffmann, Joseph Maria Olbrich či Balthasar Neumann.

### Videoherní tvorba

Logo české hry Mafia: The City of Lost Heaven

V sedmdesátých a hlavně osmdesátých letech se v Česku objevilo nové odvětví kulturní tvorby – počítačové hry. To se začalo rozvíjet hlavně po roce 1994, kdy vyšlo Tajemství Oslího ostrova. Poté následovaly, v Česku poměrně úspěšné a populární hry jako Dračí historie, Fish Fillets či Brány Skeldalu. V roce 1999 se povedlo v zahraničí uspět hře Hidden & Dangerous. V dalších letech následovaly mezinárodně úspěšné herní tituly, jako Operace Flashpoint, Mafia: The City of Lost Heaven či Vietcong. Ke světoznámým českým hrám patří druhý a třetí díl Mafie, Euro Truck Simulator a jeho pokračování, American Truck Simulator, ArmA (a druhý a třetí díl), Silent Hill: Downpour, Machinarium, 18 Wheels of Steel, DayZ, Bus Driver, Botanicula či Kingdom Come: Deliverance. V Česku funguje několik světově známých herních studií, jako Bohemia Interactive Studio, SCS Software, Amanita Design nebo Madfinger Games (nebo bývalé 2K Czech). Od roku 2010 jsou české hry oceňovány na Anifilmu v rámci soutěže Česká hra roku a v letech 2011 až 2013 v rámci soutěže Booom. Lze se setkat s názorem, že videohry jsou největším kulturním exportem České republiky.

### Populární kultura

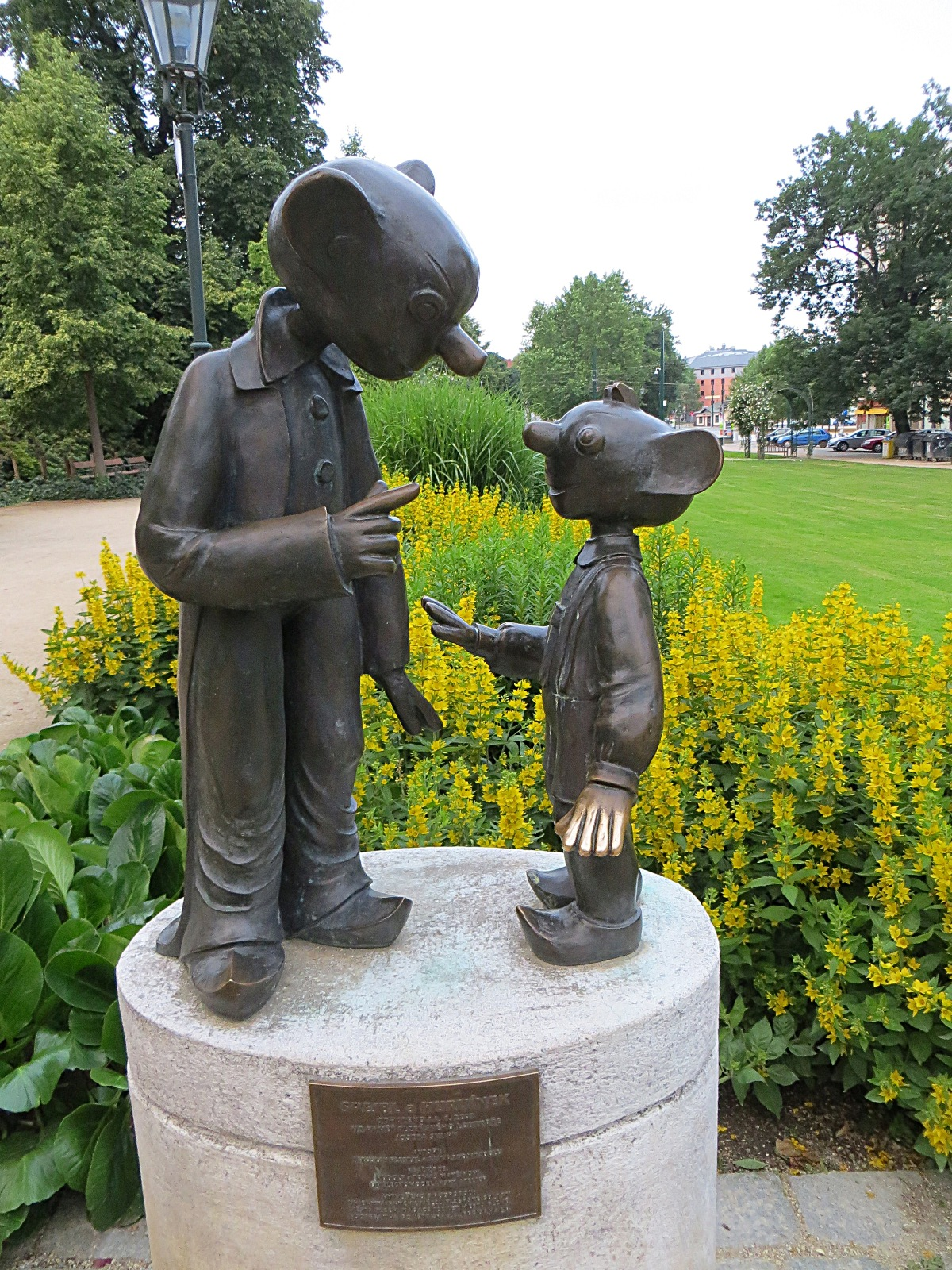
Socha Spejbla a Hurvínka v Plzni

Krom kultury vysoké a lidové se v českých zemích, jako všude jinde, rozvíjela od počátků 19. století i kultura populární. Některé popkulturní fenomény jsou pevně usazeny v českém kolektivním vědomí a slouží nezřídka i k národní sebeidentifikaci. Anketa České televize Kniha mého srdce z roku 2009 například ukázala masovost obliby literárních postav, jako jsou sluha Saturnin z humoristického románu Zdeňka Jirotky, Švejk z románu Haškova či Rychlé šípy z chlapeckých románů a komiksů Jaroslava Foglara. Podobná anketa o Největšího Čecha zase ukázala roli humoristického fenoménu Járy Cimrmana.
Význačnou roli sehrála též dvojice loutek, které vytvořil za první republiky Josef Skupa: Spejbl a Hurvínek. Skupa tím navázal na velkou českou loutkářskou tradici, spjatou mimo jiné se jménem Matěje Kopeckého. Z dětské literatury vzešla podobně populární postavička Ferdy Mravence (a jeho souputníka Brouka Pytlíka), kterou stvořil Ondřej Sekora. K nejpopulárnějším českým komiksům patří Čtyřlístek. Pérák byl ztvárněn jako jediný český superhrdina ve filmu a komiksu.
Zdrojem podobných popkulturních fenoménů se v 2. polovině 20. století stal film a především televize – cyklus televizních Večerníčků přinesl populární postavičky jako Krteček Zdeňka Milera, Bob a Bobek či Pat a Mat Vladimíra Jiránka, Maxipes Fík Jiřího Šalamouna, Křemílek a Vochomůrka či Rákosníček Zdeňka Smetany, Mach a Šebestová Adolfa Borna či Rumcajs Radka Pilaře. Televizní a filmová tvorba pro děti 70. a 80. let 20. století zase přinesla fenomény jako Pan Tau, Arabela či Návštěvníci. Nejvýraznější postavou české pop-music, která se začala formovat od 50. let, je dlouhodobě zpěvák Karel Gott. Často se ve světě prosazují české modelky, k nimž patří Karolína Kurková, Eva Herzigová, Pavlína Pořízková, Petra Němcová, Taťána Kuchařová, Daniela Peštová a Alena Šeredová.

### Média
V ČR existuje systém veřejnoprávních médií, která jsou ze zákona placena z veřejných peněz (koncesionářské poplatky), s jen omezenou možností vlády a správy je ovlivňovat. K takovým institucím patří Česká televize (navazuje na státní Československou televizi, jejíž vysílání započalo roku 1953), Český rozhlas (Československý rozhlas začal vysílat roku 1923) a Česká tisková kancelář, která ovšem není placena z koncesionářských poplatků.

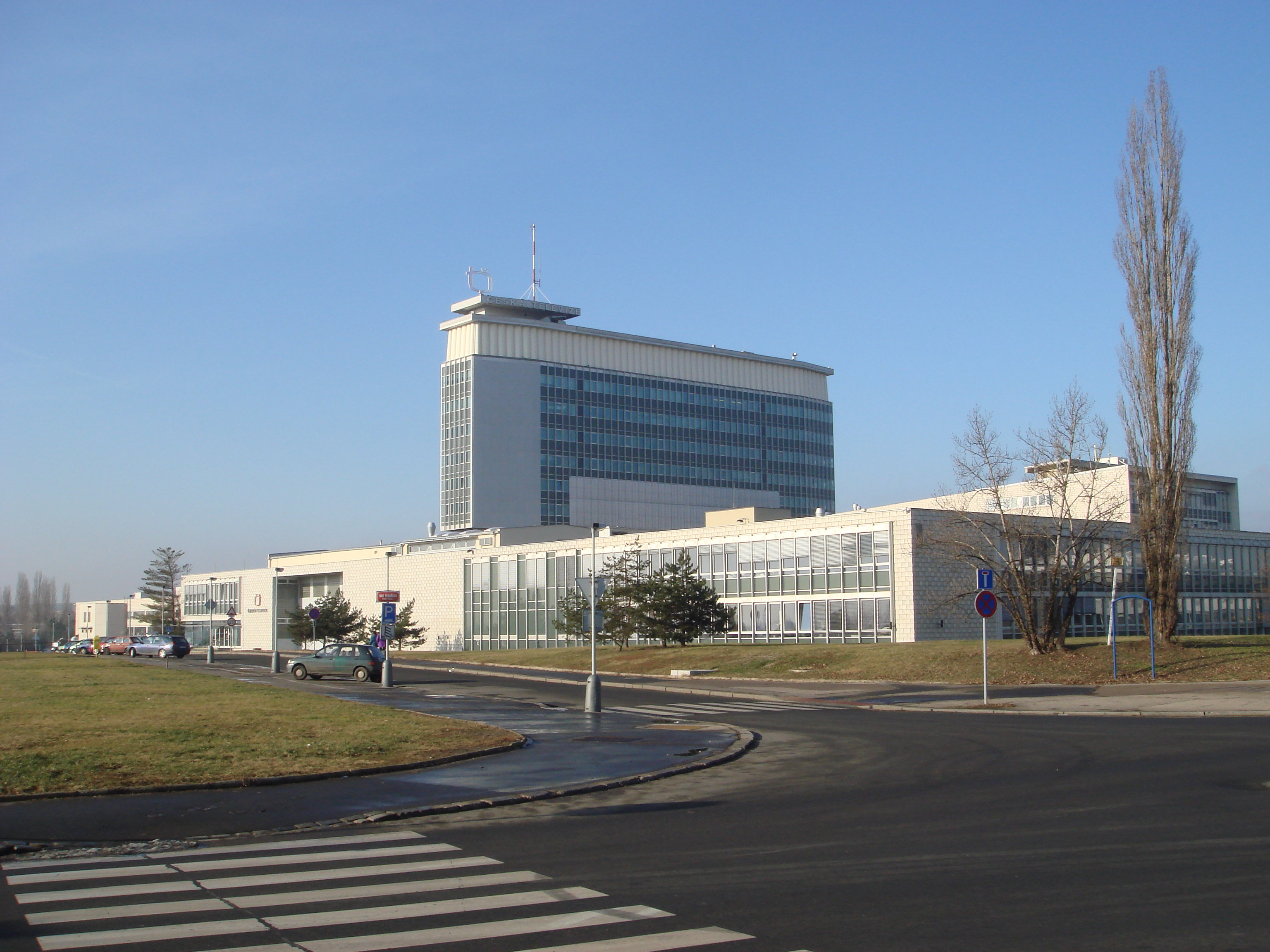
Areál České televize na Kavčích horách v Praze

První soukromá televizní stanice Premiéra TV (později Prima) vznikla roku 1993. Rok nato začala vysílat TV Nova. Stanice veřejnoprávní České televize (ČT1, ČT2, ČT sport, ČT :D, ČT art, ČT24) spolu s kanály provozovanými společnostmi CET 21 (Nova, Nova Cinema, Nova Action, Nova Fun, Nova Gold, Nova Sport 1, Nova Sport 2, Nova International) a FTV Prima (Prima, Prima Cool, Prima Love, Prima Zoom, Prima Max, Prima Comedy Central) televiznímu trhu i po digitalizaci vysílání dodnes dominují, v roce 2015 například dosáhly souhrnné sledovanosti 82 %. Této „velké trojce“ nejúspěšněji konkuruje TV Barrandov (kanály Barrandov, Kino Barrandov, Barrandov Krimi, Barrandov News). Poměrně dlouhou tradici má od roku 2002 též specializovaná hudební televize Óčko. Od září 2000 doplnily nabídku také satelitní televize. Nejsledovanější hlavní zpravodajský pořad vysílá TV Nova.
Nejčtenějšími deníky jsou Blesk, Mladá fronta DNES, Právo, Deník, Aha! a Lidové noviny. Nejčtenějším zdarma rozdávaným deníkem je Metro. Nejprodávanější zpravodajské časopisy jsou: Květy, Reflex, Téma, Respekt a Týden, mezi společenskými časopisy to v únoru 2017 byly Rytmus života, Nedělní Blesk, Pestrý svět či Sedmička. Z dětských časopisů se drží Sluníčko, ABC a Mateřídouška. V roce 2023 bylo Česko v Indexu svobody tisku na 14. místě.
Historický význam měly Národní listy, Právo lidu, České slovo (později Svobodné slovo a Slovo), Zemědělské noviny, Práce, Lidová demokracie či Mladý svět. Váhu měly v minulosti i literární časopisy a intelektuální revue jako Přítomnost či Tvorba ve 20. a 30. letech 20. století nebo Literární noviny v 60. letech 20. století. K zaniklým časopisům pro mládež patří Mladý hlasatel či Junák, do nichž přispíval Jaroslav Foglar, nebo Ohníček a Sedmička.
Československo se stalo roku 1923 po USA a Velké Británii třetí zemí, kde začal pravidelně vysílat rozhlas. Nejúspěšnější stanicí veřejnoprávního rozhlasu je Radiožurnál, ze soukromých rádií jsou to: Rádio Impuls, Evropa 2, Rádio Blaník a Frekvence 1.

Nejvýznamnější českou mediální internetovou firmou je Seznam.cz

Českému internetu kraluje vyhledávač Seznam.cz. Největšími zpravodajskými weby jsou iDNES.cz a Novinky.cz. Nejnavštěvovanější kulturní stránkou je Česko-Slovenská filmová databáze. Česká Wikipedie vznikla roku 2002 a v současnosti je co do počtu hesel největší českou encyklopedií v historii.
Významnými českými novináři byli například Jan Ferdinand Schönfeld, Václav Matěj Kramerius, Karel Havlíček Borovský, Julius Grégr, Jan Neruda, Vítězslav Hálek, Josef Hubáček, Bohumír Šmeral, Ivan Olbracht, Karel Jonáš, František Xaver Šalda, Karel Čapek, Vladislav Vančura, Ferdinand Peroutka, Milena Jesenská, Jožka Pejskar, Lída Rakušanová, Ivan Medek, Zdeněk Velíšek, Jaroslav Kmenta, Radek John, Josef Klíma, Jindřich Šídlo, Václav Moravec, Světlana Witowská, Nora Fridrichová, Jiří Kubík, Sabina Slonková, Janek Kroupa, Michal Kubal nebo Martin Řezníček.

### Festivaly, přehlídky, ceny

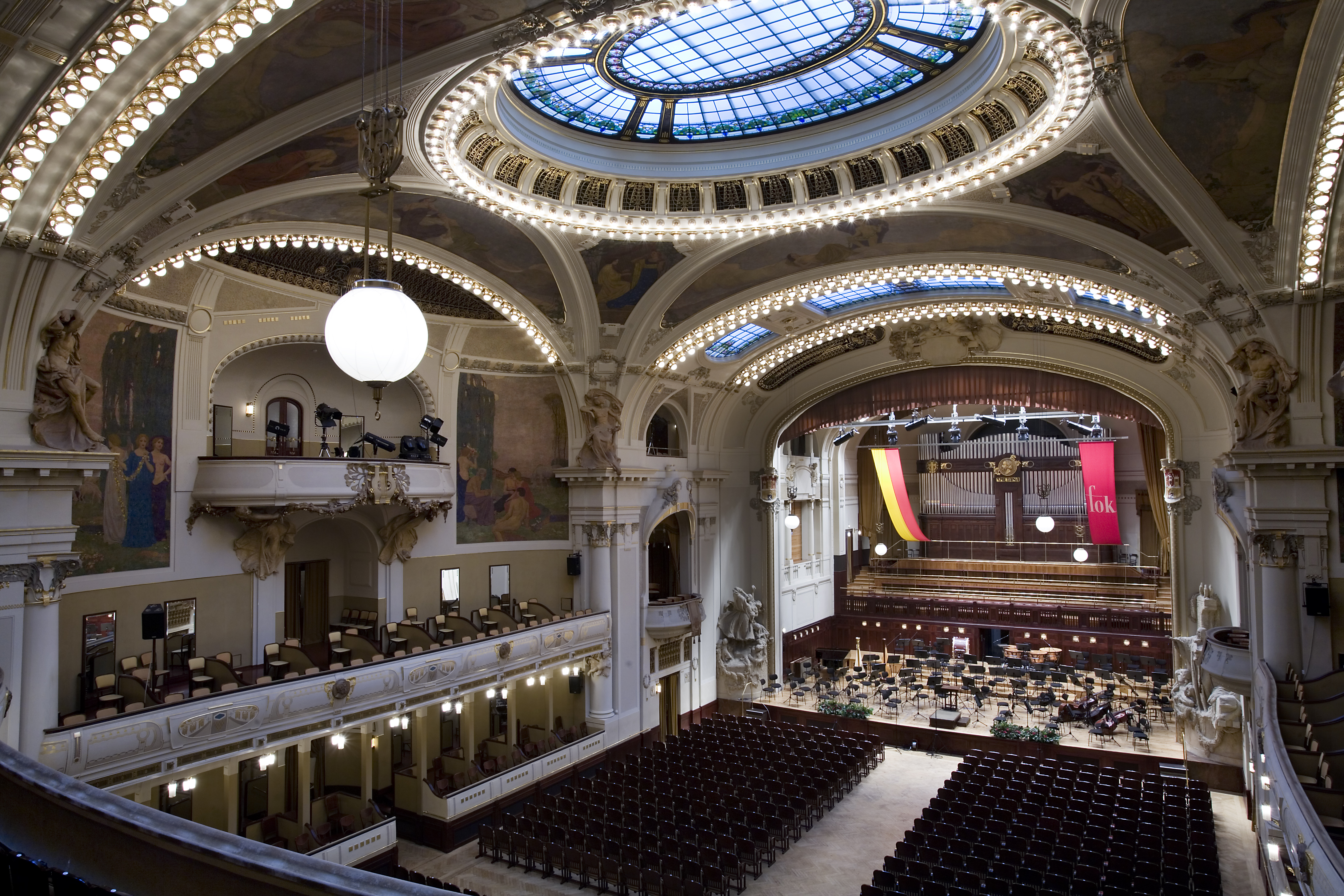
Smetanova síň Obecního domu, centrum festivalu Pražské jaro

Kulturní a společenské dění pravidelně vrcholí na různých festivalech a přehlídkách. K největším festivalům vážné hudby patří Pražské jaro, Smetanova Litomyšl a Janáčkovy Hukvaldy. V oblasti jazzu je to Jazz Goes to Town v Hradci Králové, Bohemia JazzFest pořádaný v různých městech současně a Prague Proms.
Největším tanečním festivalem je Tanec Praha. V oblasti výtvarného umění je to přehlídka Pražské bienále. Velkou tradici má festival scénografie Pražské Quadriennale. Zcela zvláštní výtvarnou akcí je pak Festival světla Signal.
K velkým divadelním akcím patří tradiční festival amatérského divadla Jiráskův Hronov. Loutkářská Chrudim je nejstarší loutkářský festival na světě. Na loutky je zaměřena též Skupova Plzeň, od roku 2016 přitom bylo české loutkářství zařazeno k nehmotnému dědictví UNESCO. Na moderní cirkus a akrobacii se zaměřuje Letní Letná. Divadlo i hudbu s dobročinností spojuje festival v bohnické psychiatrické léčebně Mezi ploty. Největšími knižními akcemi jsou Svět knihy a Festival spisovatelů Praha.
V oblasti rockové a popové hudby jsou největšími festivaly Rock for People, Colours of Ostrava, Trutnov Open Air Festival, Benátská noc, Hrady CZ, Votvírák, United Islands of Prague, Sázavafest, Rock for Churchill, Footfest, Keltská noc či Mácháč. V oblasti rapu a hip hopu je největší akcí Hip Hop Kemp u Hradce Králové, největšími metalovými festivaly jsou Masters of Rock ve Vizovicích a Brutal Assault v Josefově, v oblasti taneční hudby Beats for Love ve Vítkovicích, Let It Roll a Mighty Sounds. Největší akcí lidové hudby je tradičně Mezinárodní folklorní festival Strážnice.
Největším a nejtradičnějším filmovým festivalem je Mezinárodní filmový festival Karlovy Vary. Jemu se snaží širokým záběrem konkurovat Febiofest. Další festivaly mají užší žánrové zaměření – na dětský film se zaměřuje Film festival Zlín, na film kreslený a loutkový AniFest, na film dokumentární Jeden svět a Jihlava, výhradně české filmy jsou uváděny na Finále Plzeň. Dlouhou tradici má mezinárodní televizní festival Zlatá Praha.
Tradičními přehlídkami průmyslovými jsou brněnský strojírenský veletrh a zemědělská výstava Země živitelka v Českých Budějovicích.
Ke společensko-kulturním událostem patří rovněž udílení různých cen. Největší prestiži se těší cena Český lev pro filmaře, Ceny Thálie pro divadelníky, Ceny Anděl pro hudebníky, Sportovec roku či ceny Česká hlava pro vědce.

## Věda a vzdělávání

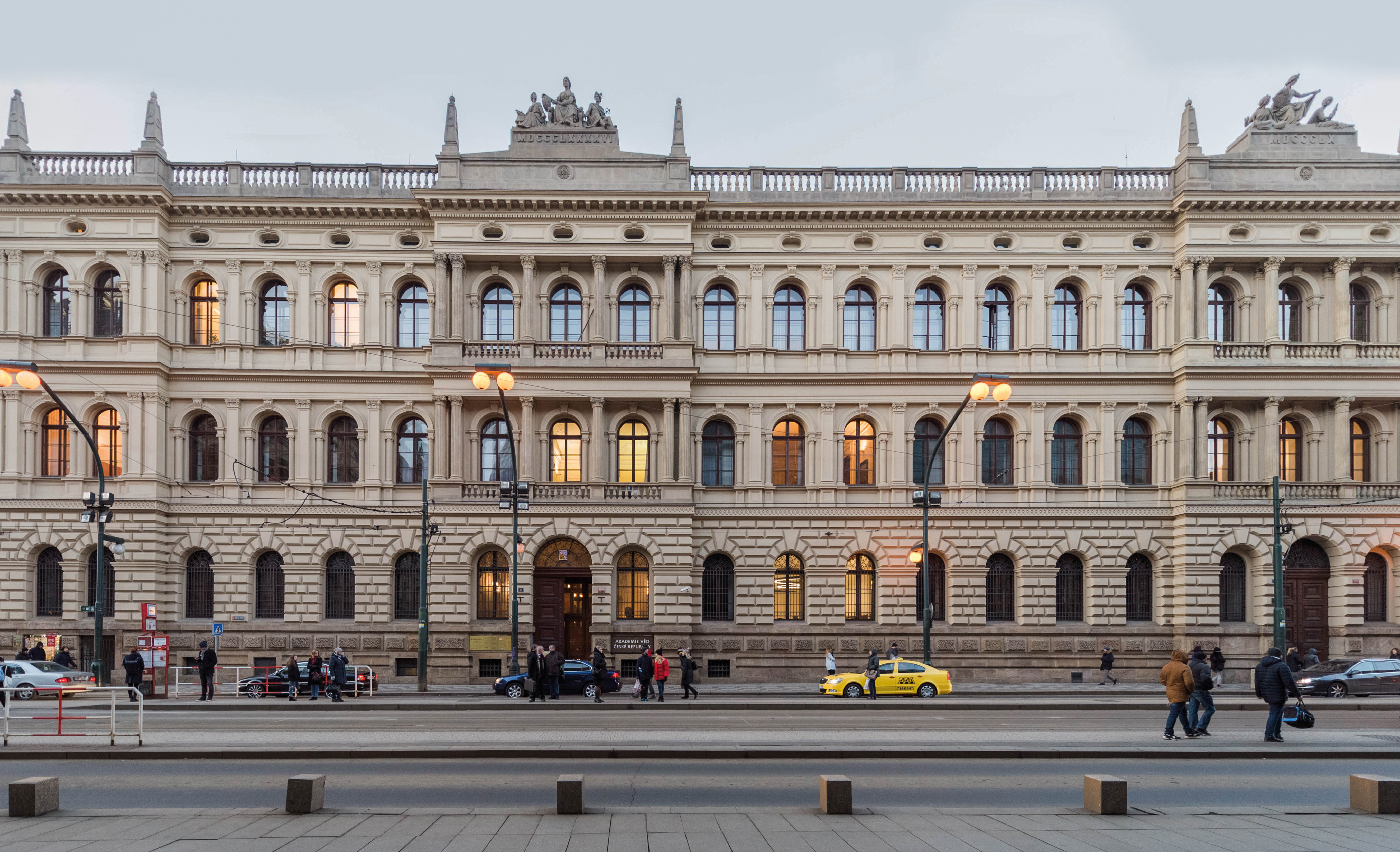
Budova Akademie věd České republiky v Praze

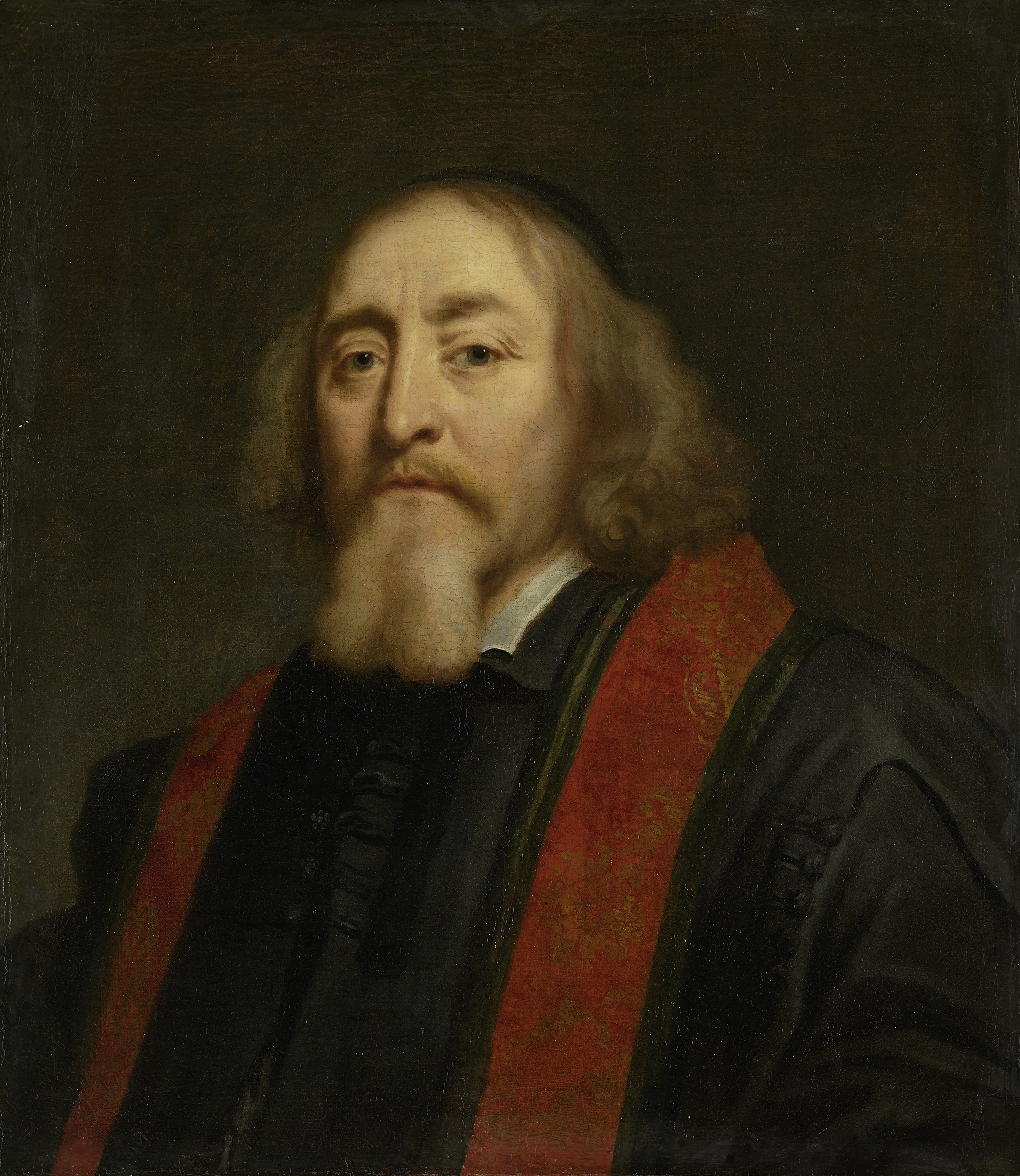
Jan Amos Komenský

### Věda a technika

#### Humanitní a sociální vědy
Zakladatelem české vzdělanosti byl Konstantin Filozof, první významný myslitel působící na českém území. Významnými středověkými teology byli Jan Hus, Jeroným Pražský a Petr Chelčický. Jan Amos Komenský podstatným způsobem přispěl k rozvoji moderní pedagogiky, především ve spisech Didaktica magna (Velká didaktika), Janua linguarum reserata (Dveře jazyků otevřené), Orbis pictus (Svět v obrazech) a Schola ludus (Škola hrou). Židovskou středověkou vzdělanost reprezentoval především rabbi Löw, jenž vstoupil i do českých pověstí (se svým golemem). Nejvýznamnějším historikem, filozofem a intelektuálem barokní éry (18. století) byl Bohuslav Balbín.
Výraznou roli v národním obrození (1. polovina 19. století) sehrála jazykověda (Josef Dobrovský, Josef Jungmann, Pavel Jozef Šafařík, Ján Kollár, František Ladislav Čelakovský), historiografie (Gelasius Dobner, František Palacký) a folkloristika (Karel Jaromír Erben). Ve druhé polovině století sílu české vzdělanosti manifestoval Ottův slovník naučný (vydáván od roku 1888). K vůdčím osobnostem českého intelektuálního života té doby patřil filozof Tomáš Garrigue Masaryk a jeho okruh kolem časopisu Čas (Jan Herben, Jan Gebauer). Právě tento okruh odstartoval tzv. rukopisné spory roku 1886 a spor o smysl českých dějin roku 1912, právě v těchto diskusích český národ tehdy nejvíce ohmatával svou identitu. Významným intelektuálem byl i Konstantin Jireček, který rozvinul obor byzantologie (viz např. Jirečkova linie) a sehrál významnou roli v bulharském národním obrození, nebo vynikající orientalista a archeolog Alois Musil (bratranec slavného rakouského spisovatele Roberta Musila). Velkou společenskou roli sehrával národopisec Vojta Náprstek či etnograf Emil Holub.
Navzdory rozvoji, mnozí nadaní rodáci, zejména německy mluvící, v té době české země opouštěli a uplatňovali se ve Vídni a jinde. Příkladem mohou být filosof Edmund Husserl, psychoanalytik Sigmund Freud, ekonom Joseph Schumpeter, marxistický teoretik Karl Kautsky, právní teoretik Hans Kelsen, ekonom Eugen Böhm von Bawerk, psycholog Max Wertheimer, hudební teoretici Eduard Hanslick a Guido Adler, jazykovědec Julius Pokorny či filozof Herbert Feigl. Odcházeli ale i někteří česky mluvící, jako historik umění Max Dvořák či antropolog Aleš Hrdlička. Naopak v Praze po celý život zůstal filozof Bernard Bolzano.
Za první republiky vědeckých úspěchů dosáhl orientalista Bedřich Hrozný, který rozluštil jazyk Chetitů, archeolog Karel Absolon objevil proslulou Věstonickou venuši, významným archeologem byl i Lubor Niederle. Mimořádný rozkvět zažívala jazykověda, v Praze se ustavil tzv. Pražský lingvistický kroužek (Vilém Mathesius, Roman Jakobson, Jan Mukařovský, Bohuslav Havránek, René Wellek), který prosazoval strukturalistický přístup k jazyku a světu.
Nacistická okupace ze země vyhnala i významné budoucí myslitele, sociologa Ernesta Gellnera nebo filozofa Viléma Flussera.
V 60. letech 20. století zájem světa budil neortodoxní marxismus, který byl hlavním ideovým zázemím pražského jara 1968, a který reprezentovali zejména Karel Kosík (spis Dialektika konkrétního) či Eduard Goldstücker. V 70. letech to byly spíše myšlenky filozofa Jana Patočky, které se staly ideovou základnou Charty 77, či filozofa undergroundu Egona Bondyho. Vysokou úroveň měla po celou dobu socialistického režimu egyptologie, která se prezentovala mj. vykopávkami v Abusíru (zejm. Miroslav Verner). Zvláštní kapitolou dějin vědy v socialistickém Československu byl státní psychologický výzkum účinků LSD, podílel se na něm i Stanislav Grof, který později v USA vytvořil metodu holotropního dýchání. Světový zájem vzbudily i archeologické experimenty Pavla Pavla.

#### Přírodní, exaktní a technické vědy

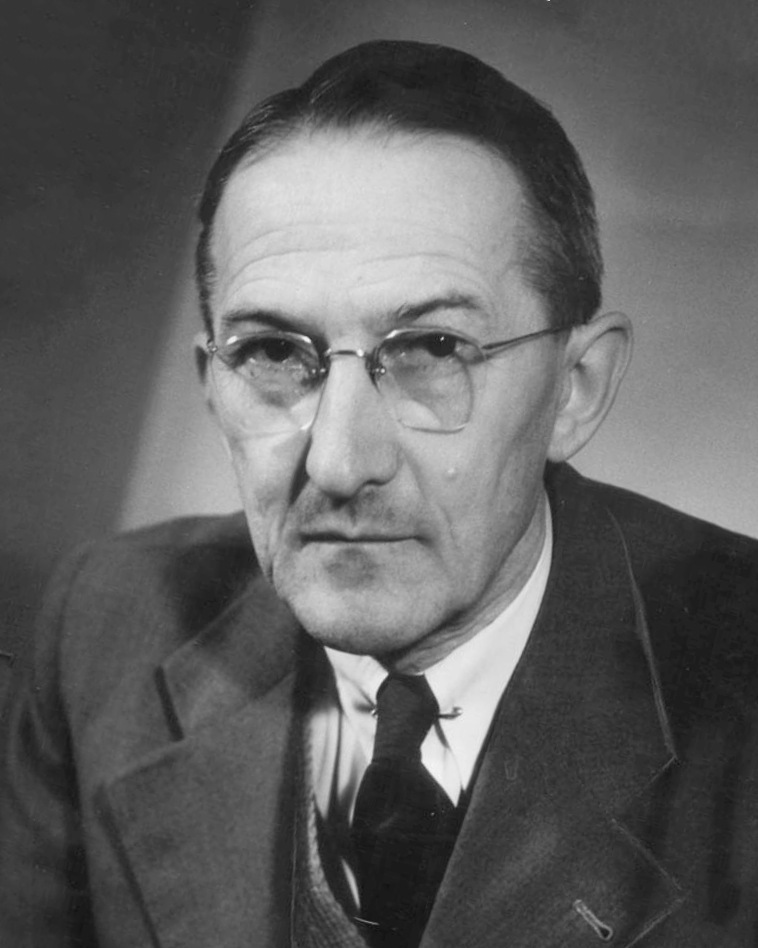
Český chemik a akademik Jaroslav Heyrovský, nositel Nobelovy ceny

Zásadním impulsem k rozvoji vědeckého myšlení (byť to nebylo v počátcích samozřejmě odděleno plně od myšlení filozofického a teologického) bylo založení Karlovy univerzity králem Karlem IV. roku 1348. Šlo o první univerzitu ve střední Evropě.
Nelze vyloučit, že se roku 1459 narodil v Českém Krumlově vynikající kartograf Martin Behaim, tvůrce nejstaršího dochovaného glóbusu na světě. Roku 1460 se v Chebu narodil významný matematik Johannes Widmann, který zavedl znaménka plus a minus, působil ale po většinu života v Lipsku.
Érou vědeckého rozkvětu byla i epocha Rudolfa II. Na jeho pražském dvoře působili astronomové Tycho Brahe a Johannes Kepler. V Praze v té době navíc působil i významný židovský matematik David Gans. Lékař Ján Jesenský v Praze provedl první veřejnou pitvu.
K vrcholným vzdělancům domácí barokní vědy patřil Jan Marek Marci z Kronlandu či botanik Georg Joseph Kamel. Kněz Prokop Diviš v té době vynalezl hromosvod. V Praze se v té době, byť tak trochu náhodou, také narodil Alois Senefelder, který roku 1796 vynalezl litografii.
Rozvoji věd výrazně napomohlo založení Královské české společnosti nauk roku 1784 (právě na její tradici dnes navazuje Akademie věd ČR) a Vlasteneckého muzea v Čechách roku 1818. Výraznou roli v tom sehráli největší české vědecké osobnosti té doby Ignác Born a Kašpar Šternberk. Obě instituce vznikly v rámci procesu českého národního obrození. Přírodní a technické vědy rozvíjeli v éře obrození Jan Evangelista Purkyně, Jan Svatopluk Presl, Karel Bořivoj Presl či vynálezce lodního šroubu Josef Ressel. František Josef Gerstner sestrojil první parní stroj v českých zemích (1805–1807), Josef Božek předvedl první parovůz (1815) a paroloď (1817). Bratranci Veverkové vynalezli ruchadlo. Německou vědu v Čechách reprezentoval například Christian Doppler. V Čechách v té době působil i francouzský paleontolog Joachim Barrande.
I v oblasti přírodních věd svou vlast opustilo mnoho talentovaných rodáků. Matematik Kurt Gödel, biologové Gerty Coriová a Carl Cori (nositelé Nobelovy ceny za fyziologii a lékařství), astronom Johann Palisa, fyzik Georg Placzek, chemik Johann Josef Loschmidt, průkopník půdní mechaniky Karl von Terzaghi, matematička Olga Taussky-Toddová, botanik Heinrich Wilhelm Schott, astronomové Theodor von Oppolzer a Joseph Johann von Littrow, zakladatel dermatologie Ferdinand von Hebra, chemik Hans Tropsch. Ve Štětí se narodil Franz Reichelt, průkopník parašutismu, který zahynul při testování záchranného obleku vlastní výroby skokem z Eiffelovy věže. Do Vídně odešel i český lékař Karel Rokytanský. Z německy mluvících vědců v českých zemích naopak zůstali pracovat světově významný biolog Gregor Mendel, zakladatel genetiky, či fyzik Ernst Mach. V Praze na německé univerzitě krátký čas působil i fyzik Albert Einstein.
Ani česká věda však nestála v 2. polovině 19. století stranou. Rozvíjela se v těsném sepětí s průmyslem, který rychle mohutněl. Jejími klíčovými představiteli byli vynálezce obloukové lampy František Křižík či objevitel čtyř krevních skupin Jan Janský. Do dějin fotografické a polygrafické techniky v té době výrazně zasáhly Jakub Husník a Karel Klíč. Průkopníkem aviatiky byl Jan Kašpar. Jan Kříženecký roku 1898 představil první kinematograf v českých zemích.
Prostor pro vědu vytvořila i nová Československá republika založená roku 1918. V Brně byla tehdy (1919) založena Masarykova univerzita. V oblasti topologie se výrazně prosadil matematik Eduard Čech. Botanik Alberto Vojtěch Frič objevil řadu nových kaktusů. Dalším významným botanikem byl Karel Domin. Technik Viktor Kaplan vynalezl nový druh turbíny. Hans Ledwinka zkonstruoval roku 1934 první sériově vyráběný automobil s aerodynamickou karosérií Tatra 77.

Další automobilový konstruktér Ferdinand Porsche se také narodil v Čechách, ovšem prosadil se zejména v Německu a jako spolupracovník s nacisty by se do republiky po válce ani vrátit nemohl. Mezi Němci odsunutými po druhé světové válce byl i nositel Nobelovy ceny za fyziku za rok 2007 Peter Grünberg.

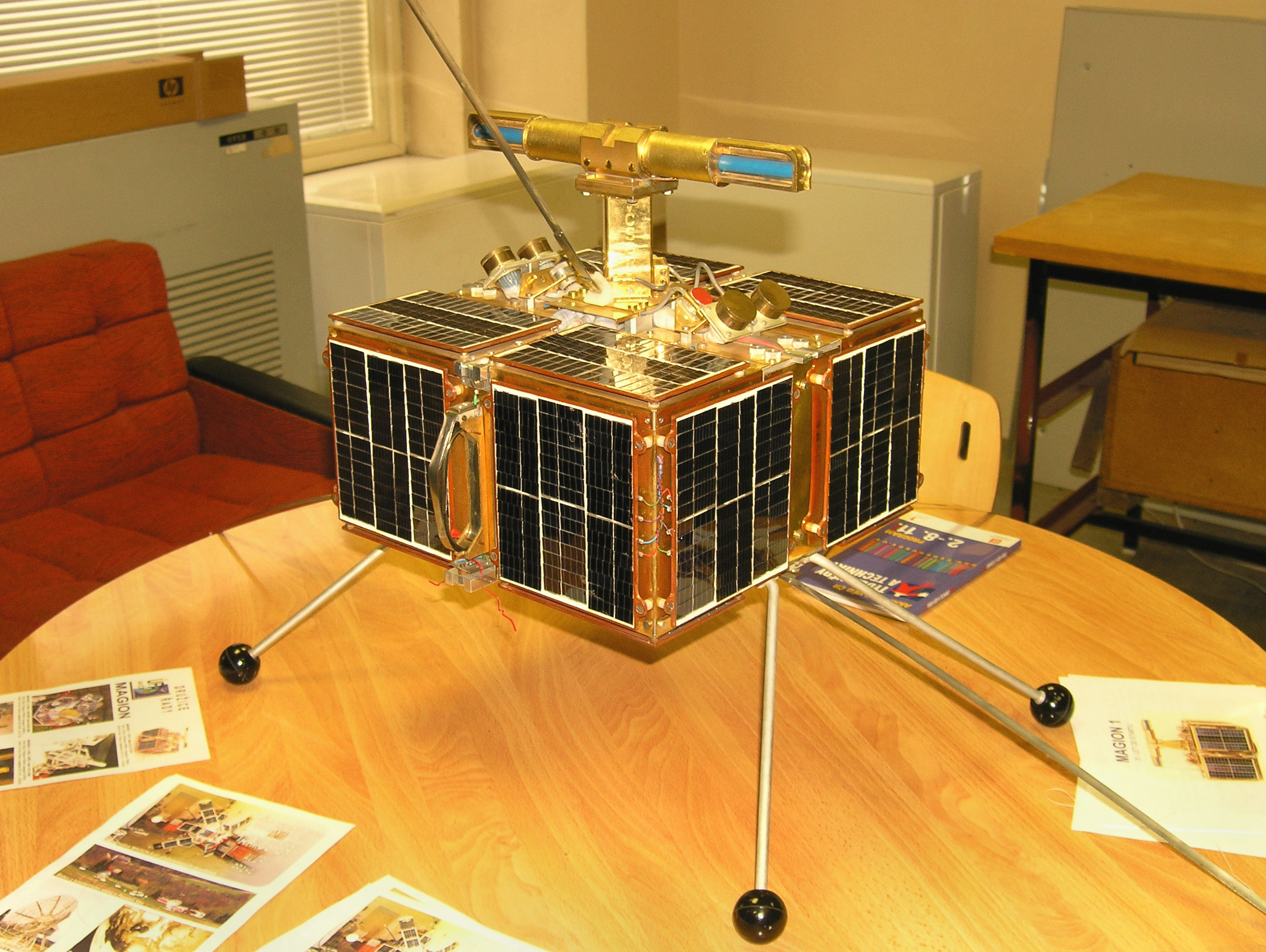
Družice Magion

Po druhé světové válce bylo největším úspěchem české vědy udělení Nobelovy ceny za chemii Jaroslavu Heyrovskému roku 1959, za objev polarografie a analytickou chemii. Vynálezem měkkých (hydrogelových) kontaktních čoček a silonu proslul Otto Wichterle. Oldřich Homuta vynalezl roku 1957 praktickou pomůcku do domácnosti: remosku. Významným astronomem byl Antonín Mrkos působící na Hvězdárně Kleť. Armin Delong dosáhl mimořádných výsledků v oblasti mikroskopie. Stanislav Brebera vynalezl trhavinu Semtex. Výkladní skříní režimu pak byla účast na sovětském vesmírném programu Interkosmos (čs. družice Magion, první československý kosmonaut Vladimír Remek – první člověk ve vesmíru, který nebyl občanem USA či SSSR).
Symbolem porevoluční vědy se stal chemik Antonín Holý, tvůrce poměrně účinných léků proti AIDS. Ve spolupráci s Evropskou unií bylo otevřeno několik nových vědeckých center zaměřených mj. na nanotechnologie a laserovou techniku (CEITEC, ELI Beamlines, HiLASE aj.). V Antarktidě byla založena česká Mendelova polární stanice.

### Školství

Podíl vysokoškolsky vzdělaných obyvatel měst v České republice k roku 2011

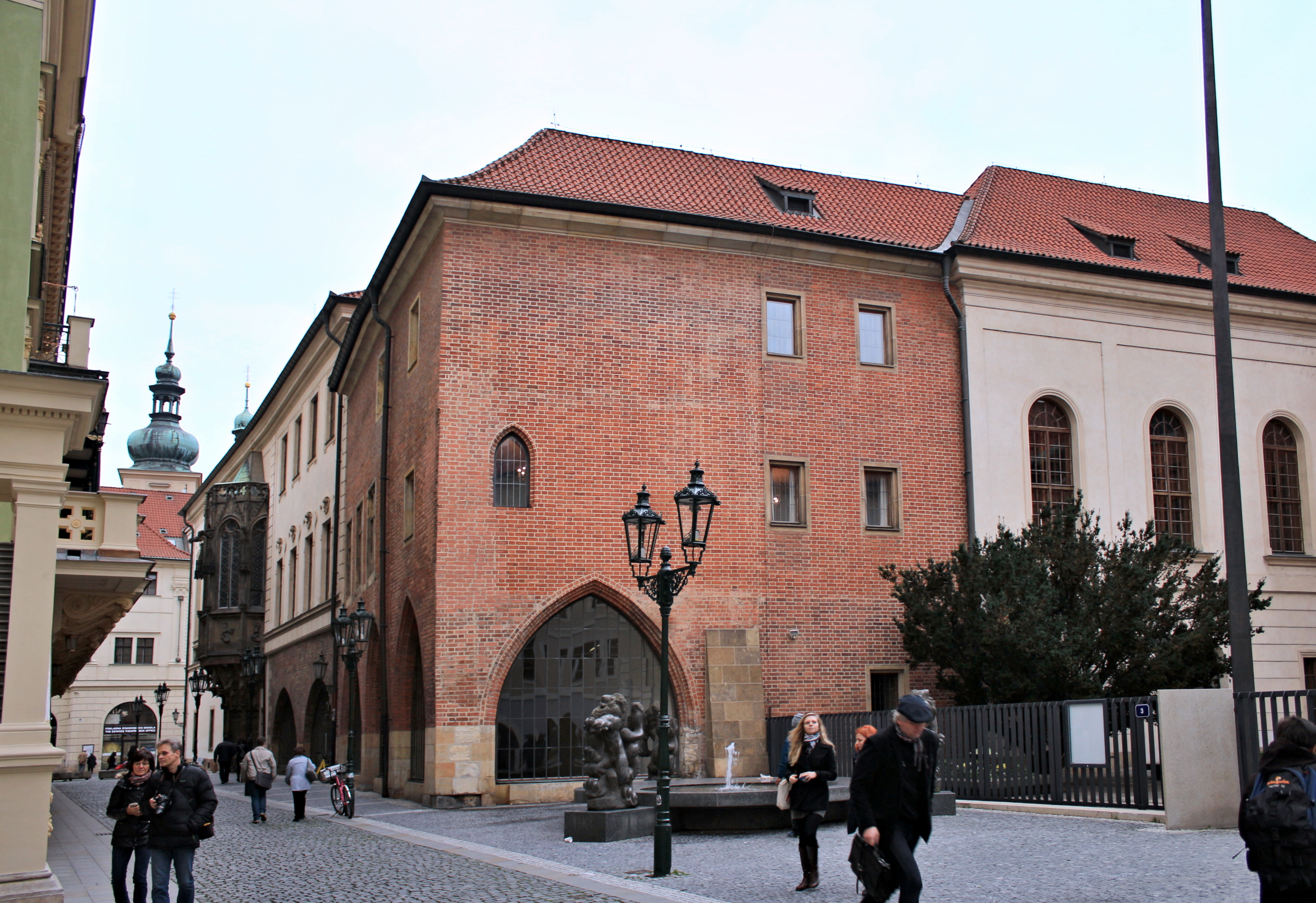
Karolinum – sídlo Karlovy univerzity v Praze

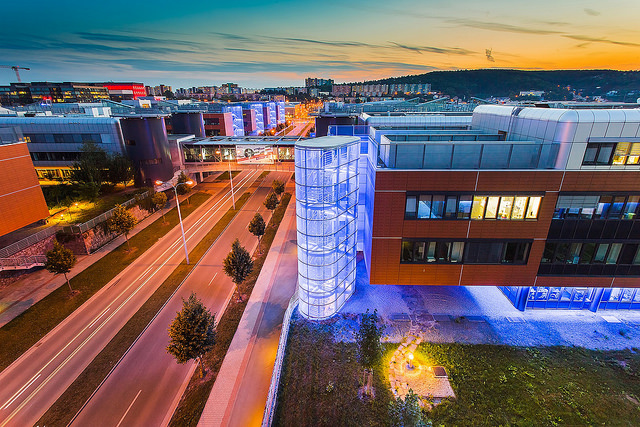
Kampus Masarykovy univerzity v Brně, v popředí Biotechnologický inkubátor

Školství v České republice je organizováno v rámci základních, středních, vyšších odborných a vysokých škol.
Vysoké školy jsou veřejné, státní a soukromé, nejstarší a nejvýznamnější je Univerzita Karlova v Praze, která je zároveň nejstarším vysokým učením ve střední Evropě (založena 1348). Druhou nejstarší univerzitou v ČR je Univerzita Palackého v Olomouci, jež vznikla roku 1573. Nejstarší vysokou školou uměleckého typu je Akademie výtvarných umění v Praze, která svou historii píše od roku 1799. Dalšími významnými vysokými školami jsou České vysoké učení technické v Praze (založeno 1707), Vysoké učení technické v Brně (založeno 1899) či Masarykova univerzita (založena 1919). V roce 1945 byla založena Akademie múzických umění. Na její součásti FAMU vystudovala nejen řada osobností českého a slovenského filmu, ale i známí zahraniční filmaři Agnieszka Holland, Emir Kusturica, Lordan Zafranović či Goran Paskaljević. Největšími co do počtu studentů jsou Univerzita Karlova (49 094 studentů v roce 2009) a Masarykova univerzita (38 216 studentů v roce 2009).
Podle žebříčku QS World University Rankings z roku 2014 je Univerzita Karlova 244. nejlepší vysokou školou světa. České vysoké učení technické se umístilo na 411.–420. místě. Masarykova univerzita v Brně se umístila na 551.–600. místě, Vysoké učení technické v Brně na 651.–700. místě a Vysoká škola ekonomická v Praze byla zařazena do skupiny 701+ (pod 700. místem, bez dalšího rozlišování). Jiné české vysoké školy žebříček QS do měření nezahrnuje.
Nejznámějším systémem měření a srovnávání kvality vysokých škol je tzv. šanghajský žebříček (ARWU), každoročně určující 500 nejlepších vysokých škol světa. Jedinou českou, která se v něm dosud objevila, je Univerzita Karlova. V roce 2014 se umístila na 201.–300. místě. Podle ARWU tak Univerzita Karlova patří mezi 2 procenta nejlepších vysokých škol na světě.
Existují také méně formalizovaná srovnání spíše publicistického typu, která čas od času za nejkvalitnější univerzitu v ČR označí třeba brněnskou Masarykovu.
Podle sčítání z roku 2011 činí podíl vysokoškolsky vzdělaného obyvatelstva celkem 10,7 %; co se týče měst, nejvyšší podíl vykazuje Praha (20,7 %), Brno (20,6 %) a Olomouc (17,9 %).
K nejslavnějším středním školám patří Pražská konzervatoř, druhá škola svého druhu na světě (založena 1808). Školu vedli i Antonín Dvořák, Josef Suk, Vítězslav Novák či Josef Bohuslav Foerster.
Podle studie společnosti Pearson z roku 2012 má ČR 22. nejkvalitnější školství mezi vyspělými zeměmi.
Podle informací OECD z roku 2007 Česko směřuje do vzdělávání 10 procent veřejných výdajů, čímž se v srovnávacím žebříčku řadí na předposlední místo spolu s Japonskem. Vyjádřeno podílem HDP se jedná o asi 4,6 %, což je podstatně méně než průměr zemí OECD, který činí 6,1 %. Současně čeští pedagogové dostávají čtvrté nejnižší platy z více než třiceti zemí sledovaných OECD.

## Sport

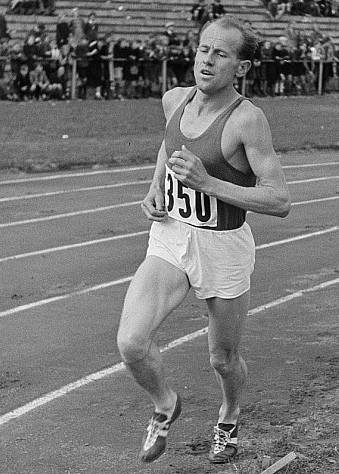
Čtyřnásobný olympijský vítěz ve vytrvalostním běhu, Emil Zátopek

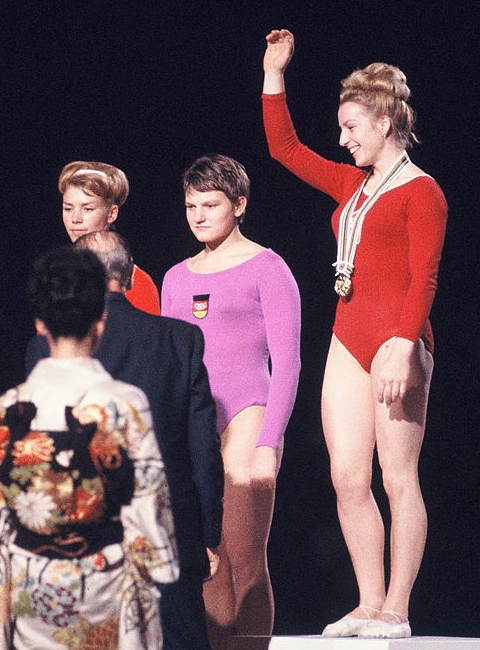
Věra Čáslavská na LOH 1964

Nejsledovanějším a nejnavštěvovanějším sportem je v Česku lední hokej, druhým fotbal. Dalšími nejnavštěvovanějšími sporty jsou biatlon, lyžování, tenis, florbal, basketbal a volejbal. Podle statistiky České unie sportu jsou nejpopulárnějšími sporty v ČR podle velikosti členské základny sportovních oddílů: fotbal, tenis, lední hokej, volejbal, florbal, golf, hokejbal, atletika, basketbal a lyžování. Nejsledovanějšími sportovními událostmi jsou lední hokej na olympijských hrách a mistrovství světa v ledním hokeji. Mezi další nejsledovanější patří mistrovství Evropy ve fotbale, Liga mistrů UEFA a mistrovství světa ve fotbale.

### Olympijské hry
Na olympijských hrách startují čeští sportovci od roku 1900, nejprve pod vlajkou Čech, od roku 1920 v reprezentaci Československa a od roku 1994 v dresech samostatného Česka. Čeští olympionici dosáhli významných úspěchů. Již v roce 1900 František Janda-Suk získal na druhých OH stříbrnou medaili v hodu diskem, první olympijské prvenství vybojoval roku 1924 Bedřich Šupčík ve šplhu na laně. Na letních olympijských hrách získala gymnastka Věra Čáslavská sedm zlatých olympijských medailí (3× 1964, 4× 1968). Běžec Emil Zátopek obdržel čtyři zlaté (1× 1948, 3× 1952), tři zlaté má oštěpař Jan Železný (1992, 1996, 2000). Dvě zlaté získali rychlostní kanoisté Josef Holeček (1948, 1952) a Martin Doktor (1996), kanoistka Štěpánka Hilgertová (1996, 2000), oštěpařka Barbora Špotáková (2008, 2012) a tenistka Kateřina Siniaková (2020, 2024).
Na zimních olympijských hrách vybojovala lyžařka Kateřina Neumannová celkem šest medailí, sedm cenných kovů si přivezla ze ZOH rychlobruslařka Martina Sáblíková, z toho tři zlaté (2× 2010, 1× 2014). Trojici zlatých medailí získala také Ester Ledecká, a to ve dvou různých sportech – ve snowboardingu a ve sjezdovém lyžování.

### Lehká atletika
Kromě letních olympijských her se čeští lehcí atleti účastní také pravidelných mistrovství světa a Evropy. V dresu samostatného Česka se mistry světa v atletice stali oštěpaři Jan Železný, Vítězslav Veselý a Barbora Špotáková, trojskokanka Šárka Kašpárková, běžci Ludmila Formanová a Zuzana Hejnová, desetibojaři Tomáš Dvořák a Roman Šebrle. V hale navíc zlato brali běžec Pavel Maslák (a to již třikrát), sedmibojař Robert Změlík a skokanka o tyči Pavla Hamáčková. Na mistrovství Evropy krom jmenovaných zlato získali i skokanka o tyči Jiřina Ptáčníková, v hale překážkář Petr Svoboda, běžci Denisa Rosolová a Jakub Holuša, koulař Tomáš Staněk a oštěpař Jakub Vadlejch.
V dresu Československa titul mistra světa vybojovali i další Češi: běžkyně Jarmila Kratochvílová, koulařka Helena Fibingerová, v hale pak koulař Remigius Machura a skokan do dálky Jan Leitner. Mistry Evropy byli běžci Emil Zátopek a Jaroslava Jehličková, překážkář Jindřich Roudný, koulař Jiří Skobla, chodec Josef Doležal, oštěpařka Dana Zátopková, skokanka do výšky Miloslava Rezková, diskař Ludvík Daněk, v hale titul navíc krom jmenovaných získali skokani do výšky Milada Karbanová a Vladimír Malý, běžci Karel Kolář, Taťána Kocembová, Lubomír Tesáček a Milena Matějkovičová, překážkář Aleš Höffer, koulař Jaroslav Brabec a skokanka do dálky Jarmila Nygrýnová.
Běžkyně Jarmila Kratochvílová již od roku 1983 drží světový rekord v běhu na 800 metrů, jde o nejdéle platný světový rekord v historii ženské atletiky.

### Fotbal

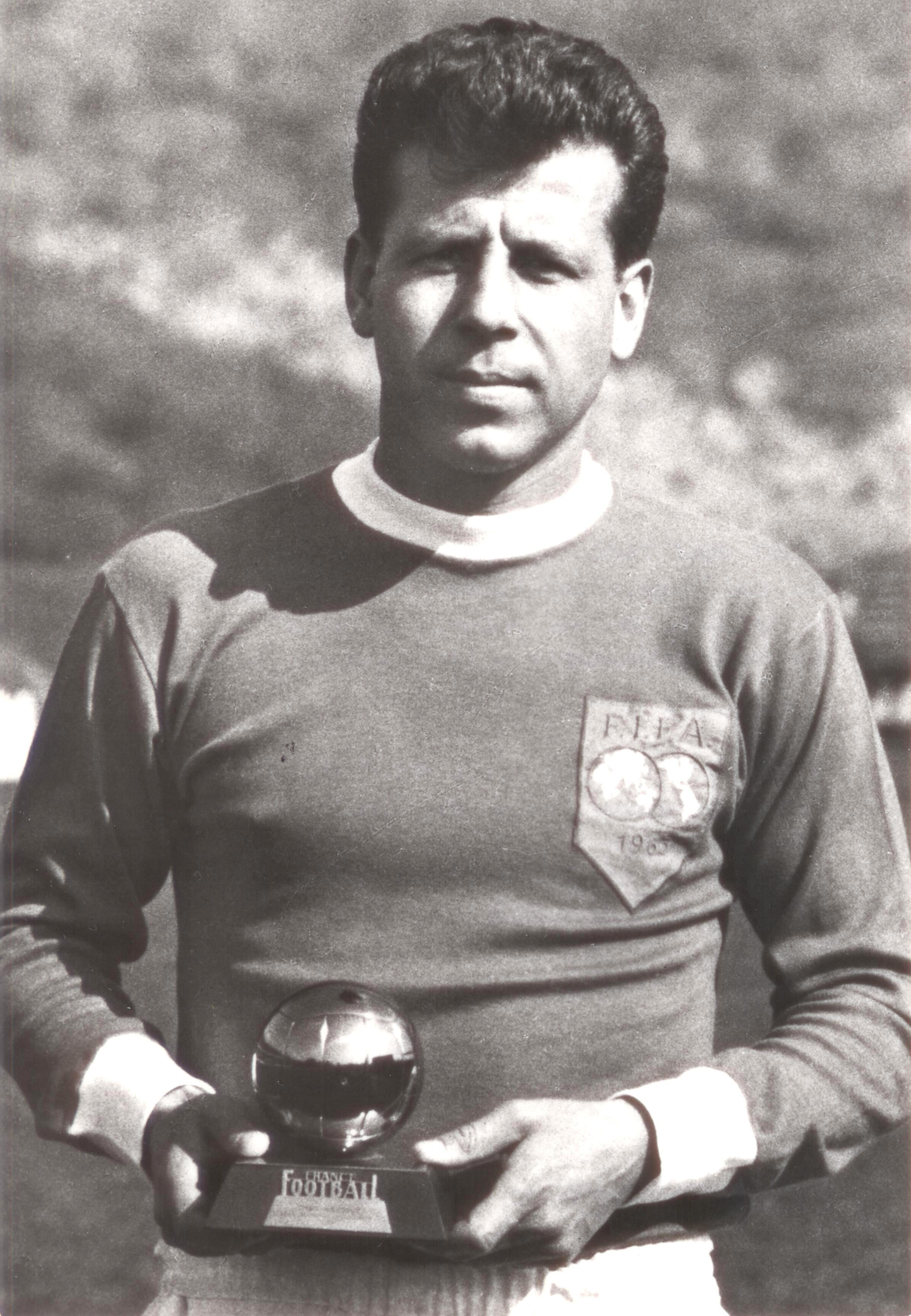
Josef Masopust se Zlatým míčem

#### Reprezentace
Fotbalová reprezentace Československa získala dvě stříbrné medaile na mistrovství světa, v letech 1934 a 1962. V roce 1976 vyhrálo Československo mistrovství Evropy ve fotbale 1976 v Jugoslávii, přičemž z 22 hráčů na soupisce bylo jen sedm Čechů. Stříbro na tomto turnaji československý nebo český národní tým vybojoval roku 1996, bronz pak v letech 1960, 1980 a 2004. Roku 1980 získal olympijský výběr ČSSR zlaté medaile na letních olympijských hrách v Moskvě.

#### Klubový fotbal
Před druhou světovou válkou patřily AC Sparta Praha a SK Slavia Praha k nejlepším klubům Evropy. Sparta dvakrát vyhrála Středoevropský pohár (1927, 1935), nejvýznamnější klubovou soutěž té doby, Slavia jednou (1938). Po založení evropských pohárů, organizovaných od 50. let asociací UEFA, se v nich nejdál dostaly Dukla Praha (semifinále PMEZ 1966/67, semifinále PVP 1985/86), Sparta (semifinále PMEZ 1991/92, semifinále PVP 1972/73), Baník Ostrava (semifinále PVP 1978/79), Bohemians Praha (semifinále UEFA 1982/83) a Slavia (semifinále UEFA 1995/96). Čtvrtfinále hrály SK Hradec Králové, Zbrojovka Brno, TJ Vítkovice, Sigma Olomouc a Slovan Liberec.

#### Osobnosti
Josef Masopust (1962) a Pavel Nedvěd (2003) vyhráli anketu Zlatý míč, která každoročně hledá nejlepšího fotbalistu Evropy. Brankář Ivo Viktor skončil v této anketě roku 1976 třetí. Oldřich Nejedlý byl nejlepším střelcem mistrovství světa ve fotbale 1934. Milan Baroš byl nejlepším střelcem mistrovství Evropy 2004. Nejvíce startů za reprezentaci Československa si připsal Zdeněk Nehoda, za reprezentaci ČR Petr Čech, nejlepším československým reprezentačním střelcem byl Antonín Puč, v dresu ČR Jan Koller. Nejprestižnější evropskou pohárovou soutěž, Ligu mistrů, vyhráli Vladimír Šmicer, Milan Baroš (oba roku 2005 s FC Liverpool), Marek Jankulovski (2007 s AC Milan) a brankář Petr Čech (2012 s Chelsea FC). Nedvěd získal roku 1999 s Laziem Řím Pohár vítězů pohárů. Pohár UEFA (potažmo nástupnickou Evropskou ligu) vyhráli Jiří Němec, Radoslav Látal (oba 1997 se Schalke 04), Vladimír Šmicer, Patrik Berger (oba 2001 s Liverpoolem), Radek Šírl (2008 se Zenitem Petrohrad), Tomáš Hübschman (2009 se Šachťarem Doněck), Tomáš Ujfaluši (2010 s klubem Atlético Madrid), Petr Čech (2013 s Chelsea) a Tomáš Vaclík (2020 se Sevillou). Význačným střelcem, jehož velkou část kariéry však pohltila druhá světová válka, byl Josef Bican. Jedním z nejlepších brankářů své doby na světě byl František Plánička. K dalším úspěšným fotbalistům patří Svatopluk Pluskal, Ladislav Novák, Antonín Panenka, Ladislav Vízek, Tomáš Skuhravý, Karel Poborský a Tomáš Rosický.

### Lední hokej

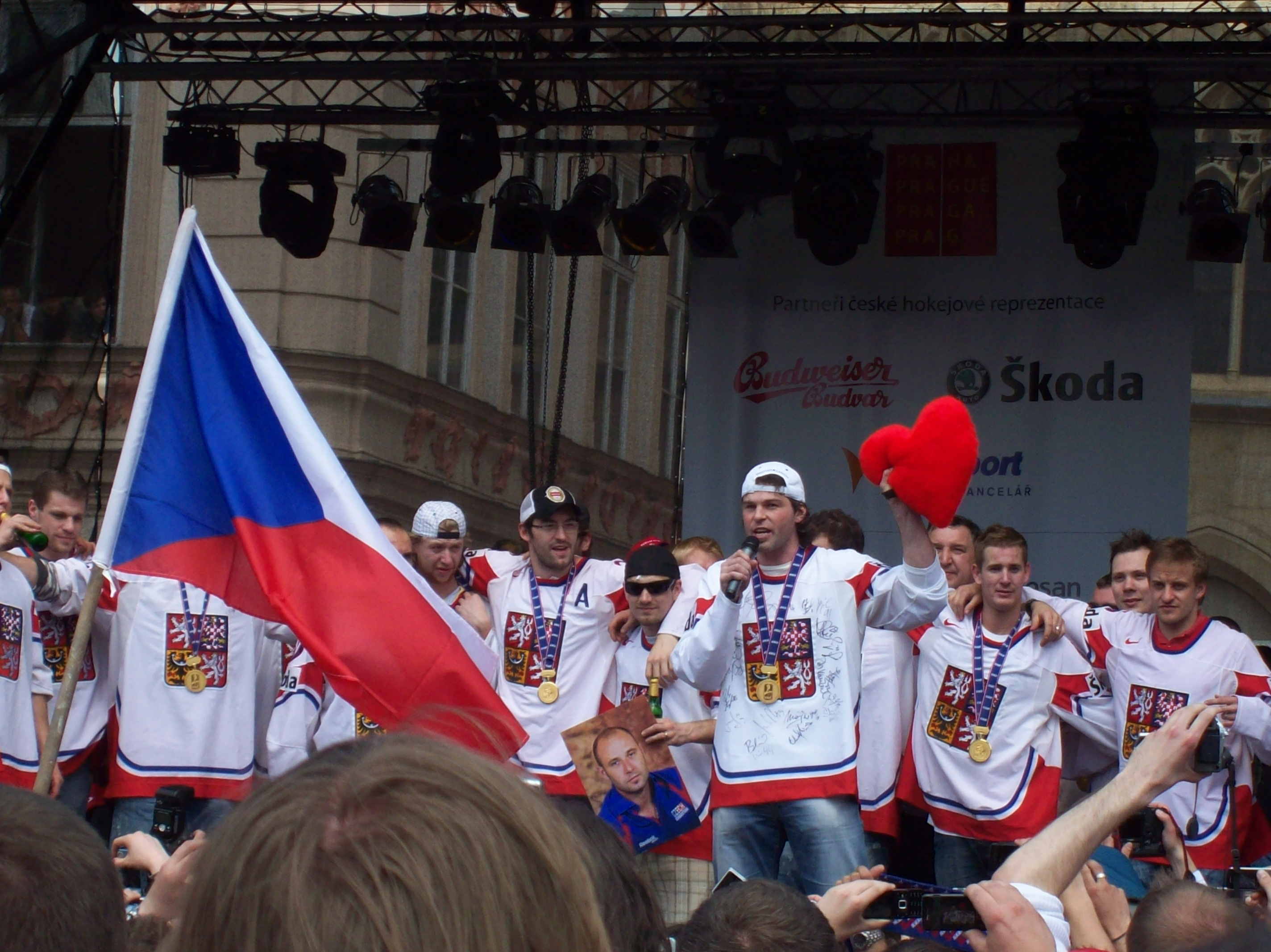
Jaromír Jágr hovoří k fanouškům po výhře na MS 2010

V ledním hokeji patří k největším reprezentačním úspěchům zlatá medaile na olympijských hrách v Naganu roku 1998, jejíž cena tkví v tom, že se turnaje zúčastnili poprvé všichni nejlepší hráči planety, včetně profesionálů ze severoamerické NHL. Ke hvězdám týmu patřili zejména útočník Jaromír Jágr a brankář Dominik Hašek.
Co se týče hokejových individualit, je Jágr co do počtu bodů druhým nejlepším v celé historii NHL. Dvakrát vyhrál Stanleyův pohár (1990/91 a 1991/92 s klubem Pittsburgh Penguins). Dva Stanley Cupy má i Hašek, a to s Detroit Red Wings (2001/2002, 2007/2008). Třikrát tuto trofej vyhráli Jaroslav Pouzar a Jiří Hrdina, dvakrát Petr Sýkora, Patrik Eliáš, Bobby Holík, Michal Rozsíval a Jiří Fischer. Nejvíce bodů v kanadském bodování získali v základní části NHL spolu s Jágrem, Eliášem, Holíkem a Sýkorou také Milan Hejduk, Petr Nedvěd, Martin Straka a Václav Prospal, v playoff David Krejčí a Michal Pivoňka. Před rokem 1989 však čeští hokejisté NHL mohli hrát jen výjimečně, přesto měli světovou úroveň. Velkých úspěchů dosáhla slavná generace čtyřicátých let jako byli Vladimír Bouzek, Stanislav Konopásek, Bohumil Modrý, Václav Roziňák, Vladimír Zábrodský, Augustin Bubník a Jaroslav Drobný. V padesátých a šedesátých letech vynikli Vlastimil Bubník, Bronislav Danda a Václav Pantůček. V sedmdesátých letech pak Jiří Bubla, Ivan Hlinka, Jiří Holeček, Jiří Holík, Oldřich Machač, Vladimír Martinec, František Pospíšil, Miroslav Dvořák, Václav Nedomanský, Milan Nový, Jaroslav Holík, Milan Chalupa. Vladimír Růžička je jediným hráčem, který zažil největší úspěch 80. let (zlato z MS 1985) i let devadesátých (zlato z Nagana). Jiří Šlégr je spolu s Jágrem jediným českým členem Triple Gold Clubu, do něhož symbolicky vstupují hráči, kteří vyhráli mistrovství světa, olympijské hry i Stanleyův pohár. Mužstvo Československa, tvořené především českými hráči, vyhrálo mistrovství světa v letech 1947, 1949, 1972, 1976, 1977 a 1985. Mužstvo České republiky zvítězilo v letech 1996, 1999, 2000, 2001, 2005, 2010 a 2024. Pět zlatých z MS má František Kaberle a David Výborný, čtyři Pavel Patera a Martin Procházka. Největším úspěchem ženské reprezentace jsou bronzové medaile z MS v letech 2022 a 2023.
Kluby, které vyhrály českou hokejovou ligu, jsou HC Olomouc, HC Vsetín, HC Sparta Praha, HC Slavia Praha, Zlín, Dynamo Pardubice, HC Karlovy Vary, HC Oceláři Třinec, HC Škoda Plzeň, HC Litvínov, Bílí Tygři Liberec a Kometa Brno. Československou ligu vyhrály navíc kluby LTC Praha, ATK Praha, Motor České Budějovice, HC Vítkovice, Kladno a Dukla Jihlava. V KHL působil jen krátkou dobu český klub HC Lev Praha, nicméně probojoval se až do jejího finále.

### Tenis
Mimořádně úspěšná je česká tenisová škola. Martina Navrátilová, již jako reprezentantka USA, vyhrála devětkrát tenisový turnaj Wimbledon (1978, 1979, 1982, 1983, 1984, 1985, 1986, 1987, 1990). Dvakrát vyhrála Wimbledon Petra Kvitová (2011, 2014), jednou Jana Novotná (1998), Markéta Vondroušová (2023) a Barbora Krejčíková (2024). Jediným českým mužským vítězem turnaje ve Wimbledonu v tzv. open éře se stal Jan Kodeš (1973), ale v minulosti zde triumfoval jako reprezentant Egypta i Jaroslav Drobný (1954). Ivan Lendl byl 270 týdnů světovou jedničkou v žebříčku ATP, jako dosud jediný český hráč. Ženskému žebříčku WTA kralovala celkem 332 týdnů Martina Navrátilová v dresu USA. V roce 2017 se světovou hráčkou č. 1 stala rovněž Karolína Plíšková. Krom jmenovaných hráčů vyhráli některý z tzv. grandslamových turnajů také Petr Korda (Austrálie 1998) a Hana Mandlíková (Austrálie 1980, 1987, Paříž 1981, US Open 1985). Deblovou specialistkou byla Helena Suková, jež ve čtyřhře vyhrála čtrnáct grandslamových turnajů.
Mužská tenisová reprezentace Československa resp. Česka vyhrála třikrát Davis Cup, a to 1980, 2012 a 2013 (poslední dvě soutěže jako český daviscupový tým). Ženská tenisová reprezentace Československa resp. Česka zvítězila dokonce desetkrát ve Fed Cupu (1975, 1983, 1984, 1985, 1988, 2011, 2012, 2014, 2015 a 2016). Český fedcupový tým tedy vyhrál tuto soutěž od roku 2011 již šestkrát.

### Ostatní sporty

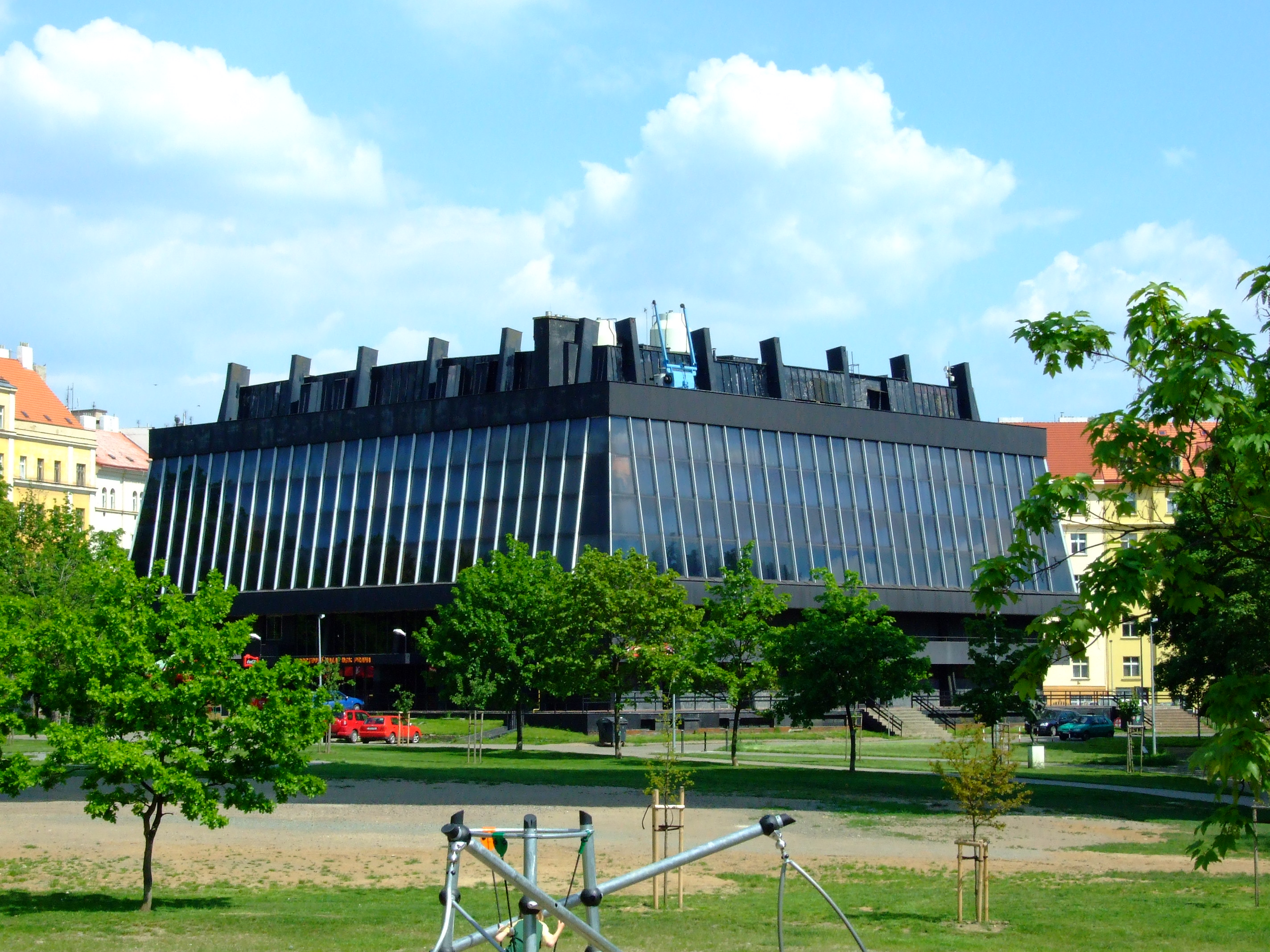
Sportovní hala Folimanka basketbalové USK Praha

Československé a české basketbalistky mají tři stříbra (1964, 1971, 2010) a tři bronzy (1957, 1959, 1975) z mistrovství světa, v roce 2005 vyhrály mistrovství Evropy. Českoslovenští basketbalisté vyhráli mistrovství Evropy v roce 1946, šestkrát přivezli stříbro (1947, 1951, 1955, 1959, 1967, 1985). Evropskou pohárovou soutěž v basketbale žen (dnes Euroliga, dříve Pohár mistrů evropských zemí) vyhrála Sparta Praha (1975/76), Gambrinus Brno (2005/06) a ZVVZ USK Praha (2014/15). Analogickou mužskou soutěž vyhrál USK Praha v sezóně 1968/69. Nejlepším českým basketbalistou 20. století byl vyhlášen Jiří Zídek. Jeho syn Jiří Zídek mladší byl prvním českým hráčem v americké NBA. Následovali ho Jiří Welsch, Jan Veselý a nejnověji Tomáš Satoranský. Hana Horáková byla v roce 2010 vyhlášena nejlepší basketbalistkou Evropy.
Ženská házenkářská reprezentace vyhrála mistrovství světa (1957), jednou přivezla stříbro (1986) a jednou bronz (1962). Muži vyhráli mistrovství světa roku 1967, krom toho mají dvě stříbra (1958, 1961) a dva bronzy (1954, 1964). Získali též stříbro na olympijských hrách v Mnichově roku 1972. Tým mužů Dukly Praha třikrát vyhrál Pohár mistrů evropských zemí (1957, 1963, 1984), ženský tým Sparty Praha jednou (1962). Filip Jícha byl roku 2010 vyhlášen nejlepším házenkářem světa.
Ve volejbale má mužská reprezentace dva tituly mistra světa (1956, 1966), tři tituly mistra Evropy (1948, 1955, 1958), stříbro a bronz z olympijských her (1964, 1968). Ženy vyhrály roku 1955 mistrovství Evropy. Nejlepším českým volejbalistou 20. století byl vyhlášen Josef Musil, jenž se stal rovněž prvním Čechem uvedeným do mezinárodní volejbalové Síně slávy.
K předním šachistům patřili Wilhelm Steinitz, Richard Réti (viz Rétiho hra) či Věra Menčíková. Českým přínosem světovému šachu je rovněž Traxlerův protiútok. Nejúspěšnějším českým šachistou současnosti je David Navara. Tomáš Enge je jediným českým účastníkem závodů Formule 1. I v dalších sportech se objevily v éře samostatného Česka výrazné osobnosti – v biatlonu (Gabriela Soukalová), v judu (Lukáš Krpálek), v krasobruslení (Tomáš Verner), v silniční cyklistice (Roman Kreuziger), v horských kolech (Jaroslav Kulhavý), ve snowboardcrossu (Eva Adamczyková), veslování (Miroslava Knapková, Ondřej Synek), kanoistice (Martin Fuksa, Josef Dostál), běžeckém lyžování (Lukáš Bauer), akrobatickém lyžování (Aleš Valenta), střelbě (Kateřina Emmons), moderním pětiboji (David Svoboda), alpském lyžování (Šárka Strachová), sportovním lezení (Adam Ondra), skikrosu (Tomáš Kraus), dráhové cyklistice (Lada Kozlíková), cyklokrosu (Zdeněk Štybar), ale i v menších sportech jako jsou skiboby (Alena Housová, Irena Francová-Dohnálková), krasojízda (Martina Štěpánková), sportovní rybolov (Kateřina Marková) či orientační běh (Dana Brožková). Z éry Československa lze vzpomenout významné postavy kolové bratry Pospíšily, skokany na lyžích Jiřího Rašku, Pavla Ploce a Jiřího Parmu, cyklokrosaře Radomíra Šimůnka či zápasníka Vítězslava Máchu.

### Soutěže a sportoviště

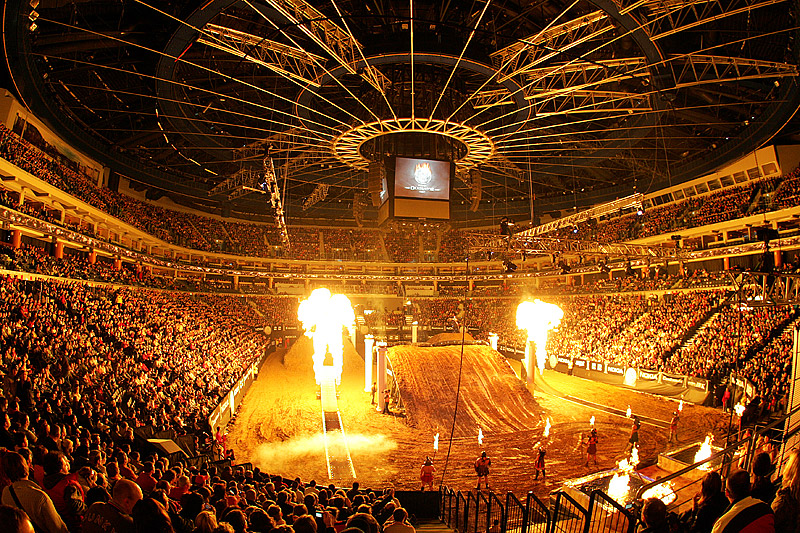
O2 arena, největší sportovní hala v zemi

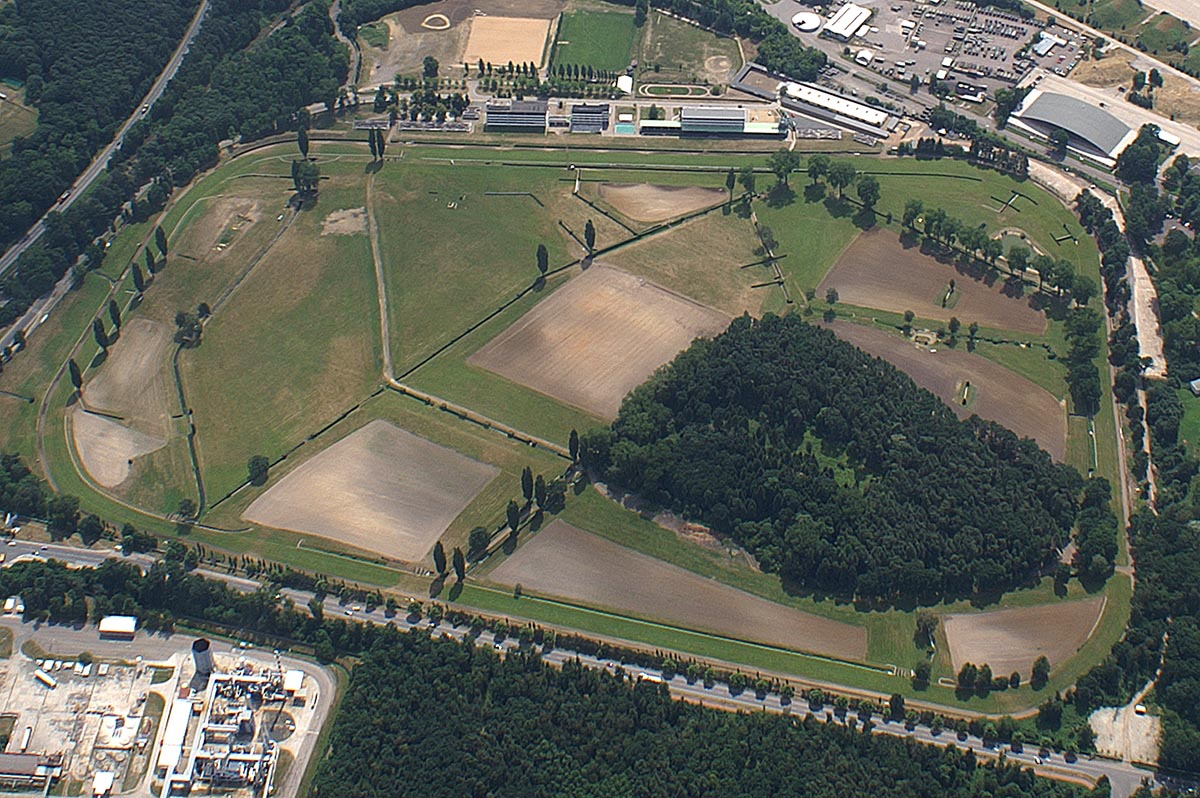
Dostihové závodiště Pardubice, místo konání Velké pardubické

K největším pravidelným mezinárodním sportovním akcím v ČR patří atletická Zlatá tretra v Ostravě, běžecký Pražský mezinárodní maraton, České hokejové hry, jezdecká Velká pardubická, kombinovaaný tenisový turnaj Prague Open (navazující na Czech Open) a ženský Prague Open, lyžařská Jizerská padesátka, automobilová Barum rallye ve Zlíně či plochodrážní Zlatá přilba v Pardubicích. V minulosti byly významnými akcemi i Závod míru či motocyklová Velká cena České republiky na okruhu v Brně. Ve vodním slalomu či v biatlonu se v ČR pravidelně konají závody světového poháru.
Z domácích soutěží patří k nejsledovanějším pravidelným soutěžím 1. česká fotbalová liga (dříve Fotbalová liga Československa), Česká hokejová extraliga (dříve Československá hokejová liga) a Česká basketbalová liga (dříve Československá basketbalová liga).
V ČR se konala i řada jednorázových mezinárodních sportovních akcí, kupříkladu na pražském stadionu v Edenu se roku 2013 hrálo finále evropského Superpoháru, v roce 2015 se v Praze (Eden a Letná), v Olomouci (Andrův stadion) a v Uherském Hradišti (Stadion Miroslava Valenty) konalo Mistrovství Evropy ve fotbale hráčů do 21 let, jedenáctkrát se v Česku konalo mistrovství světa v ledním hokeji (1933, 1938, 1947, 1959, 1972, 1978, 1985, 1992, 2004, 2015, 2024), několikrát též mistrovství světa a Evropy v basketbale mužů (1947, 1981, 2022) i žen (1956, 1967, 1995, 2010, 2017), mistrovství světa v házené mužů (1964, 1990) i žen (1978), mistrovství světa a Evropy ve volejbale mužů (1949, 1958, 1966, 2001, 2011, 2021) i žen (1949, 1958, 1986, 1993, 1997), mistrovství Evropy v atletice 1978 a dvě halová atletická mistrovství Evropy (1967, 2015), mistrovství světa v klasickém lyžování 2009 v Liberci, mistrovství světa v biatlonu 2013 a 2024 v Novém Městě na Moravě, dvě zimní univerziády (1964, 1978), deset mistrovství světa či Evropy v krasobruslení (1908, 1928, 1934, 1937, 1948, 1962, 1988, 1993, 1999, 2017), tři mistrovství světa ve florbale mužů (1998, 2008, 2018) a jedno žen (2013) a v letech 1969 a 1981 se na brněnském velodromu konalo mistrovství světa v dráhové cyklistice.
K nejmodernějším sportovištím patří fotbalové stánky Eden a Letná v Praze, stadion ve Štruncových sadech v Plzni a Malšovická aréna v Hradci Králové, víceúčelové haly O2 Arena v Praze, Ostravar Aréna v Ostravě, KV Arena v Karlových Varech, Home Credit Arena v Liberci a Werk Arena v Třinci, atletický Městský stadion v Ostravě-Vítkovicích, Masarykův okruh v Brně pro motoristické závody či skokanské můstky na Ještědu. Historicky významnými jsou též pražský Velký strahovský stadion, na kterém se konaly mj. sokolské slety a který býval uváděn jako největší sportovní stadion na světě, Sportovní hala v Praze-Bubenči, zimní stadion na pražské Štvanici, tenisový stadion na Štvanici, Stadion Evžena Rošického v Praze na Strahově či skokanské můstky Čerťák v Harrachově.
Organizačně stojí na špici českého sportu Česká unie sportu a Český olympijský výbor. K největším sportovním svazům patří Fotbalová asociace ČR a Český svaz ledního hokeje. Všesportovní anketou je Sportovec roku, významnými oborovými anketami jsou Fotbalista roku, Zlatá hokejka, Atlet roku či Zlatý kanár.

### Tělovýchova

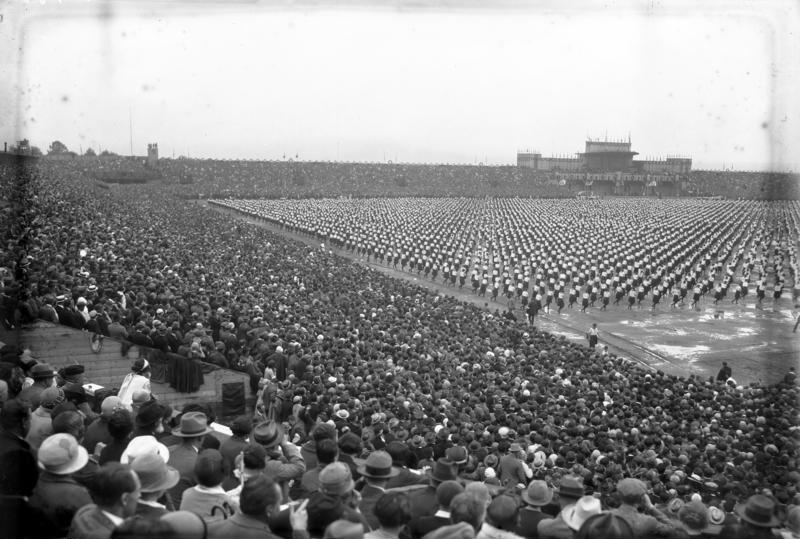
Všesokolský slet v roce 1932 v Praze na Strahovském stadionu

Počátky organizované české tělovýchovy sahají do roku 1862, kdy Miroslav Tyrš, Jindřich Fügner a další založili spolek Sokol, který se postupně rozrostl v důležitou národní organizaci. Od něho se časem odštěpily levicová Dělnická tělocvičná jednota a katolický Orel. Tyto organizace pořádaly pravidelná masová cvičení. Největší celonárodní akcí v době před převzetím moci komunisty byly Sokolem pořádané Všesokolské slety na Strahovském stadionu v Praze. V éře socialismu navázaly na ně tzv. spartakiády, pořádané státu podřízeným Československým svazem tělesné výchovy (ČSTV).
Velkou tradici má česká turistika. Klub českých turistů, založený Vojtou Náprstkem, pečuje o unikátní síť turistických značek, jednu z nejhustších na světě. Její počátky sahají do roku 1889. Velkou společenskou roli ve 20. století sehrál český tramping. Populární je také požární sport.
Průkopníky moderního sportu a olympismu v českých zemích byli Jiří Guth-Jarkovský a Josef Rössler-Ořovský.

## Další charakteristiky

### Kuchyně

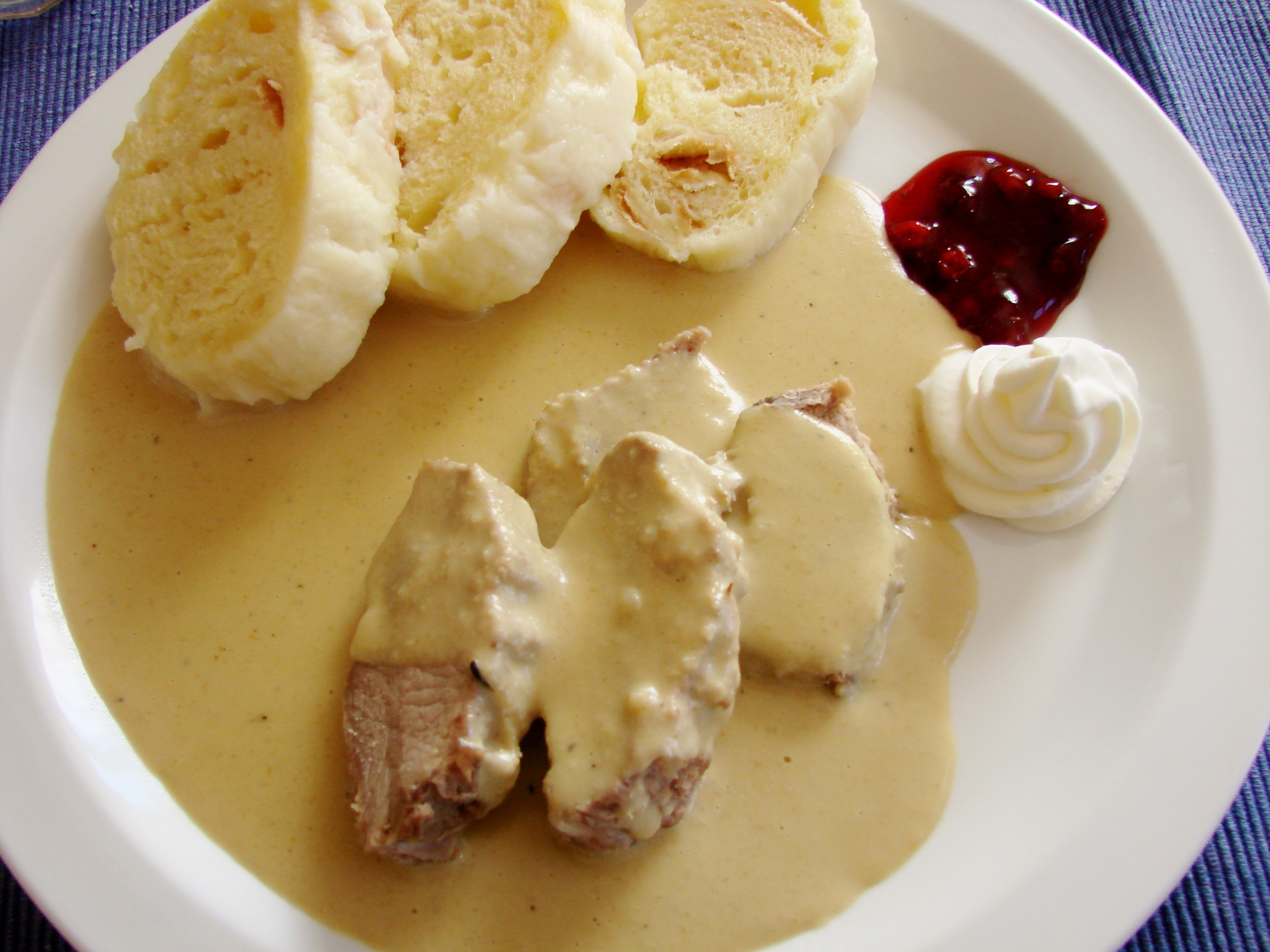
Svíčková na smetaně s českými knedlíky

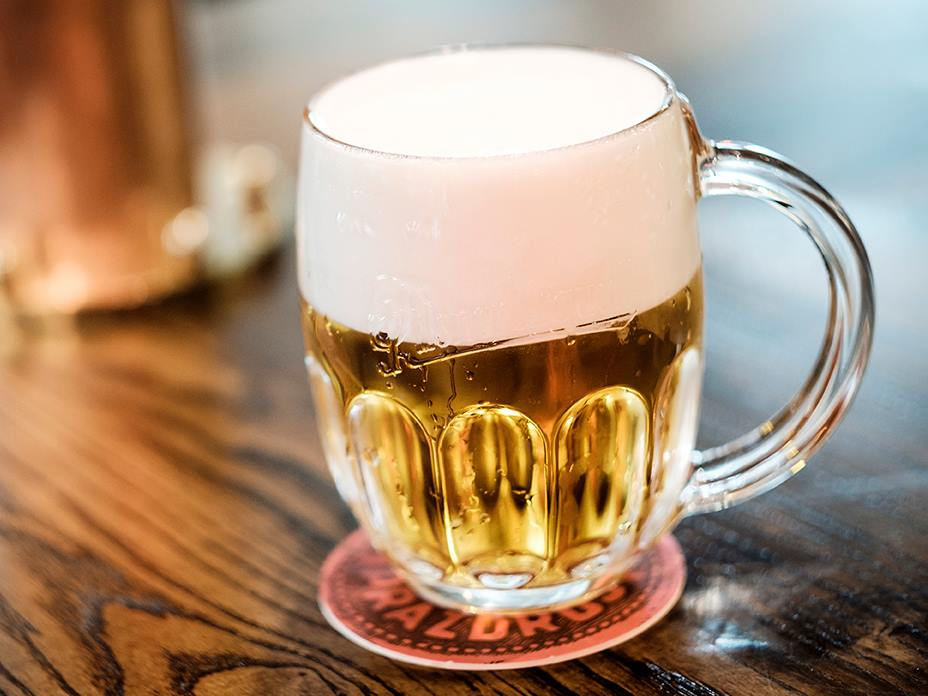
Pilsner Urquell bylo prvním pivem plzeňského typu na světě

Česká kuchyně je ovlivněna polohou Česka v průsečíku západních a východních vlivů. Půldruhého století ovlivňovala a byla ovlivňována kuchyní kulturně i jazykově blízkého Slovenska, ale mnohem déle trvala interakce s německou (zejména pak bavorskou) a rakouskou kuchyní, od kterých různé pokrmy přijímala (vídeňský řízek, vepřo-knedlo-zelo, bramboračka, štrúdl), ale také tyto kuchyně naopak inspirovala (povidla, koláče, svíčková na smetaně).
Obecně česká jídla zapadají do středoevropských chutí, s některými místními originalitami – krom už uvedených např. smažený sýr, knedlíky, utopenci, olomoucké syrečky, vánoční kapr (Český kapr je obchodní značkou), hořické trubičky, škubánky, pivní sýr atd. Východní vlivy (slovenské, maďarské, polské či ruské) v české kuchyni zastupují např. boršč, trdelník, živáňská pečeně, guláš anebo tlačenka. Ryby jsou v českém jídelníčku málo časté (tzv. mořské plody se rozmohly až v souvislosti s moderním stravováním a zásobováním potravinami z dovozu), naopak, v evropském kontextu mimořádné je použití jedlých hub a mletého máku. Tvary některých druhů pečiva – např. rohlíků – jsou také v Evropě (s výjimkou Slovenska) neobvyklé, i když samotné těsto, z něhož jsou vyráběny, je běžné.
Na podobu novověké české kuchyně měla zásadní vliv Magdalena Dobromila Rettigová.
Z českých nápojů vyniká pivo, jehož vaření tu má tisíciletou tradici a patří mezi nejznámější a nejkvalitnější na světě (v rámci EU je název České pivo chráněným zeměpisným označením). První doložený pivovar tu existoval už v roce 993 a Česko má nejvyšší spotřebu piva na osobu na světě. Vysoce alkoholická slivovice, pálená hlavně na východní Moravě, je běžně známa i v jiných státech východní a jihovýchodní Evropy, zato bylinné likéry Fernet Stock a Becherovka jsou českými specialitami. Víno se vyrábí především na jižní Moravě, která má k pěstování révy podstatně lepší podmínky než jiné části republiky (byly tu i vyšlechtěny domácí odrůdy, např. Cabernet Moravia, Pálava nebo Muškát moravský). Kofeinová limonáda Kofola je další českou specialitou.

### Svátky
Dny pracovního klidu zahrnují státní svátky, které se vážou k české státnosti, a ostatní svátky, které se vážou k historickým událostem nebo tradicím.
| Datum                             | Název                                          | Popis |
| --------------------------------- | ---------------------------------------------- | --- |
| 1. leden                          | Den obnovy samostatného českého státu          | Vznik Česka v roce 1993. |
| Pohyblivý svátek (březen – duben) | Velký pátek¹                                   | Křesťanský svátek. Tento den je připomínkou smrti Ježíše Krista na kříži. |
| Pohyblivý svátek (březen – duben) | Velikonoční pondělí¹                           | Křesťanský svátek, tradice vítání jara. Následuje po neděli Zmrtvýchvstání Páně. |
| 1. květen                         | Svátek práce¹                                  | Sociálně demokratickou internacionálou prosazená vzpomínka na dělnickou stávku v Chicagu roku 1886. Od 1. května 1886 platila v USA osmihodinová pracovní doba.                                                           |
| 8. květen                         | Den vítězství                                  | Konec druhé světové války v Evropě. |
| 5. červenec                       | Den slovanských věrozvěstů Cyrila a Metoděje   | Příchod věrozvěstů Cyrila a Metoděje na Velkou Moravu roku 863. |
| 6. červenec                       | Den upálení mistra Jana Husa                   | Upálení kněze a reformátora mistra Jana Husa během Kostnického koncilu roku 1415. |
| 28. září                          | Den české státnosti                            | Zavraždění knížete Svatého Václava roku 935 (929) ve Staré Boleslavi. |
| 28. říjen                         | Den vzniku samostatného československého státu | Vznik Československa roku 1918. |
| 17. listopad                      | Den boje za svobodu a demokracii               | Připomínka studentských demonstrací a následného uzavření českých vysokých škol německými okupanty v roce 1939 a studentské demonstrace z roku 1989, která odstartovala Sametovou revoluci. (Mezinárodní den studentstva) |
| 24. prosinec                      | Štědrý den¹                                    | Večerní oslava Vánoc. |
| 25. prosinec                      | 1. svátek vánoční¹                             | V katolické a evangelické liturgii oslava narození Ježíše Krista. |
| 26. prosinec                      | 2. svátek vánoční¹                             | V katolické a evangelické liturgii připomínka prvního křesťanského mučedníka Štěpána. |

¹ Označuje tzv. ostatní svátky, které nesouvisejí s českou státností.